# Mid-Season Invitational 2025
Mid-Season Invitational 2025 là mùa giải thứ 10 của Mid-Season Invitational (MSI) - giải đấu thường niên do Riot Games tổ chức dành cho bộ môn Liên Minh Huyền Thoại. Là giải đấu liên khu vực thứ 2 của Mùa giải 15, sau First Stand 2025. Giải đấu được tổ chức tại Vancouver, Canada, từ ngày 28 tháng 6 đến ngày 13 tháng 7 năm 2025. Tất cả các trận đấu sẽ diễn ra tại Pacific Coliseum. Đây sẽ là giải đấu MSI đầu tiên áp dụng thể thức Fearless Draft, đồng thời cũng là lần đầu tiên được tổ chức theo lịch thi đấu mới của trò chơi kể từ năm 2025.
Đây sẽ là lần đầu tiên Canada đăng cai một giải đấu Liên Minh Huyền Thoại quốc tế, và đội vô địch giải đấu sẽ giành được suất tham dự Chung Kết Thế Giới 2025.
Gen.G đã xuất sắc đánh bại T1 trong trận chung kết với tỷ số 3-2 để lên ngôi vô địch lần thứ 2 liên tiếp.

## Lựa chọn chủ nhà
Trong ngày truyền thông cho trận Chung kết Chung Kết Thế Giới 2024 tại The O2 Arena ở Luân Đôn, Vương quốc Anh vào ngày 1 tháng 11 năm 2024, Riot Games đã thông báo rằng Mid-Season Invitational 2025 sẽ được tổ chức tại Canada, với thành phố đăng cai sẽ được xác định vào đầu mùa giải 2025. Đây sẽ là lần đầu tiên Canada đăng cai một giải đấu lớn của Liên Minh Huyền Thoại kể từ trận Chung kết Giải Mùa Xuân 2017 của Giải vô địch Liên Minh Huyền Thoại Bắc Mỹ (NA LCS), khi đó được tổ chức tại nhà thi đấu Pacific Coliseum ở Vancouver, Canada.

## Địa điểm thi đấu
Vào ngày 8 tháng 1 năm 2025, Vancouver đã được công bố là thành phố đăng cai trong một video cập nhật phát triển được đăng trên các kênh truyền thông xã hội của Riot Games để khởi động mùa giải thi đấu năm 2025. Pacific Coliseum, nơi đã tổ chức trận chung kết mùa xuân NA LCS 2017, đã được chọn làm địa điểm tổ chức giải đấu vào ngày 20 tháng 3 năm 2025.
| Vancouver, Canada | Vancouver, Canada                              |
| ----------------- | ---------------------------------------------- |
| Pacific Coliseum  |                                                |
| Sức chứa: 17,500  |                                                |
|                   | VancouverMid-Season Invitational 2025 (Canada) |

## Tiếp thị

### Khẩu hiệu
Khẩu hiệu chính thức của giải đấu là: "Thắp Lửa Đam Mê" (Ignite the Fire Within), được công bố vào ngày 17 tháng 6 năm 2025, kèm theo một video giải thích thể thức thi đấu trên YouTube.

## Nhà tài trợ

### Đối tác toàn cầu
| - Amazon Web Services - Esports World Cup - Cisco - Coinbase | - HyperX - Mastercard - Mercedes-Benz | - HP Omen - Opera GX - Oppo | - Red Bull - Secretlab - Verizon |  |

## Các đội tham dự
Các khu vực LCK, LPL, LEC, LTA, và LCP sẽ có hai đội được tham dự mỗi khu vực, tổng là 10 đội. Do Hanwha Life Esports giành chức vô địch tại giải đấu First Stand 2025, hai đội của LCK sẽ được xếp thẳng vào Vòng phân nhánh (Bracket Stage), trong khi bốn khu vực còn lại sẽ có mỗi khu vực một đội vào Vòng khởi động (Play-In) và một đội vào Vòng phân nhánh.
Đây sẽ là lần đầu tiên Mid-Season Invitational có sự góp mặt của LCP, một giải đấu khu vực châu Á - Thái Bình Dương mới được thành lập từ sự hợp nhất giữa PCS, VCS, LJL và LCO, cùng với LTA, một giải đấu khu vực châu Mỹ mới được thành lập từ sự hợp nhất giữa LCS, CBLoL và LLA.

### Các đội tham dự
| Bắt đầu từ Vòng phân nhánh | Bắt đầu từ Vòng phân nhánh | Bắt đầu từ Vòng phân nhánh | Bắt đầu từ Vòng phân nhánh | Bắt đầu từ Vòng phân nhánh       | Bắt đầu từ Vòng phân nhánh |
| Khu vực                    | Giải đấu                   | Đội                        | ID                         | Tham dự thông qua                | Hạt giống                  |
| -------------------------- | -------------------------- | -------------------------- | -------------------------- | -------------------------------- | -------------------------- |
| Hàn Quốc                   | LCK                        | Gen.G                      | GEN                        | Đội thắng Đường tới MSI - Trận 1 | 1                          |
| Hàn Quốc                   | LCK                        | T1                         | T1                         | Đội thắng Đường tới MSI - Trận 2 | 2                          |
| APAC                       | LCP                        | CTBC Flying Oyster         | CFO                        | Quán quân Vòng loại giữa mùa LCP | 1                          |
| EMEA                       | LEC                        | Movistar KOI               | MKOI                       | Quán quân Giải Mùa Xuân LEC      | 1                          |
| Trung Quốc                 | LPL                        | Anyone's Legend            | AL                         | Quán quân Giai đoạn 2 LPL        | 1                          |
| Châu Mỹ                    | LTA                        | FlyQuest                   | FLY                        | Quán quân Giai đoạn 2 LTA Bắc    | 1                          |
| Bắt đầu từ Vòng khởi động  |                            |                            |                            |                                  |                            |
| Khu vực                    | Giải đấu                   | Đội                        | ID                         | Tham dự thông qua                | Hạt giống                  |
| APAC                       | LCP                        | GAM Esports                | GAM                        | Á quân Vòng loại giữa mùa LCP    | 2                          |
| EMEA                       | LEC                        | G2 Esports                 | G2                         | Á quân Giải Mùa Xuân LEC         | 2                          |
| Trung Quốc                 | LPL                        | Bilibili Gaming            | BLG                        | Á quân Giai đoạn 2 LPL           | 2                          |
| Châu Mỹ                    | LTA                        | FURIA                      | FUR                        | Quán quân Giai đoạn 2 LTA Nam    | 2                          |

## Thể thức thi đấu
Tất cả các trận đấu tại giải đấu, bao gồm cả Vòng khởi động (Play-In) và Vòng phân nhánh (Bracket), đều được thi đấu theo thể thức BO5.
Mid-Season Invitational 2025 sẽ áp dụng thể thức cấm/chọn "Fearless Draft" cho toàn bộ các trận đấu. Mặc dù Fearless Draft ban đầu dự kiến chỉ được sử dụng trong giai đoạn 1 của mùa giải, Riot Games đã thông báo trước trận chung kết First Stand 2025 rằng định dạng này sẽ được áp dụng cho toàn bộ năm sau khi nhận được phản hồi rất tích cực trong thời gian thử nghiệm.
4 trong số 10 đội sẽ bắt đầu từ Vòng khởi động, bao gồm các đội hạt giống số 2 của LCP, LEC, LPL và nhà vô địch LTA Nam. Các đội sẽ thi đấu theo thể thức loại kép kiểu GSL, được xếp hạt giống dựa trên thành tích khu vực tại giải First Stand 2025. Sau đó, 2 đội đầu tiên giành được hai chiến thắng sẽ vượt qua Vòng khởi động và tiến vào Vòng phân nhánh, nơi họ sẽ gặp 6 đội còn lại.
2 đội vượt qua vòng Khởi Động sẽ gia nhập cùng với: 2 đội hạt giống số 1 và 2 từ LCK, các đội hạt giống số 1 từ LCP, LEC, LPL và nhà vô địch LTA Bắc. Tất cả sẽ thi đấu theo thể thức loại kép. Các cặp đấu sẽ được xác định thông qua bốc thăm sau khi kết thúc Vòng khởi động.
Đội vô địch giải đấu sẽ đủ điều kiện tham gia Chung kết Thế giới 2025. Vị trí này sẽ chỉ có hiệu lực nếu đội vô địch giải đấu lọt vào Vòng loại trực tiếp trong giai đoạn 3 ở khu vực của họ. Khu vực có thành tích tốt thứ hai trên bảng xếp hạng cũng sẽ có thêm một hạt giống cho khu vực của mình tại Chung kết Thế giới 2025.

## Vòng khởi động
|  |                    |                    |                    |                   |                   |                    |                    |                    |  |  |                         |                         |                         |
|  | Vòng 1 nhánh thắng | Vòng 1 nhánh thắng | Vòng 1 nhánh thắng |                   |                   | Vòng 2 nhánh thắng | Vòng 2 nhánh thắng | Vòng 2 nhánh thắng |  |  | Lọt vào Vòng phân nhánh | Lọt vào Vòng phân nhánh | Lọt vào Vòng phân nhánh |
|  | Vòng 1 nhánh thắng | Vòng 1 nhánh thắng | Vòng 1 nhánh thắng |                   |                   | Vòng 2 nhánh thắng | Vòng 2 nhánh thắng | Vòng 2 nhánh thắng |  |  | Lọt vào Vòng phân nhánh | Lọt vào Vòng phân nhánh | Lọt vào Vòng phân nhánh |
|  |                    |                    |                    |                   |                   |                    |                    |                    |  |  |                         |                         |                         |
|  |                    |                    |                    |                   |                   |                    |                    |                    |  |  |                         |                         |                         |
|  | G2 Esports         | G2 Esports         | 3                  |                   |                   |                    |                    |                    |  |  |                         |                         |                         |
|  | G2 Esports         | G2 Esports         | 3                  |                   |                   |                    |                    |                    |  |  |                         |                         |                         |
|  | FURIA              | FURIA              | 2                  |                   |                   |                    |                    |                    |  |  |                         |                         |                         |
|  | FURIA              | FURIA              | 2                  |                   |                   |                    |                    |                    |  |  |                         |                         |                         |
|  |                    |                    |                    | G2 Esports        | G2 Esports        | 0                  |                    |                    |  |  |                         |                         |                         |
|  |                    |                    |                    | G2 Esports        | G2 Esports        | 0                  |                    | Bilibili Gaming    |  |  |                         |                         |                         |
|  |                    |                    | Bilibili Gaming    | Bilibili Gaming   | 3                 |                    |                    |                    |  |  |                         |                         |                         |
|  |                    |                    |                    | Bilibili Gaming   | 3                 |                    |                    |                    |  |  |                         |                         |                         |
|  | Bilibili Gaming    | Bilibili Gaming    | 3                  |                   |                   |                    |                    |                    |  |  |                         |                         |                         |
|  | Bilibili Gaming    | Bilibili Gaming    | 3                  |                   |                   |                    |                    |                    |  |  |                         |                         |                         |
|  | GAM Esports        | GAM Esports        | 0                  |                   |                   |                    |                    |                    |  |  |                         |                         |                         |
|  | GAM Esports        | GAM Esports        | 0                  |                   |                   |                    |                    |                    |  |  |                         |                         |                         |
|  |                    |                    |                    |                   |                   |                    |                    |                    |  |  |                         |                         |                         |
|  |                    |                    |                    |                   |                   |                    |                    |                    |  |  |                         |                         |                         |
|  |                    |                    |                    |                   |                   |                    |                    |                    |  |  |                         |                         |                         |
|  |                    |                    |                    |                   |                   |                    |                    |                    |  |  |                         |                         |                         |
|  | Vòng 1 nhánh thua  | Vòng 1 nhánh thua  | Vòng 1 nhánh thua  | Vòng 2 nhánh thua | Vòng 2 nhánh thua | Vòng 2 nhánh thua  |                    |                    |  |  |                         |                         |                         |
|  | Vòng 1 nhánh thua  | Vòng 1 nhánh thua  | Vòng 1 nhánh thua  | Vòng 2 nhánh thua | Vòng 2 nhánh thua | Vòng 2 nhánh thua  |                    |                    |  |  |                         |                         |                         |
|  |                    |                    |                    |                   |                   |                    |                    |                    |  |  |                         |                         |                         |
|  |                    |                    |                    |                   |                   |                    |                    |                    |  |  |                         |                         |                         |
|  |                    |                    |                    | G2 Esports        | G2 Esports        | 3                  |                    |                    |  |  |                         |                         |                         |
|  |                    |                    | G2 Esports         | G2 Esports        | G2 Esports        | 3                  |                    |                    |  |  |                         |                         |                         |
|  | FURIA              | FURIA              | 2                  |                   |                   | GAM Esports        | GAM Esports        | 2                  |  |  |                         |                         |                         |
|  | FURIA              | FURIA              | 2                  |                   |                   | GAM Esports        | GAM Esports        | 2                  |  |  |                         |                         |                         |
|  | GAM Esports        | GAM Esports        | 3                  |                   |                   |                    |                    |                    |  |  |                         |                         |                         |
|  | GAM Esports        | GAM Esports        | 3                  |                   |                   |                    |                    |                    |  |  |                         |                         |                         |

Nguồn: LoL Esports

### Kết quả chi tiết
Ghi chú : Thời gian diễn ra các trận đấu được tính theo giờ Việt Nam (UTC+7).

#### Vòng 1 nhánh thắng
| G2 Esports | 3 – 2 | FURIA |

| 4/17/6                                     | 4/17/6                                     | 4/17/6                                     | 4/17/6                                     | 4/17/6                                     | 4/17/6                                     | 4/17/6                                     | Trận 1                        | Trận 1 | 17/4/43                                    | 17/4/43                                    | 17/4/43                                    | 17/4/43                                    | 17/4/43                                    | 17/4/43                                    | 17/4/43                                    |
| Rồng: 1 ⋅ Trụ: 4 ⋅ Vàng: 47,1k             | Rồng: 1 ⋅ Trụ: 4 ⋅ Vàng: 47,1k             | Rồng: 1 ⋅ Trụ: 4 ⋅ Vàng: 47,1k             | Rồng: 1 ⋅ Trụ: 4 ⋅ Vàng: 47,1k             | Rồng: 1 ⋅ Trụ: 4 ⋅ Vàng: 47,1k             | Rồng: 1 ⋅ Trụ: 4 ⋅ Vàng: 47,1k             | Rồng: 1 ⋅ Trụ: 4 ⋅ Vàng: 47,1k             | Sự kiện thể thao đang diễn ra | 28:06  | Rồng: 3 ⋅ Trụ: 7 ⋅ Vàng: 55,1k             | Rồng: 3 ⋅ Trụ: 7 ⋅ Vàng: 55,1k             | Rồng: 3 ⋅ Trụ: 7 ⋅ Vàng: 55,1k             | Rồng: 3 ⋅ Trụ: 7 ⋅ Vàng: 55,1k             | Rồng: 3 ⋅ Trụ: 7 ⋅ Vàng: 55,1k             | Rồng: 3 ⋅ Trụ: 7 ⋅ Vàng: 55,1k             | Rồng: 3 ⋅ Trụ: 7 ⋅ Vàng: 55,1k             |
| Varus ⋅ Miss Fortune Jax ⋅ Xayah ⋅ Alistar | Varus ⋅ Miss Fortune Jax ⋅ Xayah ⋅ Alistar | Varus ⋅ Miss Fortune Jax ⋅ Xayah ⋅ Alistar | Varus ⋅ Miss Fortune Jax ⋅ Xayah ⋅ Alistar | Varus ⋅ Miss Fortune Jax ⋅ Xayah ⋅ Alistar | Varus ⋅ Miss Fortune Jax ⋅ Xayah ⋅ Alistar | Varus ⋅ Miss Fortune Jax ⋅ Xayah ⋅ Alistar | Cấm                           | Cấm    | Yone ⋅ Pantheon Twisted Fate ⋅ Gnar ⋅ Gwen | Yone ⋅ Pantheon Twisted Fate ⋅ Gnar ⋅ Gwen | Yone ⋅ Pantheon Twisted Fate ⋅ Gnar ⋅ Gwen | Yone ⋅ Pantheon Twisted Fate ⋅ Gnar ⋅ Gwen | Yone ⋅ Pantheon Twisted Fate ⋅ Gnar ⋅ Gwen | Yone ⋅ Pantheon Twisted Fate ⋅ Gnar ⋅ Gwen | Yone ⋅ Pantheon Twisted Fate ⋅ Gnar ⋅ Gwen |
| Warwick ⋅ Vi Ahri ⋅ Kai'Sa ⋅ Poppy         | Warwick ⋅ Vi Ahri ⋅ Kai'Sa ⋅ Poppy         | Warwick ⋅ Vi Ahri ⋅ Kai'Sa ⋅ Poppy         | Warwick ⋅ Vi Ahri ⋅ Kai'Sa ⋅ Poppy         | Warwick ⋅ Vi Ahri ⋅ Kai'Sa ⋅ Poppy         | Warwick ⋅ Vi Ahri ⋅ Kai'Sa ⋅ Poppy         | Warwick ⋅ Vi Ahri ⋅ Kai'Sa ⋅ Poppy         | Chọn                          | Chọn   | Aatrox ⋅ Xin Zhao Taliyah ⋅ Nilah ⋅ Rakan  | Aatrox ⋅ Xin Zhao Taliyah ⋅ Nilah ⋅ Rakan  | Aatrox ⋅ Xin Zhao Taliyah ⋅ Nilah ⋅ Rakan  | Aatrox ⋅ Xin Zhao Taliyah ⋅ Nilah ⋅ Rakan  | Aatrox ⋅ Xin Zhao Taliyah ⋅ Nilah ⋅ Rakan  | Aatrox ⋅ Xin Zhao Taliyah ⋅ Nilah ⋅ Rakan  | Aatrox ⋅ Xin Zhao Taliyah ⋅ Nilah ⋅ Rakan  |
|                                            |                                            |                                            |                                            |                                            |                                            |                                            |                               |        |                                            |                                            |                                            |                                            |                                            |                                            |                                            |

| 25/9/54                                     | 25/9/54                                     | 25/9/54                                     | 25/9/54                                     | 25/9/54                                     | 25/9/54                                     | 25/9/54                                     | Trận 2                        | Trận 2 | 9/25/11                                        | 9/25/11                                        | 9/25/11                                        | 9/25/11                                        | 9/25/11                                        | 9/25/11                                        | 9/25/11                                        |
| Rồng: 3 ⋅ Trụ: 11 ⋅ Vàng: 72,4k             | Rồng: 3 ⋅ Trụ: 11 ⋅ Vàng: 72,4k             | Rồng: 3 ⋅ Trụ: 11 ⋅ Vàng: 72,4k             | Rồng: 3 ⋅ Trụ: 11 ⋅ Vàng: 72,4k             | Rồng: 3 ⋅ Trụ: 11 ⋅ Vàng: 72,4k             | Rồng: 3 ⋅ Trụ: 11 ⋅ Vàng: 72,4k             | Rồng: 3 ⋅ Trụ: 11 ⋅ Vàng: 72,4k             | Sự kiện thể thao đang diễn ra | 34:34  | Rồng: 1 ⋅ Trụ: 3 ⋅ Vàng: 60,4k                 | Rồng: 1 ⋅ Trụ: 3 ⋅ Vàng: 60,4k                 | Rồng: 1 ⋅ Trụ: 3 ⋅ Vàng: 60,4k                 | Rồng: 1 ⋅ Trụ: 3 ⋅ Vàng: 60,4k                 | Rồng: 1 ⋅ Trụ: 3 ⋅ Vàng: 60,4k                 | Rồng: 1 ⋅ Trụ: 3 ⋅ Vàng: 60,4k                 | Rồng: 1 ⋅ Trụ: 3 ⋅ Vàng: 60,4k                 |
| Jayce ⋅ Miss Fortune Yasuo ⋅ Karma ⋅ Rumble | Jayce ⋅ Miss Fortune Yasuo ⋅ Karma ⋅ Rumble | Jayce ⋅ Miss Fortune Yasuo ⋅ Karma ⋅ Rumble | Jayce ⋅ Miss Fortune Yasuo ⋅ Karma ⋅ Rumble | Jayce ⋅ Miss Fortune Yasuo ⋅ Karma ⋅ Rumble | Jayce ⋅ Miss Fortune Yasuo ⋅ Karma ⋅ Rumble | Jayce ⋅ Miss Fortune Yasuo ⋅ Karma ⋅ Rumble | Cấm                           | Cấm    | Azir ⋅ Twisted Fate Pantheon ⋅ Tristana ⋅ Hwei | Azir ⋅ Twisted Fate Pantheon ⋅ Tristana ⋅ Hwei | Azir ⋅ Twisted Fate Pantheon ⋅ Tristana ⋅ Hwei | Azir ⋅ Twisted Fate Pantheon ⋅ Tristana ⋅ Hwei | Azir ⋅ Twisted Fate Pantheon ⋅ Tristana ⋅ Hwei | Azir ⋅ Twisted Fate Pantheon ⋅ Tristana ⋅ Hwei | Azir ⋅ Twisted Fate Pantheon ⋅ Tristana ⋅ Hwei |
| Jax ⋅ Maokai Corki ⋅ Varus ⋅ Alistar        | Jax ⋅ Maokai Corki ⋅ Varus ⋅ Alistar        | Jax ⋅ Maokai Corki ⋅ Varus ⋅ Alistar        | Jax ⋅ Maokai Corki ⋅ Varus ⋅ Alistar        | Jax ⋅ Maokai Corki ⋅ Varus ⋅ Alistar        | Jax ⋅ Maokai Corki ⋅ Varus ⋅ Alistar        | Jax ⋅ Maokai Corki ⋅ Varus ⋅ Alistar        | Chọn                          | Chọn   | K'Sante ⋅ Ngộ Không Ryze ⋅ Ezreal ⋅ Rell       | K'Sante ⋅ Ngộ Không Ryze ⋅ Ezreal ⋅ Rell       | K'Sante ⋅ Ngộ Không Ryze ⋅ Ezreal ⋅ Rell       | K'Sante ⋅ Ngộ Không Ryze ⋅ Ezreal ⋅ Rell       | K'Sante ⋅ Ngộ Không Ryze ⋅ Ezreal ⋅ Rell       | K'Sante ⋅ Ngộ Không Ryze ⋅ Ezreal ⋅ Rell       | K'Sante ⋅ Ngộ Không Ryze ⋅ Ezreal ⋅ Rell       |
|                                             |                                             |                                             |                                             |                                             |                                             |                                             |                               |        |                                                |                                                |                                                |                                                |                                                |                                                |                                                |

| 21/17/50                                     | 21/17/50                                     | 21/17/50                                     | 21/17/50                                     | 21/17/50                                     | 21/17/50                                     | 21/17/50                                     | Trận 3                        | Trận 3 | 17/21/36                                    | 17/21/36                                    | 17/21/36                                    | 17/21/36                                    | 17/21/36                                    | 17/21/36                                    | 17/21/36                                    |
| Rồng: 2 ⋅ Trụ: 10 ⋅ Vàng: 70,6k              | Rồng: 2 ⋅ Trụ: 10 ⋅ Vàng: 70,6k              | Rồng: 2 ⋅ Trụ: 10 ⋅ Vàng: 70,6k              | Rồng: 2 ⋅ Trụ: 10 ⋅ Vàng: 70,6k              | Rồng: 2 ⋅ Trụ: 10 ⋅ Vàng: 70,6k              | Rồng: 2 ⋅ Trụ: 10 ⋅ Vàng: 70,6k              | Rồng: 2 ⋅ Trụ: 10 ⋅ Vàng: 70,6k              | Sự kiện thể thao đang diễn ra | 36:57  | Rồng: 3 ⋅ Trụ: 4 ⋅ Vàng: 64,8k              | Rồng: 3 ⋅ Trụ: 4 ⋅ Vàng: 64,8k              | Rồng: 3 ⋅ Trụ: 4 ⋅ Vàng: 64,8k              | Rồng: 3 ⋅ Trụ: 4 ⋅ Vàng: 64,8k              | Rồng: 3 ⋅ Trụ: 4 ⋅ Vàng: 64,8k              | Rồng: 3 ⋅ Trụ: 4 ⋅ Vàng: 64,8k              | Rồng: 3 ⋅ Trụ: 4 ⋅ Vàng: 64,8k              |
| Miss Fortune ⋅ Gwen Senna ⋅ Aurora ⋅ Ambessa | Miss Fortune ⋅ Gwen Senna ⋅ Aurora ⋅ Ambessa | Miss Fortune ⋅ Gwen Senna ⋅ Aurora ⋅ Ambessa | Miss Fortune ⋅ Gwen Senna ⋅ Aurora ⋅ Ambessa | Miss Fortune ⋅ Gwen Senna ⋅ Aurora ⋅ Ambessa | Miss Fortune ⋅ Gwen Senna ⋅ Aurora ⋅ Ambessa | Miss Fortune ⋅ Gwen Senna ⋅ Aurora ⋅ Ambessa | Cấm                           | Cấm    | Draven ⋅ Twisted Fate Azir ⋅ Kalista ⋅ Sion | Draven ⋅ Twisted Fate Azir ⋅ Kalista ⋅ Sion | Draven ⋅ Twisted Fate Azir ⋅ Kalista ⋅ Sion | Draven ⋅ Twisted Fate Azir ⋅ Kalista ⋅ Sion | Draven ⋅ Twisted Fate Azir ⋅ Kalista ⋅ Sion | Draven ⋅ Twisted Fate Azir ⋅ Kalista ⋅ Sion | Draven ⋅ Twisted Fate Azir ⋅ Kalista ⋅ Sion |
| Ornn ⋅ Trundle Annie ⋅ Jhin ⋅ Nautilus       | Ornn ⋅ Trundle Annie ⋅ Jhin ⋅ Nautilus       | Ornn ⋅ Trundle Annie ⋅ Jhin ⋅ Nautilus       | Ornn ⋅ Trundle Annie ⋅ Jhin ⋅ Nautilus       | Ornn ⋅ Trundle Annie ⋅ Jhin ⋅ Nautilus       | Ornn ⋅ Trundle Annie ⋅ Jhin ⋅ Nautilus       | Ornn ⋅ Trundle Annie ⋅ Jhin ⋅ Nautilus       | Chọn                          | Chọn   | Rumble ⋅ Pantheon Orianna ⋅ Lucian ⋅ Nami   | Rumble ⋅ Pantheon Orianna ⋅ Lucian ⋅ Nami   | Rumble ⋅ Pantheon Orianna ⋅ Lucian ⋅ Nami   | Rumble ⋅ Pantheon Orianna ⋅ Lucian ⋅ Nami   | Rumble ⋅ Pantheon Orianna ⋅ Lucian ⋅ Nami   | Rumble ⋅ Pantheon Orianna ⋅ Lucian ⋅ Nami   | Rumble ⋅ Pantheon Orianna ⋅ Lucian ⋅ Nami   |
|                                              |                                              |                                              |                                              |                                              |                                              |                                              |                               |        |                                             |                                             |                                             |                                             |                                             |                                             |                                             |

| 9/30/22                                         | 9/30/22                                         | 9/30/22                                         | 9/30/22                                         | 9/30/22                                         | 9/30/22                                         | 9/30/22                                         | Trận 4                        | Trận 4 | 30/9/66                                            | 30/9/66                                            | 30/9/66                                            | 30/9/66                                            | 30/9/66                                            | 30/9/66                                            | 30/9/66                                            |
| Rồng: 2 ⋅ Trụ: 3 ⋅ Vàng: 54k                    | Rồng: 2 ⋅ Trụ: 3 ⋅ Vàng: 54k                    | Rồng: 2 ⋅ Trụ: 3 ⋅ Vàng: 54k                    | Rồng: 2 ⋅ Trụ: 3 ⋅ Vàng: 54k                    | Rồng: 2 ⋅ Trụ: 3 ⋅ Vàng: 54k                    | Rồng: 2 ⋅ Trụ: 3 ⋅ Vàng: 54k                    | Rồng: 2 ⋅ Trụ: 3 ⋅ Vàng: 54k                    | Sự kiện thể thao đang diễn ra | 31:22  | Rồng: 2 ⋅ Trụ: 8 ⋅ Vàng: 64,1k                     | Rồng: 2 ⋅ Trụ: 8 ⋅ Vàng: 64,1k                     | Rồng: 2 ⋅ Trụ: 8 ⋅ Vàng: 64,1k                     | Rồng: 2 ⋅ Trụ: 8 ⋅ Vàng: 64,1k                     | Rồng: 2 ⋅ Trụ: 8 ⋅ Vàng: 64,1k                     | Rồng: 2 ⋅ Trụ: 8 ⋅ Vàng: 64,1k                     | Rồng: 2 ⋅ Trụ: 8 ⋅ Vàng: 64,1k                     |
| Miss Fortune ⋅ Gwen Senna ⋅ Aurora ⋅ Sylas      | Miss Fortune ⋅ Gwen Senna ⋅ Aurora ⋅ Sylas      | Miss Fortune ⋅ Gwen Senna ⋅ Aurora ⋅ Sylas      | Miss Fortune ⋅ Gwen Senna ⋅ Aurora ⋅ Sylas      | Miss Fortune ⋅ Gwen Senna ⋅ Aurora ⋅ Sylas      | Miss Fortune ⋅ Gwen Senna ⋅ Aurora ⋅ Sylas      | Miss Fortune ⋅ Gwen Senna ⋅ Aurora ⋅ Sylas      | Cấm                           | Cấm    | Twisted Fate ⋅ Azir Dr. Mundo ⋅ Galio ⋅ Cassiopeia | Twisted Fate ⋅ Azir Dr. Mundo ⋅ Galio ⋅ Cassiopeia | Twisted Fate ⋅ Azir Dr. Mundo ⋅ Galio ⋅ Cassiopeia | Twisted Fate ⋅ Azir Dr. Mundo ⋅ Galio ⋅ Cassiopeia | Twisted Fate ⋅ Azir Dr. Mundo ⋅ Galio ⋅ Cassiopeia | Twisted Fate ⋅ Azir Dr. Mundo ⋅ Galio ⋅ Cassiopeia | Twisted Fate ⋅ Azir Dr. Mundo ⋅ Galio ⋅ Cassiopeia |
| Renekton ⋅ Naafiri Neeko ⋅ Kalista ⋅ Blitzcrank | Renekton ⋅ Naafiri Neeko ⋅ Kalista ⋅ Blitzcrank | Renekton ⋅ Naafiri Neeko ⋅ Kalista ⋅ Blitzcrank | Renekton ⋅ Naafiri Neeko ⋅ Kalista ⋅ Blitzcrank | Renekton ⋅ Naafiri Neeko ⋅ Kalista ⋅ Blitzcrank | Renekton ⋅ Naafiri Neeko ⋅ Kalista ⋅ Blitzcrank | Renekton ⋅ Naafiri Neeko ⋅ Kalista ⋅ Blitzcrank | Chọn                          | Chọn   | Sion ⋅ Nocturne Akali ⋅ Ashe ⋅ Seraphine           | Sion ⋅ Nocturne Akali ⋅ Ashe ⋅ Seraphine           | Sion ⋅ Nocturne Akali ⋅ Ashe ⋅ Seraphine           | Sion ⋅ Nocturne Akali ⋅ Ashe ⋅ Seraphine           | Sion ⋅ Nocturne Akali ⋅ Ashe ⋅ Seraphine           | Sion ⋅ Nocturne Akali ⋅ Ashe ⋅ Seraphine           | Sion ⋅ Nocturne Akali ⋅ Ashe ⋅ Seraphine           |
|                                                 |                                                 |                                                 |                                                 |                                                 |                                                 |                                                 |                               |        |                                                    |                                                    |                                                    |                                                    |                                                    |                                                    |                                                    |

| 20/3/50                                           | 20/3/50                                           | 20/3/50                                           | 20/3/50                                           | 20/3/50                                           | 20/3/50                                           | 20/3/50                                           | Trận 5                        | Trận 5 | 3/20/5                                          | 3/20/5                                          | 3/20/5                                          | 3/20/5                                          | 3/20/5                                          | 3/20/5                                          | 3/20/5                                          |
| Rồng: 4 ⋅ Trụ: 10 ⋅ Vàng: 63,7k                   | Rồng: 4 ⋅ Trụ: 10 ⋅ Vàng: 63,7k                   | Rồng: 4 ⋅ Trụ: 10 ⋅ Vàng: 63,7k                   | Rồng: 4 ⋅ Trụ: 10 ⋅ Vàng: 63,7k                   | Rồng: 4 ⋅ Trụ: 10 ⋅ Vàng: 63,7k                   | Rồng: 4 ⋅ Trụ: 10 ⋅ Vàng: 63,7k                   | Rồng: 4 ⋅ Trụ: 10 ⋅ Vàng: 63,7k                   | Sự kiện thể thao đang diễn ra | 30:25  | Rồng: 1 ⋅ Trụ: 2 ⋅ Vàng: 47,7k                  | Rồng: 1 ⋅ Trụ: 2 ⋅ Vàng: 47,7k                  | Rồng: 1 ⋅ Trụ: 2 ⋅ Vàng: 47,7k                  | Rồng: 1 ⋅ Trụ: 2 ⋅ Vàng: 47,7k                  | Rồng: 1 ⋅ Trụ: 2 ⋅ Vàng: 47,7k                  | Rồng: 1 ⋅ Trụ: 2 ⋅ Vàng: 47,7k                  | Rồng: 1 ⋅ Trụ: 2 ⋅ Vàng: 47,7k                  |
| Miss Fortune ⋅ Aurora Smolder ⋅ Ambessa ⋅ Lee Sin | Miss Fortune ⋅ Aurora Smolder ⋅ Ambessa ⋅ Lee Sin | Miss Fortune ⋅ Aurora Smolder ⋅ Ambessa ⋅ Lee Sin | Miss Fortune ⋅ Aurora Smolder ⋅ Ambessa ⋅ Lee Sin | Miss Fortune ⋅ Aurora Smolder ⋅ Ambessa ⋅ Lee Sin | Miss Fortune ⋅ Aurora Smolder ⋅ Ambessa ⋅ Lee Sin | Miss Fortune ⋅ Aurora Smolder ⋅ Ambessa ⋅ Lee Sin | Cấm                           | Cấm    | Twisted Fate ⋅ Azir Caitlyn ⋅ Camille ⋅ Sejuani | Twisted Fate ⋅ Azir Caitlyn ⋅ Camille ⋅ Sejuani | Twisted Fate ⋅ Azir Caitlyn ⋅ Camille ⋅ Sejuani | Twisted Fate ⋅ Azir Caitlyn ⋅ Camille ⋅ Sejuani | Twisted Fate ⋅ Azir Caitlyn ⋅ Camille ⋅ Sejuani | Twisted Fate ⋅ Azir Caitlyn ⋅ Camille ⋅ Sejuani | Twisted Fate ⋅ Azir Caitlyn ⋅ Camille ⋅ Sejuani |
| Gragas ⋅ Jarvan IV Yone ⋅ Senna ⋅ Braum           | Gragas ⋅ Jarvan IV Yone ⋅ Senna ⋅ Braum           | Gragas ⋅ Jarvan IV Yone ⋅ Senna ⋅ Braum           | Gragas ⋅ Jarvan IV Yone ⋅ Senna ⋅ Braum           | Gragas ⋅ Jarvan IV Yone ⋅ Senna ⋅ Braum           | Gragas ⋅ Jarvan IV Yone ⋅ Senna ⋅ Braum           | Gragas ⋅ Jarvan IV Yone ⋅ Senna ⋅ Braum           | Chọn                          | Chọn   | Gnar ⋅ Lillia Jayce ⋅ Ziggs ⋅ Leona             | Gnar ⋅ Lillia Jayce ⋅ Ziggs ⋅ Leona             | Gnar ⋅ Lillia Jayce ⋅ Ziggs ⋅ Leona             | Gnar ⋅ Lillia Jayce ⋅ Ziggs ⋅ Leona             | Gnar ⋅ Lillia Jayce ⋅ Ziggs ⋅ Leona             | Gnar ⋅ Lillia Jayce ⋅ Ziggs ⋅ Leona             | Gnar ⋅ Lillia Jayce ⋅ Ziggs ⋅ Leona             |
|                                                   |                                                   |                                                   |                                                   |                                                   |                                                   |                                                   |                               |        |                                                 |                                                 |                                                 |                                                 |                                                 |                                                 |                                                 |

| G2 Esports | 3 – 2 | FURIA |

| 4/17/6                                     | 4/17/6                                     | 4/17/6                                     | 4/17/6                                     | 4/17/6                                     | 4/17/6                                     | 4/17/6                                     | Trận 1                        | Trận 1 | 17/4/43                                    | 17/4/43                                    | 17/4/43                                    | 17/4/43                                    | 17/4/43                                    | 17/4/43                                    | 17/4/43                                    |
| Rồng: 1 ⋅ Trụ: 4 ⋅ Vàng: 47,1k             | Rồng: 1 ⋅ Trụ: 4 ⋅ Vàng: 47,1k             | Rồng: 1 ⋅ Trụ: 4 ⋅ Vàng: 47,1k             | Rồng: 1 ⋅ Trụ: 4 ⋅ Vàng: 47,1k             | Rồng: 1 ⋅ Trụ: 4 ⋅ Vàng: 47,1k             | Rồng: 1 ⋅ Trụ: 4 ⋅ Vàng: 47,1k             | Rồng: 1 ⋅ Trụ: 4 ⋅ Vàng: 47,1k             | Sự kiện thể thao đang diễn ra | 28:06  | Rồng: 3 ⋅ Trụ: 7 ⋅ Vàng: 55,1k             | Rồng: 3 ⋅ Trụ: 7 ⋅ Vàng: 55,1k             | Rồng: 3 ⋅ Trụ: 7 ⋅ Vàng: 55,1k             | Rồng: 3 ⋅ Trụ: 7 ⋅ Vàng: 55,1k             | Rồng: 3 ⋅ Trụ: 7 ⋅ Vàng: 55,1k             | Rồng: 3 ⋅ Trụ: 7 ⋅ Vàng: 55,1k             | Rồng: 3 ⋅ Trụ: 7 ⋅ Vàng: 55,1k             |
| Varus ⋅ Miss Fortune Jax ⋅ Xayah ⋅ Alistar | Varus ⋅ Miss Fortune Jax ⋅ Xayah ⋅ Alistar | Varus ⋅ Miss Fortune Jax ⋅ Xayah ⋅ Alistar | Varus ⋅ Miss Fortune Jax ⋅ Xayah ⋅ Alistar | Varus ⋅ Miss Fortune Jax ⋅ Xayah ⋅ Alistar | Varus ⋅ Miss Fortune Jax ⋅ Xayah ⋅ Alistar | Varus ⋅ Miss Fortune Jax ⋅ Xayah ⋅ Alistar | Cấm                           | Cấm    | Yone ⋅ Pantheon Twisted Fate ⋅ Gnar ⋅ Gwen | Yone ⋅ Pantheon Twisted Fate ⋅ Gnar ⋅ Gwen | Yone ⋅ Pantheon Twisted Fate ⋅ Gnar ⋅ Gwen | Yone ⋅ Pantheon Twisted Fate ⋅ Gnar ⋅ Gwen | Yone ⋅ Pantheon Twisted Fate ⋅ Gnar ⋅ Gwen | Yone ⋅ Pantheon Twisted Fate ⋅ Gnar ⋅ Gwen | Yone ⋅ Pantheon Twisted Fate ⋅ Gnar ⋅ Gwen |
| Warwick ⋅ Vi Ahri ⋅ Kai'Sa ⋅ Poppy         | Warwick ⋅ Vi Ahri ⋅ Kai'Sa ⋅ Poppy         | Warwick ⋅ Vi Ahri ⋅ Kai'Sa ⋅ Poppy         | Warwick ⋅ Vi Ahri ⋅ Kai'Sa ⋅ Poppy         | Warwick ⋅ Vi Ahri ⋅ Kai'Sa ⋅ Poppy         | Warwick ⋅ Vi Ahri ⋅ Kai'Sa ⋅ Poppy         | Warwick ⋅ Vi Ahri ⋅ Kai'Sa ⋅ Poppy         | Chọn                          | Chọn   | Aatrox ⋅ Xin Zhao Taliyah ⋅ Nilah ⋅ Rakan  | Aatrox ⋅ Xin Zhao Taliyah ⋅ Nilah ⋅ Rakan  | Aatrox ⋅ Xin Zhao Taliyah ⋅ Nilah ⋅ Rakan  | Aatrox ⋅ Xin Zhao Taliyah ⋅ Nilah ⋅ Rakan  | Aatrox ⋅ Xin Zhao Taliyah ⋅ Nilah ⋅ Rakan  | Aatrox ⋅ Xin Zhao Taliyah ⋅ Nilah ⋅ Rakan  | Aatrox ⋅ Xin Zhao Taliyah ⋅ Nilah ⋅ Rakan  |
|                                            |                                            |                                            |                                            |                                            |                                            |                                            |                               |        |                                            |                                            |                                            |                                            |                                            |                                            |                                            |

| 25/9/54                                     | 25/9/54                                     | 25/9/54                                     | 25/9/54                                     | 25/9/54                                     | 25/9/54                                     | 25/9/54                                     | Trận 2                        | Trận 2 | 9/25/11                                        | 9/25/11                                        | 9/25/11                                        | 9/25/11                                        | 9/25/11                                        | 9/25/11                                        | 9/25/11                                        |
| Rồng: 3 ⋅ Trụ: 11 ⋅ Vàng: 72,4k             | Rồng: 3 ⋅ Trụ: 11 ⋅ Vàng: 72,4k             | Rồng: 3 ⋅ Trụ: 11 ⋅ Vàng: 72,4k             | Rồng: 3 ⋅ Trụ: 11 ⋅ Vàng: 72,4k             | Rồng: 3 ⋅ Trụ: 11 ⋅ Vàng: 72,4k             | Rồng: 3 ⋅ Trụ: 11 ⋅ Vàng: 72,4k             | Rồng: 3 ⋅ Trụ: 11 ⋅ Vàng: 72,4k             | Sự kiện thể thao đang diễn ra | 34:34  | Rồng: 1 ⋅ Trụ: 3 ⋅ Vàng: 60,4k                 | Rồng: 1 ⋅ Trụ: 3 ⋅ Vàng: 60,4k                 | Rồng: 1 ⋅ Trụ: 3 ⋅ Vàng: 60,4k                 | Rồng: 1 ⋅ Trụ: 3 ⋅ Vàng: 60,4k                 | Rồng: 1 ⋅ Trụ: 3 ⋅ Vàng: 60,4k                 | Rồng: 1 ⋅ Trụ: 3 ⋅ Vàng: 60,4k                 | Rồng: 1 ⋅ Trụ: 3 ⋅ Vàng: 60,4k                 |
| Jayce ⋅ Miss Fortune Yasuo ⋅ Karma ⋅ Rumble | Jayce ⋅ Miss Fortune Yasuo ⋅ Karma ⋅ Rumble | Jayce ⋅ Miss Fortune Yasuo ⋅ Karma ⋅ Rumble | Jayce ⋅ Miss Fortune Yasuo ⋅ Karma ⋅ Rumble | Jayce ⋅ Miss Fortune Yasuo ⋅ Karma ⋅ Rumble | Jayce ⋅ Miss Fortune Yasuo ⋅ Karma ⋅ Rumble | Jayce ⋅ Miss Fortune Yasuo ⋅ Karma ⋅ Rumble | Cấm                           | Cấm    | Azir ⋅ Twisted Fate Pantheon ⋅ Tristana ⋅ Hwei | Azir ⋅ Twisted Fate Pantheon ⋅ Tristana ⋅ Hwei | Azir ⋅ Twisted Fate Pantheon ⋅ Tristana ⋅ Hwei | Azir ⋅ Twisted Fate Pantheon ⋅ Tristana ⋅ Hwei | Azir ⋅ Twisted Fate Pantheon ⋅ Tristana ⋅ Hwei | Azir ⋅ Twisted Fate Pantheon ⋅ Tristana ⋅ Hwei | Azir ⋅ Twisted Fate Pantheon ⋅ Tristana ⋅ Hwei |
| Jax ⋅ Maokai Corki ⋅ Varus ⋅ Alistar        | Jax ⋅ Maokai Corki ⋅ Varus ⋅ Alistar        | Jax ⋅ Maokai Corki ⋅ Varus ⋅ Alistar        | Jax ⋅ Maokai Corki ⋅ Varus ⋅ Alistar        | Jax ⋅ Maokai Corki ⋅ Varus ⋅ Alistar        | Jax ⋅ Maokai Corki ⋅ Varus ⋅ Alistar        | Jax ⋅ Maokai Corki ⋅ Varus ⋅ Alistar        | Chọn                          | Chọn   | K'Sante ⋅ Ngộ Không Ryze ⋅ Ezreal ⋅ Rell       | K'Sante ⋅ Ngộ Không Ryze ⋅ Ezreal ⋅ Rell       | K'Sante ⋅ Ngộ Không Ryze ⋅ Ezreal ⋅ Rell       | K'Sante ⋅ Ngộ Không Ryze ⋅ Ezreal ⋅ Rell       | K'Sante ⋅ Ngộ Không Ryze ⋅ Ezreal ⋅ Rell       | K'Sante ⋅ Ngộ Không Ryze ⋅ Ezreal ⋅ Rell       | K'Sante ⋅ Ngộ Không Ryze ⋅ Ezreal ⋅ Rell       |
|                                             |                                             |                                             |                                             |                                             |                                             |                                             |                               |        |                                                |                                                |                                                |                                                |                                                |                                                |                                                |

| 21/17/50                                     | 21/17/50                                     | 21/17/50                                     | 21/17/50                                     | 21/17/50                                     | 21/17/50                                     | 21/17/50                                     | Trận 3                        | Trận 3 | 17/21/36                                    | 17/21/36                                    | 17/21/36                                    | 17/21/36                                    | 17/21/36                                    | 17/21/36                                    | 17/21/36                                    |
| Rồng: 2 ⋅ Trụ: 10 ⋅ Vàng: 70,6k              | Rồng: 2 ⋅ Trụ: 10 ⋅ Vàng: 70,6k              | Rồng: 2 ⋅ Trụ: 10 ⋅ Vàng: 70,6k              | Rồng: 2 ⋅ Trụ: 10 ⋅ Vàng: 70,6k              | Rồng: 2 ⋅ Trụ: 10 ⋅ Vàng: 70,6k              | Rồng: 2 ⋅ Trụ: 10 ⋅ Vàng: 70,6k              | Rồng: 2 ⋅ Trụ: 10 ⋅ Vàng: 70,6k              | Sự kiện thể thao đang diễn ra | 36:57  | Rồng: 3 ⋅ Trụ: 4 ⋅ Vàng: 64,8k              | Rồng: 3 ⋅ Trụ: 4 ⋅ Vàng: 64,8k              | Rồng: 3 ⋅ Trụ: 4 ⋅ Vàng: 64,8k              | Rồng: 3 ⋅ Trụ: 4 ⋅ Vàng: 64,8k              | Rồng: 3 ⋅ Trụ: 4 ⋅ Vàng: 64,8k              | Rồng: 3 ⋅ Trụ: 4 ⋅ Vàng: 64,8k              | Rồng: 3 ⋅ Trụ: 4 ⋅ Vàng: 64,8k              |
| Miss Fortune ⋅ Gwen Senna ⋅ Aurora ⋅ Ambessa | Miss Fortune ⋅ Gwen Senna ⋅ Aurora ⋅ Ambessa | Miss Fortune ⋅ Gwen Senna ⋅ Aurora ⋅ Ambessa | Miss Fortune ⋅ Gwen Senna ⋅ Aurora ⋅ Ambessa | Miss Fortune ⋅ Gwen Senna ⋅ Aurora ⋅ Ambessa | Miss Fortune ⋅ Gwen Senna ⋅ Aurora ⋅ Ambessa | Miss Fortune ⋅ Gwen Senna ⋅ Aurora ⋅ Ambessa | Cấm                           | Cấm    | Draven ⋅ Twisted Fate Azir ⋅ Kalista ⋅ Sion | Draven ⋅ Twisted Fate Azir ⋅ Kalista ⋅ Sion | Draven ⋅ Twisted Fate Azir ⋅ Kalista ⋅ Sion | Draven ⋅ Twisted Fate Azir ⋅ Kalista ⋅ Sion | Draven ⋅ Twisted Fate Azir ⋅ Kalista ⋅ Sion | Draven ⋅ Twisted Fate Azir ⋅ Kalista ⋅ Sion | Draven ⋅ Twisted Fate Azir ⋅ Kalista ⋅ Sion |
| Ornn ⋅ Trundle Annie ⋅ Jhin ⋅ Nautilus       | Ornn ⋅ Trundle Annie ⋅ Jhin ⋅ Nautilus       | Ornn ⋅ Trundle Annie ⋅ Jhin ⋅ Nautilus       | Ornn ⋅ Trundle Annie ⋅ Jhin ⋅ Nautilus       | Ornn ⋅ Trundle Annie ⋅ Jhin ⋅ Nautilus       | Ornn ⋅ Trundle Annie ⋅ Jhin ⋅ Nautilus       | Ornn ⋅ Trundle Annie ⋅ Jhin ⋅ Nautilus       | Chọn                          | Chọn   | Rumble ⋅ Pantheon Orianna ⋅ Lucian ⋅ Nami   | Rumble ⋅ Pantheon Orianna ⋅ Lucian ⋅ Nami   | Rumble ⋅ Pantheon Orianna ⋅ Lucian ⋅ Nami   | Rumble ⋅ Pantheon Orianna ⋅ Lucian ⋅ Nami   | Rumble ⋅ Pantheon Orianna ⋅ Lucian ⋅ Nami   | Rumble ⋅ Pantheon Orianna ⋅ Lucian ⋅ Nami   | Rumble ⋅ Pantheon Orianna ⋅ Lucian ⋅ Nami   |
|                                              |                                              |                                              |                                              |                                              |                                              |                                              |                               |        |                                             |                                             |                                             |                                             |                                             |                                             |                                             |

| 9/30/22                                         | 9/30/22                                         | 9/30/22                                         | 9/30/22                                         | 9/30/22                                         | 9/30/22                                         | 9/30/22                                         | Trận 4                        | Trận 4 | 30/9/66                                            | 30/9/66                                            | 30/9/66                                            | 30/9/66                                            | 30/9/66                                            | 30/9/66                                            | 30/9/66                                            |
| Rồng: 2 ⋅ Trụ: 3 ⋅ Vàng: 54k                    | Rồng: 2 ⋅ Trụ: 3 ⋅ Vàng: 54k                    | Rồng: 2 ⋅ Trụ: 3 ⋅ Vàng: 54k                    | Rồng: 2 ⋅ Trụ: 3 ⋅ Vàng: 54k                    | Rồng: 2 ⋅ Trụ: 3 ⋅ Vàng: 54k                    | Rồng: 2 ⋅ Trụ: 3 ⋅ Vàng: 54k                    | Rồng: 2 ⋅ Trụ: 3 ⋅ Vàng: 54k                    | Sự kiện thể thao đang diễn ra | 31:22  | Rồng: 2 ⋅ Trụ: 8 ⋅ Vàng: 64,1k                     | Rồng: 2 ⋅ Trụ: 8 ⋅ Vàng: 64,1k                     | Rồng: 2 ⋅ Trụ: 8 ⋅ Vàng: 64,1k                     | Rồng: 2 ⋅ Trụ: 8 ⋅ Vàng: 64,1k                     | Rồng: 2 ⋅ Trụ: 8 ⋅ Vàng: 64,1k                     | Rồng: 2 ⋅ Trụ: 8 ⋅ Vàng: 64,1k                     | Rồng: 2 ⋅ Trụ: 8 ⋅ Vàng: 64,1k                     |
| Miss Fortune ⋅ Gwen Senna ⋅ Aurora ⋅ Sylas      | Miss Fortune ⋅ Gwen Senna ⋅ Aurora ⋅ Sylas      | Miss Fortune ⋅ Gwen Senna ⋅ Aurora ⋅ Sylas      | Miss Fortune ⋅ Gwen Senna ⋅ Aurora ⋅ Sylas      | Miss Fortune ⋅ Gwen Senna ⋅ Aurora ⋅ Sylas      | Miss Fortune ⋅ Gwen Senna ⋅ Aurora ⋅ Sylas      | Miss Fortune ⋅ Gwen Senna ⋅ Aurora ⋅ Sylas      | Cấm                           | Cấm    | Twisted Fate ⋅ Azir Dr. Mundo ⋅ Galio ⋅ Cassiopeia | Twisted Fate ⋅ Azir Dr. Mundo ⋅ Galio ⋅ Cassiopeia | Twisted Fate ⋅ Azir Dr. Mundo ⋅ Galio ⋅ Cassiopeia | Twisted Fate ⋅ Azir Dr. Mundo ⋅ Galio ⋅ Cassiopeia | Twisted Fate ⋅ Azir Dr. Mundo ⋅ Galio ⋅ Cassiopeia | Twisted Fate ⋅ Azir Dr. Mundo ⋅ Galio ⋅ Cassiopeia | Twisted Fate ⋅ Azir Dr. Mundo ⋅ Galio ⋅ Cassiopeia |
| Renekton ⋅ Naafiri Neeko ⋅ Kalista ⋅ Blitzcrank | Renekton ⋅ Naafiri Neeko ⋅ Kalista ⋅ Blitzcrank | Renekton ⋅ Naafiri Neeko ⋅ Kalista ⋅ Blitzcrank | Renekton ⋅ Naafiri Neeko ⋅ Kalista ⋅ Blitzcrank | Renekton ⋅ Naafiri Neeko ⋅ Kalista ⋅ Blitzcrank | Renekton ⋅ Naafiri Neeko ⋅ Kalista ⋅ Blitzcrank | Renekton ⋅ Naafiri Neeko ⋅ Kalista ⋅ Blitzcrank | Chọn                          | Chọn   | Sion ⋅ Nocturne Akali ⋅ Ashe ⋅ Seraphine           | Sion ⋅ Nocturne Akali ⋅ Ashe ⋅ Seraphine           | Sion ⋅ Nocturne Akali ⋅ Ashe ⋅ Seraphine           | Sion ⋅ Nocturne Akali ⋅ Ashe ⋅ Seraphine           | Sion ⋅ Nocturne Akali ⋅ Ashe ⋅ Seraphine           | Sion ⋅ Nocturne Akali ⋅ Ashe ⋅ Seraphine           | Sion ⋅ Nocturne Akali ⋅ Ashe ⋅ Seraphine           |
|                                                 |                                                 |                                                 |                                                 |                                                 |                                                 |                                                 |                               |        |                                                    |                                                    |                                                    |                                                    |                                                    |                                                    |                                                    |

| 20/3/50                                           | 20/3/50                                           | 20/3/50                                           | 20/3/50                                           | 20/3/50                                           | 20/3/50                                           | 20/3/50                                           | Trận 5                        | Trận 5 | 3/20/5                                          | 3/20/5                                          | 3/20/5                                          | 3/20/5                                          | 3/20/5                                          | 3/20/5                                          | 3/20/5                                          |
| Rồng: 4 ⋅ Trụ: 10 ⋅ Vàng: 63,7k                   | Rồng: 4 ⋅ Trụ: 10 ⋅ Vàng: 63,7k                   | Rồng: 4 ⋅ Trụ: 10 ⋅ Vàng: 63,7k                   | Rồng: 4 ⋅ Trụ: 10 ⋅ Vàng: 63,7k                   | Rồng: 4 ⋅ Trụ: 10 ⋅ Vàng: 63,7k                   | Rồng: 4 ⋅ Trụ: 10 ⋅ Vàng: 63,7k                   | Rồng: 4 ⋅ Trụ: 10 ⋅ Vàng: 63,7k                   | Sự kiện thể thao đang diễn ra | 30:25  | Rồng: 1 ⋅ Trụ: 2 ⋅ Vàng: 47,7k                  | Rồng: 1 ⋅ Trụ: 2 ⋅ Vàng: 47,7k                  | Rồng: 1 ⋅ Trụ: 2 ⋅ Vàng: 47,7k                  | Rồng: 1 ⋅ Trụ: 2 ⋅ Vàng: 47,7k                  | Rồng: 1 ⋅ Trụ: 2 ⋅ Vàng: 47,7k                  | Rồng: 1 ⋅ Trụ: 2 ⋅ Vàng: 47,7k                  | Rồng: 1 ⋅ Trụ: 2 ⋅ Vàng: 47,7k                  |
| Miss Fortune ⋅ Aurora Smolder ⋅ Ambessa ⋅ Lee Sin | Miss Fortune ⋅ Aurora Smolder ⋅ Ambessa ⋅ Lee Sin | Miss Fortune ⋅ Aurora Smolder ⋅ Ambessa ⋅ Lee Sin | Miss Fortune ⋅ Aurora Smolder ⋅ Ambessa ⋅ Lee Sin | Miss Fortune ⋅ Aurora Smolder ⋅ Ambessa ⋅ Lee Sin | Miss Fortune ⋅ Aurora Smolder ⋅ Ambessa ⋅ Lee Sin | Miss Fortune ⋅ Aurora Smolder ⋅ Ambessa ⋅ Lee Sin | Cấm                           | Cấm    | Twisted Fate ⋅ Azir Caitlyn ⋅ Camille ⋅ Sejuani | Twisted Fate ⋅ Azir Caitlyn ⋅ Camille ⋅ Sejuani | Twisted Fate ⋅ Azir Caitlyn ⋅ Camille ⋅ Sejuani | Twisted Fate ⋅ Azir Caitlyn ⋅ Camille ⋅ Sejuani | Twisted Fate ⋅ Azir Caitlyn ⋅ Camille ⋅ Sejuani | Twisted Fate ⋅ Azir Caitlyn ⋅ Camille ⋅ Sejuani | Twisted Fate ⋅ Azir Caitlyn ⋅ Camille ⋅ Sejuani |
| Gragas ⋅ Jarvan IV Yone ⋅ Senna ⋅ Braum           | Gragas ⋅ Jarvan IV Yone ⋅ Senna ⋅ Braum           | Gragas ⋅ Jarvan IV Yone ⋅ Senna ⋅ Braum           | Gragas ⋅ Jarvan IV Yone ⋅ Senna ⋅ Braum           | Gragas ⋅ Jarvan IV Yone ⋅ Senna ⋅ Braum           | Gragas ⋅ Jarvan IV Yone ⋅ Senna ⋅ Braum           | Gragas ⋅ Jarvan IV Yone ⋅ Senna ⋅ Braum           | Chọn                          | Chọn   | Gnar ⋅ Lillia Jayce ⋅ Ziggs ⋅ Leona             | Gnar ⋅ Lillia Jayce ⋅ Ziggs ⋅ Leona             | Gnar ⋅ Lillia Jayce ⋅ Ziggs ⋅ Leona             | Gnar ⋅ Lillia Jayce ⋅ Ziggs ⋅ Leona             | Gnar ⋅ Lillia Jayce ⋅ Ziggs ⋅ Leona             | Gnar ⋅ Lillia Jayce ⋅ Ziggs ⋅ Leona             | Gnar ⋅ Lillia Jayce ⋅ Ziggs ⋅ Leona             |
|                                                   |                                                   |                                                   |                                                   |                                                   |                                                   |                                                   |                               |        |                                                 |                                                 |                                                 |                                                 |                                                 |                                                 |                                                 |

| Bilibili Gaming | 3 – 0 | GAM Esports |

| 22/8/60                                      | 22/8/60                                      | 22/8/60                                      | 22/8/60                                      | 22/8/60                                      | 22/8/60                                      | 22/8/60                                      | Trận 1                        | Trận 1 | 8/22/14                                  | 8/22/14                                  | 8/22/14                                  | 8/22/14                                  | 8/22/14                                  | 8/22/14                                  | 8/22/14                                  |
| Rồng: 4 ⋅ Trụ: 8 ⋅ Vàng: 59k                 | Rồng: 4 ⋅ Trụ: 8 ⋅ Vàng: 59k                 | Rồng: 4 ⋅ Trụ: 8 ⋅ Vàng: 59k                 | Rồng: 4 ⋅ Trụ: 8 ⋅ Vàng: 59k                 | Rồng: 4 ⋅ Trụ: 8 ⋅ Vàng: 59k                 | Rồng: 4 ⋅ Trụ: 8 ⋅ Vàng: 59k                 | Rồng: 4 ⋅ Trụ: 8 ⋅ Vàng: 59k                 | Sự kiện thể thao đang diễn ra | 29:21  | Rồng: 0 ⋅ Trụ: 0 ⋅ Vàng: 46,4k           | Rồng: 0 ⋅ Trụ: 0 ⋅ Vàng: 46,4k           | Rồng: 0 ⋅ Trụ: 0 ⋅ Vàng: 46,4k           | Rồng: 0 ⋅ Trụ: 0 ⋅ Vàng: 46,4k           | Rồng: 0 ⋅ Trụ: 0 ⋅ Vàng: 46,4k           | Rồng: 0 ⋅ Trụ: 0 ⋅ Vàng: 46,4k           | Rồng: 0 ⋅ Trụ: 0 ⋅ Vàng: 46,4k           |
| Nocturne ⋅ Twisted Fate Pantheon ⋅ Vi ⋅ Yone | Nocturne ⋅ Twisted Fate Pantheon ⋅ Vi ⋅ Yone | Nocturne ⋅ Twisted Fate Pantheon ⋅ Vi ⋅ Yone | Nocturne ⋅ Twisted Fate Pantheon ⋅ Vi ⋅ Yone | Nocturne ⋅ Twisted Fate Pantheon ⋅ Vi ⋅ Yone | Nocturne ⋅ Twisted Fate Pantheon ⋅ Vi ⋅ Yone | Nocturne ⋅ Twisted Fate Pantheon ⋅ Vi ⋅ Yone | Cấm                           | Cấm    | Kalista ⋅ Gwen Ezreal ⋅ Rell ⋅ Lucian    | Kalista ⋅ Gwen Ezreal ⋅ Rell ⋅ Lucian    | Kalista ⋅ Gwen Ezreal ⋅ Rell ⋅ Lucian    | Kalista ⋅ Gwen Ezreal ⋅ Rell ⋅ Lucian    | Kalista ⋅ Gwen Ezreal ⋅ Rell ⋅ Lucian    | Kalista ⋅ Gwen Ezreal ⋅ Rell ⋅ Lucian    | Kalista ⋅ Gwen Ezreal ⋅ Rell ⋅ Lucian    |
| Ambessa ⋅ Poppy Taliyah ⋅ Jhin ⋅ Alistar     | Ambessa ⋅ Poppy Taliyah ⋅ Jhin ⋅ Alistar     | Ambessa ⋅ Poppy Taliyah ⋅ Jhin ⋅ Alistar     | Ambessa ⋅ Poppy Taliyah ⋅ Jhin ⋅ Alistar     | Ambessa ⋅ Poppy Taliyah ⋅ Jhin ⋅ Alistar     | Ambessa ⋅ Poppy Taliyah ⋅ Jhin ⋅ Alistar     | Ambessa ⋅ Poppy Taliyah ⋅ Jhin ⋅ Alistar     | Chọn                          | Chọn   | Rumble ⋅ Maokai Corki ⋅ Varus ⋅ Nautilus | Rumble ⋅ Maokai Corki ⋅ Varus ⋅ Nautilus | Rumble ⋅ Maokai Corki ⋅ Varus ⋅ Nautilus | Rumble ⋅ Maokai Corki ⋅ Varus ⋅ Nautilus | Rumble ⋅ Maokai Corki ⋅ Varus ⋅ Nautilus | Rumble ⋅ Maokai Corki ⋅ Varus ⋅ Nautilus | Rumble ⋅ Maokai Corki ⋅ Varus ⋅ Nautilus |
|                                              |                                              |                                              |                                              |                                              |                                              |                                              |                               |        |                                          |                                          |                                          |                                          |                                          |                                          |                                          |

| 22/11/68                                     | 22/11/68                                     | 22/11/68                                     | 22/11/68                                     | 22/11/68                                     | 22/11/68                                     | 22/11/68                                     | Trận 2                        | Trận 2 | 11/22/33                                         | 11/22/33                                         | 11/22/33                                         | 11/22/33                                         | 11/22/33                                         | 11/22/33                                         | 11/22/33                                         |
| Rồng: 4 ⋅ Trụ: 9 ⋅ Vàng: 62,5k               | Rồng: 4 ⋅ Trụ: 9 ⋅ Vàng: 62,5k               | Rồng: 4 ⋅ Trụ: 9 ⋅ Vàng: 62,5k               | Rồng: 4 ⋅ Trụ: 9 ⋅ Vàng: 62,5k               | Rồng: 4 ⋅ Trụ: 9 ⋅ Vàng: 62,5k               | Rồng: 4 ⋅ Trụ: 9 ⋅ Vàng: 62,5k               | Rồng: 4 ⋅ Trụ: 9 ⋅ Vàng: 62,5k               | Sự kiện thể thao đang diễn ra | 31:24  | Rồng: 0 ⋅ Trụ: 3 ⋅ Vàng: 51,4k                   | Rồng: 0 ⋅ Trụ: 3 ⋅ Vàng: 51,4k                   | Rồng: 0 ⋅ Trụ: 3 ⋅ Vàng: 51,4k                   | Rồng: 0 ⋅ Trụ: 3 ⋅ Vàng: 51,4k                   | Rồng: 0 ⋅ Trụ: 3 ⋅ Vàng: 51,4k                   | Rồng: 0 ⋅ Trụ: 3 ⋅ Vàng: 51,4k                   | Rồng: 0 ⋅ Trụ: 3 ⋅ Vàng: 51,4k                   |
| Nocturne ⋅ Gwen Aurora ⋅ Miss Fortune ⋅ Zeri | Nocturne ⋅ Gwen Aurora ⋅ Miss Fortune ⋅ Zeri | Nocturne ⋅ Gwen Aurora ⋅ Miss Fortune ⋅ Zeri | Nocturne ⋅ Gwen Aurora ⋅ Miss Fortune ⋅ Zeri | Nocturne ⋅ Gwen Aurora ⋅ Miss Fortune ⋅ Zeri | Nocturne ⋅ Gwen Aurora ⋅ Miss Fortune ⋅ Zeri | Nocturne ⋅ Gwen Aurora ⋅ Miss Fortune ⋅ Zeri | Cấm                           | Cấm    | Kalista ⋅ Twisted Fate Pantheon ⋅ Xayah ⋅ Kai'Sa | Kalista ⋅ Twisted Fate Pantheon ⋅ Xayah ⋅ Kai'Sa | Kalista ⋅ Twisted Fate Pantheon ⋅ Xayah ⋅ Kai'Sa | Kalista ⋅ Twisted Fate Pantheon ⋅ Xayah ⋅ Kai'Sa | Kalista ⋅ Twisted Fate Pantheon ⋅ Xayah ⋅ Kai'Sa | Kalista ⋅ Twisted Fate Pantheon ⋅ Xayah ⋅ Kai'Sa | Kalista ⋅ Twisted Fate Pantheon ⋅ Xayah ⋅ Kai'Sa |
| Aatrox ⋅ Ngộ Không Annie ⋅ Ezreal ⋅ Rell     | Aatrox ⋅ Ngộ Không Annie ⋅ Ezreal ⋅ Rell     | Aatrox ⋅ Ngộ Không Annie ⋅ Ezreal ⋅ Rell     | Aatrox ⋅ Ngộ Không Annie ⋅ Ezreal ⋅ Rell     | Aatrox ⋅ Ngộ Không Annie ⋅ Ezreal ⋅ Rell     | Aatrox ⋅ Ngộ Không Annie ⋅ Ezreal ⋅ Rell     | Aatrox ⋅ Ngộ Không Annie ⋅ Ezreal ⋅ Rell     | Chọn                          | Chọn   | Sion ⋅ Vi Ahri ⋅ Tristana ⋅ Rakan                | Sion ⋅ Vi Ahri ⋅ Tristana ⋅ Rakan                | Sion ⋅ Vi Ahri ⋅ Tristana ⋅ Rakan                | Sion ⋅ Vi Ahri ⋅ Tristana ⋅ Rakan                | Sion ⋅ Vi Ahri ⋅ Tristana ⋅ Rakan                | Sion ⋅ Vi Ahri ⋅ Tristana ⋅ Rakan                | Sion ⋅ Vi Ahri ⋅ Tristana ⋅ Rakan                |
|                                              |                                              |                                              |                                              |                                              |                                              |                                              |                               |        |                                                  |                                                  |                                                  |                                                  |                                                  |                                                  |                                                  |

| 29/9/52                                      | 29/9/52                                      | 29/9/52                                      | 29/9/52                                      | 29/9/52                                      | 29/9/52                                      | 29/9/52                                      | Trận 3                        | Trận 3 | 9/29/20                                          | 9/29/20                                          | 9/29/20                                          | 9/29/20                                          | 9/29/20                                          | 9/29/20                                          | 9/29/20                                          |
| Rồng: 4 ⋅ Trụ: 10 ⋅ Vàng: 58,3k              | Rồng: 4 ⋅ Trụ: 10 ⋅ Vàng: 58,3k              | Rồng: 4 ⋅ Trụ: 10 ⋅ Vàng: 58,3k              | Rồng: 4 ⋅ Trụ: 10 ⋅ Vàng: 58,3k              | Rồng: 4 ⋅ Trụ: 10 ⋅ Vàng: 58,3k              | Rồng: 4 ⋅ Trụ: 10 ⋅ Vàng: 58,3k              | Rồng: 4 ⋅ Trụ: 10 ⋅ Vàng: 58,3k              | Sự kiện thể thao đang diễn ra | 25:42  | Rồng: 0 ⋅ Trụ: 0 ⋅ Vàng: 42,9k                   | Rồng: 0 ⋅ Trụ: 0 ⋅ Vàng: 42,9k                   | Rồng: 0 ⋅ Trụ: 0 ⋅ Vàng: 42,9k                   | Rồng: 0 ⋅ Trụ: 0 ⋅ Vàng: 42,9k                   | Rồng: 0 ⋅ Trụ: 0 ⋅ Vàng: 42,9k                   | Rồng: 0 ⋅ Trụ: 0 ⋅ Vàng: 42,9k                   | Rồng: 0 ⋅ Trụ: 0 ⋅ Vàng: 42,9k                   |
| Nocturne ⋅ Gwen Pantheon ⋅ Orianna ⋅ Akali   | Nocturne ⋅ Gwen Pantheon ⋅ Orianna ⋅ Akali   | Nocturne ⋅ Gwen Pantheon ⋅ Orianna ⋅ Akali   | Nocturne ⋅ Gwen Pantheon ⋅ Orianna ⋅ Akali   | Nocturne ⋅ Gwen Pantheon ⋅ Orianna ⋅ Akali   | Nocturne ⋅ Gwen Pantheon ⋅ Orianna ⋅ Akali   | Nocturne ⋅ Gwen Pantheon ⋅ Orianna ⋅ Akali   | Cấm                           | Cấm    | Kalista ⋅ Twisted Fate Sejuani ⋅ Ryze ⋅ Jax      | Kalista ⋅ Twisted Fate Sejuani ⋅ Ryze ⋅ Jax      | Kalista ⋅ Twisted Fate Sejuani ⋅ Ryze ⋅ Jax      | Kalista ⋅ Twisted Fate Sejuani ⋅ Ryze ⋅ Jax      | Kalista ⋅ Twisted Fate Sejuani ⋅ Ryze ⋅ Jax      | Kalista ⋅ Twisted Fate Sejuani ⋅ Ryze ⋅ Jax      | Kalista ⋅ Twisted Fate Sejuani ⋅ Ryze ⋅ Jax      |
| Renekton ⋅ Xin Zhao Aurora ⋅ Caitlyn ⋅ Karma | Renekton ⋅ Xin Zhao Aurora ⋅ Caitlyn ⋅ Karma | Renekton ⋅ Xin Zhao Aurora ⋅ Caitlyn ⋅ Karma | Renekton ⋅ Xin Zhao Aurora ⋅ Caitlyn ⋅ Karma | Renekton ⋅ Xin Zhao Aurora ⋅ Caitlyn ⋅ Karma | Renekton ⋅ Xin Zhao Aurora ⋅ Caitlyn ⋅ Karma | Renekton ⋅ Xin Zhao Aurora ⋅ Caitlyn ⋅ Karma | Chọn                          | Chọn   | Yorick ⋅ Jarvan IV Viktor ⋅ Miss Fortune ⋅ Neeko | Yorick ⋅ Jarvan IV Viktor ⋅ Miss Fortune ⋅ Neeko | Yorick ⋅ Jarvan IV Viktor ⋅ Miss Fortune ⋅ Neeko | Yorick ⋅ Jarvan IV Viktor ⋅ Miss Fortune ⋅ Neeko | Yorick ⋅ Jarvan IV Viktor ⋅ Miss Fortune ⋅ Neeko | Yorick ⋅ Jarvan IV Viktor ⋅ Miss Fortune ⋅ Neeko | Yorick ⋅ Jarvan IV Viktor ⋅ Miss Fortune ⋅ Neeko |
|                                              |                                              |                                              |                                              |                                              |                                              |                                              |                               |        |                                                  |                                                  |                                                  |                                                  |                                                  |                                                  |                                                  |

| Bilibili Gaming | 3 – 0 | GAM Esports |

| 22/8/60                                      | 22/8/60                                      | 22/8/60                                      | 22/8/60                                      | 22/8/60                                      | 22/8/60                                      | 22/8/60                                      | Trận 1                        | Trận 1 | 8/22/14                                  | 8/22/14                                  | 8/22/14                                  | 8/22/14                                  | 8/22/14                                  | 8/22/14                                  | 8/22/14                                  |
| Rồng: 4 ⋅ Trụ: 8 ⋅ Vàng: 59k                 | Rồng: 4 ⋅ Trụ: 8 ⋅ Vàng: 59k                 | Rồng: 4 ⋅ Trụ: 8 ⋅ Vàng: 59k                 | Rồng: 4 ⋅ Trụ: 8 ⋅ Vàng: 59k                 | Rồng: 4 ⋅ Trụ: 8 ⋅ Vàng: 59k                 | Rồng: 4 ⋅ Trụ: 8 ⋅ Vàng: 59k                 | Rồng: 4 ⋅ Trụ: 8 ⋅ Vàng: 59k                 | Sự kiện thể thao đang diễn ra | 29:21  | Rồng: 0 ⋅ Trụ: 0 ⋅ Vàng: 46,4k           | Rồng: 0 ⋅ Trụ: 0 ⋅ Vàng: 46,4k           | Rồng: 0 ⋅ Trụ: 0 ⋅ Vàng: 46,4k           | Rồng: 0 ⋅ Trụ: 0 ⋅ Vàng: 46,4k           | Rồng: 0 ⋅ Trụ: 0 ⋅ Vàng: 46,4k           | Rồng: 0 ⋅ Trụ: 0 ⋅ Vàng: 46,4k           | Rồng: 0 ⋅ Trụ: 0 ⋅ Vàng: 46,4k           |
| Nocturne ⋅ Twisted Fate Pantheon ⋅ Vi ⋅ Yone | Nocturne ⋅ Twisted Fate Pantheon ⋅ Vi ⋅ Yone | Nocturne ⋅ Twisted Fate Pantheon ⋅ Vi ⋅ Yone | Nocturne ⋅ Twisted Fate Pantheon ⋅ Vi ⋅ Yone | Nocturne ⋅ Twisted Fate Pantheon ⋅ Vi ⋅ Yone | Nocturne ⋅ Twisted Fate Pantheon ⋅ Vi ⋅ Yone | Nocturne ⋅ Twisted Fate Pantheon ⋅ Vi ⋅ Yone | Cấm                           | Cấm    | Kalista ⋅ Gwen Ezreal ⋅ Rell ⋅ Lucian    | Kalista ⋅ Gwen Ezreal ⋅ Rell ⋅ Lucian    | Kalista ⋅ Gwen Ezreal ⋅ Rell ⋅ Lucian    | Kalista ⋅ Gwen Ezreal ⋅ Rell ⋅ Lucian    | Kalista ⋅ Gwen Ezreal ⋅ Rell ⋅ Lucian    | Kalista ⋅ Gwen Ezreal ⋅ Rell ⋅ Lucian    | Kalista ⋅ Gwen Ezreal ⋅ Rell ⋅ Lucian    |
| Ambessa ⋅ Poppy Taliyah ⋅ Jhin ⋅ Alistar     | Ambessa ⋅ Poppy Taliyah ⋅ Jhin ⋅ Alistar     | Ambessa ⋅ Poppy Taliyah ⋅ Jhin ⋅ Alistar     | Ambessa ⋅ Poppy Taliyah ⋅ Jhin ⋅ Alistar     | Ambessa ⋅ Poppy Taliyah ⋅ Jhin ⋅ Alistar     | Ambessa ⋅ Poppy Taliyah ⋅ Jhin ⋅ Alistar     | Ambessa ⋅ Poppy Taliyah ⋅ Jhin ⋅ Alistar     | Chọn                          | Chọn   | Rumble ⋅ Maokai Corki ⋅ Varus ⋅ Nautilus | Rumble ⋅ Maokai Corki ⋅ Varus ⋅ Nautilus | Rumble ⋅ Maokai Corki ⋅ Varus ⋅ Nautilus | Rumble ⋅ Maokai Corki ⋅ Varus ⋅ Nautilus | Rumble ⋅ Maokai Corki ⋅ Varus ⋅ Nautilus | Rumble ⋅ Maokai Corki ⋅ Varus ⋅ Nautilus | Rumble ⋅ Maokai Corki ⋅ Varus ⋅ Nautilus |
|                                              |                                              |                                              |                                              |                                              |                                              |                                              |                               |        |                                          |                                          |                                          |                                          |                                          |                                          |                                          |

| 22/11/68                                     | 22/11/68                                     | 22/11/68                                     | 22/11/68                                     | 22/11/68                                     | 22/11/68                                     | 22/11/68                                     | Trận 2                        | Trận 2 | 11/22/33                                         | 11/22/33                                         | 11/22/33                                         | 11/22/33                                         | 11/22/33                                         | 11/22/33                                         | 11/22/33                                         |
| Rồng: 4 ⋅ Trụ: 9 ⋅ Vàng: 62,5k               | Rồng: 4 ⋅ Trụ: 9 ⋅ Vàng: 62,5k               | Rồng: 4 ⋅ Trụ: 9 ⋅ Vàng: 62,5k               | Rồng: 4 ⋅ Trụ: 9 ⋅ Vàng: 62,5k               | Rồng: 4 ⋅ Trụ: 9 ⋅ Vàng: 62,5k               | Rồng: 4 ⋅ Trụ: 9 ⋅ Vàng: 62,5k               | Rồng: 4 ⋅ Trụ: 9 ⋅ Vàng: 62,5k               | Sự kiện thể thao đang diễn ra | 31:24  | Rồng: 0 ⋅ Trụ: 3 ⋅ Vàng: 51,4k                   | Rồng: 0 ⋅ Trụ: 3 ⋅ Vàng: 51,4k                   | Rồng: 0 ⋅ Trụ: 3 ⋅ Vàng: 51,4k                   | Rồng: 0 ⋅ Trụ: 3 ⋅ Vàng: 51,4k                   | Rồng: 0 ⋅ Trụ: 3 ⋅ Vàng: 51,4k                   | Rồng: 0 ⋅ Trụ: 3 ⋅ Vàng: 51,4k                   | Rồng: 0 ⋅ Trụ: 3 ⋅ Vàng: 51,4k                   |
| Nocturne ⋅ Gwen Aurora ⋅ Miss Fortune ⋅ Zeri | Nocturne ⋅ Gwen Aurora ⋅ Miss Fortune ⋅ Zeri | Nocturne ⋅ Gwen Aurora ⋅ Miss Fortune ⋅ Zeri | Nocturne ⋅ Gwen Aurora ⋅ Miss Fortune ⋅ Zeri | Nocturne ⋅ Gwen Aurora ⋅ Miss Fortune ⋅ Zeri | Nocturne ⋅ Gwen Aurora ⋅ Miss Fortune ⋅ Zeri | Nocturne ⋅ Gwen Aurora ⋅ Miss Fortune ⋅ Zeri | Cấm                           | Cấm    | Kalista ⋅ Twisted Fate Pantheon ⋅ Xayah ⋅ Kai'Sa | Kalista ⋅ Twisted Fate Pantheon ⋅ Xayah ⋅ Kai'Sa | Kalista ⋅ Twisted Fate Pantheon ⋅ Xayah ⋅ Kai'Sa | Kalista ⋅ Twisted Fate Pantheon ⋅ Xayah ⋅ Kai'Sa | Kalista ⋅ Twisted Fate Pantheon ⋅ Xayah ⋅ Kai'Sa | Kalista ⋅ Twisted Fate Pantheon ⋅ Xayah ⋅ Kai'Sa | Kalista ⋅ Twisted Fate Pantheon ⋅ Xayah ⋅ Kai'Sa |
| Aatrox ⋅ Ngộ Không Annie ⋅ Ezreal ⋅ Rell     | Aatrox ⋅ Ngộ Không Annie ⋅ Ezreal ⋅ Rell     | Aatrox ⋅ Ngộ Không Annie ⋅ Ezreal ⋅ Rell     | Aatrox ⋅ Ngộ Không Annie ⋅ Ezreal ⋅ Rell     | Aatrox ⋅ Ngộ Không Annie ⋅ Ezreal ⋅ Rell     | Aatrox ⋅ Ngộ Không Annie ⋅ Ezreal ⋅ Rell     | Aatrox ⋅ Ngộ Không Annie ⋅ Ezreal ⋅ Rell     | Chọn                          | Chọn   | Sion ⋅ Vi Ahri ⋅ Tristana ⋅ Rakan                | Sion ⋅ Vi Ahri ⋅ Tristana ⋅ Rakan                | Sion ⋅ Vi Ahri ⋅ Tristana ⋅ Rakan                | Sion ⋅ Vi Ahri ⋅ Tristana ⋅ Rakan                | Sion ⋅ Vi Ahri ⋅ Tristana ⋅ Rakan                | Sion ⋅ Vi Ahri ⋅ Tristana ⋅ Rakan                | Sion ⋅ Vi Ahri ⋅ Tristana ⋅ Rakan                |
|                                              |                                              |                                              |                                              |                                              |                                              |                                              |                               |        |                                                  |                                                  |                                                  |                                                  |                                                  |                                                  |                                                  |

| 29/9/52                                      | 29/9/52                                      | 29/9/52                                      | 29/9/52                                      | 29/9/52                                      | 29/9/52                                      | 29/9/52                                      | Trận 3                        | Trận 3 | 9/29/20                                          | 9/29/20                                          | 9/29/20                                          | 9/29/20                                          | 9/29/20                                          | 9/29/20                                          | 9/29/20                                          |
| Rồng: 4 ⋅ Trụ: 10 ⋅ Vàng: 58,3k              | Rồng: 4 ⋅ Trụ: 10 ⋅ Vàng: 58,3k              | Rồng: 4 ⋅ Trụ: 10 ⋅ Vàng: 58,3k              | Rồng: 4 ⋅ Trụ: 10 ⋅ Vàng: 58,3k              | Rồng: 4 ⋅ Trụ: 10 ⋅ Vàng: 58,3k              | Rồng: 4 ⋅ Trụ: 10 ⋅ Vàng: 58,3k              | Rồng: 4 ⋅ Trụ: 10 ⋅ Vàng: 58,3k              | Sự kiện thể thao đang diễn ra | 25:42  | Rồng: 0 ⋅ Trụ: 0 ⋅ Vàng: 42,9k                   | Rồng: 0 ⋅ Trụ: 0 ⋅ Vàng: 42,9k                   | Rồng: 0 ⋅ Trụ: 0 ⋅ Vàng: 42,9k                   | Rồng: 0 ⋅ Trụ: 0 ⋅ Vàng: 42,9k                   | Rồng: 0 ⋅ Trụ: 0 ⋅ Vàng: 42,9k                   | Rồng: 0 ⋅ Trụ: 0 ⋅ Vàng: 42,9k                   | Rồng: 0 ⋅ Trụ: 0 ⋅ Vàng: 42,9k                   |
| Nocturne ⋅ Gwen Pantheon ⋅ Orianna ⋅ Akali   | Nocturne ⋅ Gwen Pantheon ⋅ Orianna ⋅ Akali   | Nocturne ⋅ Gwen Pantheon ⋅ Orianna ⋅ Akali   | Nocturne ⋅ Gwen Pantheon ⋅ Orianna ⋅ Akali   | Nocturne ⋅ Gwen Pantheon ⋅ Orianna ⋅ Akali   | Nocturne ⋅ Gwen Pantheon ⋅ Orianna ⋅ Akali   | Nocturne ⋅ Gwen Pantheon ⋅ Orianna ⋅ Akali   | Cấm                           | Cấm    | Kalista ⋅ Twisted Fate Sejuani ⋅ Ryze ⋅ Jax      | Kalista ⋅ Twisted Fate Sejuani ⋅ Ryze ⋅ Jax      | Kalista ⋅ Twisted Fate Sejuani ⋅ Ryze ⋅ Jax      | Kalista ⋅ Twisted Fate Sejuani ⋅ Ryze ⋅ Jax      | Kalista ⋅ Twisted Fate Sejuani ⋅ Ryze ⋅ Jax      | Kalista ⋅ Twisted Fate Sejuani ⋅ Ryze ⋅ Jax      | Kalista ⋅ Twisted Fate Sejuani ⋅ Ryze ⋅ Jax      |
| Renekton ⋅ Xin Zhao Aurora ⋅ Caitlyn ⋅ Karma | Renekton ⋅ Xin Zhao Aurora ⋅ Caitlyn ⋅ Karma | Renekton ⋅ Xin Zhao Aurora ⋅ Caitlyn ⋅ Karma | Renekton ⋅ Xin Zhao Aurora ⋅ Caitlyn ⋅ Karma | Renekton ⋅ Xin Zhao Aurora ⋅ Caitlyn ⋅ Karma | Renekton ⋅ Xin Zhao Aurora ⋅ Caitlyn ⋅ Karma | Renekton ⋅ Xin Zhao Aurora ⋅ Caitlyn ⋅ Karma | Chọn                          | Chọn   | Yorick ⋅ Jarvan IV Viktor ⋅ Miss Fortune ⋅ Neeko | Yorick ⋅ Jarvan IV Viktor ⋅ Miss Fortune ⋅ Neeko | Yorick ⋅ Jarvan IV Viktor ⋅ Miss Fortune ⋅ Neeko | Yorick ⋅ Jarvan IV Viktor ⋅ Miss Fortune ⋅ Neeko | Yorick ⋅ Jarvan IV Viktor ⋅ Miss Fortune ⋅ Neeko | Yorick ⋅ Jarvan IV Viktor ⋅ Miss Fortune ⋅ Neeko | Yorick ⋅ Jarvan IV Viktor ⋅ Miss Fortune ⋅ Neeko |
|                                              |                                              |                                              |                                              |                                              |                                              |                                              |                               |        |                                                  |                                                  |                                                  |                                                  |                                                  |                                                  |                                                  |

#### Vòng 1 nhánh thua
| FURIA | 2 – 3 | GAM Esports |

| 16/30/43                                        | 16/30/43                                        | 16/30/43                                        | 16/30/43                                        | 16/30/43                                        | 16/30/43                                        | 16/30/43                                        | Trận 1                        | Trận 1 | 30/16/91                                            | 30/16/91                                            | 30/16/91                                            | 30/16/91                                            | 30/16/91                                            | 30/16/91                                            | 30/16/91                                            |
| Rồng: 2 ⋅ Trụ: 5 ⋅ Vàng: 78,8k                  | Rồng: 2 ⋅ Trụ: 5 ⋅ Vàng: 78,8k                  | Rồng: 2 ⋅ Trụ: 5 ⋅ Vàng: 78,8k                  | Rồng: 2 ⋅ Trụ: 5 ⋅ Vàng: 78,8k                  | Rồng: 2 ⋅ Trụ: 5 ⋅ Vàng: 78,8k                  | Rồng: 2 ⋅ Trụ: 5 ⋅ Vàng: 78,8k                  | Rồng: 2 ⋅ Trụ: 5 ⋅ Vàng: 78,8k                  | Sự kiện thể thao đang diễn ra | 45:17  | Rồng: 5 ⋅ Trụ: 8 ⋅ Vàng: 86,1k                      | Rồng: 5 ⋅ Trụ: 8 ⋅ Vàng: 86,1k                      | Rồng: 5 ⋅ Trụ: 8 ⋅ Vàng: 86,1k                      | Rồng: 5 ⋅ Trụ: 8 ⋅ Vàng: 86,1k                      | Rồng: 5 ⋅ Trụ: 8 ⋅ Vàng: 86,1k                      | Rồng: 5 ⋅ Trụ: 8 ⋅ Vàng: 86,1k                      | Rồng: 5 ⋅ Trụ: 8 ⋅ Vàng: 86,1k                      |
| Nocturne ⋅ Yone Maokai ⋅ Kalista ⋅ Renata Glasc | Nocturne ⋅ Yone Maokai ⋅ Kalista ⋅ Renata Glasc | Nocturne ⋅ Yone Maokai ⋅ Kalista ⋅ Renata Glasc | Nocturne ⋅ Yone Maokai ⋅ Kalista ⋅ Renata Glasc | Nocturne ⋅ Yone Maokai ⋅ Kalista ⋅ Renata Glasc | Nocturne ⋅ Yone Maokai ⋅ Kalista ⋅ Renata Glasc | Nocturne ⋅ Yone Maokai ⋅ Kalista ⋅ Renata Glasc | Cấm                           | Cấm    | Varus ⋅ Twisted Fate Miss Fortune ⋅ Braum ⋅ Alistar | Varus ⋅ Twisted Fate Miss Fortune ⋅ Braum ⋅ Alistar | Varus ⋅ Twisted Fate Miss Fortune ⋅ Braum ⋅ Alistar | Varus ⋅ Twisted Fate Miss Fortune ⋅ Braum ⋅ Alistar | Varus ⋅ Twisted Fate Miss Fortune ⋅ Braum ⋅ Alistar | Varus ⋅ Twisted Fate Miss Fortune ⋅ Braum ⋅ Alistar | Varus ⋅ Twisted Fate Miss Fortune ⋅ Braum ⋅ Alistar |
| Galio ⋅ Xin Zhao Ahri ⋅ Smolder ⋅ Rell          | Galio ⋅ Xin Zhao Ahri ⋅ Smolder ⋅ Rell          | Galio ⋅ Xin Zhao Ahri ⋅ Smolder ⋅ Rell          | Galio ⋅ Xin Zhao Ahri ⋅ Smolder ⋅ Rell          | Galio ⋅ Xin Zhao Ahri ⋅ Smolder ⋅ Rell          | Galio ⋅ Xin Zhao Ahri ⋅ Smolder ⋅ Rell          | Galio ⋅ Xin Zhao Ahri ⋅ Smolder ⋅ Rell          | Chọn                          | Chọn   | Rumble ⋅ Pantheon Taliyah ⋅ Xayah ⋅ Rakan           | Rumble ⋅ Pantheon Taliyah ⋅ Xayah ⋅ Rakan           | Rumble ⋅ Pantheon Taliyah ⋅ Xayah ⋅ Rakan           | Rumble ⋅ Pantheon Taliyah ⋅ Xayah ⋅ Rakan           | Rumble ⋅ Pantheon Taliyah ⋅ Xayah ⋅ Rakan           | Rumble ⋅ Pantheon Taliyah ⋅ Xayah ⋅ Rakan           | Rumble ⋅ Pantheon Taliyah ⋅ Xayah ⋅ Rakan           |
|                                                 |                                                 |                                                 |                                                 |                                                 |                                                 |                                                 |                               |        |                                                     |                                                     |                                                     |                                                     |                                                     |                                                     |                                                     |

| 23/4/47                                          | 23/4/47                                          | 23/4/47                                          | 23/4/47                                          | 23/4/47                                          | 23/4/47                                          | 23/4/47                                          | Trận 2                        | Trận 2 | 4/23/9                                              | 4/23/9                                              | 4/23/9                                              | 4/23/9                                              | 4/23/9                                              | 4/23/9                                              | 4/23/9                                              |
| Rồng: 3 ⋅ Trụ: 11 ⋅ Vàng: 58,3k                  | Rồng: 3 ⋅ Trụ: 11 ⋅ Vàng: 58,3k                  | Rồng: 3 ⋅ Trụ: 11 ⋅ Vàng: 58,3k                  | Rồng: 3 ⋅ Trụ: 11 ⋅ Vàng: 58,3k                  | Rồng: 3 ⋅ Trụ: 11 ⋅ Vàng: 58,3k                  | Rồng: 3 ⋅ Trụ: 11 ⋅ Vàng: 58,3k                  | Rồng: 3 ⋅ Trụ: 11 ⋅ Vàng: 58,3k                  | Sự kiện thể thao đang diễn ra | 27:18  | Rồng: 1 ⋅ Trụ: 1 ⋅ Vàng: 44,6k                      | Rồng: 1 ⋅ Trụ: 1 ⋅ Vàng: 44,6k                      | Rồng: 1 ⋅ Trụ: 1 ⋅ Vàng: 44,6k                      | Rồng: 1 ⋅ Trụ: 1 ⋅ Vàng: 44,6k                      | Rồng: 1 ⋅ Trụ: 1 ⋅ Vàng: 44,6k                      | Rồng: 1 ⋅ Trụ: 1 ⋅ Vàng: 44,6k                      | Rồng: 1 ⋅ Trụ: 1 ⋅ Vàng: 44,6k                      |
| Nocturne ⋅ Maokai Varus ⋅ Kalista ⋅ Renata Glasc | Nocturne ⋅ Maokai Varus ⋅ Kalista ⋅ Renata Glasc | Nocturne ⋅ Maokai Varus ⋅ Kalista ⋅ Renata Glasc | Nocturne ⋅ Maokai Varus ⋅ Kalista ⋅ Renata Glasc | Nocturne ⋅ Maokai Varus ⋅ Kalista ⋅ Renata Glasc | Nocturne ⋅ Maokai Varus ⋅ Kalista ⋅ Renata Glasc | Nocturne ⋅ Maokai Varus ⋅ Kalista ⋅ Renata Glasc | Cấm                           | Cấm    | Miss Fortune ⋅ Twisted Fate Yasuo ⋅ Braum ⋅ Alistar | Miss Fortune ⋅ Twisted Fate Yasuo ⋅ Braum ⋅ Alistar | Miss Fortune ⋅ Twisted Fate Yasuo ⋅ Braum ⋅ Alistar | Miss Fortune ⋅ Twisted Fate Yasuo ⋅ Braum ⋅ Alistar | Miss Fortune ⋅ Twisted Fate Yasuo ⋅ Braum ⋅ Alistar | Miss Fortune ⋅ Twisted Fate Yasuo ⋅ Braum ⋅ Alistar | Miss Fortune ⋅ Twisted Fate Yasuo ⋅ Braum ⋅ Alistar |
| Jax ⋅ Ngộ Không Annie ⋅ Corki ⋅ Leona            | Jax ⋅ Ngộ Không Annie ⋅ Corki ⋅ Leona            | Jax ⋅ Ngộ Không Annie ⋅ Corki ⋅ Leona            | Jax ⋅ Ngộ Không Annie ⋅ Corki ⋅ Leona            | Jax ⋅ Ngộ Không Annie ⋅ Corki ⋅ Leona            | Jax ⋅ Ngộ Không Annie ⋅ Corki ⋅ Leona            | Jax ⋅ Ngộ Không Annie ⋅ Corki ⋅ Leona            | Chọn                          | Chọn   | Gwen ⋅ Vi Aurora ⋅ Jhin ⋅ Nautilus                  | Gwen ⋅ Vi Aurora ⋅ Jhin ⋅ Nautilus                  | Gwen ⋅ Vi Aurora ⋅ Jhin ⋅ Nautilus                  | Gwen ⋅ Vi Aurora ⋅ Jhin ⋅ Nautilus                  | Gwen ⋅ Vi Aurora ⋅ Jhin ⋅ Nautilus                  | Gwen ⋅ Vi Aurora ⋅ Jhin ⋅ Nautilus                  | Gwen ⋅ Vi Aurora ⋅ Jhin ⋅ Nautilus                  |
|                                                  |                                                  |                                                  |                                                  |                                                  |                                                  |                                                  |                               |        |                                                     |                                                     |                                                     |                                                     |                                                     |                                                     |                                                     |

| 14/6/38                                       | 14/6/38                                       | 14/6/38                                       | 14/6/38                                       | 14/6/38                                       | 14/6/38                                       | 14/6/38                                       | Trận 3                        | Trận 3 | 6/14/10                                         | 6/14/10                                         | 6/14/10                                         | 6/14/10                                         | 6/14/10                                         | 6/14/10                                         | 6/14/10                                         |
| Rồng: 2 ⋅ Trụ: 9 ⋅ Vàng: 55k                  | Rồng: 2 ⋅ Trụ: 9 ⋅ Vàng: 55k                  | Rồng: 2 ⋅ Trụ: 9 ⋅ Vàng: 55k                  | Rồng: 2 ⋅ Trụ: 9 ⋅ Vàng: 55k                  | Rồng: 2 ⋅ Trụ: 9 ⋅ Vàng: 55k                  | Rồng: 2 ⋅ Trụ: 9 ⋅ Vàng: 55k                  | Rồng: 2 ⋅ Trụ: 9 ⋅ Vàng: 55k                  | Sự kiện thể thao đang diễn ra | 27:50  | Rồng: 2 ⋅ Trụ: 5 ⋅ Vàng: 48,7k                  | Rồng: 2 ⋅ Trụ: 5 ⋅ Vàng: 48,7k                  | Rồng: 2 ⋅ Trụ: 5 ⋅ Vàng: 48,7k                  | Rồng: 2 ⋅ Trụ: 5 ⋅ Vàng: 48,7k                  | Rồng: 2 ⋅ Trụ: 5 ⋅ Vàng: 48,7k                  | Rồng: 2 ⋅ Trụ: 5 ⋅ Vàng: 48,7k                  | Rồng: 2 ⋅ Trụ: 5 ⋅ Vàng: 48,7k                  |
| Varus ⋅ Nocturne Maokai ⋅ Trundle ⋅ Jarvan IV | Varus ⋅ Nocturne Maokai ⋅ Trundle ⋅ Jarvan IV | Varus ⋅ Nocturne Maokai ⋅ Trundle ⋅ Jarvan IV | Varus ⋅ Nocturne Maokai ⋅ Trundle ⋅ Jarvan IV | Varus ⋅ Nocturne Maokai ⋅ Trundle ⋅ Jarvan IV | Varus ⋅ Nocturne Maokai ⋅ Trundle ⋅ Jarvan IV | Varus ⋅ Nocturne Maokai ⋅ Trundle ⋅ Jarvan IV | Cấm                           | Cấm    | Miss Fortune ⋅ Akali Ryze ⋅ Sejuani ⋅ Skarner   | Miss Fortune ⋅ Akali Ryze ⋅ Sejuani ⋅ Skarner   | Miss Fortune ⋅ Akali Ryze ⋅ Sejuani ⋅ Skarner   | Miss Fortune ⋅ Akali Ryze ⋅ Sejuani ⋅ Skarner   | Miss Fortune ⋅ Akali Ryze ⋅ Sejuani ⋅ Skarner   | Miss Fortune ⋅ Akali Ryze ⋅ Sejuani ⋅ Skarner   | Miss Fortune ⋅ Akali Ryze ⋅ Sejuani ⋅ Skarner   |
| Ambessa ⋅ Poppy Sylas ⋅ Ashe ⋅ Seraphine      | Ambessa ⋅ Poppy Sylas ⋅ Ashe ⋅ Seraphine      | Ambessa ⋅ Poppy Sylas ⋅ Ashe ⋅ Seraphine      | Ambessa ⋅ Poppy Sylas ⋅ Ashe ⋅ Seraphine      | Ambessa ⋅ Poppy Sylas ⋅ Ashe ⋅ Seraphine      | Ambessa ⋅ Poppy Sylas ⋅ Ashe ⋅ Seraphine      | Ambessa ⋅ Poppy Sylas ⋅ Ashe ⋅ Seraphine      | Chọn                          | Chọn   | Aatrox ⋅ Kha'Zix Twisted Fate ⋅ Kalista ⋅ Neeko | Aatrox ⋅ Kha'Zix Twisted Fate ⋅ Kalista ⋅ Neeko | Aatrox ⋅ Kha'Zix Twisted Fate ⋅ Kalista ⋅ Neeko | Aatrox ⋅ Kha'Zix Twisted Fate ⋅ Kalista ⋅ Neeko | Aatrox ⋅ Kha'Zix Twisted Fate ⋅ Kalista ⋅ Neeko | Aatrox ⋅ Kha'Zix Twisted Fate ⋅ Kalista ⋅ Neeko | Aatrox ⋅ Kha'Zix Twisted Fate ⋅ Kalista ⋅ Neeko |
|                                               |                                               |                                               |                                               |                                               |                                               |                                               |                               |        |                                                 |                                                 |                                                 |                                                 |                                                 |                                                 |                                                 |

| 9/22/20                                    | 9/22/20                                    | 9/22/20                                    | 9/22/20                                    | 9/22/20                                    | 9/22/20                                    | 9/22/20                                    | Trận 4                        | Trận 4 | 22/9/53                                  | 22/9/53                                  | 22/9/53                                  | 22/9/53                                  | 22/9/53                                  | 22/9/53                                  | 22/9/53                                  |
| Rồng: 2 ⋅ Trụ: 3 ⋅ Vàng: 58,9k             | Rồng: 2 ⋅ Trụ: 3 ⋅ Vàng: 58,9k             | Rồng: 2 ⋅ Trụ: 3 ⋅ Vàng: 58,9k             | Rồng: 2 ⋅ Trụ: 3 ⋅ Vàng: 58,9k             | Rồng: 2 ⋅ Trụ: 3 ⋅ Vàng: 58,9k             | Rồng: 2 ⋅ Trụ: 3 ⋅ Vàng: 58,9k             | Rồng: 2 ⋅ Trụ: 3 ⋅ Vàng: 58,9k             | Sự kiện thể thao đang diễn ra | 35:05  | Rồng: 3 ⋅ Trụ: 8 ⋅ Vàng: 69k             | Rồng: 3 ⋅ Trụ: 8 ⋅ Vàng: 69k             | Rồng: 3 ⋅ Trụ: 8 ⋅ Vàng: 69k             | Rồng: 3 ⋅ Trụ: 8 ⋅ Vàng: 69k             | Rồng: 3 ⋅ Trụ: 8 ⋅ Vàng: 69k             | Rồng: 3 ⋅ Trụ: 8 ⋅ Vàng: 69k             | Rồng: 3 ⋅ Trụ: 8 ⋅ Vàng: 69k             |
| Nocturne ⋅ Maokai Yone ⋅ Lee Sin ⋅ Naafiri | Nocturne ⋅ Maokai Yone ⋅ Lee Sin ⋅ Naafiri | Nocturne ⋅ Maokai Yone ⋅ Lee Sin ⋅ Naafiri | Nocturne ⋅ Maokai Yone ⋅ Lee Sin ⋅ Naafiri | Nocturne ⋅ Maokai Yone ⋅ Lee Sin ⋅ Naafiri | Nocturne ⋅ Maokai Yone ⋅ Lee Sin ⋅ Naafiri | Nocturne ⋅ Maokai Yone ⋅ Lee Sin ⋅ Naafiri | Cấm                           | Cấm    | Sion ⋅ Akali Varus ⋅ Sejuani ⋅ Trundle   | Sion ⋅ Akali Varus ⋅ Sejuani ⋅ Trundle   | Sion ⋅ Akali Varus ⋅ Sejuani ⋅ Trundle   | Sion ⋅ Akali Varus ⋅ Sejuani ⋅ Trundle   | Sion ⋅ Akali Varus ⋅ Sejuani ⋅ Trundle   | Sion ⋅ Akali Varus ⋅ Sejuani ⋅ Trundle   | Sion ⋅ Akali Varus ⋅ Sejuani ⋅ Trundle   |
| Renekton ⋅ Skarner Azir ⋅ Yasuo ⋅ Alistar  | Renekton ⋅ Skarner Azir ⋅ Yasuo ⋅ Alistar  | Renekton ⋅ Skarner Azir ⋅ Yasuo ⋅ Alistar  | Renekton ⋅ Skarner Azir ⋅ Yasuo ⋅ Alistar  | Renekton ⋅ Skarner Azir ⋅ Yasuo ⋅ Alistar  | Renekton ⋅ Skarner Azir ⋅ Yasuo ⋅ Alistar  | Renekton ⋅ Skarner Azir ⋅ Yasuo ⋅ Alistar  | Chọn                          | Chọn   | K'Sante ⋅ Viego LeBlanc ⋅ Lucian ⋅ Braum | K'Sante ⋅ Viego LeBlanc ⋅ Lucian ⋅ Braum | K'Sante ⋅ Viego LeBlanc ⋅ Lucian ⋅ Braum | K'Sante ⋅ Viego LeBlanc ⋅ Lucian ⋅ Braum | K'Sante ⋅ Viego LeBlanc ⋅ Lucian ⋅ Braum | K'Sante ⋅ Viego LeBlanc ⋅ Lucian ⋅ Braum | K'Sante ⋅ Viego LeBlanc ⋅ Lucian ⋅ Braum |
|                                            |                                            |                                            |                                            |                                            |                                            |                                            |                               |        |                                          |                                          |                                          |                                          |                                          |                                          |                                          |

| 6/19/17                                     | 6/19/17                                     | 6/19/17                                     | 6/19/17                                     | 6/19/17                                     | 6/19/17                                     | 6/19/17                                     | Trận 5                        | Trận 5 | 19/6/51                                     | 19/6/51                                     | 19/6/51                                     | 19/6/51                                     | 19/6/51                                     | 19/6/51                                     | 19/6/51                                     |
| Rồng: 1 ⋅ Trụ: 2 ⋅ Vàng: 58,9k              | Rồng: 1 ⋅ Trụ: 2 ⋅ Vàng: 58,9k              | Rồng: 1 ⋅ Trụ: 2 ⋅ Vàng: 58,9k              | Rồng: 1 ⋅ Trụ: 2 ⋅ Vàng: 58,9k              | Rồng: 1 ⋅ Trụ: 2 ⋅ Vàng: 58,9k              | Rồng: 1 ⋅ Trụ: 2 ⋅ Vàng: 58,9k              | Rồng: 1 ⋅ Trụ: 2 ⋅ Vàng: 58,9k              | Sự kiện thể thao đang diễn ra | 36:32  | Rồng: 5 ⋅ Trụ: 9 ⋅ Vàng: 72,5k              | Rồng: 5 ⋅ Trụ: 9 ⋅ Vàng: 72,5k              | Rồng: 5 ⋅ Trụ: 9 ⋅ Vàng: 72,5k              | Rồng: 5 ⋅ Trụ: 9 ⋅ Vàng: 72,5k              | Rồng: 5 ⋅ Trụ: 9 ⋅ Vàng: 72,5k              | Rồng: 5 ⋅ Trụ: 9 ⋅ Vàng: 72,5k              | Rồng: 5 ⋅ Trụ: 9 ⋅ Vàng: 72,5k              |
| Nocturne ⋅ Maokai Yone ⋅ Blitzcrank ⋅ Jayce | Nocturne ⋅ Maokai Yone ⋅ Blitzcrank ⋅ Jayce | Nocturne ⋅ Maokai Yone ⋅ Blitzcrank ⋅ Jayce | Nocturne ⋅ Maokai Yone ⋅ Blitzcrank ⋅ Jayce | Nocturne ⋅ Maokai Yone ⋅ Blitzcrank ⋅ Jayce | Nocturne ⋅ Maokai Yone ⋅ Blitzcrank ⋅ Jayce | Nocturne ⋅ Maokai Yone ⋅ Blitzcrank ⋅ Jayce | Cấm                           | Cấm    | Sion ⋅ Varus Akali ⋅ Viktor ⋅ Ryze          | Sion ⋅ Varus Akali ⋅ Viktor ⋅ Ryze          | Sion ⋅ Varus Akali ⋅ Viktor ⋅ Ryze          | Sion ⋅ Varus Akali ⋅ Viktor ⋅ Ryze          | Sion ⋅ Varus Akali ⋅ Viktor ⋅ Ryze          | Sion ⋅ Varus Akali ⋅ Viktor ⋅ Ryze          | Sion ⋅ Varus Akali ⋅ Viktor ⋅ Ryze          |
| Gnar ⋅ Trundle Kassadin ⋅ Ezreal ⋅ Karma    | Gnar ⋅ Trundle Kassadin ⋅ Ezreal ⋅ Karma    | Gnar ⋅ Trundle Kassadin ⋅ Ezreal ⋅ Karma    | Gnar ⋅ Trundle Kassadin ⋅ Ezreal ⋅ Karma    | Gnar ⋅ Trundle Kassadin ⋅ Ezreal ⋅ Karma    | Gnar ⋅ Trundle Kassadin ⋅ Ezreal ⋅ Karma    | Gnar ⋅ Trundle Kassadin ⋅ Ezreal ⋅ Karma    | Chọn                          | Chọn   | Gangplank ⋅ Naafiri Orianna ⋅ Kai'Sa ⋅ Bard | Gangplank ⋅ Naafiri Orianna ⋅ Kai'Sa ⋅ Bard | Gangplank ⋅ Naafiri Orianna ⋅ Kai'Sa ⋅ Bard | Gangplank ⋅ Naafiri Orianna ⋅ Kai'Sa ⋅ Bard | Gangplank ⋅ Naafiri Orianna ⋅ Kai'Sa ⋅ Bard | Gangplank ⋅ Naafiri Orianna ⋅ Kai'Sa ⋅ Bard | Gangplank ⋅ Naafiri Orianna ⋅ Kai'Sa ⋅ Bard |
|                                             |                                             |                                             |                                             |                                             |                                             |                                             |                               |        |                                             |                                             |                                             |                                             |                                             |                                             |                                             |

#### Vòng 2 nhánh thắng
| G2 Esports | 0 – 3 | Bilibili Gaming |

| 11/18/27                                    | 11/18/27                                    | 11/18/27                                    | 11/18/27                                    | 11/18/27                                    | 11/18/27                                    | 11/18/27                                    | Trận 1                        | Trận 1 | 18/11/37                                         | 18/11/37                                         | 18/11/37                                         | 18/11/37                                         | 18/11/37                                         | 18/11/37                                         | 18/11/37                                         |
| Rồng: 2 ⋅ Trụ: 7 ⋅ Vàng: 61,9k              | Rồng: 2 ⋅ Trụ: 7 ⋅ Vàng: 61,9k              | Rồng: 2 ⋅ Trụ: 7 ⋅ Vàng: 61,9k              | Rồng: 2 ⋅ Trụ: 7 ⋅ Vàng: 61,9k              | Rồng: 2 ⋅ Trụ: 7 ⋅ Vàng: 61,9k              | Rồng: 2 ⋅ Trụ: 7 ⋅ Vàng: 61,9k              | Rồng: 2 ⋅ Trụ: 7 ⋅ Vàng: 61,9k              | Sự kiện thể thao đang diễn ra | 35:21  | Rồng: 2 ⋅ Trụ: 10 ⋅ Vàng: 67,1k                  | Rồng: 2 ⋅ Trụ: 10 ⋅ Vàng: 67,1k                  | Rồng: 2 ⋅ Trụ: 10 ⋅ Vàng: 67,1k                  | Rồng: 2 ⋅ Trụ: 10 ⋅ Vàng: 67,1k                  | Rồng: 2 ⋅ Trụ: 10 ⋅ Vàng: 67,1k                  | Rồng: 2 ⋅ Trụ: 10 ⋅ Vàng: 67,1k                  | Rồng: 2 ⋅ Trụ: 10 ⋅ Vàng: 67,1k                  |
| Poppy ⋅ Taliyah Ngộ Không ⋅ Kalista ⋅ Xayah | Poppy ⋅ Taliyah Ngộ Không ⋅ Kalista ⋅ Xayah | Poppy ⋅ Taliyah Ngộ Không ⋅ Kalista ⋅ Xayah | Poppy ⋅ Taliyah Ngộ Không ⋅ Kalista ⋅ Xayah | Poppy ⋅ Taliyah Ngộ Không ⋅ Kalista ⋅ Xayah | Poppy ⋅ Taliyah Ngộ Không ⋅ Kalista ⋅ Xayah | Poppy ⋅ Taliyah Ngộ Không ⋅ Kalista ⋅ Xayah | Cấm                           | Cấm    | Twisted Fate ⋅ Azir Varus ⋅ Braum ⋅ Kai'Sa       | Twisted Fate ⋅ Azir Varus ⋅ Braum ⋅ Kai'Sa       | Twisted Fate ⋅ Azir Varus ⋅ Braum ⋅ Kai'Sa       | Twisted Fate ⋅ Azir Varus ⋅ Braum ⋅ Kai'Sa       | Twisted Fate ⋅ Azir Varus ⋅ Braum ⋅ Kai'Sa       | Twisted Fate ⋅ Azir Varus ⋅ Braum ⋅ Kai'Sa       | Twisted Fate ⋅ Azir Varus ⋅ Braum ⋅ Kai'Sa       |
| Ornn ⋅ Pantheon Aurora ⋅ Ezreal ⋅ Leona     | Ornn ⋅ Pantheon Aurora ⋅ Ezreal ⋅ Leona     | Ornn ⋅ Pantheon Aurora ⋅ Ezreal ⋅ Leona     | Ornn ⋅ Pantheon Aurora ⋅ Ezreal ⋅ Leona     | Ornn ⋅ Pantheon Aurora ⋅ Ezreal ⋅ Leona     | Ornn ⋅ Pantheon Aurora ⋅ Ezreal ⋅ Leona     | Ornn ⋅ Pantheon Aurora ⋅ Ezreal ⋅ Leona     | Chọn                          | Chọn   | Rumble ⋅ Xin Zhao Annie ⋅ Miss Fortune ⋅ Alistar | Rumble ⋅ Xin Zhao Annie ⋅ Miss Fortune ⋅ Alistar | Rumble ⋅ Xin Zhao Annie ⋅ Miss Fortune ⋅ Alistar | Rumble ⋅ Xin Zhao Annie ⋅ Miss Fortune ⋅ Alistar | Rumble ⋅ Xin Zhao Annie ⋅ Miss Fortune ⋅ Alistar | Rumble ⋅ Xin Zhao Annie ⋅ Miss Fortune ⋅ Alistar | Rumble ⋅ Xin Zhao Annie ⋅ Miss Fortune ⋅ Alistar |
|                                             |                                             |                                             |                                             |                                             |                                             |                                             |                               |        |                                                  |                                                  |                                                  |                                                  |                                                  |                                                  |                                                  |

| 9/20/20                                          | 9/20/20                                          | 9/20/20                                          | 9/20/20                                          | 9/20/20                                          | 9/20/20                                          | 9/20/20                                          | Trận 2                        | Trận 2 | 20/9/39                                 | 20/9/39                                 | 20/9/39                                 | 20/9/39                                 | 20/9/39                                 | 20/9/39                                 | 20/9/39                                 |
| Rồng: 0 ⋅ Trụ: 3 ⋅ Vàng: 51,9k                   | Rồng: 0 ⋅ Trụ: 3 ⋅ Vàng: 51,9k                   | Rồng: 0 ⋅ Trụ: 3 ⋅ Vàng: 51,9k                   | Rồng: 0 ⋅ Trụ: 3 ⋅ Vàng: 51,9k                   | Rồng: 0 ⋅ Trụ: 3 ⋅ Vàng: 51,9k                   | Rồng: 0 ⋅ Trụ: 3 ⋅ Vàng: 51,9k                   | Rồng: 0 ⋅ Trụ: 3 ⋅ Vàng: 51,9k                   | Sự kiện thể thao đang diễn ra | 30:07  | Rồng: 4 ⋅ Trụ: 9 ⋅ Vàng: 59,4k          | Rồng: 4 ⋅ Trụ: 9 ⋅ Vàng: 59,4k          | Rồng: 4 ⋅ Trụ: 9 ⋅ Vàng: 59,4k          | Rồng: 4 ⋅ Trụ: 9 ⋅ Vàng: 59,4k          | Rồng: 4 ⋅ Trụ: 9 ⋅ Vàng: 59,4k          | Rồng: 4 ⋅ Trụ: 9 ⋅ Vàng: 59,4k          | Rồng: 4 ⋅ Trụ: 9 ⋅ Vàng: 59,4k          |
| Jayce ⋅ Poppy Twisted Fate ⋅ Renata Glasc ⋅ Rell | Jayce ⋅ Poppy Twisted Fate ⋅ Renata Glasc ⋅ Rell | Jayce ⋅ Poppy Twisted Fate ⋅ Renata Glasc ⋅ Rell | Jayce ⋅ Poppy Twisted Fate ⋅ Renata Glasc ⋅ Rell | Jayce ⋅ Poppy Twisted Fate ⋅ Renata Glasc ⋅ Rell | Jayce ⋅ Poppy Twisted Fate ⋅ Renata Glasc ⋅ Rell | Jayce ⋅ Poppy Twisted Fate ⋅ Renata Glasc ⋅ Rell | Cấm                           | Cấm    | Maokai ⋅ Ngộ Không Gwen ⋅ Kai'Sa ⋅ Jhin | Maokai ⋅ Ngộ Không Gwen ⋅ Kai'Sa ⋅ Jhin | Maokai ⋅ Ngộ Không Gwen ⋅ Kai'Sa ⋅ Jhin | Maokai ⋅ Ngộ Không Gwen ⋅ Kai'Sa ⋅ Jhin | Maokai ⋅ Ngộ Không Gwen ⋅ Kai'Sa ⋅ Jhin | Maokai ⋅ Ngộ Không Gwen ⋅ Kai'Sa ⋅ Jhin | Maokai ⋅ Ngộ Không Gwen ⋅ Kai'Sa ⋅ Jhin |
| Jax ⋅ Vi Ahri ⋅ Sivir ⋅ Neeko                    | Jax ⋅ Vi Ahri ⋅ Sivir ⋅ Neeko                    | Jax ⋅ Vi Ahri ⋅ Sivir ⋅ Neeko                    | Jax ⋅ Vi Ahri ⋅ Sivir ⋅ Neeko                    | Jax ⋅ Vi Ahri ⋅ Sivir ⋅ Neeko                    | Jax ⋅ Vi Ahri ⋅ Sivir ⋅ Neeko                    | Jax ⋅ Vi Ahri ⋅ Sivir ⋅ Neeko                    | Chọn                          | Chọn   | Sion ⋅ Skarner Taliyah ⋅ Varus ⋅ Karma  | Sion ⋅ Skarner Taliyah ⋅ Varus ⋅ Karma  | Sion ⋅ Skarner Taliyah ⋅ Varus ⋅ Karma  | Sion ⋅ Skarner Taliyah ⋅ Varus ⋅ Karma  | Sion ⋅ Skarner Taliyah ⋅ Varus ⋅ Karma  | Sion ⋅ Skarner Taliyah ⋅ Varus ⋅ Karma  | Sion ⋅ Skarner Taliyah ⋅ Varus ⋅ Karma  |
|                                                  |                                                  |                                                  |                                                  |                                                  |                                                  |                                                  |                               |        |                                         |                                         |                                         |                                         |                                         |                                         |                                         |

| 2/17/3                                     | 2/17/3                                     | 2/17/3                                     | 2/17/3                                     | 2/17/3                                     | 2/17/3                                     | 2/17/3                                     | Trận 3                        | Trận 3 | 17/2/41                                     | 17/2/41                                     | 17/2/41                                     | 17/2/41                                     | 17/2/41                                     | 17/2/41                                     | 17/2/41                                     |
| Rồng: 1 ⋅ Trụ: 3 ⋅ Vàng: 54,6k             | Rồng: 1 ⋅ Trụ: 3 ⋅ Vàng: 54,6k             | Rồng: 1 ⋅ Trụ: 3 ⋅ Vàng: 54,6k             | Rồng: 1 ⋅ Trụ: 3 ⋅ Vàng: 54,6k             | Rồng: 1 ⋅ Trụ: 3 ⋅ Vàng: 54,6k             | Rồng: 1 ⋅ Trụ: 3 ⋅ Vàng: 54,6k             | Rồng: 1 ⋅ Trụ: 3 ⋅ Vàng: 54,6k             | Sự kiện thể thao đang diễn ra | 33:28  | Rồng: 3 ⋅ Trụ: 10 ⋅ Vàng: 67,9k             | Rồng: 3 ⋅ Trụ: 10 ⋅ Vàng: 67,9k             | Rồng: 3 ⋅ Trụ: 10 ⋅ Vàng: 67,9k             | Rồng: 3 ⋅ Trụ: 10 ⋅ Vàng: 67,9k             | Rồng: 3 ⋅ Trụ: 10 ⋅ Vàng: 67,9k             | Rồng: 3 ⋅ Trụ: 10 ⋅ Vàng: 67,9k             | Rồng: 3 ⋅ Trụ: 10 ⋅ Vàng: 67,9k             |
| Yone ⋅ Gwen Sylas ⋅ Renata Glasc ⋅ Xayah   | Yone ⋅ Gwen Sylas ⋅ Renata Glasc ⋅ Xayah   | Yone ⋅ Gwen Sylas ⋅ Renata Glasc ⋅ Xayah   | Yone ⋅ Gwen Sylas ⋅ Renata Glasc ⋅ Xayah   | Yone ⋅ Gwen Sylas ⋅ Renata Glasc ⋅ Xayah   | Yone ⋅ Gwen Sylas ⋅ Renata Glasc ⋅ Xayah   | Yone ⋅ Gwen Sylas ⋅ Renata Glasc ⋅ Xayah   | Cấm                           | Cấm    | Maokai ⋅ Azir Ngộ Không ⋅ Jayce ⋅ Dr. Mundo | Maokai ⋅ Azir Ngộ Không ⋅ Jayce ⋅ Dr. Mundo | Maokai ⋅ Azir Ngộ Không ⋅ Jayce ⋅ Dr. Mundo | Maokai ⋅ Azir Ngộ Không ⋅ Jayce ⋅ Dr. Mundo | Maokai ⋅ Azir Ngộ Không ⋅ Jayce ⋅ Dr. Mundo | Maokai ⋅ Azir Ngộ Không ⋅ Jayce ⋅ Dr. Mundo | Maokai ⋅ Azir Ngộ Không ⋅ Jayce ⋅ Dr. Mundo |
| Olaf ⋅ Trundle Twisted Fate ⋅ Senna ⋅ Rell | Olaf ⋅ Trundle Twisted Fate ⋅ Senna ⋅ Rell | Olaf ⋅ Trundle Twisted Fate ⋅ Senna ⋅ Rell | Olaf ⋅ Trundle Twisted Fate ⋅ Senna ⋅ Rell | Olaf ⋅ Trundle Twisted Fate ⋅ Senna ⋅ Rell | Olaf ⋅ Trundle Twisted Fate ⋅ Senna ⋅ Rell | Olaf ⋅ Trundle Twisted Fate ⋅ Senna ⋅ Rell | Chọn                          | Chọn   | Renekton ⋅ Poppy Veigar ⋅ Kai'Sa ⋅ Rakan    | Renekton ⋅ Poppy Veigar ⋅ Kai'Sa ⋅ Rakan    | Renekton ⋅ Poppy Veigar ⋅ Kai'Sa ⋅ Rakan    | Renekton ⋅ Poppy Veigar ⋅ Kai'Sa ⋅ Rakan    | Renekton ⋅ Poppy Veigar ⋅ Kai'Sa ⋅ Rakan    | Renekton ⋅ Poppy Veigar ⋅ Kai'Sa ⋅ Rakan    | Renekton ⋅ Poppy Veigar ⋅ Kai'Sa ⋅ Rakan    |
|                                            |                                            |                                            |                                            |                                            |                                            |                                            |                               |        |                                             |                                             |                                             |                                             |                                             |                                             |                                             |

#### Vòng 2 nhánh thua
| G2 Esports | 3 – 2 | GAM Esports |

| 14/10/44                                    | 14/10/44                                    | 14/10/44                                    | 14/10/44                                    | 14/10/44                                    | 14/10/44                                    | 14/10/44                                    | Trận 1                        | Trận 1 | 10/14/20                                    | 10/14/20                                    | 10/14/20                                    | 10/14/20                                    | 10/14/20                                    | 10/14/20                                    | 10/14/20                                    |
| Rồng: 2 ⋅ Trụ: 8 ⋅ Vàng: 57,4k              | Rồng: 2 ⋅ Trụ: 8 ⋅ Vàng: 57,4k              | Rồng: 2 ⋅ Trụ: 8 ⋅ Vàng: 57,4k              | Rồng: 2 ⋅ Trụ: 8 ⋅ Vàng: 57,4k              | Rồng: 2 ⋅ Trụ: 8 ⋅ Vàng: 57,4k              | Rồng: 2 ⋅ Trụ: 8 ⋅ Vàng: 57,4k              | Rồng: 2 ⋅ Trụ: 8 ⋅ Vàng: 57,4k              | Sự kiện thể thao đang diễn ra | 28:48  | Rồng: 1 ⋅ Trụ: 4 ⋅ Vàng: 50,3k              | Rồng: 1 ⋅ Trụ: 4 ⋅ Vàng: 50,3k              | Rồng: 1 ⋅ Trụ: 4 ⋅ Vàng: 50,3k              | Rồng: 1 ⋅ Trụ: 4 ⋅ Vàng: 50,3k              | Rồng: 1 ⋅ Trụ: 4 ⋅ Vàng: 50,3k              | Rồng: 1 ⋅ Trụ: 4 ⋅ Vàng: 50,3k              | Rồng: 1 ⋅ Trụ: 4 ⋅ Vàng: 50,3k              |
| Nocturne ⋅ Rumble Gwen ⋅ Jayce ⋅ Nautilus   | Nocturne ⋅ Rumble Gwen ⋅ Jayce ⋅ Nautilus   | Nocturne ⋅ Rumble Gwen ⋅ Jayce ⋅ Nautilus   | Nocturne ⋅ Rumble Gwen ⋅ Jayce ⋅ Nautilus   | Nocturne ⋅ Rumble Gwen ⋅ Jayce ⋅ Nautilus   | Nocturne ⋅ Rumble Gwen ⋅ Jayce ⋅ Nautilus   | Nocturne ⋅ Rumble Gwen ⋅ Jayce ⋅ Nautilus   | Cấm                           | Cấm    | Pantheon ⋅ Maokai Twisted Fate ⋅ Sion ⋅ Jax | Pantheon ⋅ Maokai Twisted Fate ⋅ Sion ⋅ Jax | Pantheon ⋅ Maokai Twisted Fate ⋅ Sion ⋅ Jax | Pantheon ⋅ Maokai Twisted Fate ⋅ Sion ⋅ Jax | Pantheon ⋅ Maokai Twisted Fate ⋅ Sion ⋅ Jax | Pantheon ⋅ Maokai Twisted Fate ⋅ Sion ⋅ Jax | Pantheon ⋅ Maokai Twisted Fate ⋅ Sion ⋅ Jax |
| Renekton ⋅ Trundle Syndra ⋅ Varus ⋅ Alistar | Renekton ⋅ Trundle Syndra ⋅ Varus ⋅ Alistar | Renekton ⋅ Trundle Syndra ⋅ Varus ⋅ Alistar | Renekton ⋅ Trundle Syndra ⋅ Varus ⋅ Alistar | Renekton ⋅ Trundle Syndra ⋅ Varus ⋅ Alistar | Renekton ⋅ Trundle Syndra ⋅ Varus ⋅ Alistar | Renekton ⋅ Trundle Syndra ⋅ Varus ⋅ Alistar | Chọn                          | Chọn   | Gnar ⋅ Xin Zhao Taliyah ⋅ Jhin ⋅ Rell       | Gnar ⋅ Xin Zhao Taliyah ⋅ Jhin ⋅ Rell       | Gnar ⋅ Xin Zhao Taliyah ⋅ Jhin ⋅ Rell       | Gnar ⋅ Xin Zhao Taliyah ⋅ Jhin ⋅ Rell       | Gnar ⋅ Xin Zhao Taliyah ⋅ Jhin ⋅ Rell       | Gnar ⋅ Xin Zhao Taliyah ⋅ Jhin ⋅ Rell       | Gnar ⋅ Xin Zhao Taliyah ⋅ Jhin ⋅ Rell       |
|                                             |                                             |                                             |                                             |                                             |                                             |                                             |                               |        |                                             |                                             |                                             |                                             |                                             |                                             |                                             |

| 25/12/60                                       | 25/12/60                                       | 25/12/60                                       | 25/12/60                                       | 25/12/60                                       | 25/12/60                                       | 25/12/60                                       | Trận 2                        | Trận 2 | 12/25/31                                 | 12/25/31                                 | 12/25/31                                 | 12/25/31                                 | 12/25/31                                 | 12/25/31                                 | 12/25/31                                 |
| Rồng: 2 ⋅ Trụ: 11 ⋅ Vàng: 66,8k                | Rồng: 2 ⋅ Trụ: 11 ⋅ Vàng: 66,8k                | Rồng: 2 ⋅ Trụ: 11 ⋅ Vàng: 66,8k                | Rồng: 2 ⋅ Trụ: 11 ⋅ Vàng: 66,8k                | Rồng: 2 ⋅ Trụ: 11 ⋅ Vàng: 66,8k                | Rồng: 2 ⋅ Trụ: 11 ⋅ Vàng: 66,8k                | Rồng: 2 ⋅ Trụ: 11 ⋅ Vàng: 66,8k                | Sự kiện thể thao đang diễn ra | 31:28  | Rồng: 3 ⋅ Trụ: 3 ⋅ Vàng: 55,6k           | Rồng: 3 ⋅ Trụ: 3 ⋅ Vàng: 55,6k           | Rồng: 3 ⋅ Trụ: 3 ⋅ Vàng: 55,6k           | Rồng: 3 ⋅ Trụ: 3 ⋅ Vàng: 55,6k           | Rồng: 3 ⋅ Trụ: 3 ⋅ Vàng: 55,6k           | Rồng: 3 ⋅ Trụ: 3 ⋅ Vàng: 55,6k           | Rồng: 3 ⋅ Trụ: 3 ⋅ Vàng: 55,6k           |
| Nocturne ⋅ Rumble Twisted Fate ⋅ Gwen ⋅ Viktor | Nocturne ⋅ Rumble Twisted Fate ⋅ Gwen ⋅ Viktor | Nocturne ⋅ Rumble Twisted Fate ⋅ Gwen ⋅ Viktor | Nocturne ⋅ Rumble Twisted Fate ⋅ Gwen ⋅ Viktor | Nocturne ⋅ Rumble Twisted Fate ⋅ Gwen ⋅ Viktor | Nocturne ⋅ Rumble Twisted Fate ⋅ Gwen ⋅ Viktor | Nocturne ⋅ Rumble Twisted Fate ⋅ Gwen ⋅ Viktor | Cấm                           | Cấm    | Azir ⋅ Maokai Annie ⋅ Sion ⋅ Aurora      | Azir ⋅ Maokai Annie ⋅ Sion ⋅ Aurora      | Azir ⋅ Maokai Annie ⋅ Sion ⋅ Aurora      | Azir ⋅ Maokai Annie ⋅ Sion ⋅ Aurora      | Azir ⋅ Maokai Annie ⋅ Sion ⋅ Aurora      | Azir ⋅ Maokai Annie ⋅ Sion ⋅ Aurora      | Azir ⋅ Maokai Annie ⋅ Sion ⋅ Aurora      |
| Gragas ⋅ Poppy Ryze ⋅ Lucian ⋅ Braum           | Gragas ⋅ Poppy Ryze ⋅ Lucian ⋅ Braum           | Gragas ⋅ Poppy Ryze ⋅ Lucian ⋅ Braum           | Gragas ⋅ Poppy Ryze ⋅ Lucian ⋅ Braum           | Gragas ⋅ Poppy Ryze ⋅ Lucian ⋅ Braum           | Gragas ⋅ Poppy Ryze ⋅ Lucian ⋅ Braum           | Gragas ⋅ Poppy Ryze ⋅ Lucian ⋅ Braum           | Chọn                          | Chọn   | Jayce ⋅ Pantheon Hwei ⋅ Corki ⋅ Nautilus | Jayce ⋅ Pantheon Hwei ⋅ Corki ⋅ Nautilus | Jayce ⋅ Pantheon Hwei ⋅ Corki ⋅ Nautilus | Jayce ⋅ Pantheon Hwei ⋅ Corki ⋅ Nautilus | Jayce ⋅ Pantheon Hwei ⋅ Corki ⋅ Nautilus | Jayce ⋅ Pantheon Hwei ⋅ Corki ⋅ Nautilus | Jayce ⋅ Pantheon Hwei ⋅ Corki ⋅ Nautilus |
|                                                |                                                |                                                |                                                |                                                |                                                |                                                |                               |        |                                          |                                          |                                          |                                          |                                          |                                          |                                          |

| 6/18/7                                         | 6/18/7                                         | 6/18/7                                         | 6/18/7                                         | 6/18/7                                         | 6/18/7                                         | 6/18/7                                         | Trận 3                        | Trận 3 | 18/6/39                                | 18/6/39                                | 18/6/39                                | 18/6/39                                | 18/6/39                                | 18/6/39                                | 18/6/39                                |
| Rồng: 2 ⋅ Trụ: 6 ⋅ Vàng: 57,6k                 | Rồng: 2 ⋅ Trụ: 6 ⋅ Vàng: 57,6k                 | Rồng: 2 ⋅ Trụ: 6 ⋅ Vàng: 57,6k                 | Rồng: 2 ⋅ Trụ: 6 ⋅ Vàng: 57,6k                 | Rồng: 2 ⋅ Trụ: 6 ⋅ Vàng: 57,6k                 | Rồng: 2 ⋅ Trụ: 6 ⋅ Vàng: 57,6k                 | Rồng: 2 ⋅ Trụ: 6 ⋅ Vàng: 57,6k                 | Sự kiện thể thao đang diễn ra | 32:38  | Rồng: 3 ⋅ Trụ: 9 ⋅ Vàng: 66,4k         | Rồng: 3 ⋅ Trụ: 9 ⋅ Vàng: 66,4k         | Rồng: 3 ⋅ Trụ: 9 ⋅ Vàng: 66,4k         | Rồng: 3 ⋅ Trụ: 9 ⋅ Vàng: 66,4k         | Rồng: 3 ⋅ Trụ: 9 ⋅ Vàng: 66,4k         | Rồng: 3 ⋅ Trụ: 9 ⋅ Vàng: 66,4k         | Rồng: 3 ⋅ Trụ: 9 ⋅ Vàng: 66,4k         |
| Nocturne ⋅ Rumble Twisted Fate ⋅ Annie ⋅ Gwen  | Nocturne ⋅ Rumble Twisted Fate ⋅ Annie ⋅ Gwen  | Nocturne ⋅ Rumble Twisted Fate ⋅ Annie ⋅ Gwen  | Nocturne ⋅ Rumble Twisted Fate ⋅ Annie ⋅ Gwen  | Nocturne ⋅ Rumble Twisted Fate ⋅ Annie ⋅ Gwen  | Nocturne ⋅ Rumble Twisted Fate ⋅ Annie ⋅ Gwen  | Nocturne ⋅ Rumble Twisted Fate ⋅ Annie ⋅ Gwen  | Cấm                           | Cấm    | Azir ⋅ Maokai Draven ⋅ Sylas ⋅ Warwick | Azir ⋅ Maokai Draven ⋅ Sylas ⋅ Warwick | Azir ⋅ Maokai Draven ⋅ Sylas ⋅ Warwick | Azir ⋅ Maokai Draven ⋅ Sylas ⋅ Warwick | Azir ⋅ Maokai Draven ⋅ Sylas ⋅ Warwick | Azir ⋅ Maokai Draven ⋅ Sylas ⋅ Warwick | Azir ⋅ Maokai Draven ⋅ Sylas ⋅ Warwick |
| Ambessa ⋅ Nunu Tristana ⋅ Miss Fortune ⋅ Neeko | Ambessa ⋅ Nunu Tristana ⋅ Miss Fortune ⋅ Neeko | Ambessa ⋅ Nunu Tristana ⋅ Miss Fortune ⋅ Neeko | Ambessa ⋅ Nunu Tristana ⋅ Miss Fortune ⋅ Neeko | Ambessa ⋅ Nunu Tristana ⋅ Miss Fortune ⋅ Neeko | Ambessa ⋅ Nunu Tristana ⋅ Miss Fortune ⋅ Neeko | Ambessa ⋅ Nunu Tristana ⋅ Miss Fortune ⋅ Neeko | Chọn                          | Chọn   | Jax ⋅ Ngộ Không Ahri ⋅ Xayah ⋅ Rakan   | Jax ⋅ Ngộ Không Ahri ⋅ Xayah ⋅ Rakan   | Jax ⋅ Ngộ Không Ahri ⋅ Xayah ⋅ Rakan   | Jax ⋅ Ngộ Không Ahri ⋅ Xayah ⋅ Rakan   | Jax ⋅ Ngộ Không Ahri ⋅ Xayah ⋅ Rakan   | Jax ⋅ Ngộ Không Ahri ⋅ Xayah ⋅ Rakan   | Jax ⋅ Ngộ Không Ahri ⋅ Xayah ⋅ Rakan   |
|                                                |                                                |                                                |                                                |                                                |                                                |                                                |                               |        |                                        |                                        |                                        |                                        |                                        |                                        |                                        |

| 5/15/5                                           | 5/15/5                                           | 5/15/5                                           | 5/15/5                                           | 5/15/5                                           | 5/15/5                                           | 5/15/5                                           | Trận 4                        | Trận 4 | 15/5/40                                 | 15/5/40                                 | 15/5/40                                 | 15/5/40                                 | 15/5/40                                 | 15/5/40                                 | 15/5/40                                 |
| Rồng: 0 ⋅ Trụ: 4 ⋅ Vàng: 55,1k                   | Rồng: 0 ⋅ Trụ: 4 ⋅ Vàng: 55,1k                   | Rồng: 0 ⋅ Trụ: 4 ⋅ Vàng: 55,1k                   | Rồng: 0 ⋅ Trụ: 4 ⋅ Vàng: 55,1k                   | Rồng: 0 ⋅ Trụ: 4 ⋅ Vàng: 55,1k                   | Rồng: 0 ⋅ Trụ: 4 ⋅ Vàng: 55,1k                   | Rồng: 0 ⋅ Trụ: 4 ⋅ Vàng: 55,1k                   | Sự kiện thể thao đang diễn ra | 32:57  | Rồng: 5 ⋅ Trụ: 7 ⋅ Vàng: 63,7k          | Rồng: 5 ⋅ Trụ: 7 ⋅ Vàng: 63,7k          | Rồng: 5 ⋅ Trụ: 7 ⋅ Vàng: 63,7k          | Rồng: 5 ⋅ Trụ: 7 ⋅ Vàng: 63,7k          | Rồng: 5 ⋅ Trụ: 7 ⋅ Vàng: 63,7k          | Rồng: 5 ⋅ Trụ: 7 ⋅ Vàng: 63,7k          | Rồng: 5 ⋅ Trụ: 7 ⋅ Vàng: 63,7k          |
| Nocturne ⋅ Rumble Gwen ⋅ Yone ⋅ Bard             | Nocturne ⋅ Rumble Gwen ⋅ Yone ⋅ Bard             | Nocturne ⋅ Rumble Gwen ⋅ Yone ⋅ Bard             | Nocturne ⋅ Rumble Gwen ⋅ Yone ⋅ Bard             | Nocturne ⋅ Rumble Gwen ⋅ Yone ⋅ Bard             | Nocturne ⋅ Rumble Gwen ⋅ Yone ⋅ Bard             | Nocturne ⋅ Rumble Gwen ⋅ Yone ⋅ Bard             | Cấm                           | Cấm    | Azir ⋅ Maokai Draven ⋅ Aatrox ⋅ Orianna | Azir ⋅ Maokai Draven ⋅ Aatrox ⋅ Orianna | Azir ⋅ Maokai Draven ⋅ Aatrox ⋅ Orianna | Azir ⋅ Maokai Draven ⋅ Aatrox ⋅ Orianna | Azir ⋅ Maokai Draven ⋅ Aatrox ⋅ Orianna | Azir ⋅ Maokai Draven ⋅ Aatrox ⋅ Orianna | Azir ⋅ Maokai Draven ⋅ Aatrox ⋅ Orianna |
| Cho'Gath ⋅ Naafiri Twisted Fate ⋅ Kai'Sa ⋅ Leona | Cho'Gath ⋅ Naafiri Twisted Fate ⋅ Kai'Sa ⋅ Leona | Cho'Gath ⋅ Naafiri Twisted Fate ⋅ Kai'Sa ⋅ Leona | Cho'Gath ⋅ Naafiri Twisted Fate ⋅ Kai'Sa ⋅ Leona | Cho'Gath ⋅ Naafiri Twisted Fate ⋅ Kai'Sa ⋅ Leona | Cho'Gath ⋅ Naafiri Twisted Fate ⋅ Kai'Sa ⋅ Leona | Cho'Gath ⋅ Naafiri Twisted Fate ⋅ Kai'Sa ⋅ Leona | Chọn                          | Chọn   | Sion ⋅ Lillia Sylas ⋅ Caitlyn ⋅ Galio   | Sion ⋅ Lillia Sylas ⋅ Caitlyn ⋅ Galio   | Sion ⋅ Lillia Sylas ⋅ Caitlyn ⋅ Galio   | Sion ⋅ Lillia Sylas ⋅ Caitlyn ⋅ Galio   | Sion ⋅ Lillia Sylas ⋅ Caitlyn ⋅ Galio   | Sion ⋅ Lillia Sylas ⋅ Caitlyn ⋅ Galio   | Sion ⋅ Lillia Sylas ⋅ Caitlyn ⋅ Galio   |
|                                                  |                                                  |                                                  |                                                  |                                                  |                                                  |                                                  |                               |        |                                         |                                         |                                         |                                         |                                         |                                         |                                         |

| 11/2/31                                      | 11/2/31                                      | 11/2/31                                      | 11/2/31                                      | 11/2/31                                      | 11/2/31                                      | 11/2/31                                      | Trận 5                        | Trận 5 | 2/11/4                                     | 2/11/4                                     | 2/11/4                                     | 2/11/4                                     | 2/11/4                                     | 2/11/4                                     | 2/11/4                                     |
| Rồng: 3 ⋅ Trụ: 10 ⋅ Vàng: 66,1k              | Rồng: 3 ⋅ Trụ: 10 ⋅ Vàng: 66,1k              | Rồng: 3 ⋅ Trụ: 10 ⋅ Vàng: 66,1k              | Rồng: 3 ⋅ Trụ: 10 ⋅ Vàng: 66,1k              | Rồng: 3 ⋅ Trụ: 10 ⋅ Vàng: 66,1k              | Rồng: 3 ⋅ Trụ: 10 ⋅ Vàng: 66,1k              | Rồng: 3 ⋅ Trụ: 10 ⋅ Vàng: 66,1k              | Sự kiện thể thao đang diễn ra | 35:34  | Rồng: 2 ⋅ Trụ: 3 ⋅ Vàng: 55,1k             | Rồng: 2 ⋅ Trụ: 3 ⋅ Vàng: 55,1k             | Rồng: 2 ⋅ Trụ: 3 ⋅ Vàng: 55,1k             | Rồng: 2 ⋅ Trụ: 3 ⋅ Vàng: 55,1k             | Rồng: 2 ⋅ Trụ: 3 ⋅ Vàng: 55,1k             | Rồng: 2 ⋅ Trụ: 3 ⋅ Vàng: 55,1k             | Rồng: 2 ⋅ Trụ: 3 ⋅ Vàng: 55,1k             |
| Nocturne ⋅ Gwen Rumble ⋅ Renata Glasc ⋅ Bard | Nocturne ⋅ Gwen Rumble ⋅ Renata Glasc ⋅ Bard | Nocturne ⋅ Gwen Rumble ⋅ Renata Glasc ⋅ Bard | Nocturne ⋅ Gwen Rumble ⋅ Renata Glasc ⋅ Bard | Nocturne ⋅ Gwen Rumble ⋅ Renata Glasc ⋅ Bard | Nocturne ⋅ Gwen Rumble ⋅ Renata Glasc ⋅ Bard | Nocturne ⋅ Gwen Rumble ⋅ Renata Glasc ⋅ Bard | Cấm                           | Cấm    | Azir ⋅ Maokai Draven ⋅ Blitzcrank ⋅ Ezreal | Azir ⋅ Maokai Draven ⋅ Blitzcrank ⋅ Ezreal | Azir ⋅ Maokai Draven ⋅ Blitzcrank ⋅ Ezreal | Azir ⋅ Maokai Draven ⋅ Blitzcrank ⋅ Ezreal | Azir ⋅ Maokai Draven ⋅ Blitzcrank ⋅ Ezreal | Azir ⋅ Maokai Draven ⋅ Blitzcrank ⋅ Ezreal | Azir ⋅ Maokai Draven ⋅ Blitzcrank ⋅ Ezreal |
| K'Sante ⋅ Viego Annie ⋅ Senna ⋅ Tahm Kench   | K'Sante ⋅ Viego Annie ⋅ Senna ⋅ Tahm Kench   | K'Sante ⋅ Viego Annie ⋅ Senna ⋅ Tahm Kench   | K'Sante ⋅ Viego Annie ⋅ Senna ⋅ Tahm Kench   | K'Sante ⋅ Viego Annie ⋅ Senna ⋅ Tahm Kench   | K'Sante ⋅ Viego Annie ⋅ Senna ⋅ Tahm Kench   | K'Sante ⋅ Viego Annie ⋅ Senna ⋅ Tahm Kench   | Chọn                          | Chọn   | Aatrox ⋅ Vi Orianna ⋅ Kalista ⋅ Seraphine  | Aatrox ⋅ Vi Orianna ⋅ Kalista ⋅ Seraphine  | Aatrox ⋅ Vi Orianna ⋅ Kalista ⋅ Seraphine  | Aatrox ⋅ Vi Orianna ⋅ Kalista ⋅ Seraphine  | Aatrox ⋅ Vi Orianna ⋅ Kalista ⋅ Seraphine  | Aatrox ⋅ Vi Orianna ⋅ Kalista ⋅ Seraphine  | Aatrox ⋅ Vi Orianna ⋅ Kalista ⋅ Seraphine  |
|                                              |                                              |                                              |                                              |                                              |                                              |                                              |                               |        |                                            |                                            |                                            |                                            |                                            |                                            |                                            |

## Vòng phân nhánh

### Bốc thăm
Sau khi kết thúc Vòng khởi động, một đợt bốc thăm sẽ được tiến hành cho Vòng phân nhánh. Tám đội vượt qua sẽ được chia thành bốn nhóm hạt giống như sau:
| Nhóm hạt giống 1 - Gen.G - Movistar KOI | Nhóm hạt giống 2 - CTBC Flying Oyster - Anyone's Legend | Nhóm hạt giống 3 - FlyQuest - T1 | Nhóm hạt giống 4 - Bilibili Gaming - G2 Esports |

Trong Vòng phân nhánh sẽ áp dụng những thể thức bốc thăm như sau:
- Các đội thuộc Nhóm hạt giống 1 sẽ đối đầu với các đội thuộc Nhóm hạt giống 4 và các đội thuộc Nhóm hạt giống 2 sẽ đối đầu với các đội thuộc Nhóm hạt giống 3.
- Các đội cùng khu vực sẽ không cùng 1 nhánh đấu.

### Nhánh đấu
|  |                    |                    |                    |                   |                   |                     |                     |                     |                    |                      |                      |                      |  |                 |                 |                       |                       |                       |  |  |                |                |                |
|  | Tứ kết nhánh thắng | Tứ kết nhánh thắng | Tứ kết nhánh thắng |                   |                   | Bán kết nhánh thắng | Bán kết nhánh thắng | Bán kết nhánh thắng |                    |                      |                      |                      |  |                 |                 | Chung kết nhánh thắng | Chung kết nhánh thắng | Chung kết nhánh thắng |  |  | Chung kết tổng | Chung kết tổng | Chung kết tổng |
|  | Tứ kết nhánh thắng | Tứ kết nhánh thắng | Tứ kết nhánh thắng |                   |                   | Bán kết nhánh thắng | Bán kết nhánh thắng | Bán kết nhánh thắng |                    |                      |                      |                      |  |                 |                 | Chung kết nhánh thắng | Chung kết nhánh thắng | Chung kết nhánh thắng |  |  | Chung kết tổng | Chung kết tổng | Chung kết tổng |
|  |                    |                    |                    |                   |                   |                     |                     |                     |                    |                      |                      |                      |  |                 |                 |                       |                       |                       |  |  |                |                |                |
|  |                    |                    |                    |                   |                   |                     |                     |                     |                    |                      |                      |                      |  |                 |                 |                       |                       |                       |  |  |                |                |                |
|  | Gen.G              | Gen.G              | 3                  |                   |                   |                     |                     |                     |                    |                      |                      |                      |  |                 |                 |                       |                       |                       |  |  |                |                |                |
|  | Gen.G              | Gen.G              | 3                  |                   |                   |                     |                     |                     |                    |                      |                      |                      |  |                 |                 |                       |                       |                       |  |  |                |                |                |
|  | G2 Esports         | G2 Esports         | 1                  |                   |                   |                     |                     |                     |                    |                      |                      |                      |  |                 |                 |                       |                       |                       |  |  |                |                |                |
|  | G2 Esports         | G2 Esports         | 1                  |                   |                   |                     |                     |                     |                    |                      |                      |                      |  |                 |                 |                       |                       |                       |  |  |                |                |                |
|  |                    |                    |                    | Gen.G             | Gen.G             | 3                   |                     |                     |                    |                      |                      |                      |  |                 |                 |                       |                       |                       |  |  |                |                |                |
|  |                    |                    |                    | Gen.G             | Gen.G             | 3                   |                     |                     |                    |                      |                      |                      |  |                 |                 |                       |                       |                       |  |  |                |                |                |
|  |                    |                    | Anyone's Legend    | Anyone's Legend   | 2                 |                     |                     |                     |                    |                      |                      |                      |  |                 |                 |                       |                       |                       |  |  |                |                |                |
|  |                    |                    |                    | Anyone's Legend   | 2                 |                     |                     |                     |                    |                      |                      |                      |  |                 |                 |                       |                       |                       |  |  |                |                |                |
|  | Anyone's Legend    | Anyone's Legend    | 3                  |                   |                   |                     |                     |                     |                    |                      |                      |                      |  |                 |                 |                       |                       |                       |  |  |                |                |                |
|  | Anyone's Legend    | Anyone's Legend    | 3                  |                   |                   |                     |                     |                     |                    |                      |                      |                      |  |                 |                 |                       |                       |                       |  |  |                |                |                |
|  | FlyQuest           | FlyQuest           | 1                  |                   |                   |                     |                     |                     |                    |                      |                      |                      |  |                 |                 |                       |                       |                       |  |  |                |                |                |
|  | FlyQuest           | FlyQuest           | 1                  |                   |                   |                     |                     |                     |                    |                      |                      |                      |  |                 |                 |                       |                       |                       |  |  |                |                |                |
|  |                    |                    |                    |                   |                   |                     | Gen.G               | Gen.G               | 3                  |                      |                      |                      |  |                 |                 |                       |                       |                       |  |  |                |                |                |
|  |                    |                    |                    |                   |                   |                     |                     |                     | 3                  |                      |                      |                      |  |                 |                 |                       |                       |                       |  |  |                |                |                |
|  |                    |                    |                    |                   |                   |                     |                     | T1                  | T1                 | 2                    |                      |                      |  |                 |                 |                       |                       |                       |  |  |                |                |                |
|  |                    |                    |                    |                   |                   |                     |                     |                     | T1                 | 2                    |                      |                      |  |                 |                 |                       |                       |                       |  |  |                |                |                |
|  | Movistar KOI       | Movistar KOI       | 1                  |                   |                   |                     |                     |                     |                    |                      |                      |                      |  |                 |                 |                       |                       |                       |  |  |                |                |                |
|  | Movistar KOI       | Movistar KOI       | 1                  |                   |                   |                     |                     |                     |                    |                      |                      |                      |  |                 |                 |                       |                       |                       |  |  |                |                |                |
|  | Bilibili Gaming    | Bilibili Gaming    | 3                  |                   |                   |                     |                     |                     |                    |                      |                      |                      |  |                 |                 |                       |                       |                       |  |  |                |                |                |
|  | Bilibili Gaming    | Bilibili Gaming    | 3                  |                   |                   |                     |                     |                     |                    |                      |                      |                      |  |                 |                 |                       |                       |                       |  |  |                |                |                |
|  |                    |                    |                    | Bilibili Gaming   | Bilibili Gaming   | 0                   |                     |                     |                    |                      |                      |                      |  |                 |                 |                       |                       |                       |  |  |                |                |                |
|  |                    |                    |                    | Bilibili Gaming   | Bilibili Gaming   | 0                   |                     |                     |                    |                      |                      |                      |  |                 |                 |                       |                       |                       |  |  |                |                |                |
|  |                    |                    | T1                 | T1                | 3                 |                     |                     |                     |                    |                      |                      |                      |  |                 |                 |                       |                       |                       |  |  |                |                |                |
|  |                    |                    |                    | T1                | 3                 |                     |                     |                     |                    |                      |                      |                      |  |                 |                 |                       |                       |                       |  |  |                |                |                |
|  | CTBC Flying Oyster | CTBC Flying Oyster | 2                  |                   |                   |                     |                     |                     |                    |                      |                      |                      |  |                 |                 |                       |                       |                       |  |  |                |                |                |
|  | CTBC Flying Oyster | CTBC Flying Oyster | 2                  |                   |                   | Gen.G               | Gen.G               | 3                   |                    |                      |                      |                      |  |                 |                 |                       |                       |                       |  |  |                |                |                |
|  | T1                 | T1                 | 3                  |                   |                   | Gen.G               | Gen.G               | 3                   |                    |                      |                      |                      |  |                 |                 |                       |                       |                       |  |  |                |                |                |
|  | T1                 | T1                 | 3                  |                   |                   |                     |                     | T1                  | T1                 | 2                    |                      |                      |  |                 |                 |                       |                       |                       |  |  |                |                |                |
|  |                    |                    |                    |                   |                   |                     |                     | T1                  | T1                 | 2                    |                      |                      |  |                 |                 |                       |                       |                       |  |  |                |                |                |
|  |                    |                    |                    |                   |                   |                     |                     |                     |                    |                      |                      |                      |  |                 |                 |                       |                       |                       |  |  |                |                |                |
|  | Vòng 1 nhánh thua  | Vòng 1 nhánh thua  | Vòng 1 nhánh thua  | Tứ kết nhánh thua | Tứ kết nhánh thua | Tứ kết nhánh thua   | Bán kết nhánh thua  | Bán kết nhánh thua  | Bán kết nhánh thua | Chung kết nhánh thua | Chung kết nhánh thua | Chung kết nhánh thua |  |                 |                 |                       |                       |                       |  |  |                |                |                |
|  | Vòng 1 nhánh thua  | Vòng 1 nhánh thua  | Vòng 1 nhánh thua  | Tứ kết nhánh thua | Tứ kết nhánh thua | Tứ kết nhánh thua   | Bán kết nhánh thua  | Bán kết nhánh thua  | Bán kết nhánh thua | Chung kết nhánh thua | Chung kết nhánh thua | Chung kết nhánh thua |  |                 |                 |                       |                       |                       |  |  |                |                |                |
|  |                    |                    |                    |                   |                   |                     |                     |                     |                    |                      |                      |                      |  |                 |                 |                       |                       |                       |  |  |                |                |                |
|  |                    |                    |                    |                   |                   |                     |                     |                     |                    |                      |                      |                      |  |                 |                 |                       |                       |                       |  |  |                |                |                |
|  |                    |                    |                    | Bilibili Gaming   | Bilibili Gaming   | 3                   |                     |                     |                    |                      |                      |                      |  |                 |                 |                       |                       |                       |  |  |                |                |                |
|  |                    |                    |                    | Bilibili Gaming   | Bilibili Gaming   | 3                   |                     |                     |                    |                      |                      |                      |  |                 |                 |                       |                       |                       |  |  |                |                |                |
|  | G2 Esports         | G2 Esports         | 0                  |                   |                   | FlyQuest            | FlyQuest            | 2                   |                    |                      |                      |                      |  | T1              | T1              | 3                     |                       |                       |  |  |                |                |                |
|  | G2 Esports         | G2 Esports         | 0                  |                   |                   | FlyQuest            | FlyQuest            | 2                   |                    |                      |                      |                      |  | T1              | T1              | 3                     |                       |                       |  |  |                |                |                |
|  | FlyQuest           | FlyQuest           | 3                  |                   |                   |                     |                     |                     | Bilibili Gaming    | Bilibili Gaming      | 0                    |                      |  | Anyone's Legend | Anyone's Legend | 2                     |                       |                       |  |  |                |                |                |
|  | FlyQuest           | FlyQuest           | 3                  |                   |                   |                     |                     |                     | Bilibili Gaming    | Bilibili Gaming      | 0                    |                      |  | Anyone's Legend | Anyone's Legend | 2                     |                       |                       |  |  |                |                |                |
|  |                    |                    |                    |                   |                   | Anyone's Legend     | Anyone's Legend     | 3                   |                    |                      |                      |                      |  |                 |                 |                       |                       |                       |  |  |                |                |                |
|  |                    |                    |                    |                   |                   | Anyone's Legend     | Anyone's Legend     | 3                   |                    |                      |                      |                      |  |                 |                 |                       |                       |                       |  |  |                |                |                |
|  |                    |                    |                    | Anyone's Legend   | Anyone's Legend   | 3                   |                     |                     |                    |                      |                      |                      |  |                 |                 |                       |                       |                       |  |  |                |                |                |
|  |                    |                    |                    | Anyone's Legend   | Anyone's Legend   | 3                   |                     |                     |                    |                      |                      |                      |  |                 |                 |                       |                       |                       |  |  |                |                |                |
|  | CTBC Flying Oyster | CTBC Flying Oyster | 3                  |                   |                   | CTBC Flying Oyster  | CTBC Flying Oyster  | 1                   |                    |                      |                      |                      |  |                 |                 |                       |                       |                       |  |  |                |                |                |
|  | CTBC Flying Oyster | CTBC Flying Oyster | 3                  |                   |                   | CTBC Flying Oyster  | CTBC Flying Oyster  | 1                   |                    |                      |                      |                      |  |                 |                 |                       |                       |                       |  |  |                |                |                |
|  | Movistar KOI       | Movistar KOI       | 1                  |                   |                   |                     |                     |                     |                    |                      |                      |                      |  |                 |                 |                       |                       |                       |  |  |                |                |                |
|  | Movistar KOI       | Movistar KOI       | 1                  |                   |                   |                     |                     |                     |                    |                      |                      |                      |  |                 |                 |                       |                       |                       |  |  |                |                |                |

Nguồn: LoL Esports

### Kết quả chi tiết

#### Tứ kết nhánh thắng
| Gen.G | 3 – 1 | G2 Esports |

| 4/22/8                                                | 4/22/8                                                | 4/22/8                                                | 4/22/8                                                | 4/22/8                                                | 4/22/8                                                | 4/22/8                                                | Trận 1                        | Trận 1 | 22/4/61                                  | 22/4/61                                  | 22/4/61                                  | 22/4/61                                  | 22/4/61                                  | 22/4/61                                  | 22/4/61                                  |
| Rồng: 0 ⋅ Trụ: 2 ⋅ Vàng: 52,8k                        | Rồng: 0 ⋅ Trụ: 2 ⋅ Vàng: 52,8k                        | Rồng: 0 ⋅ Trụ: 2 ⋅ Vàng: 52,8k                        | Rồng: 0 ⋅ Trụ: 2 ⋅ Vàng: 52,8k                        | Rồng: 0 ⋅ Trụ: 2 ⋅ Vàng: 52,8k                        | Rồng: 0 ⋅ Trụ: 2 ⋅ Vàng: 52,8k                        | Rồng: 0 ⋅ Trụ: 2 ⋅ Vàng: 52,8k                        | Sự kiện thể thao đang diễn ra | 32:08  | Rồng: 5 ⋅ Trụ: 9 ⋅ Vàng: 65,1k           | Rồng: 5 ⋅ Trụ: 9 ⋅ Vàng: 65,1k           | Rồng: 5 ⋅ Trụ: 9 ⋅ Vàng: 65,1k           | Rồng: 5 ⋅ Trụ: 9 ⋅ Vàng: 65,1k           | Rồng: 5 ⋅ Trụ: 9 ⋅ Vàng: 65,1k           | Rồng: 5 ⋅ Trụ: 9 ⋅ Vàng: 65,1k           | Rồng: 5 ⋅ Trụ: 9 ⋅ Vàng: 65,1k           |
| Twisted Fate ⋅ Pantheon Ahri ⋅ Renata Glasc ⋅ Alistar | Twisted Fate ⋅ Pantheon Ahri ⋅ Renata Glasc ⋅ Alistar | Twisted Fate ⋅ Pantheon Ahri ⋅ Renata Glasc ⋅ Alistar | Twisted Fate ⋅ Pantheon Ahri ⋅ Renata Glasc ⋅ Alistar | Twisted Fate ⋅ Pantheon Ahri ⋅ Renata Glasc ⋅ Alistar | Twisted Fate ⋅ Pantheon Ahri ⋅ Renata Glasc ⋅ Alistar | Twisted Fate ⋅ Pantheon Ahri ⋅ Renata Glasc ⋅ Alistar | Cấm                           | Cấm    | Taliyah ⋅ Rumble Nidalee ⋅ Jhin ⋅ Ezreal | Taliyah ⋅ Rumble Nidalee ⋅ Jhin ⋅ Ezreal | Taliyah ⋅ Rumble Nidalee ⋅ Jhin ⋅ Ezreal | Taliyah ⋅ Rumble Nidalee ⋅ Jhin ⋅ Ezreal | Taliyah ⋅ Rumble Nidalee ⋅ Jhin ⋅ Ezreal | Taliyah ⋅ Rumble Nidalee ⋅ Jhin ⋅ Ezreal | Taliyah ⋅ Rumble Nidalee ⋅ Jhin ⋅ Ezreal |
| Renekton ⋅ Xin Zhao Azir ⋅ Lucian ⋅ Braum             | Renekton ⋅ Xin Zhao Azir ⋅ Lucian ⋅ Braum             | Renekton ⋅ Xin Zhao Azir ⋅ Lucian ⋅ Braum             | Renekton ⋅ Xin Zhao Azir ⋅ Lucian ⋅ Braum             | Renekton ⋅ Xin Zhao Azir ⋅ Lucian ⋅ Braum             | Renekton ⋅ Xin Zhao Azir ⋅ Lucian ⋅ Braum             | Renekton ⋅ Xin Zhao Azir ⋅ Lucian ⋅ Braum             | Chọn                          | Chọn   | Jax ⋅ Maokai Yone ⋅ Varus ⋅ Rakan        | Jax ⋅ Maokai Yone ⋅ Varus ⋅ Rakan        | Jax ⋅ Maokai Yone ⋅ Varus ⋅ Rakan        | Jax ⋅ Maokai Yone ⋅ Varus ⋅ Rakan        | Jax ⋅ Maokai Yone ⋅ Varus ⋅ Rakan        | Jax ⋅ Maokai Yone ⋅ Varus ⋅ Rakan        | Jax ⋅ Maokai Yone ⋅ Varus ⋅ Rakan        |
|                                                       |                                                       |                                                       |                                                       |                                                       |                                                       |                                                       |                               |        |                                          |                                          |                                          |                                          |                                          |                                          |                                          |

| 27/11/64                                | 27/11/64                                | 27/11/64                                | 27/11/64                                | 27/11/64                                | 27/11/64                                | 27/11/64                                | Trận 2                        | Trận 2 | 11/27/31                                    | 11/27/31                                    | 11/27/31                                    | 11/27/31                                    | 11/27/31                                    | 11/27/31                                    | 11/27/31                                    |
| Rồng: 4 ⋅ Trụ: 11 ⋅ Vàng: 69,6k         | Rồng: 4 ⋅ Trụ: 11 ⋅ Vàng: 69,6k         | Rồng: 4 ⋅ Trụ: 11 ⋅ Vàng: 69,6k         | Rồng: 4 ⋅ Trụ: 11 ⋅ Vàng: 69,6k         | Rồng: 4 ⋅ Trụ: 11 ⋅ Vàng: 69,6k         | Rồng: 4 ⋅ Trụ: 11 ⋅ Vàng: 69,6k         | Rồng: 4 ⋅ Trụ: 11 ⋅ Vàng: 69,6k         | Sự kiện thể thao đang diễn ra | 31:59  | Rồng: 1 ⋅ Trụ: 0 ⋅ Vàng: 53,1k              | Rồng: 1 ⋅ Trụ: 0 ⋅ Vàng: 53,1k              | Rồng: 1 ⋅ Trụ: 0 ⋅ Vàng: 53,1k              | Rồng: 1 ⋅ Trụ: 0 ⋅ Vàng: 53,1k              | Rồng: 1 ⋅ Trụ: 0 ⋅ Vàng: 53,1k              | Rồng: 1 ⋅ Trụ: 0 ⋅ Vàng: 53,1k              | Rồng: 1 ⋅ Trụ: 0 ⋅ Vàng: 53,1k              |
| Pantheon ⋅ Kalista Poppy ⋅ Ornn ⋅ Sylas | Pantheon ⋅ Kalista Poppy ⋅ Ornn ⋅ Sylas | Pantheon ⋅ Kalista Poppy ⋅ Ornn ⋅ Sylas | Pantheon ⋅ Kalista Poppy ⋅ Ornn ⋅ Sylas | Pantheon ⋅ Kalista Poppy ⋅ Ornn ⋅ Sylas | Pantheon ⋅ Kalista Poppy ⋅ Ornn ⋅ Sylas | Pantheon ⋅ Kalista Poppy ⋅ Ornn ⋅ Sylas | Cấm                           | Cấm    | Taliyah ⋅ Lee Sin Gwen ⋅ Annie ⋅ Ahri       | Taliyah ⋅ Lee Sin Gwen ⋅ Annie ⋅ Ahri       | Taliyah ⋅ Lee Sin Gwen ⋅ Annie ⋅ Ahri       | Taliyah ⋅ Lee Sin Gwen ⋅ Annie ⋅ Ahri       | Taliyah ⋅ Lee Sin Gwen ⋅ Annie ⋅ Ahri       | Taliyah ⋅ Lee Sin Gwen ⋅ Annie ⋅ Ahri       | Taliyah ⋅ Lee Sin Gwen ⋅ Annie ⋅ Ahri       |
| Rumble ⋅ Vi Aurora ⋅ Jhin ⋅ Alistar     | Rumble ⋅ Vi Aurora ⋅ Jhin ⋅ Alistar     | Rumble ⋅ Vi Aurora ⋅ Jhin ⋅ Alistar     | Rumble ⋅ Vi Aurora ⋅ Jhin ⋅ Alistar     | Rumble ⋅ Vi Aurora ⋅ Jhin ⋅ Alistar     | Rumble ⋅ Vi Aurora ⋅ Jhin ⋅ Alistar     | Rumble ⋅ Vi Aurora ⋅ Jhin ⋅ Alistar     | Chọn                          | Chọn   | Galio ⋅ Ngộ Không Ryze ⋅ Senna ⋅ Tahm Kench | Galio ⋅ Ngộ Không Ryze ⋅ Senna ⋅ Tahm Kench | Galio ⋅ Ngộ Không Ryze ⋅ Senna ⋅ Tahm Kench | Galio ⋅ Ngộ Không Ryze ⋅ Senna ⋅ Tahm Kench | Galio ⋅ Ngộ Không Ryze ⋅ Senna ⋅ Tahm Kench | Galio ⋅ Ngộ Không Ryze ⋅ Senna ⋅ Tahm Kench | Galio ⋅ Ngộ Không Ryze ⋅ Senna ⋅ Tahm Kench |
|                                         |                                         |                                         |                                         |                                         |                                         |                                         |                               |        |                                             |                                             |                                             |                                             |                                             |                                             |                                             |

| 14/3/20                                             | 14/3/20                                             | 14/3/20                                             | 14/3/20                                             | 14/3/20                                             | 14/3/20                                             | 14/3/20                                             | Trận 3                        | Trận 3 | 3/14/4                                   | 3/14/4                                   | 3/14/4                                   | 3/14/4                                   | 3/14/4                                   | 3/14/4                                   | 3/14/4                                   |
| Rồng: 3 ⋅ Trụ: 8 ⋅ Vàng: 54,7k                      | Rồng: 3 ⋅ Trụ: 8 ⋅ Vàng: 54,7k                      | Rồng: 3 ⋅ Trụ: 8 ⋅ Vàng: 54,7k                      | Rồng: 3 ⋅ Trụ: 8 ⋅ Vàng: 54,7k                      | Rồng: 3 ⋅ Trụ: 8 ⋅ Vàng: 54,7k                      | Rồng: 3 ⋅ Trụ: 8 ⋅ Vàng: 54,7k                      | Rồng: 3 ⋅ Trụ: 8 ⋅ Vàng: 54,7k                      | Sự kiện thể thao đang diễn ra | 27:25  | Rồng: 1 ⋅ Trụ: 1 ⋅ Vàng: 43,1k           | Rồng: 1 ⋅ Trụ: 1 ⋅ Vàng: 43,1k           | Rồng: 1 ⋅ Trụ: 1 ⋅ Vàng: 43,1k           | Rồng: 1 ⋅ Trụ: 1 ⋅ Vàng: 43,1k           | Rồng: 1 ⋅ Trụ: 1 ⋅ Vàng: 43,1k           | Rồng: 1 ⋅ Trụ: 1 ⋅ Vàng: 43,1k           | Rồng: 1 ⋅ Trụ: 1 ⋅ Vàng: 43,1k           |
| Pantheon ⋅ Kalista Taliyah ⋅ Trundle ⋅ Poppy        | Pantheon ⋅ Kalista Taliyah ⋅ Trundle ⋅ Poppy        | Pantheon ⋅ Kalista Taliyah ⋅ Trundle ⋅ Poppy        | Pantheon ⋅ Kalista Taliyah ⋅ Trundle ⋅ Poppy        | Pantheon ⋅ Kalista Taliyah ⋅ Trundle ⋅ Poppy        | Pantheon ⋅ Kalista Taliyah ⋅ Trundle ⋅ Poppy        | Pantheon ⋅ Kalista Taliyah ⋅ Trundle ⋅ Poppy        | Cấm                           | Cấm    | Gwen ⋅ Ahri Twisted Fate ⋅ Akali ⋅ Sylas | Gwen ⋅ Ahri Twisted Fate ⋅ Akali ⋅ Sylas | Gwen ⋅ Ahri Twisted Fate ⋅ Akali ⋅ Sylas | Gwen ⋅ Ahri Twisted Fate ⋅ Akali ⋅ Sylas | Gwen ⋅ Ahri Twisted Fate ⋅ Akali ⋅ Sylas | Gwen ⋅ Ahri Twisted Fate ⋅ Akali ⋅ Sylas | Gwen ⋅ Ahri Twisted Fate ⋅ Akali ⋅ Sylas |
| K'Sante ⋅ Lee Sin Orianna ⋅ Miss Fortune ⋅ Nautilus | K'Sante ⋅ Lee Sin Orianna ⋅ Miss Fortune ⋅ Nautilus | K'Sante ⋅ Lee Sin Orianna ⋅ Miss Fortune ⋅ Nautilus | K'Sante ⋅ Lee Sin Orianna ⋅ Miss Fortune ⋅ Nautilus | K'Sante ⋅ Lee Sin Orianna ⋅ Miss Fortune ⋅ Nautilus | K'Sante ⋅ Lee Sin Orianna ⋅ Miss Fortune ⋅ Nautilus | K'Sante ⋅ Lee Sin Orianna ⋅ Miss Fortune ⋅ Nautilus | Chọn                          | Chọn   | Gnar ⋅ Jarvan IV Viktor ⋅ Ezreal ⋅ Rell  | Gnar ⋅ Jarvan IV Viktor ⋅ Ezreal ⋅ Rell  | Gnar ⋅ Jarvan IV Viktor ⋅ Ezreal ⋅ Rell  | Gnar ⋅ Jarvan IV Viktor ⋅ Ezreal ⋅ Rell  | Gnar ⋅ Jarvan IV Viktor ⋅ Ezreal ⋅ Rell  | Gnar ⋅ Jarvan IV Viktor ⋅ Ezreal ⋅ Rell  | Gnar ⋅ Jarvan IV Viktor ⋅ Ezreal ⋅ Rell  |
|                                                     |                                                     |                                                     |                                                     |                                                     |                                                     |                                                     |                               |        |                                          |                                          |                                          |                                          |                                          |                                          |                                          |

| 16/11/34                                | 16/11/34                                | 16/11/34                                | 16/11/34                                | 16/11/34                                | 16/11/34                                | 16/11/34                                | Trận 4                        | Trận 4 | 11/16/23                                         | 11/16/23                                         | 11/16/23                                         | 11/16/23                                         | 11/16/23                                         | 11/16/23                                         | 11/16/23                                         |
| Rồng: 3 ⋅ Trụ: 10 ⋅ Vàng: 61,1k         | Rồng: 3 ⋅ Trụ: 10 ⋅ Vàng: 61,1k         | Rồng: 3 ⋅ Trụ: 10 ⋅ Vàng: 61,1k         | Rồng: 3 ⋅ Trụ: 10 ⋅ Vàng: 61,1k         | Rồng: 3 ⋅ Trụ: 10 ⋅ Vàng: 61,1k         | Rồng: 3 ⋅ Trụ: 10 ⋅ Vàng: 61,1k         | Rồng: 3 ⋅ Trụ: 10 ⋅ Vàng: 61,1k         | Sự kiện thể thao đang diễn ra | 30:36  | Rồng: 2 ⋅ Trụ: 1 ⋅ Vàng: 53,3k                   | Rồng: 2 ⋅ Trụ: 1 ⋅ Vàng: 53,3k                   | Rồng: 2 ⋅ Trụ: 1 ⋅ Vàng: 53,3k                   | Rồng: 2 ⋅ Trụ: 1 ⋅ Vàng: 53,3k                   | Rồng: 2 ⋅ Trụ: 1 ⋅ Vàng: 53,3k                   | Rồng: 2 ⋅ Trụ: 1 ⋅ Vàng: 53,3k                   | Rồng: 2 ⋅ Trụ: 1 ⋅ Vàng: 53,3k                   |
| Pantheon ⋅ Annie Trundle ⋅ Zed ⋅ Olaf   | Pantheon ⋅ Annie Trundle ⋅ Zed ⋅ Olaf   | Pantheon ⋅ Annie Trundle ⋅ Zed ⋅ Olaf   | Pantheon ⋅ Annie Trundle ⋅ Zed ⋅ Olaf   | Pantheon ⋅ Annie Trundle ⋅ Zed ⋅ Olaf   | Pantheon ⋅ Annie Trundle ⋅ Zed ⋅ Olaf   | Pantheon ⋅ Annie Trundle ⋅ Zed ⋅ Olaf   | Cấm                           | Cấm    | Nidalee ⋅ Gwen Renata Glasc ⋅ Ambessa ⋅ Camille  | Nidalee ⋅ Gwen Renata Glasc ⋅ Ambessa ⋅ Camille  | Nidalee ⋅ Gwen Renata Glasc ⋅ Ambessa ⋅ Camille  | Nidalee ⋅ Gwen Renata Glasc ⋅ Ambessa ⋅ Camille  | Nidalee ⋅ Gwen Renata Glasc ⋅ Ambessa ⋅ Camille  | Nidalee ⋅ Gwen Renata Glasc ⋅ Ambessa ⋅ Camille  | Nidalee ⋅ Gwen Renata Glasc ⋅ Ambessa ⋅ Camille  |
| Jayce ⋅ Skarner Taliyah ⋅ Corki ⋅ Poppy | Jayce ⋅ Skarner Taliyah ⋅ Corki ⋅ Poppy | Jayce ⋅ Skarner Taliyah ⋅ Corki ⋅ Poppy | Jayce ⋅ Skarner Taliyah ⋅ Corki ⋅ Poppy | Jayce ⋅ Skarner Taliyah ⋅ Corki ⋅ Poppy | Jayce ⋅ Skarner Taliyah ⋅ Corki ⋅ Poppy | Jayce ⋅ Skarner Taliyah ⋅ Corki ⋅ Poppy | Chọn                          | Chọn   | Aatrox ⋅ Dr. Mundo Twisted Fate ⋅ Kai'Sa ⋅ Leona | Aatrox ⋅ Dr. Mundo Twisted Fate ⋅ Kai'Sa ⋅ Leona | Aatrox ⋅ Dr. Mundo Twisted Fate ⋅ Kai'Sa ⋅ Leona | Aatrox ⋅ Dr. Mundo Twisted Fate ⋅ Kai'Sa ⋅ Leona | Aatrox ⋅ Dr. Mundo Twisted Fate ⋅ Kai'Sa ⋅ Leona | Aatrox ⋅ Dr. Mundo Twisted Fate ⋅ Kai'Sa ⋅ Leona | Aatrox ⋅ Dr. Mundo Twisted Fate ⋅ Kai'Sa ⋅ Leona |
|                                         |                                         |                                         |                                         |                                         |                                         |                                         |                               |        |                                                  |                                                  |                                                  |                                                  |                                                  |                                                  |                                                  |

| Gen.G | 3 – 1 | G2 Esports |

| 4/22/8                                                | 4/22/8                                                | 4/22/8                                                | 4/22/8                                                | 4/22/8                                                | 4/22/8                                                | 4/22/8                                                | Trận 1                        | Trận 1 | 22/4/61                                  | 22/4/61                                  | 22/4/61                                  | 22/4/61                                  | 22/4/61                                  | 22/4/61                                  | 22/4/61                                  |
| Rồng: 0 ⋅ Trụ: 2 ⋅ Vàng: 52,8k                        | Rồng: 0 ⋅ Trụ: 2 ⋅ Vàng: 52,8k                        | Rồng: 0 ⋅ Trụ: 2 ⋅ Vàng: 52,8k                        | Rồng: 0 ⋅ Trụ: 2 ⋅ Vàng: 52,8k                        | Rồng: 0 ⋅ Trụ: 2 ⋅ Vàng: 52,8k                        | Rồng: 0 ⋅ Trụ: 2 ⋅ Vàng: 52,8k                        | Rồng: 0 ⋅ Trụ: 2 ⋅ Vàng: 52,8k                        | Sự kiện thể thao đang diễn ra | 32:08  | Rồng: 5 ⋅ Trụ: 9 ⋅ Vàng: 65,1k           | Rồng: 5 ⋅ Trụ: 9 ⋅ Vàng: 65,1k           | Rồng: 5 ⋅ Trụ: 9 ⋅ Vàng: 65,1k           | Rồng: 5 ⋅ Trụ: 9 ⋅ Vàng: 65,1k           | Rồng: 5 ⋅ Trụ: 9 ⋅ Vàng: 65,1k           | Rồng: 5 ⋅ Trụ: 9 ⋅ Vàng: 65,1k           | Rồng: 5 ⋅ Trụ: 9 ⋅ Vàng: 65,1k           |
| Twisted Fate ⋅ Pantheon Ahri ⋅ Renata Glasc ⋅ Alistar | Twisted Fate ⋅ Pantheon Ahri ⋅ Renata Glasc ⋅ Alistar | Twisted Fate ⋅ Pantheon Ahri ⋅ Renata Glasc ⋅ Alistar | Twisted Fate ⋅ Pantheon Ahri ⋅ Renata Glasc ⋅ Alistar | Twisted Fate ⋅ Pantheon Ahri ⋅ Renata Glasc ⋅ Alistar | Twisted Fate ⋅ Pantheon Ahri ⋅ Renata Glasc ⋅ Alistar | Twisted Fate ⋅ Pantheon Ahri ⋅ Renata Glasc ⋅ Alistar | Cấm                           | Cấm    | Taliyah ⋅ Rumble Nidalee ⋅ Jhin ⋅ Ezreal | Taliyah ⋅ Rumble Nidalee ⋅ Jhin ⋅ Ezreal | Taliyah ⋅ Rumble Nidalee ⋅ Jhin ⋅ Ezreal | Taliyah ⋅ Rumble Nidalee ⋅ Jhin ⋅ Ezreal | Taliyah ⋅ Rumble Nidalee ⋅ Jhin ⋅ Ezreal | Taliyah ⋅ Rumble Nidalee ⋅ Jhin ⋅ Ezreal | Taliyah ⋅ Rumble Nidalee ⋅ Jhin ⋅ Ezreal |
| Renekton ⋅ Xin Zhao Azir ⋅ Lucian ⋅ Braum             | Renekton ⋅ Xin Zhao Azir ⋅ Lucian ⋅ Braum             | Renekton ⋅ Xin Zhao Azir ⋅ Lucian ⋅ Braum             | Renekton ⋅ Xin Zhao Azir ⋅ Lucian ⋅ Braum             | Renekton ⋅ Xin Zhao Azir ⋅ Lucian ⋅ Braum             | Renekton ⋅ Xin Zhao Azir ⋅ Lucian ⋅ Braum             | Renekton ⋅ Xin Zhao Azir ⋅ Lucian ⋅ Braum             | Chọn                          | Chọn   | Jax ⋅ Maokai Yone ⋅ Varus ⋅ Rakan        | Jax ⋅ Maokai Yone ⋅ Varus ⋅ Rakan        | Jax ⋅ Maokai Yone ⋅ Varus ⋅ Rakan        | Jax ⋅ Maokai Yone ⋅ Varus ⋅ Rakan        | Jax ⋅ Maokai Yone ⋅ Varus ⋅ Rakan        | Jax ⋅ Maokai Yone ⋅ Varus ⋅ Rakan        | Jax ⋅ Maokai Yone ⋅ Varus ⋅ Rakan        |
|                                                       |                                                       |                                                       |                                                       |                                                       |                                                       |                                                       |                               |        |                                          |                                          |                                          |                                          |                                          |                                          |                                          |

| 27/11/64                                | 27/11/64                                | 27/11/64                                | 27/11/64                                | 27/11/64                                | 27/11/64                                | 27/11/64                                | Trận 2                        | Trận 2 | 11/27/31                                    | 11/27/31                                    | 11/27/31                                    | 11/27/31                                    | 11/27/31                                    | 11/27/31                                    | 11/27/31                                    |
| Rồng: 4 ⋅ Trụ: 11 ⋅ Vàng: 69,6k         | Rồng: 4 ⋅ Trụ: 11 ⋅ Vàng: 69,6k         | Rồng: 4 ⋅ Trụ: 11 ⋅ Vàng: 69,6k         | Rồng: 4 ⋅ Trụ: 11 ⋅ Vàng: 69,6k         | Rồng: 4 ⋅ Trụ: 11 ⋅ Vàng: 69,6k         | Rồng: 4 ⋅ Trụ: 11 ⋅ Vàng: 69,6k         | Rồng: 4 ⋅ Trụ: 11 ⋅ Vàng: 69,6k         | Sự kiện thể thao đang diễn ra | 31:59  | Rồng: 1 ⋅ Trụ: 0 ⋅ Vàng: 53,1k              | Rồng: 1 ⋅ Trụ: 0 ⋅ Vàng: 53,1k              | Rồng: 1 ⋅ Trụ: 0 ⋅ Vàng: 53,1k              | Rồng: 1 ⋅ Trụ: 0 ⋅ Vàng: 53,1k              | Rồng: 1 ⋅ Trụ: 0 ⋅ Vàng: 53,1k              | Rồng: 1 ⋅ Trụ: 0 ⋅ Vàng: 53,1k              | Rồng: 1 ⋅ Trụ: 0 ⋅ Vàng: 53,1k              |
| Pantheon ⋅ Kalista Poppy ⋅ Ornn ⋅ Sylas | Pantheon ⋅ Kalista Poppy ⋅ Ornn ⋅ Sylas | Pantheon ⋅ Kalista Poppy ⋅ Ornn ⋅ Sylas | Pantheon ⋅ Kalista Poppy ⋅ Ornn ⋅ Sylas | Pantheon ⋅ Kalista Poppy ⋅ Ornn ⋅ Sylas | Pantheon ⋅ Kalista Poppy ⋅ Ornn ⋅ Sylas | Pantheon ⋅ Kalista Poppy ⋅ Ornn ⋅ Sylas | Cấm                           | Cấm    | Taliyah ⋅ Lee Sin Gwen ⋅ Annie ⋅ Ahri       | Taliyah ⋅ Lee Sin Gwen ⋅ Annie ⋅ Ahri       | Taliyah ⋅ Lee Sin Gwen ⋅ Annie ⋅ Ahri       | Taliyah ⋅ Lee Sin Gwen ⋅ Annie ⋅ Ahri       | Taliyah ⋅ Lee Sin Gwen ⋅ Annie ⋅ Ahri       | Taliyah ⋅ Lee Sin Gwen ⋅ Annie ⋅ Ahri       | Taliyah ⋅ Lee Sin Gwen ⋅ Annie ⋅ Ahri       |
| Rumble ⋅ Vi Aurora ⋅ Jhin ⋅ Alistar     | Rumble ⋅ Vi Aurora ⋅ Jhin ⋅ Alistar     | Rumble ⋅ Vi Aurora ⋅ Jhin ⋅ Alistar     | Rumble ⋅ Vi Aurora ⋅ Jhin ⋅ Alistar     | Rumble ⋅ Vi Aurora ⋅ Jhin ⋅ Alistar     | Rumble ⋅ Vi Aurora ⋅ Jhin ⋅ Alistar     | Rumble ⋅ Vi Aurora ⋅ Jhin ⋅ Alistar     | Chọn                          | Chọn   | Galio ⋅ Ngộ Không Ryze ⋅ Senna ⋅ Tahm Kench | Galio ⋅ Ngộ Không Ryze ⋅ Senna ⋅ Tahm Kench | Galio ⋅ Ngộ Không Ryze ⋅ Senna ⋅ Tahm Kench | Galio ⋅ Ngộ Không Ryze ⋅ Senna ⋅ Tahm Kench | Galio ⋅ Ngộ Không Ryze ⋅ Senna ⋅ Tahm Kench | Galio ⋅ Ngộ Không Ryze ⋅ Senna ⋅ Tahm Kench | Galio ⋅ Ngộ Không Ryze ⋅ Senna ⋅ Tahm Kench |
|                                         |                                         |                                         |                                         |                                         |                                         |                                         |                               |        |                                             |                                             |                                             |                                             |                                             |                                             |                                             |

| 14/3/20                                             | 14/3/20                                             | 14/3/20                                             | 14/3/20                                             | 14/3/20                                             | 14/3/20                                             | 14/3/20                                             | Trận 3                        | Trận 3 | 3/14/4                                   | 3/14/4                                   | 3/14/4                                   | 3/14/4                                   | 3/14/4                                   | 3/14/4                                   | 3/14/4                                   |
| Rồng: 3 ⋅ Trụ: 8 ⋅ Vàng: 54,7k                      | Rồng: 3 ⋅ Trụ: 8 ⋅ Vàng: 54,7k                      | Rồng: 3 ⋅ Trụ: 8 ⋅ Vàng: 54,7k                      | Rồng: 3 ⋅ Trụ: 8 ⋅ Vàng: 54,7k                      | Rồng: 3 ⋅ Trụ: 8 ⋅ Vàng: 54,7k                      | Rồng: 3 ⋅ Trụ: 8 ⋅ Vàng: 54,7k                      | Rồng: 3 ⋅ Trụ: 8 ⋅ Vàng: 54,7k                      | Sự kiện thể thao đang diễn ra | 27:25  | Rồng: 1 ⋅ Trụ: 1 ⋅ Vàng: 43,1k           | Rồng: 1 ⋅ Trụ: 1 ⋅ Vàng: 43,1k           | Rồng: 1 ⋅ Trụ: 1 ⋅ Vàng: 43,1k           | Rồng: 1 ⋅ Trụ: 1 ⋅ Vàng: 43,1k           | Rồng: 1 ⋅ Trụ: 1 ⋅ Vàng: 43,1k           | Rồng: 1 ⋅ Trụ: 1 ⋅ Vàng: 43,1k           | Rồng: 1 ⋅ Trụ: 1 ⋅ Vàng: 43,1k           |
| Pantheon ⋅ Kalista Taliyah ⋅ Trundle ⋅ Poppy        | Pantheon ⋅ Kalista Taliyah ⋅ Trundle ⋅ Poppy        | Pantheon ⋅ Kalista Taliyah ⋅ Trundle ⋅ Poppy        | Pantheon ⋅ Kalista Taliyah ⋅ Trundle ⋅ Poppy        | Pantheon ⋅ Kalista Taliyah ⋅ Trundle ⋅ Poppy        | Pantheon ⋅ Kalista Taliyah ⋅ Trundle ⋅ Poppy        | Pantheon ⋅ Kalista Taliyah ⋅ Trundle ⋅ Poppy        | Cấm                           | Cấm    | Gwen ⋅ Ahri Twisted Fate ⋅ Akali ⋅ Sylas | Gwen ⋅ Ahri Twisted Fate ⋅ Akali ⋅ Sylas | Gwen ⋅ Ahri Twisted Fate ⋅ Akali ⋅ Sylas | Gwen ⋅ Ahri Twisted Fate ⋅ Akali ⋅ Sylas | Gwen ⋅ Ahri Twisted Fate ⋅ Akali ⋅ Sylas | Gwen ⋅ Ahri Twisted Fate ⋅ Akali ⋅ Sylas | Gwen ⋅ Ahri Twisted Fate ⋅ Akali ⋅ Sylas |
| K'Sante ⋅ Lee Sin Orianna ⋅ Miss Fortune ⋅ Nautilus | K'Sante ⋅ Lee Sin Orianna ⋅ Miss Fortune ⋅ Nautilus | K'Sante ⋅ Lee Sin Orianna ⋅ Miss Fortune ⋅ Nautilus | K'Sante ⋅ Lee Sin Orianna ⋅ Miss Fortune ⋅ Nautilus | K'Sante ⋅ Lee Sin Orianna ⋅ Miss Fortune ⋅ Nautilus | K'Sante ⋅ Lee Sin Orianna ⋅ Miss Fortune ⋅ Nautilus | K'Sante ⋅ Lee Sin Orianna ⋅ Miss Fortune ⋅ Nautilus | Chọn                          | Chọn   | Gnar ⋅ Jarvan IV Viktor ⋅ Ezreal ⋅ Rell  | Gnar ⋅ Jarvan IV Viktor ⋅ Ezreal ⋅ Rell  | Gnar ⋅ Jarvan IV Viktor ⋅ Ezreal ⋅ Rell  | Gnar ⋅ Jarvan IV Viktor ⋅ Ezreal ⋅ Rell  | Gnar ⋅ Jarvan IV Viktor ⋅ Ezreal ⋅ Rell  | Gnar ⋅ Jarvan IV Viktor ⋅ Ezreal ⋅ Rell  | Gnar ⋅ Jarvan IV Viktor ⋅ Ezreal ⋅ Rell  |
|                                                     |                                                     |                                                     |                                                     |                                                     |                                                     |                                                     |                               |        |                                          |                                          |                                          |                                          |                                          |                                          |                                          |

| 16/11/34                                | 16/11/34                                | 16/11/34                                | 16/11/34                                | 16/11/34                                | 16/11/34                                | 16/11/34                                | Trận 4                        | Trận 4 | 11/16/23                                         | 11/16/23                                         | 11/16/23                                         | 11/16/23                                         | 11/16/23                                         | 11/16/23                                         | 11/16/23                                         |
| Rồng: 3 ⋅ Trụ: 10 ⋅ Vàng: 61,1k         | Rồng: 3 ⋅ Trụ: 10 ⋅ Vàng: 61,1k         | Rồng: 3 ⋅ Trụ: 10 ⋅ Vàng: 61,1k         | Rồng: 3 ⋅ Trụ: 10 ⋅ Vàng: 61,1k         | Rồng: 3 ⋅ Trụ: 10 ⋅ Vàng: 61,1k         | Rồng: 3 ⋅ Trụ: 10 ⋅ Vàng: 61,1k         | Rồng: 3 ⋅ Trụ: 10 ⋅ Vàng: 61,1k         | Sự kiện thể thao đang diễn ra | 30:36  | Rồng: 2 ⋅ Trụ: 1 ⋅ Vàng: 53,3k                   | Rồng: 2 ⋅ Trụ: 1 ⋅ Vàng: 53,3k                   | Rồng: 2 ⋅ Trụ: 1 ⋅ Vàng: 53,3k                   | Rồng: 2 ⋅ Trụ: 1 ⋅ Vàng: 53,3k                   | Rồng: 2 ⋅ Trụ: 1 ⋅ Vàng: 53,3k                   | Rồng: 2 ⋅ Trụ: 1 ⋅ Vàng: 53,3k                   | Rồng: 2 ⋅ Trụ: 1 ⋅ Vàng: 53,3k                   |
| Pantheon ⋅ Annie Trundle ⋅ Zed ⋅ Olaf   | Pantheon ⋅ Annie Trundle ⋅ Zed ⋅ Olaf   | Pantheon ⋅ Annie Trundle ⋅ Zed ⋅ Olaf   | Pantheon ⋅ Annie Trundle ⋅ Zed ⋅ Olaf   | Pantheon ⋅ Annie Trundle ⋅ Zed ⋅ Olaf   | Pantheon ⋅ Annie Trundle ⋅ Zed ⋅ Olaf   | Pantheon ⋅ Annie Trundle ⋅ Zed ⋅ Olaf   | Cấm                           | Cấm    | Nidalee ⋅ Gwen Renata Glasc ⋅ Ambessa ⋅ Camille  | Nidalee ⋅ Gwen Renata Glasc ⋅ Ambessa ⋅ Camille  | Nidalee ⋅ Gwen Renata Glasc ⋅ Ambessa ⋅ Camille  | Nidalee ⋅ Gwen Renata Glasc ⋅ Ambessa ⋅ Camille  | Nidalee ⋅ Gwen Renata Glasc ⋅ Ambessa ⋅ Camille  | Nidalee ⋅ Gwen Renata Glasc ⋅ Ambessa ⋅ Camille  | Nidalee ⋅ Gwen Renata Glasc ⋅ Ambessa ⋅ Camille  |
| Jayce ⋅ Skarner Taliyah ⋅ Corki ⋅ Poppy | Jayce ⋅ Skarner Taliyah ⋅ Corki ⋅ Poppy | Jayce ⋅ Skarner Taliyah ⋅ Corki ⋅ Poppy | Jayce ⋅ Skarner Taliyah ⋅ Corki ⋅ Poppy | Jayce ⋅ Skarner Taliyah ⋅ Corki ⋅ Poppy | Jayce ⋅ Skarner Taliyah ⋅ Corki ⋅ Poppy | Jayce ⋅ Skarner Taliyah ⋅ Corki ⋅ Poppy | Chọn                          | Chọn   | Aatrox ⋅ Dr. Mundo Twisted Fate ⋅ Kai'Sa ⋅ Leona | Aatrox ⋅ Dr. Mundo Twisted Fate ⋅ Kai'Sa ⋅ Leona | Aatrox ⋅ Dr. Mundo Twisted Fate ⋅ Kai'Sa ⋅ Leona | Aatrox ⋅ Dr. Mundo Twisted Fate ⋅ Kai'Sa ⋅ Leona | Aatrox ⋅ Dr. Mundo Twisted Fate ⋅ Kai'Sa ⋅ Leona | Aatrox ⋅ Dr. Mundo Twisted Fate ⋅ Kai'Sa ⋅ Leona | Aatrox ⋅ Dr. Mundo Twisted Fate ⋅ Kai'Sa ⋅ Leona |
|                                         |                                         |                                         |                                         |                                         |                                         |                                         |                               |        |                                                  |                                                  |                                                  |                                                  |                                                  |                                                  |                                                  |

| Anyone's Legend | 3 – 1 | FlyQuest |

| 7/28/15                                   | 7/28/15                                   | 7/28/15                                   | 7/28/15                                   | 7/28/15                                   | 7/28/15                                   | 7/28/15                                   | Trận 1                        | Trận 1 | 28/7/79                                     | 28/7/79                                     | 28/7/79                                     | 28/7/79                                     | 28/7/79                                     | 28/7/79                                     | 28/7/79                                     |
| Rồng: 1 ⋅ Trụ: 2 ⋅ Vàng: 59,1k            | Rồng: 1 ⋅ Trụ: 2 ⋅ Vàng: 59,1k            | Rồng: 1 ⋅ Trụ: 2 ⋅ Vàng: 59,1k            | Rồng: 1 ⋅ Trụ: 2 ⋅ Vàng: 59,1k            | Rồng: 1 ⋅ Trụ: 2 ⋅ Vàng: 59,1k            | Rồng: 1 ⋅ Trụ: 2 ⋅ Vàng: 59,1k            | Rồng: 1 ⋅ Trụ: 2 ⋅ Vàng: 59,1k            | Sự kiện thể thao đang diễn ra | 35:36  | Rồng: 4 ⋅ Trụ: 9 ⋅ Vàng: 72,1k              | Rồng: 4 ⋅ Trụ: 9 ⋅ Vàng: 72,1k              | Rồng: 4 ⋅ Trụ: 9 ⋅ Vàng: 72,1k              | Rồng: 4 ⋅ Trụ: 9 ⋅ Vàng: 72,1k              | Rồng: 4 ⋅ Trụ: 9 ⋅ Vàng: 72,1k              | Rồng: 4 ⋅ Trụ: 9 ⋅ Vàng: 72,1k              | Rồng: 4 ⋅ Trụ: 9 ⋅ Vàng: 72,1k              |
| Varus ⋅ Cassiopeia Azir ⋅ Lucian ⋅ Ezreal | Varus ⋅ Cassiopeia Azir ⋅ Lucian ⋅ Ezreal | Varus ⋅ Cassiopeia Azir ⋅ Lucian ⋅ Ezreal | Varus ⋅ Cassiopeia Azir ⋅ Lucian ⋅ Ezreal | Varus ⋅ Cassiopeia Azir ⋅ Lucian ⋅ Ezreal | Varus ⋅ Cassiopeia Azir ⋅ Lucian ⋅ Ezreal | Varus ⋅ Cassiopeia Azir ⋅ Lucian ⋅ Ezreal | Cấm                           | Cấm    | Vi ⋅ Twisted Fate Poppy ⋅ Alistar ⋅ Kalista | Vi ⋅ Twisted Fate Poppy ⋅ Alistar ⋅ Kalista | Vi ⋅ Twisted Fate Poppy ⋅ Alistar ⋅ Kalista | Vi ⋅ Twisted Fate Poppy ⋅ Alistar ⋅ Kalista | Vi ⋅ Twisted Fate Poppy ⋅ Alistar ⋅ Kalista | Vi ⋅ Twisted Fate Poppy ⋅ Alistar ⋅ Kalista | Vi ⋅ Twisted Fate Poppy ⋅ Alistar ⋅ Kalista |
| Rumble ⋅ Xin Zhao Taliyah ⋅ Xayah ⋅ Rakan | Rumble ⋅ Xin Zhao Taliyah ⋅ Xayah ⋅ Rakan | Rumble ⋅ Xin Zhao Taliyah ⋅ Xayah ⋅ Rakan | Rumble ⋅ Xin Zhao Taliyah ⋅ Xayah ⋅ Rakan | Rumble ⋅ Xin Zhao Taliyah ⋅ Xayah ⋅ Rakan | Rumble ⋅ Xin Zhao Taliyah ⋅ Xayah ⋅ Rakan | Rumble ⋅ Xin Zhao Taliyah ⋅ Xayah ⋅ Rakan | Chọn                          | Chọn   | Galio ⋅ Pantheon Orianna ⋅ Senna ⋅ Rell     | Galio ⋅ Pantheon Orianna ⋅ Senna ⋅ Rell     | Galio ⋅ Pantheon Orianna ⋅ Senna ⋅ Rell     | Galio ⋅ Pantheon Orianna ⋅ Senna ⋅ Rell     | Galio ⋅ Pantheon Orianna ⋅ Senna ⋅ Rell     | Galio ⋅ Pantheon Orianna ⋅ Senna ⋅ Rell     | Galio ⋅ Pantheon Orianna ⋅ Senna ⋅ Rell     |
|                                           |                                           |                                           |                                           |                                           |                                           |                                           |                               |        |                                             |                                             |                                             |                                             |                                             |                                             |                                             |

| 18/6/34                                      | 18/6/34                                      | 18/6/34                                      | 18/6/34                                      | 18/6/34                                      | 18/6/34                                      | 18/6/34                                      | Trận 2                        | Trận 2 | 6/18/9                                           | 6/18/9                                           | 6/18/9                                           | 6/18/9                                           | 6/18/9                                           | 6/18/9                                           | 6/18/9                                           |
| Rồng: 3 ⋅ Trụ: 11 ⋅ Vàng: 59,1k              | Rồng: 3 ⋅ Trụ: 11 ⋅ Vàng: 59,1k              | Rồng: 3 ⋅ Trụ: 11 ⋅ Vàng: 59,1k              | Rồng: 3 ⋅ Trụ: 11 ⋅ Vàng: 59,1k              | Rồng: 3 ⋅ Trụ: 11 ⋅ Vàng: 59,1k              | Rồng: 3 ⋅ Trụ: 11 ⋅ Vàng: 59,1k              | Rồng: 3 ⋅ Trụ: 11 ⋅ Vàng: 59,1k              | Sự kiện thể thao đang diễn ra | 27:47  | Rồng: 0 ⋅ Trụ: 1 ⋅ Vàng: 45,1k                   | Rồng: 0 ⋅ Trụ: 1 ⋅ Vàng: 45,1k                   | Rồng: 0 ⋅ Trụ: 1 ⋅ Vàng: 45,1k                   | Rồng: 0 ⋅ Trụ: 1 ⋅ Vàng: 45,1k                   | Rồng: 0 ⋅ Trụ: 1 ⋅ Vàng: 45,1k                   | Rồng: 0 ⋅ Trụ: 1 ⋅ Vàng: 45,1k                   | Rồng: 0 ⋅ Trụ: 1 ⋅ Vàng: 45,1k                   |
| Cassiopeia ⋅ Azir Renekton ⋅ Ezreal ⋅ Lucian | Cassiopeia ⋅ Azir Renekton ⋅ Ezreal ⋅ Lucian | Cassiopeia ⋅ Azir Renekton ⋅ Ezreal ⋅ Lucian | Cassiopeia ⋅ Azir Renekton ⋅ Ezreal ⋅ Lucian | Cassiopeia ⋅ Azir Renekton ⋅ Ezreal ⋅ Lucian | Cassiopeia ⋅ Azir Renekton ⋅ Ezreal ⋅ Lucian | Cassiopeia ⋅ Azir Renekton ⋅ Ezreal ⋅ Lucian | Cấm                           | Cấm    | Twisted Fate ⋅ Varus Annie ⋅ Kai'Sa ⋅ Bard       | Twisted Fate ⋅ Varus Annie ⋅ Kai'Sa ⋅ Bard       | Twisted Fate ⋅ Varus Annie ⋅ Kai'Sa ⋅ Bard       | Twisted Fate ⋅ Varus Annie ⋅ Kai'Sa ⋅ Bard       | Twisted Fate ⋅ Varus Annie ⋅ Kai'Sa ⋅ Bard       | Twisted Fate ⋅ Varus Annie ⋅ Kai'Sa ⋅ Bard       | Twisted Fate ⋅ Varus Annie ⋅ Kai'Sa ⋅ Bard       |
| Yorick ⋅ Trundle Ryze ⋅ Corki ⋅ Neeko        | Yorick ⋅ Trundle Ryze ⋅ Corki ⋅ Neeko        | Yorick ⋅ Trundle Ryze ⋅ Corki ⋅ Neeko        | Yorick ⋅ Trundle Ryze ⋅ Corki ⋅ Neeko        | Yorick ⋅ Trundle Ryze ⋅ Corki ⋅ Neeko        | Yorick ⋅ Trundle Ryze ⋅ Corki ⋅ Neeko        | Yorick ⋅ Trundle Ryze ⋅ Corki ⋅ Neeko        | Chọn                          | Chọn   | Mordekaiser ⋅ Vi Viktor ⋅ Kalista ⋅ Renata Glasc | Mordekaiser ⋅ Vi Viktor ⋅ Kalista ⋅ Renata Glasc | Mordekaiser ⋅ Vi Viktor ⋅ Kalista ⋅ Renata Glasc | Mordekaiser ⋅ Vi Viktor ⋅ Kalista ⋅ Renata Glasc | Mordekaiser ⋅ Vi Viktor ⋅ Kalista ⋅ Renata Glasc | Mordekaiser ⋅ Vi Viktor ⋅ Kalista ⋅ Renata Glasc | Mordekaiser ⋅ Vi Viktor ⋅ Kalista ⋅ Renata Glasc |
|                                              |                                              |                                              |                                              |                                              |                                              |                                              |                               |        |                                                  |                                                  |                                                  |                                                  |                                                  |                                                  |                                                  |

| 20/14/63                                         | 20/14/63                                         | 20/14/63                                         | 20/14/63                                         | 20/14/63                                         | 20/14/63                                         | 20/14/63                                         | Trận 3                        | Trận 3 | 14/20/39                                       | 14/20/39                                       | 14/20/39                                       | 14/20/39                                       | 14/20/39                                       | 14/20/39                                       | 14/20/39                                       |
| Rồng: 4 ⋅ Trụ: 9 ⋅ Vàng: 72k                     | Rồng: 4 ⋅ Trụ: 9 ⋅ Vàng: 72k                     | Rồng: 4 ⋅ Trụ: 9 ⋅ Vàng: 72k                     | Rồng: 4 ⋅ Trụ: 9 ⋅ Vàng: 72k                     | Rồng: 4 ⋅ Trụ: 9 ⋅ Vàng: 72k                     | Rồng: 4 ⋅ Trụ: 9 ⋅ Vàng: 72k                     | Rồng: 4 ⋅ Trụ: 9 ⋅ Vàng: 72k                     | Sự kiện thể thao đang diễn ra | 35:23  | Rồng: 0 ⋅ Trụ: 3 ⋅ Vàng: 66,7k                 | Rồng: 0 ⋅ Trụ: 3 ⋅ Vàng: 66,7k                 | Rồng: 0 ⋅ Trụ: 3 ⋅ Vàng: 66,7k                 | Rồng: 0 ⋅ Trụ: 3 ⋅ Vàng: 66,7k                 | Rồng: 0 ⋅ Trụ: 3 ⋅ Vàng: 66,7k                 | Rồng: 0 ⋅ Trụ: 3 ⋅ Vàng: 66,7k                 | Rồng: 0 ⋅ Trụ: 3 ⋅ Vàng: 66,7k                 |
| Renekton ⋅ Cassiopeia Poppy ⋅ Nocturne ⋅ Lee Sin | Renekton ⋅ Cassiopeia Poppy ⋅ Nocturne ⋅ Lee Sin | Renekton ⋅ Cassiopeia Poppy ⋅ Nocturne ⋅ Lee Sin | Renekton ⋅ Cassiopeia Poppy ⋅ Nocturne ⋅ Lee Sin | Renekton ⋅ Cassiopeia Poppy ⋅ Nocturne ⋅ Lee Sin | Renekton ⋅ Cassiopeia Poppy ⋅ Nocturne ⋅ Lee Sin | Renekton ⋅ Cassiopeia Poppy ⋅ Nocturne ⋅ Lee Sin | Cấm                           | Cấm    | Jayce ⋅ Sylas Gwen ⋅ Bard ⋅ Nautilus           | Jayce ⋅ Sylas Gwen ⋅ Bard ⋅ Nautilus           | Jayce ⋅ Sylas Gwen ⋅ Bard ⋅ Nautilus           | Jayce ⋅ Sylas Gwen ⋅ Bard ⋅ Nautilus           | Jayce ⋅ Sylas Gwen ⋅ Bard ⋅ Nautilus           | Jayce ⋅ Sylas Gwen ⋅ Bard ⋅ Nautilus           | Jayce ⋅ Sylas Gwen ⋅ Bard ⋅ Nautilus           |
| Sion ⋅ Ngộ Không Azir ⋅ Varus ⋅ Braum            | Sion ⋅ Ngộ Không Azir ⋅ Varus ⋅ Braum            | Sion ⋅ Ngộ Không Azir ⋅ Varus ⋅ Braum            | Sion ⋅ Ngộ Không Azir ⋅ Varus ⋅ Braum            | Sion ⋅ Ngộ Không Azir ⋅ Varus ⋅ Braum            | Sion ⋅ Ngộ Không Azir ⋅ Varus ⋅ Braum            | Sion ⋅ Ngộ Không Azir ⋅ Varus ⋅ Braum            | Chọn                          | Chọn   | Cho'Gath ⋅ Viego Twisted Fate ⋅ Jhin ⋅ Alistar | Cho'Gath ⋅ Viego Twisted Fate ⋅ Jhin ⋅ Alistar | Cho'Gath ⋅ Viego Twisted Fate ⋅ Jhin ⋅ Alistar | Cho'Gath ⋅ Viego Twisted Fate ⋅ Jhin ⋅ Alistar | Cho'Gath ⋅ Viego Twisted Fate ⋅ Jhin ⋅ Alistar | Cho'Gath ⋅ Viego Twisted Fate ⋅ Jhin ⋅ Alistar | Cho'Gath ⋅ Viego Twisted Fate ⋅ Jhin ⋅ Alistar |
|                                                  |                                                  |                                                  |                                                  |                                                  |                                                  |                                                  |                               |        |                                                |                                                |                                                |                                                |                                                |                                                |                                                |

| 33/12/77                                            | 33/12/77                                            | 33/12/77                                            | 33/12/77                                            | 33/12/77                                            | 33/12/77                                            | 33/12/77                                            | Trận 4                        | Trận 4 | 12/33/29                               | 12/33/29                               | 12/33/29                               | 12/33/29                               | 12/33/29                               | 12/33/29                               | 12/33/29                               |
| Rồng: 2 ⋅ Trụ: 9 ⋅ Vàng: 71k                        | Rồng: 2 ⋅ Trụ: 9 ⋅ Vàng: 71k                        | Rồng: 2 ⋅ Trụ: 9 ⋅ Vàng: 71k                        | Rồng: 2 ⋅ Trụ: 9 ⋅ Vàng: 71k                        | Rồng: 2 ⋅ Trụ: 9 ⋅ Vàng: 71k                        | Rồng: 2 ⋅ Trụ: 9 ⋅ Vàng: 71k                        | Rồng: 2 ⋅ Trụ: 9 ⋅ Vàng: 71k                        | Sự kiện thể thao đang diễn ra | 32:57  | Rồng: 2 ⋅ Trụ: 2 ⋅ Vàng: 56,1k         | Rồng: 2 ⋅ Trụ: 2 ⋅ Vàng: 56,1k         | Rồng: 2 ⋅ Trụ: 2 ⋅ Vàng: 56,1k         | Rồng: 2 ⋅ Trụ: 2 ⋅ Vàng: 56,1k         | Rồng: 2 ⋅ Trụ: 2 ⋅ Vàng: 56,1k         | Rồng: 2 ⋅ Trụ: 2 ⋅ Vàng: 56,1k         | Rồng: 2 ⋅ Trụ: 2 ⋅ Vàng: 56,1k         |
| Renekton ⋅ Cassiopeia Miss Fortune ⋅ Hwei ⋅ Smolder | Renekton ⋅ Cassiopeia Miss Fortune ⋅ Hwei ⋅ Smolder | Renekton ⋅ Cassiopeia Miss Fortune ⋅ Hwei ⋅ Smolder | Renekton ⋅ Cassiopeia Miss Fortune ⋅ Hwei ⋅ Smolder | Renekton ⋅ Cassiopeia Miss Fortune ⋅ Hwei ⋅ Smolder | Renekton ⋅ Cassiopeia Miss Fortune ⋅ Hwei ⋅ Smolder | Renekton ⋅ Cassiopeia Miss Fortune ⋅ Hwei ⋅ Smolder | Cấm                           | Cấm    | Annie ⋅ Ezreal Kai'Sa ⋅ Nocturne ⋅ Zed | Annie ⋅ Ezreal Kai'Sa ⋅ Nocturne ⋅ Zed | Annie ⋅ Ezreal Kai'Sa ⋅ Nocturne ⋅ Zed | Annie ⋅ Ezreal Kai'Sa ⋅ Nocturne ⋅ Zed | Annie ⋅ Ezreal Kai'Sa ⋅ Nocturne ⋅ Zed | Annie ⋅ Ezreal Kai'Sa ⋅ Nocturne ⋅ Zed | Annie ⋅ Ezreal Kai'Sa ⋅ Nocturne ⋅ Zed |
| Ambessa ⋅ Poppy Aurora ⋅ Lucian ⋅ Leona             | Ambessa ⋅ Poppy Aurora ⋅ Lucian ⋅ Leona             | Ambessa ⋅ Poppy Aurora ⋅ Lucian ⋅ Leona             | Ambessa ⋅ Poppy Aurora ⋅ Lucian ⋅ Leona             | Ambessa ⋅ Poppy Aurora ⋅ Lucian ⋅ Leona             | Ambessa ⋅ Poppy Aurora ⋅ Lucian ⋅ Leona             | Ambessa ⋅ Poppy Aurora ⋅ Lucian ⋅ Leona             | Chọn                          | Chọn   | Shen ⋅ Lee Sin Ahri ⋅ Ziggs ⋅ Nautilus | Shen ⋅ Lee Sin Ahri ⋅ Ziggs ⋅ Nautilus | Shen ⋅ Lee Sin Ahri ⋅ Ziggs ⋅ Nautilus | Shen ⋅ Lee Sin Ahri ⋅ Ziggs ⋅ Nautilus | Shen ⋅ Lee Sin Ahri ⋅ Ziggs ⋅ Nautilus | Shen ⋅ Lee Sin Ahri ⋅ Ziggs ⋅ Nautilus | Shen ⋅ Lee Sin Ahri ⋅ Ziggs ⋅ Nautilus |
|                                                     |                                                     |                                                     |                                                     |                                                     |                                                     |                                                     |                               |        |                                        |                                        |                                        |                                        |                                        |                                        |                                        |

| Anyone's Legend | 3 – 1 | FlyQuest |

| 7/28/15                                   | 7/28/15                                   | 7/28/15                                   | 7/28/15                                   | 7/28/15                                   | 7/28/15                                   | 7/28/15                                   | Trận 1                        | Trận 1 | 28/7/79                                     | 28/7/79                                     | 28/7/79                                     | 28/7/79                                     | 28/7/79                                     | 28/7/79                                     | 28/7/79                                     |
| Rồng: 1 ⋅ Trụ: 2 ⋅ Vàng: 59,1k            | Rồng: 1 ⋅ Trụ: 2 ⋅ Vàng: 59,1k            | Rồng: 1 ⋅ Trụ: 2 ⋅ Vàng: 59,1k            | Rồng: 1 ⋅ Trụ: 2 ⋅ Vàng: 59,1k            | Rồng: 1 ⋅ Trụ: 2 ⋅ Vàng: 59,1k            | Rồng: 1 ⋅ Trụ: 2 ⋅ Vàng: 59,1k            | Rồng: 1 ⋅ Trụ: 2 ⋅ Vàng: 59,1k            | Sự kiện thể thao đang diễn ra | 35:36  | Rồng: 4 ⋅ Trụ: 9 ⋅ Vàng: 72,1k              | Rồng: 4 ⋅ Trụ: 9 ⋅ Vàng: 72,1k              | Rồng: 4 ⋅ Trụ: 9 ⋅ Vàng: 72,1k              | Rồng: 4 ⋅ Trụ: 9 ⋅ Vàng: 72,1k              | Rồng: 4 ⋅ Trụ: 9 ⋅ Vàng: 72,1k              | Rồng: 4 ⋅ Trụ: 9 ⋅ Vàng: 72,1k              | Rồng: 4 ⋅ Trụ: 9 ⋅ Vàng: 72,1k              |
| Varus ⋅ Cassiopeia Azir ⋅ Lucian ⋅ Ezreal | Varus ⋅ Cassiopeia Azir ⋅ Lucian ⋅ Ezreal | Varus ⋅ Cassiopeia Azir ⋅ Lucian ⋅ Ezreal | Varus ⋅ Cassiopeia Azir ⋅ Lucian ⋅ Ezreal | Varus ⋅ Cassiopeia Azir ⋅ Lucian ⋅ Ezreal | Varus ⋅ Cassiopeia Azir ⋅ Lucian ⋅ Ezreal | Varus ⋅ Cassiopeia Azir ⋅ Lucian ⋅ Ezreal | Cấm                           | Cấm    | Vi ⋅ Twisted Fate Poppy ⋅ Alistar ⋅ Kalista | Vi ⋅ Twisted Fate Poppy ⋅ Alistar ⋅ Kalista | Vi ⋅ Twisted Fate Poppy ⋅ Alistar ⋅ Kalista | Vi ⋅ Twisted Fate Poppy ⋅ Alistar ⋅ Kalista | Vi ⋅ Twisted Fate Poppy ⋅ Alistar ⋅ Kalista | Vi ⋅ Twisted Fate Poppy ⋅ Alistar ⋅ Kalista | Vi ⋅ Twisted Fate Poppy ⋅ Alistar ⋅ Kalista |
| Rumble ⋅ Xin Zhao Taliyah ⋅ Xayah ⋅ Rakan | Rumble ⋅ Xin Zhao Taliyah ⋅ Xayah ⋅ Rakan | Rumble ⋅ Xin Zhao Taliyah ⋅ Xayah ⋅ Rakan | Rumble ⋅ Xin Zhao Taliyah ⋅ Xayah ⋅ Rakan | Rumble ⋅ Xin Zhao Taliyah ⋅ Xayah ⋅ Rakan | Rumble ⋅ Xin Zhao Taliyah ⋅ Xayah ⋅ Rakan | Rumble ⋅ Xin Zhao Taliyah ⋅ Xayah ⋅ Rakan | Chọn                          | Chọn   | Galio ⋅ Pantheon Orianna ⋅ Senna ⋅ Rell     | Galio ⋅ Pantheon Orianna ⋅ Senna ⋅ Rell     | Galio ⋅ Pantheon Orianna ⋅ Senna ⋅ Rell     | Galio ⋅ Pantheon Orianna ⋅ Senna ⋅ Rell     | Galio ⋅ Pantheon Orianna ⋅ Senna ⋅ Rell     | Galio ⋅ Pantheon Orianna ⋅ Senna ⋅ Rell     | Galio ⋅ Pantheon Orianna ⋅ Senna ⋅ Rell     |
|                                           |                                           |                                           |                                           |                                           |                                           |                                           |                               |        |                                             |                                             |                                             |                                             |                                             |                                             |                                             |

| 18/6/34                                      | 18/6/34                                      | 18/6/34                                      | 18/6/34                                      | 18/6/34                                      | 18/6/34                                      | 18/6/34                                      | Trận 2                        | Trận 2 | 6/18/9                                           | 6/18/9                                           | 6/18/9                                           | 6/18/9                                           | 6/18/9                                           | 6/18/9                                           | 6/18/9                                           |
| Rồng: 3 ⋅ Trụ: 11 ⋅ Vàng: 59,1k              | Rồng: 3 ⋅ Trụ: 11 ⋅ Vàng: 59,1k              | Rồng: 3 ⋅ Trụ: 11 ⋅ Vàng: 59,1k              | Rồng: 3 ⋅ Trụ: 11 ⋅ Vàng: 59,1k              | Rồng: 3 ⋅ Trụ: 11 ⋅ Vàng: 59,1k              | Rồng: 3 ⋅ Trụ: 11 ⋅ Vàng: 59,1k              | Rồng: 3 ⋅ Trụ: 11 ⋅ Vàng: 59,1k              | Sự kiện thể thao đang diễn ra | 27:47  | Rồng: 0 ⋅ Trụ: 1 ⋅ Vàng: 45,1k                   | Rồng: 0 ⋅ Trụ: 1 ⋅ Vàng: 45,1k                   | Rồng: 0 ⋅ Trụ: 1 ⋅ Vàng: 45,1k                   | Rồng: 0 ⋅ Trụ: 1 ⋅ Vàng: 45,1k                   | Rồng: 0 ⋅ Trụ: 1 ⋅ Vàng: 45,1k                   | Rồng: 0 ⋅ Trụ: 1 ⋅ Vàng: 45,1k                   | Rồng: 0 ⋅ Trụ: 1 ⋅ Vàng: 45,1k                   |
| Cassiopeia ⋅ Azir Renekton ⋅ Ezreal ⋅ Lucian | Cassiopeia ⋅ Azir Renekton ⋅ Ezreal ⋅ Lucian | Cassiopeia ⋅ Azir Renekton ⋅ Ezreal ⋅ Lucian | Cassiopeia ⋅ Azir Renekton ⋅ Ezreal ⋅ Lucian | Cassiopeia ⋅ Azir Renekton ⋅ Ezreal ⋅ Lucian | Cassiopeia ⋅ Azir Renekton ⋅ Ezreal ⋅ Lucian | Cassiopeia ⋅ Azir Renekton ⋅ Ezreal ⋅ Lucian | Cấm                           | Cấm    | Twisted Fate ⋅ Varus Annie ⋅ Kai'Sa ⋅ Bard       | Twisted Fate ⋅ Varus Annie ⋅ Kai'Sa ⋅ Bard       | Twisted Fate ⋅ Varus Annie ⋅ Kai'Sa ⋅ Bard       | Twisted Fate ⋅ Varus Annie ⋅ Kai'Sa ⋅ Bard       | Twisted Fate ⋅ Varus Annie ⋅ Kai'Sa ⋅ Bard       | Twisted Fate ⋅ Varus Annie ⋅ Kai'Sa ⋅ Bard       | Twisted Fate ⋅ Varus Annie ⋅ Kai'Sa ⋅ Bard       |
| Yorick ⋅ Trundle Ryze ⋅ Corki ⋅ Neeko        | Yorick ⋅ Trundle Ryze ⋅ Corki ⋅ Neeko        | Yorick ⋅ Trundle Ryze ⋅ Corki ⋅ Neeko        | Yorick ⋅ Trundle Ryze ⋅ Corki ⋅ Neeko        | Yorick ⋅ Trundle Ryze ⋅ Corki ⋅ Neeko        | Yorick ⋅ Trundle Ryze ⋅ Corki ⋅ Neeko        | Yorick ⋅ Trundle Ryze ⋅ Corki ⋅ Neeko        | Chọn                          | Chọn   | Mordekaiser ⋅ Vi Viktor ⋅ Kalista ⋅ Renata Glasc | Mordekaiser ⋅ Vi Viktor ⋅ Kalista ⋅ Renata Glasc | Mordekaiser ⋅ Vi Viktor ⋅ Kalista ⋅ Renata Glasc | Mordekaiser ⋅ Vi Viktor ⋅ Kalista ⋅ Renata Glasc | Mordekaiser ⋅ Vi Viktor ⋅ Kalista ⋅ Renata Glasc | Mordekaiser ⋅ Vi Viktor ⋅ Kalista ⋅ Renata Glasc | Mordekaiser ⋅ Vi Viktor ⋅ Kalista ⋅ Renata Glasc |
|                                              |                                              |                                              |                                              |                                              |                                              |                                              |                               |        |                                                  |                                                  |                                                  |                                                  |                                                  |                                                  |                                                  |

| 20/14/63                                         | 20/14/63                                         | 20/14/63                                         | 20/14/63                                         | 20/14/63                                         | 20/14/63                                         | 20/14/63                                         | Trận 3                        | Trận 3 | 14/20/39                                       | 14/20/39                                       | 14/20/39                                       | 14/20/39                                       | 14/20/39                                       | 14/20/39                                       | 14/20/39                                       |
| Rồng: 4 ⋅ Trụ: 9 ⋅ Vàng: 72k                     | Rồng: 4 ⋅ Trụ: 9 ⋅ Vàng: 72k                     | Rồng: 4 ⋅ Trụ: 9 ⋅ Vàng: 72k                     | Rồng: 4 ⋅ Trụ: 9 ⋅ Vàng: 72k                     | Rồng: 4 ⋅ Trụ: 9 ⋅ Vàng: 72k                     | Rồng: 4 ⋅ Trụ: 9 ⋅ Vàng: 72k                     | Rồng: 4 ⋅ Trụ: 9 ⋅ Vàng: 72k                     | Sự kiện thể thao đang diễn ra | 35:23  | Rồng: 0 ⋅ Trụ: 3 ⋅ Vàng: 66,7k                 | Rồng: 0 ⋅ Trụ: 3 ⋅ Vàng: 66,7k                 | Rồng: 0 ⋅ Trụ: 3 ⋅ Vàng: 66,7k                 | Rồng: 0 ⋅ Trụ: 3 ⋅ Vàng: 66,7k                 | Rồng: 0 ⋅ Trụ: 3 ⋅ Vàng: 66,7k                 | Rồng: 0 ⋅ Trụ: 3 ⋅ Vàng: 66,7k                 | Rồng: 0 ⋅ Trụ: 3 ⋅ Vàng: 66,7k                 |
| Renekton ⋅ Cassiopeia Poppy ⋅ Nocturne ⋅ Lee Sin | Renekton ⋅ Cassiopeia Poppy ⋅ Nocturne ⋅ Lee Sin | Renekton ⋅ Cassiopeia Poppy ⋅ Nocturne ⋅ Lee Sin | Renekton ⋅ Cassiopeia Poppy ⋅ Nocturne ⋅ Lee Sin | Renekton ⋅ Cassiopeia Poppy ⋅ Nocturne ⋅ Lee Sin | Renekton ⋅ Cassiopeia Poppy ⋅ Nocturne ⋅ Lee Sin | Renekton ⋅ Cassiopeia Poppy ⋅ Nocturne ⋅ Lee Sin | Cấm                           | Cấm    | Jayce ⋅ Sylas Gwen ⋅ Bard ⋅ Nautilus           | Jayce ⋅ Sylas Gwen ⋅ Bard ⋅ Nautilus           | Jayce ⋅ Sylas Gwen ⋅ Bard ⋅ Nautilus           | Jayce ⋅ Sylas Gwen ⋅ Bard ⋅ Nautilus           | Jayce ⋅ Sylas Gwen ⋅ Bard ⋅ Nautilus           | Jayce ⋅ Sylas Gwen ⋅ Bard ⋅ Nautilus           | Jayce ⋅ Sylas Gwen ⋅ Bard ⋅ Nautilus           |
| Sion ⋅ Ngộ Không Azir ⋅ Varus ⋅ Braum            | Sion ⋅ Ngộ Không Azir ⋅ Varus ⋅ Braum            | Sion ⋅ Ngộ Không Azir ⋅ Varus ⋅ Braum            | Sion ⋅ Ngộ Không Azir ⋅ Varus ⋅ Braum            | Sion ⋅ Ngộ Không Azir ⋅ Varus ⋅ Braum            | Sion ⋅ Ngộ Không Azir ⋅ Varus ⋅ Braum            | Sion ⋅ Ngộ Không Azir ⋅ Varus ⋅ Braum            | Chọn                          | Chọn   | Cho'Gath ⋅ Viego Twisted Fate ⋅ Jhin ⋅ Alistar | Cho'Gath ⋅ Viego Twisted Fate ⋅ Jhin ⋅ Alistar | Cho'Gath ⋅ Viego Twisted Fate ⋅ Jhin ⋅ Alistar | Cho'Gath ⋅ Viego Twisted Fate ⋅ Jhin ⋅ Alistar | Cho'Gath ⋅ Viego Twisted Fate ⋅ Jhin ⋅ Alistar | Cho'Gath ⋅ Viego Twisted Fate ⋅ Jhin ⋅ Alistar | Cho'Gath ⋅ Viego Twisted Fate ⋅ Jhin ⋅ Alistar |
|                                                  |                                                  |                                                  |                                                  |                                                  |                                                  |                                                  |                               |        |                                                |                                                |                                                |                                                |                                                |                                                |                                                |

| 33/12/77                                            | 33/12/77                                            | 33/12/77                                            | 33/12/77                                            | 33/12/77                                            | 33/12/77                                            | 33/12/77                                            | Trận 4                        | Trận 4 | 12/33/29                               | 12/33/29                               | 12/33/29                               | 12/33/29                               | 12/33/29                               | 12/33/29                               | 12/33/29                               |
| Rồng: 2 ⋅ Trụ: 9 ⋅ Vàng: 71k                        | Rồng: 2 ⋅ Trụ: 9 ⋅ Vàng: 71k                        | Rồng: 2 ⋅ Trụ: 9 ⋅ Vàng: 71k                        | Rồng: 2 ⋅ Trụ: 9 ⋅ Vàng: 71k                        | Rồng: 2 ⋅ Trụ: 9 ⋅ Vàng: 71k                        | Rồng: 2 ⋅ Trụ: 9 ⋅ Vàng: 71k                        | Rồng: 2 ⋅ Trụ: 9 ⋅ Vàng: 71k                        | Sự kiện thể thao đang diễn ra | 32:57  | Rồng: 2 ⋅ Trụ: 2 ⋅ Vàng: 56,1k         | Rồng: 2 ⋅ Trụ: 2 ⋅ Vàng: 56,1k         | Rồng: 2 ⋅ Trụ: 2 ⋅ Vàng: 56,1k         | Rồng: 2 ⋅ Trụ: 2 ⋅ Vàng: 56,1k         | Rồng: 2 ⋅ Trụ: 2 ⋅ Vàng: 56,1k         | Rồng: 2 ⋅ Trụ: 2 ⋅ Vàng: 56,1k         | Rồng: 2 ⋅ Trụ: 2 ⋅ Vàng: 56,1k         |
| Renekton ⋅ Cassiopeia Miss Fortune ⋅ Hwei ⋅ Smolder | Renekton ⋅ Cassiopeia Miss Fortune ⋅ Hwei ⋅ Smolder | Renekton ⋅ Cassiopeia Miss Fortune ⋅ Hwei ⋅ Smolder | Renekton ⋅ Cassiopeia Miss Fortune ⋅ Hwei ⋅ Smolder | Renekton ⋅ Cassiopeia Miss Fortune ⋅ Hwei ⋅ Smolder | Renekton ⋅ Cassiopeia Miss Fortune ⋅ Hwei ⋅ Smolder | Renekton ⋅ Cassiopeia Miss Fortune ⋅ Hwei ⋅ Smolder | Cấm                           | Cấm    | Annie ⋅ Ezreal Kai'Sa ⋅ Nocturne ⋅ Zed | Annie ⋅ Ezreal Kai'Sa ⋅ Nocturne ⋅ Zed | Annie ⋅ Ezreal Kai'Sa ⋅ Nocturne ⋅ Zed | Annie ⋅ Ezreal Kai'Sa ⋅ Nocturne ⋅ Zed | Annie ⋅ Ezreal Kai'Sa ⋅ Nocturne ⋅ Zed | Annie ⋅ Ezreal Kai'Sa ⋅ Nocturne ⋅ Zed | Annie ⋅ Ezreal Kai'Sa ⋅ Nocturne ⋅ Zed |
| Ambessa ⋅ Poppy Aurora ⋅ Lucian ⋅ Leona             | Ambessa ⋅ Poppy Aurora ⋅ Lucian ⋅ Leona             | Ambessa ⋅ Poppy Aurora ⋅ Lucian ⋅ Leona             | Ambessa ⋅ Poppy Aurora ⋅ Lucian ⋅ Leona             | Ambessa ⋅ Poppy Aurora ⋅ Lucian ⋅ Leona             | Ambessa ⋅ Poppy Aurora ⋅ Lucian ⋅ Leona             | Ambessa ⋅ Poppy Aurora ⋅ Lucian ⋅ Leona             | Chọn                          | Chọn   | Shen ⋅ Lee Sin Ahri ⋅ Ziggs ⋅ Nautilus | Shen ⋅ Lee Sin Ahri ⋅ Ziggs ⋅ Nautilus | Shen ⋅ Lee Sin Ahri ⋅ Ziggs ⋅ Nautilus | Shen ⋅ Lee Sin Ahri ⋅ Ziggs ⋅ Nautilus | Shen ⋅ Lee Sin Ahri ⋅ Ziggs ⋅ Nautilus | Shen ⋅ Lee Sin Ahri ⋅ Ziggs ⋅ Nautilus | Shen ⋅ Lee Sin Ahri ⋅ Ziggs ⋅ Nautilus |
|                                                     |                                                     |                                                     |                                                     |                                                     |                                                     |                                                     |                               |        |                                        |                                        |                                        |                                        |                                        |                                        |                                        |

| Movistar KOI | 1 – 3 | Bilibili Gaming |

| 10/23/28                              | 10/23/28                              | 10/23/28                              | 10/23/28                              | 10/23/28                              | 10/23/28                              | 10/23/28                              | Trận 1                        | Trận 1 | 23/10/55                                        | 23/10/55                                        | 23/10/55                                        | 23/10/55                                        | 23/10/55                                        | 23/10/55                                        | 23/10/55                                        |
| Rồng: 1 ⋅ Trụ: 0 ⋅ Vàng: 59,7k        | Rồng: 1 ⋅ Trụ: 0 ⋅ Vàng: 59,7k        | Rồng: 1 ⋅ Trụ: 0 ⋅ Vàng: 59,7k        | Rồng: 1 ⋅ Trụ: 0 ⋅ Vàng: 59,7k        | Rồng: 1 ⋅ Trụ: 0 ⋅ Vàng: 59,7k        | Rồng: 1 ⋅ Trụ: 0 ⋅ Vàng: 59,7k        | Rồng: 1 ⋅ Trụ: 0 ⋅ Vàng: 59,7k        | Sự kiện thể thao đang diễn ra | 36:23  | Rồng: 4 ⋅ Trụ: 10 ⋅ Vàng: 75,7k                 | Rồng: 4 ⋅ Trụ: 10 ⋅ Vàng: 75,7k                 | Rồng: 4 ⋅ Trụ: 10 ⋅ Vàng: 75,7k                 | Rồng: 4 ⋅ Trụ: 10 ⋅ Vàng: 75,7k                 | Rồng: 4 ⋅ Trụ: 10 ⋅ Vàng: 75,7k                 | Rồng: 4 ⋅ Trụ: 10 ⋅ Vàng: 75,7k                 | Rồng: 4 ⋅ Trụ: 10 ⋅ Vàng: 75,7k                 |
| Poppy ⋅ Annie Jax ⋅ Jhin ⋅ Ezreal     | Poppy ⋅ Annie Jax ⋅ Jhin ⋅ Ezreal     | Poppy ⋅ Annie Jax ⋅ Jhin ⋅ Ezreal     | Poppy ⋅ Annie Jax ⋅ Jhin ⋅ Ezreal     | Poppy ⋅ Annie Jax ⋅ Jhin ⋅ Ezreal     | Poppy ⋅ Annie Jax ⋅ Jhin ⋅ Ezreal     | Poppy ⋅ Annie Jax ⋅ Jhin ⋅ Ezreal     | Cấm                           | Cấm    | Twisted Fate ⋅ Taliyah Vi ⋅ Xin Zhao ⋅ Sejuani  | Twisted Fate ⋅ Taliyah Vi ⋅ Xin Zhao ⋅ Sejuani  | Twisted Fate ⋅ Taliyah Vi ⋅ Xin Zhao ⋅ Sejuani  | Twisted Fate ⋅ Taliyah Vi ⋅ Xin Zhao ⋅ Sejuani  | Twisted Fate ⋅ Taliyah Vi ⋅ Xin Zhao ⋅ Sejuani  | Twisted Fate ⋅ Taliyah Vi ⋅ Xin Zhao ⋅ Sejuani  | Twisted Fate ⋅ Taliyah Vi ⋅ Xin Zhao ⋅ Sejuani  |
| Galio ⋅ Maokai Yone ⋅ Varus ⋅ Alistar | Galio ⋅ Maokai Yone ⋅ Varus ⋅ Alistar | Galio ⋅ Maokai Yone ⋅ Varus ⋅ Alistar | Galio ⋅ Maokai Yone ⋅ Varus ⋅ Alistar | Galio ⋅ Maokai Yone ⋅ Varus ⋅ Alistar | Galio ⋅ Maokai Yone ⋅ Varus ⋅ Alistar | Galio ⋅ Maokai Yone ⋅ Varus ⋅ Alistar | Chọn                          | Chọn   | Rumble ⋅ Pantheon Aurora ⋅ Miss Fortune ⋅ Rakan | Rumble ⋅ Pantheon Aurora ⋅ Miss Fortune ⋅ Rakan | Rumble ⋅ Pantheon Aurora ⋅ Miss Fortune ⋅ Rakan | Rumble ⋅ Pantheon Aurora ⋅ Miss Fortune ⋅ Rakan | Rumble ⋅ Pantheon Aurora ⋅ Miss Fortune ⋅ Rakan | Rumble ⋅ Pantheon Aurora ⋅ Miss Fortune ⋅ Rakan | Rumble ⋅ Pantheon Aurora ⋅ Miss Fortune ⋅ Rakan |
|                                       |                                       |                                       |                                       |                                       |                                       |                                       |                               |        |                                                 |                                                 |                                                 |                                                 |                                                 |                                                 |                                                 |

| 22/10/43                               | 22/10/43                               | 22/10/43                               | 22/10/43                               | 22/10/43                               | 22/10/43                               | 22/10/43                               | Trận 2                        | Trận 2 | 10/22/24                                   | 10/22/24                                   | 10/22/24                                   | 10/22/24                                   | 10/22/24                                   | 10/22/24                                   | 10/22/24                                   |
| Rồng: 2 ⋅ Trụ: 9 ⋅ Vàng: 63,5k         | Rồng: 2 ⋅ Trụ: 9 ⋅ Vàng: 63,5k         | Rồng: 2 ⋅ Trụ: 9 ⋅ Vàng: 63,5k         | Rồng: 2 ⋅ Trụ: 9 ⋅ Vàng: 63,5k         | Rồng: 2 ⋅ Trụ: 9 ⋅ Vàng: 63,5k         | Rồng: 2 ⋅ Trụ: 9 ⋅ Vàng: 63,5k         | Rồng: 2 ⋅ Trụ: 9 ⋅ Vàng: 63,5k         | Sự kiện thể thao đang diễn ra | 30:38  | Rồng: 2 ⋅ Trụ: 2 ⋅ Vàng: 51,7k             | Rồng: 2 ⋅ Trụ: 2 ⋅ Vàng: 51,7k             | Rồng: 2 ⋅ Trụ: 2 ⋅ Vàng: 51,7k             | Rồng: 2 ⋅ Trụ: 2 ⋅ Vàng: 51,7k             | Rồng: 2 ⋅ Trụ: 2 ⋅ Vàng: 51,7k             | Rồng: 2 ⋅ Trụ: 2 ⋅ Vàng: 51,7k             | Rồng: 2 ⋅ Trụ: 2 ⋅ Vàng: 51,7k             |
| Poppy ⋅ Annie Ahri ⋅ Kalista ⋅ Braum   | Poppy ⋅ Annie Ahri ⋅ Kalista ⋅ Braum   | Poppy ⋅ Annie Ahri ⋅ Kalista ⋅ Braum   | Poppy ⋅ Annie Ahri ⋅ Kalista ⋅ Braum   | Poppy ⋅ Annie Ahri ⋅ Kalista ⋅ Braum   | Poppy ⋅ Annie Ahri ⋅ Kalista ⋅ Braum   | Poppy ⋅ Annie Ahri ⋅ Kalista ⋅ Braum   | Cấm                           | Cấm    | Twisted Fate ⋅ Taliyah Vi ⋅ Kennen ⋅ Senna | Twisted Fate ⋅ Taliyah Vi ⋅ Kennen ⋅ Senna | Twisted Fate ⋅ Taliyah Vi ⋅ Kennen ⋅ Senna | Twisted Fate ⋅ Taliyah Vi ⋅ Kennen ⋅ Senna | Twisted Fate ⋅ Taliyah Vi ⋅ Kennen ⋅ Senna | Twisted Fate ⋅ Taliyah Vi ⋅ Kennen ⋅ Senna | Twisted Fate ⋅ Taliyah Vi ⋅ Kennen ⋅ Senna |
| Akali ⋅ Ngộ Không Azir ⋅ Kai'Sa ⋅ Rell | Akali ⋅ Ngộ Không Azir ⋅ Kai'Sa ⋅ Rell | Akali ⋅ Ngộ Không Azir ⋅ Kai'Sa ⋅ Rell | Akali ⋅ Ngộ Không Azir ⋅ Kai'Sa ⋅ Rell | Akali ⋅ Ngộ Không Azir ⋅ Kai'Sa ⋅ Rell | Akali ⋅ Ngộ Không Azir ⋅ Kai'Sa ⋅ Rell | Akali ⋅ Ngộ Không Azir ⋅ Kai'Sa ⋅ Rell | Chọn                          | Chọn   | Gwen ⋅ Xin Zhao Viktor ⋅ Corki ⋅ Leona     | Gwen ⋅ Xin Zhao Viktor ⋅ Corki ⋅ Leona     | Gwen ⋅ Xin Zhao Viktor ⋅ Corki ⋅ Leona     | Gwen ⋅ Xin Zhao Viktor ⋅ Corki ⋅ Leona     | Gwen ⋅ Xin Zhao Viktor ⋅ Corki ⋅ Leona     | Gwen ⋅ Xin Zhao Viktor ⋅ Corki ⋅ Leona     | Gwen ⋅ Xin Zhao Viktor ⋅ Corki ⋅ Leona     |
|                                        |                                        |                                        |                                        |                                        |                                        |                                        |                               |        |                                            |                                            |                                            |                                            |                                            |                                            |                                            |

| 7/17/20                                   | 7/17/20                                   | 7/17/20                                   | 7/17/20                                   | 7/17/20                                   | 7/17/20                                   | 7/17/20                                   | Trận 3                        | Trận 3 | 17/7/32                                        | 17/7/32                                        | 17/7/32                                        | 17/7/32                                        | 17/7/32                                        | 17/7/32                                        | 17/7/32                                        |
| Rồng: 0 ⋅ Trụ: 2 ⋅ Vàng: 64,5k            | Rồng: 0 ⋅ Trụ: 2 ⋅ Vàng: 64,5k            | Rồng: 0 ⋅ Trụ: 2 ⋅ Vàng: 64,5k            | Rồng: 0 ⋅ Trụ: 2 ⋅ Vàng: 64,5k            | Rồng: 0 ⋅ Trụ: 2 ⋅ Vàng: 64,5k            | Rồng: 0 ⋅ Trụ: 2 ⋅ Vàng: 64,5k            | Rồng: 0 ⋅ Trụ: 2 ⋅ Vàng: 64,5k            | Sự kiện thể thao đang diễn ra | 37:21  | Rồng: 4 ⋅ Trụ: 10 ⋅ Vàng: 75,4k                | Rồng: 4 ⋅ Trụ: 10 ⋅ Vàng: 75,4k                | Rồng: 4 ⋅ Trụ: 10 ⋅ Vàng: 75,4k                | Rồng: 4 ⋅ Trụ: 10 ⋅ Vàng: 75,4k                | Rồng: 4 ⋅ Trụ: 10 ⋅ Vàng: 75,4k                | Rồng: 4 ⋅ Trụ: 10 ⋅ Vàng: 75,4k                | Rồng: 4 ⋅ Trụ: 10 ⋅ Vàng: 75,4k                |
| Poppy ⋅ Annie Taliyah ⋅ Kalista ⋅ Lucian  | Poppy ⋅ Annie Taliyah ⋅ Kalista ⋅ Lucian  | Poppy ⋅ Annie Taliyah ⋅ Kalista ⋅ Lucian  | Poppy ⋅ Annie Taliyah ⋅ Kalista ⋅ Lucian  | Poppy ⋅ Annie Taliyah ⋅ Kalista ⋅ Lucian  | Poppy ⋅ Annie Taliyah ⋅ Kalista ⋅ Lucian  | Poppy ⋅ Annie Taliyah ⋅ Kalista ⋅ Lucian  | Cấm                           | Cấm    | Trundle ⋅ Twisted Fate Sejuani ⋅ Karma ⋅ Braum | Trundle ⋅ Twisted Fate Sejuani ⋅ Karma ⋅ Braum | Trundle ⋅ Twisted Fate Sejuani ⋅ Karma ⋅ Braum | Trundle ⋅ Twisted Fate Sejuani ⋅ Karma ⋅ Braum | Trundle ⋅ Twisted Fate Sejuani ⋅ Karma ⋅ Braum | Trundle ⋅ Twisted Fate Sejuani ⋅ Karma ⋅ Braum | Trundle ⋅ Twisted Fate Sejuani ⋅ Karma ⋅ Braum |
| Aatrox ⋅ Naafiri Ahri ⋅ Ezreal ⋅ Nautilus | Aatrox ⋅ Naafiri Ahri ⋅ Ezreal ⋅ Nautilus | Aatrox ⋅ Naafiri Ahri ⋅ Ezreal ⋅ Nautilus | Aatrox ⋅ Naafiri Ahri ⋅ Ezreal ⋅ Nautilus | Aatrox ⋅ Naafiri Ahri ⋅ Ezreal ⋅ Nautilus | Aatrox ⋅ Naafiri Ahri ⋅ Ezreal ⋅ Nautilus | Aatrox ⋅ Naafiri Ahri ⋅ Ezreal ⋅ Nautilus | Chọn                          | Chọn   | Sion ⋅ Vi Sylas ⋅ Caitlyn ⋅ Elise              | Sion ⋅ Vi Sylas ⋅ Caitlyn ⋅ Elise              | Sion ⋅ Vi Sylas ⋅ Caitlyn ⋅ Elise              | Sion ⋅ Vi Sylas ⋅ Caitlyn ⋅ Elise              | Sion ⋅ Vi Sylas ⋅ Caitlyn ⋅ Elise              | Sion ⋅ Vi Sylas ⋅ Caitlyn ⋅ Elise              | Sion ⋅ Vi Sylas ⋅ Caitlyn ⋅ Elise              |
|                                           |                                           |                                           |                                           |                                           |                                           |                                           |                               |        |                                                |                                                |                                                |                                                |                                                |                                                |                                                |

| 11/9/23                                         | 11/9/23                                         | 11/9/23                                         | 11/9/23                                         | 11/9/23                                         | 11/9/23                                         | 11/9/23                                         | Trận 4                        | Trận 4 | 9/11/27                                          | 9/11/27                                          | 9/11/27                                          | 9/11/27                                          | 9/11/27                                          | 9/11/27                                          | 9/11/27                                          |
| Rồng: 4 ⋅ Trụ: 5 ⋅ Vàng: 72,8k                  | Rồng: 4 ⋅ Trụ: 5 ⋅ Vàng: 72,8k                  | Rồng: 4 ⋅ Trụ: 5 ⋅ Vàng: 72,8k                  | Rồng: 4 ⋅ Trụ: 5 ⋅ Vàng: 72,8k                  | Rồng: 4 ⋅ Trụ: 5 ⋅ Vàng: 72,8k                  | Rồng: 4 ⋅ Trụ: 5 ⋅ Vàng: 72,8k                  | Rồng: 4 ⋅ Trụ: 5 ⋅ Vàng: 72,8k                  | Sự kiện thể thao đang diễn ra | 40:04  | Rồng: 2 ⋅ Trụ: 7 ⋅ Vàng: 72,8k                   | Rồng: 2 ⋅ Trụ: 7 ⋅ Vàng: 72,8k                   | Rồng: 2 ⋅ Trụ: 7 ⋅ Vàng: 72,8k                   | Rồng: 2 ⋅ Trụ: 7 ⋅ Vàng: 72,8k                   | Rồng: 2 ⋅ Trụ: 7 ⋅ Vàng: 72,8k                   | Rồng: 2 ⋅ Trụ: 7 ⋅ Vàng: 72,8k                   | Rồng: 2 ⋅ Trụ: 7 ⋅ Vàng: 72,8k                   |
| Annie ⋅ Poppy Lucian ⋅ Yorick ⋅ Cassiopeia      | Annie ⋅ Poppy Lucian ⋅ Yorick ⋅ Cassiopeia      | Annie ⋅ Poppy Lucian ⋅ Yorick ⋅ Cassiopeia      | Annie ⋅ Poppy Lucian ⋅ Yorick ⋅ Cassiopeia      | Annie ⋅ Poppy Lucian ⋅ Yorick ⋅ Cassiopeia      | Annie ⋅ Poppy Lucian ⋅ Yorick ⋅ Cassiopeia      | Annie ⋅ Poppy Lucian ⋅ Yorick ⋅ Cassiopeia      | Cấm                           | Cấm    | Twisted Fate ⋅ Taliyah Trundle ⋅ Orianna ⋅ Jayce | Twisted Fate ⋅ Taliyah Trundle ⋅ Orianna ⋅ Jayce | Twisted Fate ⋅ Taliyah Trundle ⋅ Orianna ⋅ Jayce | Twisted Fate ⋅ Taliyah Trundle ⋅ Orianna ⋅ Jayce | Twisted Fate ⋅ Taliyah Trundle ⋅ Orianna ⋅ Jayce | Twisted Fate ⋅ Taliyah Trundle ⋅ Orianna ⋅ Jayce | Twisted Fate ⋅ Taliyah Trundle ⋅ Orianna ⋅ Jayce |
| Ambessa ⋅ Sejuani Ryze ⋅ Kalista ⋅ Renata Glasc | Ambessa ⋅ Sejuani Ryze ⋅ Kalista ⋅ Renata Glasc | Ambessa ⋅ Sejuani Ryze ⋅ Kalista ⋅ Renata Glasc | Ambessa ⋅ Sejuani Ryze ⋅ Kalista ⋅ Renata Glasc | Ambessa ⋅ Sejuani Ryze ⋅ Kalista ⋅ Renata Glasc | Ambessa ⋅ Sejuani Ryze ⋅ Kalista ⋅ Renata Glasc | Ambessa ⋅ Sejuani Ryze ⋅ Kalista ⋅ Renata Glasc | Chọn                          | Chọn   | K'Sante ⋅ Skarner Syndra ⋅ Ashe ⋅ Neeko          | K'Sante ⋅ Skarner Syndra ⋅ Ashe ⋅ Neeko          | K'Sante ⋅ Skarner Syndra ⋅ Ashe ⋅ Neeko          | K'Sante ⋅ Skarner Syndra ⋅ Ashe ⋅ Neeko          | K'Sante ⋅ Skarner Syndra ⋅ Ashe ⋅ Neeko          | K'Sante ⋅ Skarner Syndra ⋅ Ashe ⋅ Neeko          | K'Sante ⋅ Skarner Syndra ⋅ Ashe ⋅ Neeko          |
|                                                 |                                                 |                                                 |                                                 |                                                 |                                                 |                                                 |                               |        |                                                  |                                                  |                                                  |                                                  |                                                  |                                                  |                                                  |

| Movistar KOI | 1 – 3 | Bilibili Gaming |

| 10/23/28                              | 10/23/28                              | 10/23/28                              | 10/23/28                              | 10/23/28                              | 10/23/28                              | 10/23/28                              | Trận 1                        | Trận 1 | 23/10/55                                        | 23/10/55                                        | 23/10/55                                        | 23/10/55                                        | 23/10/55                                        | 23/10/55                                        | 23/10/55                                        |
| Rồng: 1 ⋅ Trụ: 0 ⋅ Vàng: 59,7k        | Rồng: 1 ⋅ Trụ: 0 ⋅ Vàng: 59,7k        | Rồng: 1 ⋅ Trụ: 0 ⋅ Vàng: 59,7k        | Rồng: 1 ⋅ Trụ: 0 ⋅ Vàng: 59,7k        | Rồng: 1 ⋅ Trụ: 0 ⋅ Vàng: 59,7k        | Rồng: 1 ⋅ Trụ: 0 ⋅ Vàng: 59,7k        | Rồng: 1 ⋅ Trụ: 0 ⋅ Vàng: 59,7k        | Sự kiện thể thao đang diễn ra | 36:23  | Rồng: 4 ⋅ Trụ: 10 ⋅ Vàng: 75,7k                 | Rồng: 4 ⋅ Trụ: 10 ⋅ Vàng: 75,7k                 | Rồng: 4 ⋅ Trụ: 10 ⋅ Vàng: 75,7k                 | Rồng: 4 ⋅ Trụ: 10 ⋅ Vàng: 75,7k                 | Rồng: 4 ⋅ Trụ: 10 ⋅ Vàng: 75,7k                 | Rồng: 4 ⋅ Trụ: 10 ⋅ Vàng: 75,7k                 | Rồng: 4 ⋅ Trụ: 10 ⋅ Vàng: 75,7k                 |
| Poppy ⋅ Annie Jax ⋅ Jhin ⋅ Ezreal     | Poppy ⋅ Annie Jax ⋅ Jhin ⋅ Ezreal     | Poppy ⋅ Annie Jax ⋅ Jhin ⋅ Ezreal     | Poppy ⋅ Annie Jax ⋅ Jhin ⋅ Ezreal     | Poppy ⋅ Annie Jax ⋅ Jhin ⋅ Ezreal     | Poppy ⋅ Annie Jax ⋅ Jhin ⋅ Ezreal     | Poppy ⋅ Annie Jax ⋅ Jhin ⋅ Ezreal     | Cấm                           | Cấm    | Twisted Fate ⋅ Taliyah Vi ⋅ Xin Zhao ⋅ Sejuani  | Twisted Fate ⋅ Taliyah Vi ⋅ Xin Zhao ⋅ Sejuani  | Twisted Fate ⋅ Taliyah Vi ⋅ Xin Zhao ⋅ Sejuani  | Twisted Fate ⋅ Taliyah Vi ⋅ Xin Zhao ⋅ Sejuani  | Twisted Fate ⋅ Taliyah Vi ⋅ Xin Zhao ⋅ Sejuani  | Twisted Fate ⋅ Taliyah Vi ⋅ Xin Zhao ⋅ Sejuani  | Twisted Fate ⋅ Taliyah Vi ⋅ Xin Zhao ⋅ Sejuani  |
| Galio ⋅ Maokai Yone ⋅ Varus ⋅ Alistar | Galio ⋅ Maokai Yone ⋅ Varus ⋅ Alistar | Galio ⋅ Maokai Yone ⋅ Varus ⋅ Alistar | Galio ⋅ Maokai Yone ⋅ Varus ⋅ Alistar | Galio ⋅ Maokai Yone ⋅ Varus ⋅ Alistar | Galio ⋅ Maokai Yone ⋅ Varus ⋅ Alistar | Galio ⋅ Maokai Yone ⋅ Varus ⋅ Alistar | Chọn                          | Chọn   | Rumble ⋅ Pantheon Aurora ⋅ Miss Fortune ⋅ Rakan | Rumble ⋅ Pantheon Aurora ⋅ Miss Fortune ⋅ Rakan | Rumble ⋅ Pantheon Aurora ⋅ Miss Fortune ⋅ Rakan | Rumble ⋅ Pantheon Aurora ⋅ Miss Fortune ⋅ Rakan | Rumble ⋅ Pantheon Aurora ⋅ Miss Fortune ⋅ Rakan | Rumble ⋅ Pantheon Aurora ⋅ Miss Fortune ⋅ Rakan | Rumble ⋅ Pantheon Aurora ⋅ Miss Fortune ⋅ Rakan |
|                                       |                                       |                                       |                                       |                                       |                                       |                                       |                               |        |                                                 |                                                 |                                                 |                                                 |                                                 |                                                 |                                                 |

| 22/10/43                               | 22/10/43                               | 22/10/43                               | 22/10/43                               | 22/10/43                               | 22/10/43                               | 22/10/43                               | Trận 2                        | Trận 2 | 10/22/24                                   | 10/22/24                                   | 10/22/24                                   | 10/22/24                                   | 10/22/24                                   | 10/22/24                                   | 10/22/24                                   |
| Rồng: 2 ⋅ Trụ: 9 ⋅ Vàng: 63,5k         | Rồng: 2 ⋅ Trụ: 9 ⋅ Vàng: 63,5k         | Rồng: 2 ⋅ Trụ: 9 ⋅ Vàng: 63,5k         | Rồng: 2 ⋅ Trụ: 9 ⋅ Vàng: 63,5k         | Rồng: 2 ⋅ Trụ: 9 ⋅ Vàng: 63,5k         | Rồng: 2 ⋅ Trụ: 9 ⋅ Vàng: 63,5k         | Rồng: 2 ⋅ Trụ: 9 ⋅ Vàng: 63,5k         | Sự kiện thể thao đang diễn ra | 30:38  | Rồng: 2 ⋅ Trụ: 2 ⋅ Vàng: 51,7k             | Rồng: 2 ⋅ Trụ: 2 ⋅ Vàng: 51,7k             | Rồng: 2 ⋅ Trụ: 2 ⋅ Vàng: 51,7k             | Rồng: 2 ⋅ Trụ: 2 ⋅ Vàng: 51,7k             | Rồng: 2 ⋅ Trụ: 2 ⋅ Vàng: 51,7k             | Rồng: 2 ⋅ Trụ: 2 ⋅ Vàng: 51,7k             | Rồng: 2 ⋅ Trụ: 2 ⋅ Vàng: 51,7k             |
| Poppy ⋅ Annie Ahri ⋅ Kalista ⋅ Braum   | Poppy ⋅ Annie Ahri ⋅ Kalista ⋅ Braum   | Poppy ⋅ Annie Ahri ⋅ Kalista ⋅ Braum   | Poppy ⋅ Annie Ahri ⋅ Kalista ⋅ Braum   | Poppy ⋅ Annie Ahri ⋅ Kalista ⋅ Braum   | Poppy ⋅ Annie Ahri ⋅ Kalista ⋅ Braum   | Poppy ⋅ Annie Ahri ⋅ Kalista ⋅ Braum   | Cấm                           | Cấm    | Twisted Fate ⋅ Taliyah Vi ⋅ Kennen ⋅ Senna | Twisted Fate ⋅ Taliyah Vi ⋅ Kennen ⋅ Senna | Twisted Fate ⋅ Taliyah Vi ⋅ Kennen ⋅ Senna | Twisted Fate ⋅ Taliyah Vi ⋅ Kennen ⋅ Senna | Twisted Fate ⋅ Taliyah Vi ⋅ Kennen ⋅ Senna | Twisted Fate ⋅ Taliyah Vi ⋅ Kennen ⋅ Senna | Twisted Fate ⋅ Taliyah Vi ⋅ Kennen ⋅ Senna |
| Akali ⋅ Ngộ Không Azir ⋅ Kai'Sa ⋅ Rell | Akali ⋅ Ngộ Không Azir ⋅ Kai'Sa ⋅ Rell | Akali ⋅ Ngộ Không Azir ⋅ Kai'Sa ⋅ Rell | Akali ⋅ Ngộ Không Azir ⋅ Kai'Sa ⋅ Rell | Akali ⋅ Ngộ Không Azir ⋅ Kai'Sa ⋅ Rell | Akali ⋅ Ngộ Không Azir ⋅ Kai'Sa ⋅ Rell | Akali ⋅ Ngộ Không Azir ⋅ Kai'Sa ⋅ Rell | Chọn                          | Chọn   | Gwen ⋅ Xin Zhao Viktor ⋅ Corki ⋅ Leona     | Gwen ⋅ Xin Zhao Viktor ⋅ Corki ⋅ Leona     | Gwen ⋅ Xin Zhao Viktor ⋅ Corki ⋅ Leona     | Gwen ⋅ Xin Zhao Viktor ⋅ Corki ⋅ Leona     | Gwen ⋅ Xin Zhao Viktor ⋅ Corki ⋅ Leona     | Gwen ⋅ Xin Zhao Viktor ⋅ Corki ⋅ Leona     | Gwen ⋅ Xin Zhao Viktor ⋅ Corki ⋅ Leona     |
|                                        |                                        |                                        |                                        |                                        |                                        |                                        |                               |        |                                            |                                            |                                            |                                            |                                            |                                            |                                            |

| 7/17/20                                   | 7/17/20                                   | 7/17/20                                   | 7/17/20                                   | 7/17/20                                   | 7/17/20                                   | 7/17/20                                   | Trận 3                        | Trận 3 | 17/7/32                                        | 17/7/32                                        | 17/7/32                                        | 17/7/32                                        | 17/7/32                                        | 17/7/32                                        | 17/7/32                                        |
| Rồng: 0 ⋅ Trụ: 2 ⋅ Vàng: 64,5k            | Rồng: 0 ⋅ Trụ: 2 ⋅ Vàng: 64,5k            | Rồng: 0 ⋅ Trụ: 2 ⋅ Vàng: 64,5k            | Rồng: 0 ⋅ Trụ: 2 ⋅ Vàng: 64,5k            | Rồng: 0 ⋅ Trụ: 2 ⋅ Vàng: 64,5k            | Rồng: 0 ⋅ Trụ: 2 ⋅ Vàng: 64,5k            | Rồng: 0 ⋅ Trụ: 2 ⋅ Vàng: 64,5k            | Sự kiện thể thao đang diễn ra | 37:21  | Rồng: 4 ⋅ Trụ: 10 ⋅ Vàng: 75,4k                | Rồng: 4 ⋅ Trụ: 10 ⋅ Vàng: 75,4k                | Rồng: 4 ⋅ Trụ: 10 ⋅ Vàng: 75,4k                | Rồng: 4 ⋅ Trụ: 10 ⋅ Vàng: 75,4k                | Rồng: 4 ⋅ Trụ: 10 ⋅ Vàng: 75,4k                | Rồng: 4 ⋅ Trụ: 10 ⋅ Vàng: 75,4k                | Rồng: 4 ⋅ Trụ: 10 ⋅ Vàng: 75,4k                |
| Poppy ⋅ Annie Taliyah ⋅ Kalista ⋅ Lucian  | Poppy ⋅ Annie Taliyah ⋅ Kalista ⋅ Lucian  | Poppy ⋅ Annie Taliyah ⋅ Kalista ⋅ Lucian  | Poppy ⋅ Annie Taliyah ⋅ Kalista ⋅ Lucian  | Poppy ⋅ Annie Taliyah ⋅ Kalista ⋅ Lucian  | Poppy ⋅ Annie Taliyah ⋅ Kalista ⋅ Lucian  | Poppy ⋅ Annie Taliyah ⋅ Kalista ⋅ Lucian  | Cấm                           | Cấm    | Trundle ⋅ Twisted Fate Sejuani ⋅ Karma ⋅ Braum | Trundle ⋅ Twisted Fate Sejuani ⋅ Karma ⋅ Braum | Trundle ⋅ Twisted Fate Sejuani ⋅ Karma ⋅ Braum | Trundle ⋅ Twisted Fate Sejuani ⋅ Karma ⋅ Braum | Trundle ⋅ Twisted Fate Sejuani ⋅ Karma ⋅ Braum | Trundle ⋅ Twisted Fate Sejuani ⋅ Karma ⋅ Braum | Trundle ⋅ Twisted Fate Sejuani ⋅ Karma ⋅ Braum |
| Aatrox ⋅ Naafiri Ahri ⋅ Ezreal ⋅ Nautilus | Aatrox ⋅ Naafiri Ahri ⋅ Ezreal ⋅ Nautilus | Aatrox ⋅ Naafiri Ahri ⋅ Ezreal ⋅ Nautilus | Aatrox ⋅ Naafiri Ahri ⋅ Ezreal ⋅ Nautilus | Aatrox ⋅ Naafiri Ahri ⋅ Ezreal ⋅ Nautilus | Aatrox ⋅ Naafiri Ahri ⋅ Ezreal ⋅ Nautilus | Aatrox ⋅ Naafiri Ahri ⋅ Ezreal ⋅ Nautilus | Chọn                          | Chọn   | Sion ⋅ Vi Sylas ⋅ Caitlyn ⋅ Elise              | Sion ⋅ Vi Sylas ⋅ Caitlyn ⋅ Elise              | Sion ⋅ Vi Sylas ⋅ Caitlyn ⋅ Elise              | Sion ⋅ Vi Sylas ⋅ Caitlyn ⋅ Elise              | Sion ⋅ Vi Sylas ⋅ Caitlyn ⋅ Elise              | Sion ⋅ Vi Sylas ⋅ Caitlyn ⋅ Elise              | Sion ⋅ Vi Sylas ⋅ Caitlyn ⋅ Elise              |
|                                           |                                           |                                           |                                           |                                           |                                           |                                           |                               |        |                                                |                                                |                                                |                                                |                                                |                                                |                                                |

| 11/9/23                                         | 11/9/23                                         | 11/9/23                                         | 11/9/23                                         | 11/9/23                                         | 11/9/23                                         | 11/9/23                                         | Trận 4                        | Trận 4 | 9/11/27                                          | 9/11/27                                          | 9/11/27                                          | 9/11/27                                          | 9/11/27                                          | 9/11/27                                          | 9/11/27                                          |
| Rồng: 4 ⋅ Trụ: 5 ⋅ Vàng: 72,8k                  | Rồng: 4 ⋅ Trụ: 5 ⋅ Vàng: 72,8k                  | Rồng: 4 ⋅ Trụ: 5 ⋅ Vàng: 72,8k                  | Rồng: 4 ⋅ Trụ: 5 ⋅ Vàng: 72,8k                  | Rồng: 4 ⋅ Trụ: 5 ⋅ Vàng: 72,8k                  | Rồng: 4 ⋅ Trụ: 5 ⋅ Vàng: 72,8k                  | Rồng: 4 ⋅ Trụ: 5 ⋅ Vàng: 72,8k                  | Sự kiện thể thao đang diễn ra | 40:04  | Rồng: 2 ⋅ Trụ: 7 ⋅ Vàng: 72,8k                   | Rồng: 2 ⋅ Trụ: 7 ⋅ Vàng: 72,8k                   | Rồng: 2 ⋅ Trụ: 7 ⋅ Vàng: 72,8k                   | Rồng: 2 ⋅ Trụ: 7 ⋅ Vàng: 72,8k                   | Rồng: 2 ⋅ Trụ: 7 ⋅ Vàng: 72,8k                   | Rồng: 2 ⋅ Trụ: 7 ⋅ Vàng: 72,8k                   | Rồng: 2 ⋅ Trụ: 7 ⋅ Vàng: 72,8k                   |
| Annie ⋅ Poppy Lucian ⋅ Yorick ⋅ Cassiopeia      | Annie ⋅ Poppy Lucian ⋅ Yorick ⋅ Cassiopeia      | Annie ⋅ Poppy Lucian ⋅ Yorick ⋅ Cassiopeia      | Annie ⋅ Poppy Lucian ⋅ Yorick ⋅ Cassiopeia      | Annie ⋅ Poppy Lucian ⋅ Yorick ⋅ Cassiopeia      | Annie ⋅ Poppy Lucian ⋅ Yorick ⋅ Cassiopeia      | Annie ⋅ Poppy Lucian ⋅ Yorick ⋅ Cassiopeia      | Cấm                           | Cấm    | Twisted Fate ⋅ Taliyah Trundle ⋅ Orianna ⋅ Jayce | Twisted Fate ⋅ Taliyah Trundle ⋅ Orianna ⋅ Jayce | Twisted Fate ⋅ Taliyah Trundle ⋅ Orianna ⋅ Jayce | Twisted Fate ⋅ Taliyah Trundle ⋅ Orianna ⋅ Jayce | Twisted Fate ⋅ Taliyah Trundle ⋅ Orianna ⋅ Jayce | Twisted Fate ⋅ Taliyah Trundle ⋅ Orianna ⋅ Jayce | Twisted Fate ⋅ Taliyah Trundle ⋅ Orianna ⋅ Jayce |
| Ambessa ⋅ Sejuani Ryze ⋅ Kalista ⋅ Renata Glasc | Ambessa ⋅ Sejuani Ryze ⋅ Kalista ⋅ Renata Glasc | Ambessa ⋅ Sejuani Ryze ⋅ Kalista ⋅ Renata Glasc | Ambessa ⋅ Sejuani Ryze ⋅ Kalista ⋅ Renata Glasc | Ambessa ⋅ Sejuani Ryze ⋅ Kalista ⋅ Renata Glasc | Ambessa ⋅ Sejuani Ryze ⋅ Kalista ⋅ Renata Glasc | Ambessa ⋅ Sejuani Ryze ⋅ Kalista ⋅ Renata Glasc | Chọn                          | Chọn   | K'Sante ⋅ Skarner Syndra ⋅ Ashe ⋅ Neeko          | K'Sante ⋅ Skarner Syndra ⋅ Ashe ⋅ Neeko          | K'Sante ⋅ Skarner Syndra ⋅ Ashe ⋅ Neeko          | K'Sante ⋅ Skarner Syndra ⋅ Ashe ⋅ Neeko          | K'Sante ⋅ Skarner Syndra ⋅ Ashe ⋅ Neeko          | K'Sante ⋅ Skarner Syndra ⋅ Ashe ⋅ Neeko          | K'Sante ⋅ Skarner Syndra ⋅ Ashe ⋅ Neeko          |
|                                                 |                                                 |                                                 |                                                 |                                                 |                                                 |                                                 |                               |        |                                                  |                                                  |                                                  |                                                  |                                                  |                                                  |                                                  |

| CTBC Flying Oyster | 2 – 3 | T1 |

| 15/26/29                                     | 15/26/29                                     | 15/26/29                                     | 15/26/29                                     | 15/26/29                                     | 15/26/29                                     | 15/26/29                                     | Trận 1                        | Trận 1 | 26/15/58                                | 26/15/58                                | 26/15/58                                | 26/15/58                                | 26/15/58                                | 26/15/58                                | 26/15/58                                |
| Rồng: 2 ⋅ Trụ: 2 ⋅ Vàng: 64,8k               | Rồng: 2 ⋅ Trụ: 2 ⋅ Vàng: 64,8k               | Rồng: 2 ⋅ Trụ: 2 ⋅ Vàng: 64,8k               | Rồng: 2 ⋅ Trụ: 2 ⋅ Vàng: 64,8k               | Rồng: 2 ⋅ Trụ: 2 ⋅ Vàng: 64,8k               | Rồng: 2 ⋅ Trụ: 2 ⋅ Vàng: 64,8k               | Rồng: 2 ⋅ Trụ: 2 ⋅ Vàng: 64,8k               | Sự kiện thể thao đang diễn ra | 36:36  | Rồng: 3 ⋅ Trụ: 10 ⋅ Vàng: 77,2k         | Rồng: 3 ⋅ Trụ: 10 ⋅ Vàng: 77,2k         | Rồng: 3 ⋅ Trụ: 10 ⋅ Vàng: 77,2k         | Rồng: 3 ⋅ Trụ: 10 ⋅ Vàng: 77,2k         | Rồng: 3 ⋅ Trụ: 10 ⋅ Vàng: 77,2k         | Rồng: 3 ⋅ Trụ: 10 ⋅ Vàng: 77,2k         | Rồng: 3 ⋅ Trụ: 10 ⋅ Vàng: 77,2k         |
| Varus ⋅ Gwen Twisted Fate ⋅ Kalista ⋅ Lucian | Varus ⋅ Gwen Twisted Fate ⋅ Kalista ⋅ Lucian | Varus ⋅ Gwen Twisted Fate ⋅ Kalista ⋅ Lucian | Varus ⋅ Gwen Twisted Fate ⋅ Kalista ⋅ Lucian | Varus ⋅ Gwen Twisted Fate ⋅ Kalista ⋅ Lucian | Varus ⋅ Gwen Twisted Fate ⋅ Kalista ⋅ Lucian | Varus ⋅ Gwen Twisted Fate ⋅ Kalista ⋅ Lucian | Cấm                           | Cấm    | Taliyah ⋅ Azir Xayah ⋅ Rell ⋅ Alistar   | Taliyah ⋅ Azir Xayah ⋅ Rell ⋅ Alistar   | Taliyah ⋅ Azir Xayah ⋅ Rell ⋅ Alistar   | Taliyah ⋅ Azir Xayah ⋅ Rell ⋅ Alistar   | Taliyah ⋅ Azir Xayah ⋅ Rell ⋅ Alistar   | Taliyah ⋅ Azir Xayah ⋅ Rell ⋅ Alistar   | Taliyah ⋅ Azir Xayah ⋅ Rell ⋅ Alistar   |
| Sion ⋅ Pantheon Viktor ⋅ Ezreal ⋅ Leona      | Sion ⋅ Pantheon Viktor ⋅ Ezreal ⋅ Leona      | Sion ⋅ Pantheon Viktor ⋅ Ezreal ⋅ Leona      | Sion ⋅ Pantheon Viktor ⋅ Ezreal ⋅ Leona      | Sion ⋅ Pantheon Viktor ⋅ Ezreal ⋅ Leona      | Sion ⋅ Pantheon Viktor ⋅ Ezreal ⋅ Leona      | Sion ⋅ Pantheon Viktor ⋅ Ezreal ⋅ Leona      | Chọn                          | Chọn   | Aatrox ⋅ Xin Zhao Annie ⋅ Corki ⋅ Neeko | Aatrox ⋅ Xin Zhao Annie ⋅ Corki ⋅ Neeko | Aatrox ⋅ Xin Zhao Annie ⋅ Corki ⋅ Neeko | Aatrox ⋅ Xin Zhao Annie ⋅ Corki ⋅ Neeko | Aatrox ⋅ Xin Zhao Annie ⋅ Corki ⋅ Neeko | Aatrox ⋅ Xin Zhao Annie ⋅ Corki ⋅ Neeko | Aatrox ⋅ Xin Zhao Annie ⋅ Corki ⋅ Neeko |
|                                              |                                              |                                              |                                              |                                              |                                              |                                              |                               |        |                                         |                                         |                                         |                                         |                                         |                                         |                                         |

| 24/3/63                                     | 24/3/63                                     | 24/3/63                                     | 24/3/63                                     | 24/3/63                                     | 24/3/63                                     | 24/3/63                                     | Trận 2                        | Trận 2 | 3/24/5                                        | 3/24/5                                        | 3/24/5                                        | 3/24/5                                        | 3/24/5                                        | 3/24/5                                        | 3/24/5                                        |
| Rồng: 2 ⋅ Trụ: 10 ⋅ Vàng: 59,4k             | Rồng: 2 ⋅ Trụ: 10 ⋅ Vàng: 59,4k             | Rồng: 2 ⋅ Trụ: 10 ⋅ Vàng: 59,4k             | Rồng: 2 ⋅ Trụ: 10 ⋅ Vàng: 59,4k             | Rồng: 2 ⋅ Trụ: 10 ⋅ Vàng: 59,4k             | Rồng: 2 ⋅ Trụ: 10 ⋅ Vàng: 59,4k             | Rồng: 2 ⋅ Trụ: 10 ⋅ Vàng: 59,4k             | Sự kiện thể thao đang diễn ra | 27:55  | Rồng: 2 ⋅ Trụ: 0 ⋅ Vàng: 42,8k                | Rồng: 2 ⋅ Trụ: 0 ⋅ Vàng: 42,8k                | Rồng: 2 ⋅ Trụ: 0 ⋅ Vàng: 42,8k                | Rồng: 2 ⋅ Trụ: 0 ⋅ Vàng: 42,8k                | Rồng: 2 ⋅ Trụ: 0 ⋅ Vàng: 42,8k                | Rồng: 2 ⋅ Trụ: 0 ⋅ Vàng: 42,8k                | Rồng: 2 ⋅ Trụ: 0 ⋅ Vàng: 42,8k                |
| Gwen ⋅ Varus Twisted Fate ⋅ Poppy ⋅ Ambessa | Gwen ⋅ Varus Twisted Fate ⋅ Poppy ⋅ Ambessa | Gwen ⋅ Varus Twisted Fate ⋅ Poppy ⋅ Ambessa | Gwen ⋅ Varus Twisted Fate ⋅ Poppy ⋅ Ambessa | Gwen ⋅ Varus Twisted Fate ⋅ Poppy ⋅ Ambessa | Gwen ⋅ Varus Twisted Fate ⋅ Poppy ⋅ Ambessa | Gwen ⋅ Varus Twisted Fate ⋅ Poppy ⋅ Ambessa | Cấm                           | Cấm    | Taliyah ⋅ Azir Rumble ⋅ Galio ⋅ Cassiopeia    | Taliyah ⋅ Azir Rumble ⋅ Galio ⋅ Cassiopeia    | Taliyah ⋅ Azir Rumble ⋅ Galio ⋅ Cassiopeia    | Taliyah ⋅ Azir Rumble ⋅ Galio ⋅ Cassiopeia    | Taliyah ⋅ Azir Rumble ⋅ Galio ⋅ Cassiopeia    | Taliyah ⋅ Azir Rumble ⋅ Galio ⋅ Cassiopeia    | Taliyah ⋅ Azir Rumble ⋅ Galio ⋅ Cassiopeia    |
| K'Sante ⋅ Vi Aurora ⋅ Lucian ⋅ Nami         | K'Sante ⋅ Vi Aurora ⋅ Lucian ⋅ Nami         | K'Sante ⋅ Vi Aurora ⋅ Lucian ⋅ Nami         | K'Sante ⋅ Vi Aurora ⋅ Lucian ⋅ Nami         | K'Sante ⋅ Vi Aurora ⋅ Lucian ⋅ Nami         | K'Sante ⋅ Vi Aurora ⋅ Lucian ⋅ Nami         | K'Sante ⋅ Vi Aurora ⋅ Lucian ⋅ Nami         | Chọn                          | Chọn   | Jax ⋅ Ngộ Không Ryze ⋅ Kalista ⋅ Renata Glasc | Jax ⋅ Ngộ Không Ryze ⋅ Kalista ⋅ Renata Glasc | Jax ⋅ Ngộ Không Ryze ⋅ Kalista ⋅ Renata Glasc | Jax ⋅ Ngộ Không Ryze ⋅ Kalista ⋅ Renata Glasc | Jax ⋅ Ngộ Không Ryze ⋅ Kalista ⋅ Renata Glasc | Jax ⋅ Ngộ Không Ryze ⋅ Kalista ⋅ Renata Glasc | Jax ⋅ Ngộ Không Ryze ⋅ Kalista ⋅ Renata Glasc |
|                                             |                                             |                                             |                                             |                                             |                                             |                                             |                               |        |                                               |                                               |                                               |                                               |                                               |                                               |                                               |

| 20/6/55                                         | 20/6/55                                         | 20/6/55                                         | 20/6/55                                         | 20/6/55                                         | 20/6/55                                         | 20/6/55                                         | Trận 3                        | Trận 3 | 6/20/16                                  | 6/20/16                                  | 6/20/16                                  | 6/20/16                                  | 6/20/16                                  | 6/20/16                                  | 6/20/16                                  |
| Rồng: 4 ⋅ Trụ: 9 ⋅ Vàng: 58,9k                  | Rồng: 4 ⋅ Trụ: 9 ⋅ Vàng: 58,9k                  | Rồng: 4 ⋅ Trụ: 9 ⋅ Vàng: 58,9k                  | Rồng: 4 ⋅ Trụ: 9 ⋅ Vàng: 58,9k                  | Rồng: 4 ⋅ Trụ: 9 ⋅ Vàng: 58,9k                  | Rồng: 4 ⋅ Trụ: 9 ⋅ Vàng: 58,9k                  | Rồng: 4 ⋅ Trụ: 9 ⋅ Vàng: 58,9k                  | Sự kiện thể thao đang diễn ra | 29:47  | Rồng: 0 ⋅ Trụ: 3 ⋅ Vàng: 50,9k           | Rồng: 0 ⋅ Trụ: 3 ⋅ Vàng: 50,9k           | Rồng: 0 ⋅ Trụ: 3 ⋅ Vàng: 50,9k           | Rồng: 0 ⋅ Trụ: 3 ⋅ Vàng: 50,9k           | Rồng: 0 ⋅ Trụ: 3 ⋅ Vàng: 50,9k           | Rồng: 0 ⋅ Trụ: 3 ⋅ Vàng: 50,9k           | Rồng: 0 ⋅ Trụ: 3 ⋅ Vàng: 50,9k           |
| Twisted Fate ⋅ Xayah Azir ⋅ Jhin ⋅ Miss Fortune | Twisted Fate ⋅ Xayah Azir ⋅ Jhin ⋅ Miss Fortune | Twisted Fate ⋅ Xayah Azir ⋅ Jhin ⋅ Miss Fortune | Twisted Fate ⋅ Xayah Azir ⋅ Jhin ⋅ Miss Fortune | Twisted Fate ⋅ Xayah Azir ⋅ Jhin ⋅ Miss Fortune | Twisted Fate ⋅ Xayah Azir ⋅ Jhin ⋅ Miss Fortune | Twisted Fate ⋅ Xayah Azir ⋅ Jhin ⋅ Miss Fortune | Cấm                           | Cấm    | Taliyah ⋅ Yorick Varus ⋅ Nautilus ⋅ Rell | Taliyah ⋅ Yorick Varus ⋅ Nautilus ⋅ Rell | Taliyah ⋅ Yorick Varus ⋅ Nautilus ⋅ Rell | Taliyah ⋅ Yorick Varus ⋅ Nautilus ⋅ Rell | Taliyah ⋅ Yorick Varus ⋅ Nautilus ⋅ Rell | Taliyah ⋅ Yorick Varus ⋅ Nautilus ⋅ Rell | Taliyah ⋅ Yorick Varus ⋅ Nautilus ⋅ Rell |
| Gragas ⋅ Trundle Swain ⋅ Caitlyn ⋅ Braum        | Gragas ⋅ Trundle Swain ⋅ Caitlyn ⋅ Braum        | Gragas ⋅ Trundle Swain ⋅ Caitlyn ⋅ Braum        | Gragas ⋅ Trundle Swain ⋅ Caitlyn ⋅ Braum        | Gragas ⋅ Trundle Swain ⋅ Caitlyn ⋅ Braum        | Gragas ⋅ Trundle Swain ⋅ Caitlyn ⋅ Braum        | Gragas ⋅ Trundle Swain ⋅ Caitlyn ⋅ Braum        | Chọn                          | Chọn   | Gwen ⋅ Zed Galio ⋅ Senna ⋅ Thresh        | Gwen ⋅ Zed Galio ⋅ Senna ⋅ Thresh        | Gwen ⋅ Zed Galio ⋅ Senna ⋅ Thresh        | Gwen ⋅ Zed Galio ⋅ Senna ⋅ Thresh        | Gwen ⋅ Zed Galio ⋅ Senna ⋅ Thresh        | Gwen ⋅ Zed Galio ⋅ Senna ⋅ Thresh        | Gwen ⋅ Zed Galio ⋅ Senna ⋅ Thresh        |
|                                                 |                                                 |                                                 |                                                 |                                                 |                                                 |                                                 |                               |        |                                          |                                          |                                          |                                          |                                          |                                          |                                          |

| 19/34/38                                       | 19/34/38                                       | 19/34/38                                       | 19/34/38                                       | 19/34/38                                       | 19/34/38                                       | 19/34/38                                       | Trận 4                        | Trận 4 | 34/19/93                                 | 34/19/93                                 | 34/19/93                                 | 34/19/93                                 | 34/19/93                                 | 34/19/93                                 | 34/19/93                                 |
| Rồng: 3 ⋅ Trụ: 2 ⋅ Vàng: 68,4k                 | Rồng: 3 ⋅ Trụ: 2 ⋅ Vàng: 68,4k                 | Rồng: 3 ⋅ Trụ: 2 ⋅ Vàng: 68,4k                 | Rồng: 3 ⋅ Trụ: 2 ⋅ Vàng: 68,4k                 | Rồng: 3 ⋅ Trụ: 2 ⋅ Vàng: 68,4k                 | Rồng: 3 ⋅ Trụ: 2 ⋅ Vàng: 68,4k                 | Rồng: 3 ⋅ Trụ: 2 ⋅ Vàng: 68,4k                 | Sự kiện thể thao đang diễn ra | 38:03  | Rồng: 3 ⋅ Trụ: 8 ⋅ Vàng: 76,7k           | Rồng: 3 ⋅ Trụ: 8 ⋅ Vàng: 76,7k           | Rồng: 3 ⋅ Trụ: 8 ⋅ Vàng: 76,7k           | Rồng: 3 ⋅ Trụ: 8 ⋅ Vàng: 76,7k           | Rồng: 3 ⋅ Trụ: 8 ⋅ Vàng: 76,7k           | Rồng: 3 ⋅ Trụ: 8 ⋅ Vàng: 76,7k           | Rồng: 3 ⋅ Trụ: 8 ⋅ Vàng: 76,7k           |
| Twisted Fate ⋅ Xayah Azir ⋅ Lee Sin ⋅ Nocturne | Twisted Fate ⋅ Xayah Azir ⋅ Lee Sin ⋅ Nocturne | Twisted Fate ⋅ Xayah Azir ⋅ Lee Sin ⋅ Nocturne | Twisted Fate ⋅ Xayah Azir ⋅ Lee Sin ⋅ Nocturne | Twisted Fate ⋅ Xayah Azir ⋅ Lee Sin ⋅ Nocturne | Twisted Fate ⋅ Xayah Azir ⋅ Lee Sin ⋅ Nocturne | Twisted Fate ⋅ Xayah Azir ⋅ Lee Sin ⋅ Nocturne | Cấm                           | Cấm    | Taliyah ⋅ Yorick Ornn ⋅ Rell ⋅ Alistar   | Taliyah ⋅ Yorick Ornn ⋅ Rell ⋅ Alistar   | Taliyah ⋅ Yorick Ornn ⋅ Rell ⋅ Alistar   | Taliyah ⋅ Yorick Ornn ⋅ Rell ⋅ Alistar   | Taliyah ⋅ Yorick Ornn ⋅ Rell ⋅ Alistar   | Taliyah ⋅ Yorick Ornn ⋅ Rell ⋅ Alistar   | Taliyah ⋅ Yorick Ornn ⋅ Rell ⋅ Alistar   |
| Ambessa ⋅ Skarner Cassiopeia ⋅ Jhin ⋅ Nautilus | Ambessa ⋅ Skarner Cassiopeia ⋅ Jhin ⋅ Nautilus | Ambessa ⋅ Skarner Cassiopeia ⋅ Jhin ⋅ Nautilus | Ambessa ⋅ Skarner Cassiopeia ⋅ Jhin ⋅ Nautilus | Ambessa ⋅ Skarner Cassiopeia ⋅ Jhin ⋅ Nautilus | Ambessa ⋅ Skarner Cassiopeia ⋅ Jhin ⋅ Nautilus | Ambessa ⋅ Skarner Cassiopeia ⋅ Jhin ⋅ Nautilus | Chọn                          | Chọn   | Rumble ⋅ Jarvan IV Sylas ⋅ Varus ⋅ Poppy | Rumble ⋅ Jarvan IV Sylas ⋅ Varus ⋅ Poppy | Rumble ⋅ Jarvan IV Sylas ⋅ Varus ⋅ Poppy | Rumble ⋅ Jarvan IV Sylas ⋅ Varus ⋅ Poppy | Rumble ⋅ Jarvan IV Sylas ⋅ Varus ⋅ Poppy | Rumble ⋅ Jarvan IV Sylas ⋅ Varus ⋅ Poppy | Rumble ⋅ Jarvan IV Sylas ⋅ Varus ⋅ Poppy |
|                                                |                                                |                                                |                                                |                                                |                                                |                                                |                               |        |                                          |                                          |                                          |                                          |                                          |                                          |                                          |

| 3/21/7                                           | 3/21/7                                           | 3/21/7                                           | 3/21/7                                           | 3/21/7                                           | 3/21/7                                           | 3/21/7                                           | Trận 5                        | Trận 5 | 21/3/47                                     | 21/3/47                                     | 21/3/47                                     | 21/3/47                                     | 21/3/47                                     | 21/3/47                                     | 21/3/47                                     |
| Rồng: 2 ⋅ Trụ: 1 ⋅ Vàng: 40,2k                   | Rồng: 2 ⋅ Trụ: 1 ⋅ Vàng: 40,2k                   | Rồng: 2 ⋅ Trụ: 1 ⋅ Vàng: 40,2k                   | Rồng: 2 ⋅ Trụ: 1 ⋅ Vàng: 40,2k                   | Rồng: 2 ⋅ Trụ: 1 ⋅ Vàng: 40,2k                   | Rồng: 2 ⋅ Trụ: 1 ⋅ Vàng: 40,2k                   | Rồng: 2 ⋅ Trụ: 1 ⋅ Vàng: 40,2k                   | Sự kiện thể thao đang diễn ra | 25:00  | Rồng: 1 ⋅ Trụ: 10 ⋅ Vàng: 53,3k             | Rồng: 1 ⋅ Trụ: 10 ⋅ Vàng: 53,3k             | Rồng: 1 ⋅ Trụ: 10 ⋅ Vàng: 53,3k             | Rồng: 1 ⋅ Trụ: 10 ⋅ Vàng: 53,3k             | Rồng: 1 ⋅ Trụ: 10 ⋅ Vàng: 53,3k             | Rồng: 1 ⋅ Trụ: 10 ⋅ Vàng: 53,3k             | Rồng: 1 ⋅ Trụ: 10 ⋅ Vàng: 53,3k             |
| Lee Sin ⋅ Twisted Fate Renekton ⋅ Lulu ⋅ Alistar | Lee Sin ⋅ Twisted Fate Renekton ⋅ Lulu ⋅ Alistar | Lee Sin ⋅ Twisted Fate Renekton ⋅ Lulu ⋅ Alistar | Lee Sin ⋅ Twisted Fate Renekton ⋅ Lulu ⋅ Alistar | Lee Sin ⋅ Twisted Fate Renekton ⋅ Lulu ⋅ Alistar | Lee Sin ⋅ Twisted Fate Renekton ⋅ Lulu ⋅ Alistar | Lee Sin ⋅ Twisted Fate Renekton ⋅ Lulu ⋅ Alistar | Cấm                           | Cấm    | Ahri ⋅ Nocturne Yorick ⋅ Azir ⋅ Taliyah     | Ahri ⋅ Nocturne Yorick ⋅ Azir ⋅ Taliyah     | Ahri ⋅ Nocturne Yorick ⋅ Azir ⋅ Taliyah     | Ahri ⋅ Nocturne Yorick ⋅ Azir ⋅ Taliyah     | Ahri ⋅ Nocturne Yorick ⋅ Azir ⋅ Taliyah     | Ahri ⋅ Nocturne Yorick ⋅ Azir ⋅ Taliyah     | Ahri ⋅ Nocturne Yorick ⋅ Azir ⋅ Taliyah     |
| Ornn ⋅ Zyra Tristana ⋅ Xayah ⋅ Rakan             | Ornn ⋅ Zyra Tristana ⋅ Xayah ⋅ Rakan             | Ornn ⋅ Zyra Tristana ⋅ Xayah ⋅ Rakan             | Ornn ⋅ Zyra Tristana ⋅ Xayah ⋅ Rakan             | Ornn ⋅ Zyra Tristana ⋅ Xayah ⋅ Rakan             | Ornn ⋅ Zyra Tristana ⋅ Xayah ⋅ Rakan             | Ornn ⋅ Zyra Tristana ⋅ Xayah ⋅ Rakan             | Chọn                          | Chọn   | Jayce ⋅ Sejuani Orianna ⋅ Jinx ⋅ Tahm Kench | Jayce ⋅ Sejuani Orianna ⋅ Jinx ⋅ Tahm Kench | Jayce ⋅ Sejuani Orianna ⋅ Jinx ⋅ Tahm Kench | Jayce ⋅ Sejuani Orianna ⋅ Jinx ⋅ Tahm Kench | Jayce ⋅ Sejuani Orianna ⋅ Jinx ⋅ Tahm Kench | Jayce ⋅ Sejuani Orianna ⋅ Jinx ⋅ Tahm Kench | Jayce ⋅ Sejuani Orianna ⋅ Jinx ⋅ Tahm Kench |
|                                                  |                                                  |                                                  |                                                  |                                                  |                                                  |                                                  |                               |        |                                             |                                             |                                             |                                             |                                             |                                             |                                             |

| CTBC Flying Oyster | 2 – 3 | T1 |

| 15/26/29                                     | 15/26/29                                     | 15/26/29                                     | 15/26/29                                     | 15/26/29                                     | 15/26/29                                     | 15/26/29                                     | Trận 1                        | Trận 1 | 26/15/58                                | 26/15/58                                | 26/15/58                                | 26/15/58                                | 26/15/58                                | 26/15/58                                | 26/15/58                                |
| Rồng: 2 ⋅ Trụ: 2 ⋅ Vàng: 64,8k               | Rồng: 2 ⋅ Trụ: 2 ⋅ Vàng: 64,8k               | Rồng: 2 ⋅ Trụ: 2 ⋅ Vàng: 64,8k               | Rồng: 2 ⋅ Trụ: 2 ⋅ Vàng: 64,8k               | Rồng: 2 ⋅ Trụ: 2 ⋅ Vàng: 64,8k               | Rồng: 2 ⋅ Trụ: 2 ⋅ Vàng: 64,8k               | Rồng: 2 ⋅ Trụ: 2 ⋅ Vàng: 64,8k               | Sự kiện thể thao đang diễn ra | 36:36  | Rồng: 3 ⋅ Trụ: 10 ⋅ Vàng: 77,2k         | Rồng: 3 ⋅ Trụ: 10 ⋅ Vàng: 77,2k         | Rồng: 3 ⋅ Trụ: 10 ⋅ Vàng: 77,2k         | Rồng: 3 ⋅ Trụ: 10 ⋅ Vàng: 77,2k         | Rồng: 3 ⋅ Trụ: 10 ⋅ Vàng: 77,2k         | Rồng: 3 ⋅ Trụ: 10 ⋅ Vàng: 77,2k         | Rồng: 3 ⋅ Trụ: 10 ⋅ Vàng: 77,2k         |
| Varus ⋅ Gwen Twisted Fate ⋅ Kalista ⋅ Lucian | Varus ⋅ Gwen Twisted Fate ⋅ Kalista ⋅ Lucian | Varus ⋅ Gwen Twisted Fate ⋅ Kalista ⋅ Lucian | Varus ⋅ Gwen Twisted Fate ⋅ Kalista ⋅ Lucian | Varus ⋅ Gwen Twisted Fate ⋅ Kalista ⋅ Lucian | Varus ⋅ Gwen Twisted Fate ⋅ Kalista ⋅ Lucian | Varus ⋅ Gwen Twisted Fate ⋅ Kalista ⋅ Lucian | Cấm                           | Cấm    | Taliyah ⋅ Azir Xayah ⋅ Rell ⋅ Alistar   | Taliyah ⋅ Azir Xayah ⋅ Rell ⋅ Alistar   | Taliyah ⋅ Azir Xayah ⋅ Rell ⋅ Alistar   | Taliyah ⋅ Azir Xayah ⋅ Rell ⋅ Alistar   | Taliyah ⋅ Azir Xayah ⋅ Rell ⋅ Alistar   | Taliyah ⋅ Azir Xayah ⋅ Rell ⋅ Alistar   | Taliyah ⋅ Azir Xayah ⋅ Rell ⋅ Alistar   |
| Sion ⋅ Pantheon Viktor ⋅ Ezreal ⋅ Leona      | Sion ⋅ Pantheon Viktor ⋅ Ezreal ⋅ Leona      | Sion ⋅ Pantheon Viktor ⋅ Ezreal ⋅ Leona      | Sion ⋅ Pantheon Viktor ⋅ Ezreal ⋅ Leona      | Sion ⋅ Pantheon Viktor ⋅ Ezreal ⋅ Leona      | Sion ⋅ Pantheon Viktor ⋅ Ezreal ⋅ Leona      | Sion ⋅ Pantheon Viktor ⋅ Ezreal ⋅ Leona      | Chọn                          | Chọn   | Aatrox ⋅ Xin Zhao Annie ⋅ Corki ⋅ Neeko | Aatrox ⋅ Xin Zhao Annie ⋅ Corki ⋅ Neeko | Aatrox ⋅ Xin Zhao Annie ⋅ Corki ⋅ Neeko | Aatrox ⋅ Xin Zhao Annie ⋅ Corki ⋅ Neeko | Aatrox ⋅ Xin Zhao Annie ⋅ Corki ⋅ Neeko | Aatrox ⋅ Xin Zhao Annie ⋅ Corki ⋅ Neeko | Aatrox ⋅ Xin Zhao Annie ⋅ Corki ⋅ Neeko |
|                                              |                                              |                                              |                                              |                                              |                                              |                                              |                               |        |                                         |                                         |                                         |                                         |                                         |                                         |                                         |

| 24/3/63                                     | 24/3/63                                     | 24/3/63                                     | 24/3/63                                     | 24/3/63                                     | 24/3/63                                     | 24/3/63                                     | Trận 2                        | Trận 2 | 3/24/5                                        | 3/24/5                                        | 3/24/5                                        | 3/24/5                                        | 3/24/5                                        | 3/24/5                                        | 3/24/5                                        |
| Rồng: 2 ⋅ Trụ: 10 ⋅ Vàng: 59,4k             | Rồng: 2 ⋅ Trụ: 10 ⋅ Vàng: 59,4k             | Rồng: 2 ⋅ Trụ: 10 ⋅ Vàng: 59,4k             | Rồng: 2 ⋅ Trụ: 10 ⋅ Vàng: 59,4k             | Rồng: 2 ⋅ Trụ: 10 ⋅ Vàng: 59,4k             | Rồng: 2 ⋅ Trụ: 10 ⋅ Vàng: 59,4k             | Rồng: 2 ⋅ Trụ: 10 ⋅ Vàng: 59,4k             | Sự kiện thể thao đang diễn ra | 27:55  | Rồng: 2 ⋅ Trụ: 0 ⋅ Vàng: 42,8k                | Rồng: 2 ⋅ Trụ: 0 ⋅ Vàng: 42,8k                | Rồng: 2 ⋅ Trụ: 0 ⋅ Vàng: 42,8k                | Rồng: 2 ⋅ Trụ: 0 ⋅ Vàng: 42,8k                | Rồng: 2 ⋅ Trụ: 0 ⋅ Vàng: 42,8k                | Rồng: 2 ⋅ Trụ: 0 ⋅ Vàng: 42,8k                | Rồng: 2 ⋅ Trụ: 0 ⋅ Vàng: 42,8k                |
| Gwen ⋅ Varus Twisted Fate ⋅ Poppy ⋅ Ambessa | Gwen ⋅ Varus Twisted Fate ⋅ Poppy ⋅ Ambessa | Gwen ⋅ Varus Twisted Fate ⋅ Poppy ⋅ Ambessa | Gwen ⋅ Varus Twisted Fate ⋅ Poppy ⋅ Ambessa | Gwen ⋅ Varus Twisted Fate ⋅ Poppy ⋅ Ambessa | Gwen ⋅ Varus Twisted Fate ⋅ Poppy ⋅ Ambessa | Gwen ⋅ Varus Twisted Fate ⋅ Poppy ⋅ Ambessa | Cấm                           | Cấm    | Taliyah ⋅ Azir Rumble ⋅ Galio ⋅ Cassiopeia    | Taliyah ⋅ Azir Rumble ⋅ Galio ⋅ Cassiopeia    | Taliyah ⋅ Azir Rumble ⋅ Galio ⋅ Cassiopeia    | Taliyah ⋅ Azir Rumble ⋅ Galio ⋅ Cassiopeia    | Taliyah ⋅ Azir Rumble ⋅ Galio ⋅ Cassiopeia    | Taliyah ⋅ Azir Rumble ⋅ Galio ⋅ Cassiopeia    | Taliyah ⋅ Azir Rumble ⋅ Galio ⋅ Cassiopeia    |
| K'Sante ⋅ Vi Aurora ⋅ Lucian ⋅ Nami         | K'Sante ⋅ Vi Aurora ⋅ Lucian ⋅ Nami         | K'Sante ⋅ Vi Aurora ⋅ Lucian ⋅ Nami         | K'Sante ⋅ Vi Aurora ⋅ Lucian ⋅ Nami         | K'Sante ⋅ Vi Aurora ⋅ Lucian ⋅ Nami         | K'Sante ⋅ Vi Aurora ⋅ Lucian ⋅ Nami         | K'Sante ⋅ Vi Aurora ⋅ Lucian ⋅ Nami         | Chọn                          | Chọn   | Jax ⋅ Ngộ Không Ryze ⋅ Kalista ⋅ Renata Glasc | Jax ⋅ Ngộ Không Ryze ⋅ Kalista ⋅ Renata Glasc | Jax ⋅ Ngộ Không Ryze ⋅ Kalista ⋅ Renata Glasc | Jax ⋅ Ngộ Không Ryze ⋅ Kalista ⋅ Renata Glasc | Jax ⋅ Ngộ Không Ryze ⋅ Kalista ⋅ Renata Glasc | Jax ⋅ Ngộ Không Ryze ⋅ Kalista ⋅ Renata Glasc | Jax ⋅ Ngộ Không Ryze ⋅ Kalista ⋅ Renata Glasc |
|                                             |                                             |                                             |                                             |                                             |                                             |                                             |                               |        |                                               |                                               |                                               |                                               |                                               |                                               |                                               |

| 20/6/55                                         | 20/6/55                                         | 20/6/55                                         | 20/6/55                                         | 20/6/55                                         | 20/6/55                                         | 20/6/55                                         | Trận 3                        | Trận 3 | 6/20/16                                  | 6/20/16                                  | 6/20/16                                  | 6/20/16                                  | 6/20/16                                  | 6/20/16                                  | 6/20/16                                  |
| Rồng: 4 ⋅ Trụ: 9 ⋅ Vàng: 58,9k                  | Rồng: 4 ⋅ Trụ: 9 ⋅ Vàng: 58,9k                  | Rồng: 4 ⋅ Trụ: 9 ⋅ Vàng: 58,9k                  | Rồng: 4 ⋅ Trụ: 9 ⋅ Vàng: 58,9k                  | Rồng: 4 ⋅ Trụ: 9 ⋅ Vàng: 58,9k                  | Rồng: 4 ⋅ Trụ: 9 ⋅ Vàng: 58,9k                  | Rồng: 4 ⋅ Trụ: 9 ⋅ Vàng: 58,9k                  | Sự kiện thể thao đang diễn ra | 29:47  | Rồng: 0 ⋅ Trụ: 3 ⋅ Vàng: 50,9k           | Rồng: 0 ⋅ Trụ: 3 ⋅ Vàng: 50,9k           | Rồng: 0 ⋅ Trụ: 3 ⋅ Vàng: 50,9k           | Rồng: 0 ⋅ Trụ: 3 ⋅ Vàng: 50,9k           | Rồng: 0 ⋅ Trụ: 3 ⋅ Vàng: 50,9k           | Rồng: 0 ⋅ Trụ: 3 ⋅ Vàng: 50,9k           | Rồng: 0 ⋅ Trụ: 3 ⋅ Vàng: 50,9k           |
| Twisted Fate ⋅ Xayah Azir ⋅ Jhin ⋅ Miss Fortune | Twisted Fate ⋅ Xayah Azir ⋅ Jhin ⋅ Miss Fortune | Twisted Fate ⋅ Xayah Azir ⋅ Jhin ⋅ Miss Fortune | Twisted Fate ⋅ Xayah Azir ⋅ Jhin ⋅ Miss Fortune | Twisted Fate ⋅ Xayah Azir ⋅ Jhin ⋅ Miss Fortune | Twisted Fate ⋅ Xayah Azir ⋅ Jhin ⋅ Miss Fortune | Twisted Fate ⋅ Xayah Azir ⋅ Jhin ⋅ Miss Fortune | Cấm                           | Cấm    | Taliyah ⋅ Yorick Varus ⋅ Nautilus ⋅ Rell | Taliyah ⋅ Yorick Varus ⋅ Nautilus ⋅ Rell | Taliyah ⋅ Yorick Varus ⋅ Nautilus ⋅ Rell | Taliyah ⋅ Yorick Varus ⋅ Nautilus ⋅ Rell | Taliyah ⋅ Yorick Varus ⋅ Nautilus ⋅ Rell | Taliyah ⋅ Yorick Varus ⋅ Nautilus ⋅ Rell | Taliyah ⋅ Yorick Varus ⋅ Nautilus ⋅ Rell |
| Gragas ⋅ Trundle Swain ⋅ Caitlyn ⋅ Braum        | Gragas ⋅ Trundle Swain ⋅ Caitlyn ⋅ Braum        | Gragas ⋅ Trundle Swain ⋅ Caitlyn ⋅ Braum        | Gragas ⋅ Trundle Swain ⋅ Caitlyn ⋅ Braum        | Gragas ⋅ Trundle Swain ⋅ Caitlyn ⋅ Braum        | Gragas ⋅ Trundle Swain ⋅ Caitlyn ⋅ Braum        | Gragas ⋅ Trundle Swain ⋅ Caitlyn ⋅ Braum        | Chọn                          | Chọn   | Gwen ⋅ Zed Galio ⋅ Senna ⋅ Thresh        | Gwen ⋅ Zed Galio ⋅ Senna ⋅ Thresh        | Gwen ⋅ Zed Galio ⋅ Senna ⋅ Thresh        | Gwen ⋅ Zed Galio ⋅ Senna ⋅ Thresh        | Gwen ⋅ Zed Galio ⋅ Senna ⋅ Thresh        | Gwen ⋅ Zed Galio ⋅ Senna ⋅ Thresh        | Gwen ⋅ Zed Galio ⋅ Senna ⋅ Thresh        |
|                                                 |                                                 |                                                 |                                                 |                                                 |                                                 |                                                 |                               |        |                                          |                                          |                                          |                                          |                                          |                                          |                                          |

| 19/34/38                                       | 19/34/38                                       | 19/34/38                                       | 19/34/38                                       | 19/34/38                                       | 19/34/38                                       | 19/34/38                                       | Trận 4                        | Trận 4 | 34/19/93                                 | 34/19/93                                 | 34/19/93                                 | 34/19/93                                 | 34/19/93                                 | 34/19/93                                 | 34/19/93                                 |
| Rồng: 3 ⋅ Trụ: 2 ⋅ Vàng: 68,4k                 | Rồng: 3 ⋅ Trụ: 2 ⋅ Vàng: 68,4k                 | Rồng: 3 ⋅ Trụ: 2 ⋅ Vàng: 68,4k                 | Rồng: 3 ⋅ Trụ: 2 ⋅ Vàng: 68,4k                 | Rồng: 3 ⋅ Trụ: 2 ⋅ Vàng: 68,4k                 | Rồng: 3 ⋅ Trụ: 2 ⋅ Vàng: 68,4k                 | Rồng: 3 ⋅ Trụ: 2 ⋅ Vàng: 68,4k                 | Sự kiện thể thao đang diễn ra | 38:03  | Rồng: 3 ⋅ Trụ: 8 ⋅ Vàng: 76,7k           | Rồng: 3 ⋅ Trụ: 8 ⋅ Vàng: 76,7k           | Rồng: 3 ⋅ Trụ: 8 ⋅ Vàng: 76,7k           | Rồng: 3 ⋅ Trụ: 8 ⋅ Vàng: 76,7k           | Rồng: 3 ⋅ Trụ: 8 ⋅ Vàng: 76,7k           | Rồng: 3 ⋅ Trụ: 8 ⋅ Vàng: 76,7k           | Rồng: 3 ⋅ Trụ: 8 ⋅ Vàng: 76,7k           |
| Twisted Fate ⋅ Xayah Azir ⋅ Lee Sin ⋅ Nocturne | Twisted Fate ⋅ Xayah Azir ⋅ Lee Sin ⋅ Nocturne | Twisted Fate ⋅ Xayah Azir ⋅ Lee Sin ⋅ Nocturne | Twisted Fate ⋅ Xayah Azir ⋅ Lee Sin ⋅ Nocturne | Twisted Fate ⋅ Xayah Azir ⋅ Lee Sin ⋅ Nocturne | Twisted Fate ⋅ Xayah Azir ⋅ Lee Sin ⋅ Nocturne | Twisted Fate ⋅ Xayah Azir ⋅ Lee Sin ⋅ Nocturne | Cấm                           | Cấm    | Taliyah ⋅ Yorick Ornn ⋅ Rell ⋅ Alistar   | Taliyah ⋅ Yorick Ornn ⋅ Rell ⋅ Alistar   | Taliyah ⋅ Yorick Ornn ⋅ Rell ⋅ Alistar   | Taliyah ⋅ Yorick Ornn ⋅ Rell ⋅ Alistar   | Taliyah ⋅ Yorick Ornn ⋅ Rell ⋅ Alistar   | Taliyah ⋅ Yorick Ornn ⋅ Rell ⋅ Alistar   | Taliyah ⋅ Yorick Ornn ⋅ Rell ⋅ Alistar   |
| Ambessa ⋅ Skarner Cassiopeia ⋅ Jhin ⋅ Nautilus | Ambessa ⋅ Skarner Cassiopeia ⋅ Jhin ⋅ Nautilus | Ambessa ⋅ Skarner Cassiopeia ⋅ Jhin ⋅ Nautilus | Ambessa ⋅ Skarner Cassiopeia ⋅ Jhin ⋅ Nautilus | Ambessa ⋅ Skarner Cassiopeia ⋅ Jhin ⋅ Nautilus | Ambessa ⋅ Skarner Cassiopeia ⋅ Jhin ⋅ Nautilus | Ambessa ⋅ Skarner Cassiopeia ⋅ Jhin ⋅ Nautilus | Chọn                          | Chọn   | Rumble ⋅ Jarvan IV Sylas ⋅ Varus ⋅ Poppy | Rumble ⋅ Jarvan IV Sylas ⋅ Varus ⋅ Poppy | Rumble ⋅ Jarvan IV Sylas ⋅ Varus ⋅ Poppy | Rumble ⋅ Jarvan IV Sylas ⋅ Varus ⋅ Poppy | Rumble ⋅ Jarvan IV Sylas ⋅ Varus ⋅ Poppy | Rumble ⋅ Jarvan IV Sylas ⋅ Varus ⋅ Poppy | Rumble ⋅ Jarvan IV Sylas ⋅ Varus ⋅ Poppy |
|                                                |                                                |                                                |                                                |                                                |                                                |                                                |                               |        |                                          |                                          |                                          |                                          |                                          |                                          |                                          |

| 3/21/7                                           | 3/21/7                                           | 3/21/7                                           | 3/21/7                                           | 3/21/7                                           | 3/21/7                                           | 3/21/7                                           | Trận 5                        | Trận 5 | 21/3/47                                     | 21/3/47                                     | 21/3/47                                     | 21/3/47                                     | 21/3/47                                     | 21/3/47                                     | 21/3/47                                     |
| Rồng: 2 ⋅ Trụ: 1 ⋅ Vàng: 40,2k                   | Rồng: 2 ⋅ Trụ: 1 ⋅ Vàng: 40,2k                   | Rồng: 2 ⋅ Trụ: 1 ⋅ Vàng: 40,2k                   | Rồng: 2 ⋅ Trụ: 1 ⋅ Vàng: 40,2k                   | Rồng: 2 ⋅ Trụ: 1 ⋅ Vàng: 40,2k                   | Rồng: 2 ⋅ Trụ: 1 ⋅ Vàng: 40,2k                   | Rồng: 2 ⋅ Trụ: 1 ⋅ Vàng: 40,2k                   | Sự kiện thể thao đang diễn ra | 25:00  | Rồng: 1 ⋅ Trụ: 10 ⋅ Vàng: 53,3k             | Rồng: 1 ⋅ Trụ: 10 ⋅ Vàng: 53,3k             | Rồng: 1 ⋅ Trụ: 10 ⋅ Vàng: 53,3k             | Rồng: 1 ⋅ Trụ: 10 ⋅ Vàng: 53,3k             | Rồng: 1 ⋅ Trụ: 10 ⋅ Vàng: 53,3k             | Rồng: 1 ⋅ Trụ: 10 ⋅ Vàng: 53,3k             | Rồng: 1 ⋅ Trụ: 10 ⋅ Vàng: 53,3k             |
| Lee Sin ⋅ Twisted Fate Renekton ⋅ Lulu ⋅ Alistar | Lee Sin ⋅ Twisted Fate Renekton ⋅ Lulu ⋅ Alistar | Lee Sin ⋅ Twisted Fate Renekton ⋅ Lulu ⋅ Alistar | Lee Sin ⋅ Twisted Fate Renekton ⋅ Lulu ⋅ Alistar | Lee Sin ⋅ Twisted Fate Renekton ⋅ Lulu ⋅ Alistar | Lee Sin ⋅ Twisted Fate Renekton ⋅ Lulu ⋅ Alistar | Lee Sin ⋅ Twisted Fate Renekton ⋅ Lulu ⋅ Alistar | Cấm                           | Cấm    | Ahri ⋅ Nocturne Yorick ⋅ Azir ⋅ Taliyah     | Ahri ⋅ Nocturne Yorick ⋅ Azir ⋅ Taliyah     | Ahri ⋅ Nocturne Yorick ⋅ Azir ⋅ Taliyah     | Ahri ⋅ Nocturne Yorick ⋅ Azir ⋅ Taliyah     | Ahri ⋅ Nocturne Yorick ⋅ Azir ⋅ Taliyah     | Ahri ⋅ Nocturne Yorick ⋅ Azir ⋅ Taliyah     | Ahri ⋅ Nocturne Yorick ⋅ Azir ⋅ Taliyah     |
| Ornn ⋅ Zyra Tristana ⋅ Xayah ⋅ Rakan             | Ornn ⋅ Zyra Tristana ⋅ Xayah ⋅ Rakan             | Ornn ⋅ Zyra Tristana ⋅ Xayah ⋅ Rakan             | Ornn ⋅ Zyra Tristana ⋅ Xayah ⋅ Rakan             | Ornn ⋅ Zyra Tristana ⋅ Xayah ⋅ Rakan             | Ornn ⋅ Zyra Tristana ⋅ Xayah ⋅ Rakan             | Ornn ⋅ Zyra Tristana ⋅ Xayah ⋅ Rakan             | Chọn                          | Chọn   | Jayce ⋅ Sejuani Orianna ⋅ Jinx ⋅ Tahm Kench | Jayce ⋅ Sejuani Orianna ⋅ Jinx ⋅ Tahm Kench | Jayce ⋅ Sejuani Orianna ⋅ Jinx ⋅ Tahm Kench | Jayce ⋅ Sejuani Orianna ⋅ Jinx ⋅ Tahm Kench | Jayce ⋅ Sejuani Orianna ⋅ Jinx ⋅ Tahm Kench | Jayce ⋅ Sejuani Orianna ⋅ Jinx ⋅ Tahm Kench | Jayce ⋅ Sejuani Orianna ⋅ Jinx ⋅ Tahm Kench |
|                                                  |                                                  |                                                  |                                                  |                                                  |                                                  |                                                  |                               |        |                                             |                                             |                                             |                                             |                                             |                                             |                                             |

#### Vòng 1 nhánh thua
| G2 Esports | 0 – 3 | FlyQuest |

| 7/14/20                                     | 7/14/20                                     | 7/14/20                                     | 7/14/20                                     | 7/14/20                                     | 7/14/20                                     | 7/14/20                                     | Trận 1                        | Trận 1 | 14/7/39                                 | 14/7/39                                 | 14/7/39                                 | 14/7/39                                 | 14/7/39                                 | 14/7/39                                 | 14/7/39                                 |
| Rồng: 3 ⋅ Trụ: 2 ⋅ Vàng: 63,7k              | Rồng: 3 ⋅ Trụ: 2 ⋅ Vàng: 63,7k              | Rồng: 3 ⋅ Trụ: 2 ⋅ Vàng: 63,7k              | Rồng: 3 ⋅ Trụ: 2 ⋅ Vàng: 63,7k              | Rồng: 3 ⋅ Trụ: 2 ⋅ Vàng: 63,7k              | Rồng: 3 ⋅ Trụ: 2 ⋅ Vàng: 63,7k              | Rồng: 3 ⋅ Trụ: 2 ⋅ Vàng: 63,7k              | Sự kiện thể thao đang diễn ra | 38:43  | Rồng: 3 ⋅ Trụ: 10 ⋅ Vàng: 71,1k         | Rồng: 3 ⋅ Trụ: 10 ⋅ Vàng: 71,1k         | Rồng: 3 ⋅ Trụ: 10 ⋅ Vàng: 71,1k         | Rồng: 3 ⋅ Trụ: 10 ⋅ Vàng: 71,1k         | Rồng: 3 ⋅ Trụ: 10 ⋅ Vàng: 71,1k         | Rồng: 3 ⋅ Trụ: 10 ⋅ Vàng: 71,1k         | Rồng: 3 ⋅ Trụ: 10 ⋅ Vàng: 71,1k         |
| Taliyah ⋅ Rumble Renekton ⋅ Rakan ⋅ Braum   | Taliyah ⋅ Rumble Renekton ⋅ Rakan ⋅ Braum   | Taliyah ⋅ Rumble Renekton ⋅ Rakan ⋅ Braum   | Taliyah ⋅ Rumble Renekton ⋅ Rakan ⋅ Braum   | Taliyah ⋅ Rumble Renekton ⋅ Rakan ⋅ Braum   | Taliyah ⋅ Rumble Renekton ⋅ Rakan ⋅ Braum   | Taliyah ⋅ Rumble Renekton ⋅ Rakan ⋅ Braum   | Cấm                           | Cấm    | Twisted Fate ⋅ Yone Azir ⋅ Gwen ⋅ Corki | Twisted Fate ⋅ Yone Azir ⋅ Gwen ⋅ Corki | Twisted Fate ⋅ Yone Azir ⋅ Gwen ⋅ Corki | Twisted Fate ⋅ Yone Azir ⋅ Gwen ⋅ Corki | Twisted Fate ⋅ Yone Azir ⋅ Gwen ⋅ Corki | Twisted Fate ⋅ Yone Azir ⋅ Gwen ⋅ Corki | Twisted Fate ⋅ Yone Azir ⋅ Gwen ⋅ Corki |
| Aatrox ⋅ Maokai Cassiopeia ⋅ Jhin ⋅ Alistar | Aatrox ⋅ Maokai Cassiopeia ⋅ Jhin ⋅ Alistar | Aatrox ⋅ Maokai Cassiopeia ⋅ Jhin ⋅ Alistar | Aatrox ⋅ Maokai Cassiopeia ⋅ Jhin ⋅ Alistar | Aatrox ⋅ Maokai Cassiopeia ⋅ Jhin ⋅ Alistar | Aatrox ⋅ Maokai Cassiopeia ⋅ Jhin ⋅ Alistar | Aatrox ⋅ Maokai Cassiopeia ⋅ Jhin ⋅ Alistar | Chọn                          | Chọn   | Sion ⋅ Pantheon Ryze ⋅ Varus ⋅ Karma    | Sion ⋅ Pantheon Ryze ⋅ Varus ⋅ Karma    | Sion ⋅ Pantheon Ryze ⋅ Varus ⋅ Karma    | Sion ⋅ Pantheon Ryze ⋅ Varus ⋅ Karma    | Sion ⋅ Pantheon Ryze ⋅ Varus ⋅ Karma    | Sion ⋅ Pantheon Ryze ⋅ Varus ⋅ Karma    | Sion ⋅ Pantheon Ryze ⋅ Varus ⋅ Karma    |
|                                             |                                             |                                             |                                             |                                             |                                             |                                             |                               |        |                                         |                                         |                                         |                                         |                                         |                                         |                                         |

| 15/24/34                                    | 15/24/34                                    | 15/24/34                                    | 15/24/34                                    | 15/24/34                                    | 15/24/34                                    | 15/24/34                                    | Trận 2                        | Trận 2 | 23/15/62                                     | 23/15/62                                     | 23/15/62                                     | 23/15/62                                     | 23/15/62                                     | 23/15/62                                     | 23/15/62                                     |
| Rồng: 1 ⋅ Trụ: 4 ⋅ Vàng: 65,2k              | Rồng: 1 ⋅ Trụ: 4 ⋅ Vàng: 65,2k              | Rồng: 1 ⋅ Trụ: 4 ⋅ Vàng: 65,2k              | Rồng: 1 ⋅ Trụ: 4 ⋅ Vàng: 65,2k              | Rồng: 1 ⋅ Trụ: 4 ⋅ Vàng: 65,2k              | Rồng: 1 ⋅ Trụ: 4 ⋅ Vàng: 65,2k              | Rồng: 1 ⋅ Trụ: 4 ⋅ Vàng: 65,2k              | Sự kiện thể thao đang diễn ra | 38:36  | Rồng: 5 ⋅ Trụ: 9 ⋅ Vàng: 77,4k               | Rồng: 5 ⋅ Trụ: 9 ⋅ Vàng: 77,4k               | Rồng: 5 ⋅ Trụ: 9 ⋅ Vàng: 77,4k               | Rồng: 5 ⋅ Trụ: 9 ⋅ Vàng: 77,4k               | Rồng: 5 ⋅ Trụ: 9 ⋅ Vàng: 77,4k               | Rồng: 5 ⋅ Trụ: 9 ⋅ Vàng: 77,4k               | Rồng: 5 ⋅ Trụ: 9 ⋅ Vàng: 77,4k               |
| Rumble ⋅ Orianna Yone ⋅ Nautilus ⋅ Renekton | Rumble ⋅ Orianna Yone ⋅ Nautilus ⋅ Renekton | Rumble ⋅ Orianna Yone ⋅ Nautilus ⋅ Renekton | Rumble ⋅ Orianna Yone ⋅ Nautilus ⋅ Renekton | Rumble ⋅ Orianna Yone ⋅ Nautilus ⋅ Renekton | Rumble ⋅ Orianna Yone ⋅ Nautilus ⋅ Renekton | Rumble ⋅ Orianna Yone ⋅ Nautilus ⋅ Renekton | Cấm                           | Cấm    | Twisted Fate ⋅ Azir Taliyah ⋅ Ziggs ⋅ Kai'Sa | Twisted Fate ⋅ Azir Taliyah ⋅ Ziggs ⋅ Kai'Sa | Twisted Fate ⋅ Azir Taliyah ⋅ Ziggs ⋅ Kai'Sa | Twisted Fate ⋅ Azir Taliyah ⋅ Ziggs ⋅ Kai'Sa | Twisted Fate ⋅ Azir Taliyah ⋅ Ziggs ⋅ Kai'Sa | Twisted Fate ⋅ Azir Taliyah ⋅ Ziggs ⋅ Kai'Sa | Twisted Fate ⋅ Azir Taliyah ⋅ Ziggs ⋅ Kai'Sa |
| K'Sante ⋅ Vi Aurora ⋅ Corki ⋅ Rell          | K'Sante ⋅ Vi Aurora ⋅ Corki ⋅ Rell          | K'Sante ⋅ Vi Aurora ⋅ Corki ⋅ Rell          | K'Sante ⋅ Vi Aurora ⋅ Corki ⋅ Rell          | K'Sante ⋅ Vi Aurora ⋅ Corki ⋅ Rell          | K'Sante ⋅ Vi Aurora ⋅ Corki ⋅ Rell          | K'Sante ⋅ Vi Aurora ⋅ Corki ⋅ Rell          | Chọn                          | Chọn   | Garen ⋅ Ngộ Không Annie ⋅ Senna ⋅ Bard       | Garen ⋅ Ngộ Không Annie ⋅ Senna ⋅ Bard       | Garen ⋅ Ngộ Không Annie ⋅ Senna ⋅ Bard       | Garen ⋅ Ngộ Không Annie ⋅ Senna ⋅ Bard       | Garen ⋅ Ngộ Không Annie ⋅ Senna ⋅ Bard       | Garen ⋅ Ngộ Không Annie ⋅ Senna ⋅ Bard       | Garen ⋅ Ngộ Không Annie ⋅ Senna ⋅ Bard       |
|                                             |                                             |                                             |                                             |                                             |                                             |                                             |                               |        |                                              |                                              |                                              |                                              |                                              |                                              |                                              |

| 5/10/4                                       | 5/10/4                                       | 5/10/4                                       | 5/10/4                                       | 5/10/4                                       | 5/10/4                                       | 5/10/4                                       | Trận 3                        | Trận 3 | 10/5/26                                   | 10/5/26                                   | 10/5/26                                   | 10/5/26                                   | 10/5/26                                   | 10/5/26                                   | 10/5/26                                   |
| Rồng: 2 ⋅ Trụ: 2 ⋅ Vàng: 47,2k               | Rồng: 2 ⋅ Trụ: 2 ⋅ Vàng: 47,2k               | Rồng: 2 ⋅ Trụ: 2 ⋅ Vàng: 47,2k               | Rồng: 2 ⋅ Trụ: 2 ⋅ Vàng: 47,2k               | Rồng: 2 ⋅ Trụ: 2 ⋅ Vàng: 47,2k               | Rồng: 2 ⋅ Trụ: 2 ⋅ Vàng: 47,2k               | Rồng: 2 ⋅ Trụ: 2 ⋅ Vàng: 47,2k               | Sự kiện thể thao đang diễn ra | 28:50  | Rồng: 1 ⋅ Trụ: 7 ⋅ Vàng: 52,6k            | Rồng: 1 ⋅ Trụ: 7 ⋅ Vàng: 52,6k            | Rồng: 1 ⋅ Trụ: 7 ⋅ Vàng: 52,6k            | Rồng: 1 ⋅ Trụ: 7 ⋅ Vàng: 52,6k            | Rồng: 1 ⋅ Trụ: 7 ⋅ Vàng: 52,6k            | Rồng: 1 ⋅ Trụ: 7 ⋅ Vàng: 52,6k            | Rồng: 1 ⋅ Trụ: 7 ⋅ Vàng: 52,6k            |
| Taliyah ⋅ Renekton Azir ⋅ Kalista ⋅ Braum    | Taliyah ⋅ Renekton Azir ⋅ Kalista ⋅ Braum    | Taliyah ⋅ Renekton Azir ⋅ Kalista ⋅ Braum    | Taliyah ⋅ Renekton Azir ⋅ Kalista ⋅ Braum    | Taliyah ⋅ Renekton Azir ⋅ Kalista ⋅ Braum    | Taliyah ⋅ Renekton Azir ⋅ Kalista ⋅ Braum    | Taliyah ⋅ Renekton Azir ⋅ Kalista ⋅ Braum    | Cấm                           | Cấm    | Twisted Fate ⋅ Yone Jax ⋅ Ahri ⋅ Gwen     | Twisted Fate ⋅ Yone Jax ⋅ Ahri ⋅ Gwen     | Twisted Fate ⋅ Yone Jax ⋅ Ahri ⋅ Gwen     | Twisted Fate ⋅ Yone Jax ⋅ Ahri ⋅ Gwen     | Twisted Fate ⋅ Yone Jax ⋅ Ahri ⋅ Gwen     | Twisted Fate ⋅ Yone Jax ⋅ Ahri ⋅ Gwen     | Twisted Fate ⋅ Yone Jax ⋅ Ahri ⋅ Gwen     |
| Cho'Gath ⋅ Naafiri Akali ⋅ Lucian ⋅ Nautilus | Cho'Gath ⋅ Naafiri Akali ⋅ Lucian ⋅ Nautilus | Cho'Gath ⋅ Naafiri Akali ⋅ Lucian ⋅ Nautilus | Cho'Gath ⋅ Naafiri Akali ⋅ Lucian ⋅ Nautilus | Cho'Gath ⋅ Naafiri Akali ⋅ Lucian ⋅ Nautilus | Cho'Gath ⋅ Naafiri Akali ⋅ Lucian ⋅ Nautilus | Cho'Gath ⋅ Naafiri Akali ⋅ Lucian ⋅ Nautilus | Chọn                          | Chọn   | Yorick ⋅ Trundle Orianna ⋅ Kai'Sa ⋅ Neeko | Yorick ⋅ Trundle Orianna ⋅ Kai'Sa ⋅ Neeko | Yorick ⋅ Trundle Orianna ⋅ Kai'Sa ⋅ Neeko | Yorick ⋅ Trundle Orianna ⋅ Kai'Sa ⋅ Neeko | Yorick ⋅ Trundle Orianna ⋅ Kai'Sa ⋅ Neeko | Yorick ⋅ Trundle Orianna ⋅ Kai'Sa ⋅ Neeko | Yorick ⋅ Trundle Orianna ⋅ Kai'Sa ⋅ Neeko |
|                                              |                                              |                                              |                                              |                                              |                                              |                                              |                               |        |                                           |                                           |                                           |                                           |                                           |                                           |                                           |

| G2 Esports | 0 – 3 | FlyQuest |

| 7/14/20                                     | 7/14/20                                     | 7/14/20                                     | 7/14/20                                     | 7/14/20                                     | 7/14/20                                     | 7/14/20                                     | Trận 1                        | Trận 1 | 14/7/39                                 | 14/7/39                                 | 14/7/39                                 | 14/7/39                                 | 14/7/39                                 | 14/7/39                                 | 14/7/39                                 |
| Rồng: 3 ⋅ Trụ: 2 ⋅ Vàng: 63,7k              | Rồng: 3 ⋅ Trụ: 2 ⋅ Vàng: 63,7k              | Rồng: 3 ⋅ Trụ: 2 ⋅ Vàng: 63,7k              | Rồng: 3 ⋅ Trụ: 2 ⋅ Vàng: 63,7k              | Rồng: 3 ⋅ Trụ: 2 ⋅ Vàng: 63,7k              | Rồng: 3 ⋅ Trụ: 2 ⋅ Vàng: 63,7k              | Rồng: 3 ⋅ Trụ: 2 ⋅ Vàng: 63,7k              | Sự kiện thể thao đang diễn ra | 38:43  | Rồng: 3 ⋅ Trụ: 10 ⋅ Vàng: 71,1k         | Rồng: 3 ⋅ Trụ: 10 ⋅ Vàng: 71,1k         | Rồng: 3 ⋅ Trụ: 10 ⋅ Vàng: 71,1k         | Rồng: 3 ⋅ Trụ: 10 ⋅ Vàng: 71,1k         | Rồng: 3 ⋅ Trụ: 10 ⋅ Vàng: 71,1k         | Rồng: 3 ⋅ Trụ: 10 ⋅ Vàng: 71,1k         | Rồng: 3 ⋅ Trụ: 10 ⋅ Vàng: 71,1k         |
| Taliyah ⋅ Rumble Renekton ⋅ Rakan ⋅ Braum   | Taliyah ⋅ Rumble Renekton ⋅ Rakan ⋅ Braum   | Taliyah ⋅ Rumble Renekton ⋅ Rakan ⋅ Braum   | Taliyah ⋅ Rumble Renekton ⋅ Rakan ⋅ Braum   | Taliyah ⋅ Rumble Renekton ⋅ Rakan ⋅ Braum   | Taliyah ⋅ Rumble Renekton ⋅ Rakan ⋅ Braum   | Taliyah ⋅ Rumble Renekton ⋅ Rakan ⋅ Braum   | Cấm                           | Cấm    | Twisted Fate ⋅ Yone Azir ⋅ Gwen ⋅ Corki | Twisted Fate ⋅ Yone Azir ⋅ Gwen ⋅ Corki | Twisted Fate ⋅ Yone Azir ⋅ Gwen ⋅ Corki | Twisted Fate ⋅ Yone Azir ⋅ Gwen ⋅ Corki | Twisted Fate ⋅ Yone Azir ⋅ Gwen ⋅ Corki | Twisted Fate ⋅ Yone Azir ⋅ Gwen ⋅ Corki | Twisted Fate ⋅ Yone Azir ⋅ Gwen ⋅ Corki |
| Aatrox ⋅ Maokai Cassiopeia ⋅ Jhin ⋅ Alistar | Aatrox ⋅ Maokai Cassiopeia ⋅ Jhin ⋅ Alistar | Aatrox ⋅ Maokai Cassiopeia ⋅ Jhin ⋅ Alistar | Aatrox ⋅ Maokai Cassiopeia ⋅ Jhin ⋅ Alistar | Aatrox ⋅ Maokai Cassiopeia ⋅ Jhin ⋅ Alistar | Aatrox ⋅ Maokai Cassiopeia ⋅ Jhin ⋅ Alistar | Aatrox ⋅ Maokai Cassiopeia ⋅ Jhin ⋅ Alistar | Chọn                          | Chọn   | Sion ⋅ Pantheon Ryze ⋅ Varus ⋅ Karma    | Sion ⋅ Pantheon Ryze ⋅ Varus ⋅ Karma    | Sion ⋅ Pantheon Ryze ⋅ Varus ⋅ Karma    | Sion ⋅ Pantheon Ryze ⋅ Varus ⋅ Karma    | Sion ⋅ Pantheon Ryze ⋅ Varus ⋅ Karma    | Sion ⋅ Pantheon Ryze ⋅ Varus ⋅ Karma    | Sion ⋅ Pantheon Ryze ⋅ Varus ⋅ Karma    |
|                                             |                                             |                                             |                                             |                                             |                                             |                                             |                               |        |                                         |                                         |                                         |                                         |                                         |                                         |                                         |

| 15/24/34                                    | 15/24/34                                    | 15/24/34                                    | 15/24/34                                    | 15/24/34                                    | 15/24/34                                    | 15/24/34                                    | Trận 2                        | Trận 2 | 23/15/62                                     | 23/15/62                                     | 23/15/62                                     | 23/15/62                                     | 23/15/62                                     | 23/15/62                                     | 23/15/62                                     |
| Rồng: 1 ⋅ Trụ: 4 ⋅ Vàng: 65,2k              | Rồng: 1 ⋅ Trụ: 4 ⋅ Vàng: 65,2k              | Rồng: 1 ⋅ Trụ: 4 ⋅ Vàng: 65,2k              | Rồng: 1 ⋅ Trụ: 4 ⋅ Vàng: 65,2k              | Rồng: 1 ⋅ Trụ: 4 ⋅ Vàng: 65,2k              | Rồng: 1 ⋅ Trụ: 4 ⋅ Vàng: 65,2k              | Rồng: 1 ⋅ Trụ: 4 ⋅ Vàng: 65,2k              | Sự kiện thể thao đang diễn ra | 38:36  | Rồng: 5 ⋅ Trụ: 9 ⋅ Vàng: 77,4k               | Rồng: 5 ⋅ Trụ: 9 ⋅ Vàng: 77,4k               | Rồng: 5 ⋅ Trụ: 9 ⋅ Vàng: 77,4k               | Rồng: 5 ⋅ Trụ: 9 ⋅ Vàng: 77,4k               | Rồng: 5 ⋅ Trụ: 9 ⋅ Vàng: 77,4k               | Rồng: 5 ⋅ Trụ: 9 ⋅ Vàng: 77,4k               | Rồng: 5 ⋅ Trụ: 9 ⋅ Vàng: 77,4k               |
| Rumble ⋅ Orianna Yone ⋅ Nautilus ⋅ Renekton | Rumble ⋅ Orianna Yone ⋅ Nautilus ⋅ Renekton | Rumble ⋅ Orianna Yone ⋅ Nautilus ⋅ Renekton | Rumble ⋅ Orianna Yone ⋅ Nautilus ⋅ Renekton | Rumble ⋅ Orianna Yone ⋅ Nautilus ⋅ Renekton | Rumble ⋅ Orianna Yone ⋅ Nautilus ⋅ Renekton | Rumble ⋅ Orianna Yone ⋅ Nautilus ⋅ Renekton | Cấm                           | Cấm    | Twisted Fate ⋅ Azir Taliyah ⋅ Ziggs ⋅ Kai'Sa | Twisted Fate ⋅ Azir Taliyah ⋅ Ziggs ⋅ Kai'Sa | Twisted Fate ⋅ Azir Taliyah ⋅ Ziggs ⋅ Kai'Sa | Twisted Fate ⋅ Azir Taliyah ⋅ Ziggs ⋅ Kai'Sa | Twisted Fate ⋅ Azir Taliyah ⋅ Ziggs ⋅ Kai'Sa | Twisted Fate ⋅ Azir Taliyah ⋅ Ziggs ⋅ Kai'Sa | Twisted Fate ⋅ Azir Taliyah ⋅ Ziggs ⋅ Kai'Sa |
| K'Sante ⋅ Vi Aurora ⋅ Corki ⋅ Rell          | K'Sante ⋅ Vi Aurora ⋅ Corki ⋅ Rell          | K'Sante ⋅ Vi Aurora ⋅ Corki ⋅ Rell          | K'Sante ⋅ Vi Aurora ⋅ Corki ⋅ Rell          | K'Sante ⋅ Vi Aurora ⋅ Corki ⋅ Rell          | K'Sante ⋅ Vi Aurora ⋅ Corki ⋅ Rell          | K'Sante ⋅ Vi Aurora ⋅ Corki ⋅ Rell          | Chọn                          | Chọn   | Garen ⋅ Ngộ Không Annie ⋅ Senna ⋅ Bard       | Garen ⋅ Ngộ Không Annie ⋅ Senna ⋅ Bard       | Garen ⋅ Ngộ Không Annie ⋅ Senna ⋅ Bard       | Garen ⋅ Ngộ Không Annie ⋅ Senna ⋅ Bard       | Garen ⋅ Ngộ Không Annie ⋅ Senna ⋅ Bard       | Garen ⋅ Ngộ Không Annie ⋅ Senna ⋅ Bard       | Garen ⋅ Ngộ Không Annie ⋅ Senna ⋅ Bard       |
|                                             |                                             |                                             |                                             |                                             |                                             |                                             |                               |        |                                              |                                              |                                              |                                              |                                              |                                              |                                              |

| 5/10/4                                       | 5/10/4                                       | 5/10/4                                       | 5/10/4                                       | 5/10/4                                       | 5/10/4                                       | 5/10/4                                       | Trận 3                        | Trận 3 | 10/5/26                                   | 10/5/26                                   | 10/5/26                                   | 10/5/26                                   | 10/5/26                                   | 10/5/26                                   | 10/5/26                                   |
| Rồng: 2 ⋅ Trụ: 2 ⋅ Vàng: 47,2k               | Rồng: 2 ⋅ Trụ: 2 ⋅ Vàng: 47,2k               | Rồng: 2 ⋅ Trụ: 2 ⋅ Vàng: 47,2k               | Rồng: 2 ⋅ Trụ: 2 ⋅ Vàng: 47,2k               | Rồng: 2 ⋅ Trụ: 2 ⋅ Vàng: 47,2k               | Rồng: 2 ⋅ Trụ: 2 ⋅ Vàng: 47,2k               | Rồng: 2 ⋅ Trụ: 2 ⋅ Vàng: 47,2k               | Sự kiện thể thao đang diễn ra | 28:50  | Rồng: 1 ⋅ Trụ: 7 ⋅ Vàng: 52,6k            | Rồng: 1 ⋅ Trụ: 7 ⋅ Vàng: 52,6k            | Rồng: 1 ⋅ Trụ: 7 ⋅ Vàng: 52,6k            | Rồng: 1 ⋅ Trụ: 7 ⋅ Vàng: 52,6k            | Rồng: 1 ⋅ Trụ: 7 ⋅ Vàng: 52,6k            | Rồng: 1 ⋅ Trụ: 7 ⋅ Vàng: 52,6k            | Rồng: 1 ⋅ Trụ: 7 ⋅ Vàng: 52,6k            |
| Taliyah ⋅ Renekton Azir ⋅ Kalista ⋅ Braum    | Taliyah ⋅ Renekton Azir ⋅ Kalista ⋅ Braum    | Taliyah ⋅ Renekton Azir ⋅ Kalista ⋅ Braum    | Taliyah ⋅ Renekton Azir ⋅ Kalista ⋅ Braum    | Taliyah ⋅ Renekton Azir ⋅ Kalista ⋅ Braum    | Taliyah ⋅ Renekton Azir ⋅ Kalista ⋅ Braum    | Taliyah ⋅ Renekton Azir ⋅ Kalista ⋅ Braum    | Cấm                           | Cấm    | Twisted Fate ⋅ Yone Jax ⋅ Ahri ⋅ Gwen     | Twisted Fate ⋅ Yone Jax ⋅ Ahri ⋅ Gwen     | Twisted Fate ⋅ Yone Jax ⋅ Ahri ⋅ Gwen     | Twisted Fate ⋅ Yone Jax ⋅ Ahri ⋅ Gwen     | Twisted Fate ⋅ Yone Jax ⋅ Ahri ⋅ Gwen     | Twisted Fate ⋅ Yone Jax ⋅ Ahri ⋅ Gwen     | Twisted Fate ⋅ Yone Jax ⋅ Ahri ⋅ Gwen     |
| Cho'Gath ⋅ Naafiri Akali ⋅ Lucian ⋅ Nautilus | Cho'Gath ⋅ Naafiri Akali ⋅ Lucian ⋅ Nautilus | Cho'Gath ⋅ Naafiri Akali ⋅ Lucian ⋅ Nautilus | Cho'Gath ⋅ Naafiri Akali ⋅ Lucian ⋅ Nautilus | Cho'Gath ⋅ Naafiri Akali ⋅ Lucian ⋅ Nautilus | Cho'Gath ⋅ Naafiri Akali ⋅ Lucian ⋅ Nautilus | Cho'Gath ⋅ Naafiri Akali ⋅ Lucian ⋅ Nautilus | Chọn                          | Chọn   | Yorick ⋅ Trundle Orianna ⋅ Kai'Sa ⋅ Neeko | Yorick ⋅ Trundle Orianna ⋅ Kai'Sa ⋅ Neeko | Yorick ⋅ Trundle Orianna ⋅ Kai'Sa ⋅ Neeko | Yorick ⋅ Trundle Orianna ⋅ Kai'Sa ⋅ Neeko | Yorick ⋅ Trundle Orianna ⋅ Kai'Sa ⋅ Neeko | Yorick ⋅ Trundle Orianna ⋅ Kai'Sa ⋅ Neeko | Yorick ⋅ Trundle Orianna ⋅ Kai'Sa ⋅ Neeko |
|                                              |                                              |                                              |                                              |                                              |                                              |                                              |                               |        |                                           |                                           |                                           |                                           |                                           |                                           |                                           |

| CTBC Flying Oyster | 3 – 1 | Movistar KOI |

| 12/6/25                                   | 12/6/25                                   | 12/6/25                                   | 12/6/25                                   | 12/6/25                                   | 12/6/25                                   | 12/6/25                                   | Trận 1                        | Trận 1 | 6/12/17                                 | 6/12/17                                 | 6/12/17                                 | 6/12/17                                 | 6/12/17                                 | 6/12/17                                 | 6/12/17                                 |
| Rồng: 3 ⋅ Trụ: 10 ⋅ Vàng: 70,5k           | Rồng: 3 ⋅ Trụ: 10 ⋅ Vàng: 70,5k           | Rồng: 3 ⋅ Trụ: 10 ⋅ Vàng: 70,5k           | Rồng: 3 ⋅ Trụ: 10 ⋅ Vàng: 70,5k           | Rồng: 3 ⋅ Trụ: 10 ⋅ Vàng: 70,5k           | Rồng: 3 ⋅ Trụ: 10 ⋅ Vàng: 70,5k           | Rồng: 3 ⋅ Trụ: 10 ⋅ Vàng: 70,5k           | Sự kiện thể thao đang diễn ra | 37:04  | Rồng: 3 ⋅ Trụ: 2 ⋅ Vàng: 61,9k          | Rồng: 3 ⋅ Trụ: 2 ⋅ Vàng: 61,9k          | Rồng: 3 ⋅ Trụ: 2 ⋅ Vàng: 61,9k          | Rồng: 3 ⋅ Trụ: 2 ⋅ Vàng: 61,9k          | Rồng: 3 ⋅ Trụ: 2 ⋅ Vàng: 61,9k          | Rồng: 3 ⋅ Trụ: 2 ⋅ Vàng: 61,9k          | Rồng: 3 ⋅ Trụ: 2 ⋅ Vàng: 61,9k          |
| Maokai ⋅ Varus Vi ⋅ Miss Fortune ⋅ Kai'Sa | Maokai ⋅ Varus Vi ⋅ Miss Fortune ⋅ Kai'Sa | Maokai ⋅ Varus Vi ⋅ Miss Fortune ⋅ Kai'Sa | Maokai ⋅ Varus Vi ⋅ Miss Fortune ⋅ Kai'Sa | Maokai ⋅ Varus Vi ⋅ Miss Fortune ⋅ Kai'Sa | Maokai ⋅ Varus Vi ⋅ Miss Fortune ⋅ Kai'Sa | Maokai ⋅ Varus Vi ⋅ Miss Fortune ⋅ Kai'Sa | Cấm                           | Cấm    | Jax ⋅ Pantheon Taliyah ⋅ Braum ⋅ Rakan  | Jax ⋅ Pantheon Taliyah ⋅ Braum ⋅ Rakan  | Jax ⋅ Pantheon Taliyah ⋅ Braum ⋅ Rakan  | Jax ⋅ Pantheon Taliyah ⋅ Braum ⋅ Rakan  | Jax ⋅ Pantheon Taliyah ⋅ Braum ⋅ Rakan  | Jax ⋅ Pantheon Taliyah ⋅ Braum ⋅ Rakan  | Jax ⋅ Pantheon Taliyah ⋅ Braum ⋅ Rakan  |
| Sion ⋅ Xin Zhao Azir ⋅ Ezreal ⋅ Leona     | Sion ⋅ Xin Zhao Azir ⋅ Ezreal ⋅ Leona     | Sion ⋅ Xin Zhao Azir ⋅ Ezreal ⋅ Leona     | Sion ⋅ Xin Zhao Azir ⋅ Ezreal ⋅ Leona     | Sion ⋅ Xin Zhao Azir ⋅ Ezreal ⋅ Leona     | Sion ⋅ Xin Zhao Azir ⋅ Ezreal ⋅ Leona     | Sion ⋅ Xin Zhao Azir ⋅ Ezreal ⋅ Leona     | Chọn                          | Chọn   | Rumble ⋅ Trundle Yone ⋅ Sivir ⋅ Alistar | Rumble ⋅ Trundle Yone ⋅ Sivir ⋅ Alistar | Rumble ⋅ Trundle Yone ⋅ Sivir ⋅ Alistar | Rumble ⋅ Trundle Yone ⋅ Sivir ⋅ Alistar | Rumble ⋅ Trundle Yone ⋅ Sivir ⋅ Alistar | Rumble ⋅ Trundle Yone ⋅ Sivir ⋅ Alistar | Rumble ⋅ Trundle Yone ⋅ Sivir ⋅ Alistar |
|                                           |                                           |                                           |                                           |                                           |                                           |                                           |                               |        |                                         |                                         |                                         |                                         |                                         |                                         |                                         |

| 21/7/59                            | 21/7/59                            | 21/7/59                            | 21/7/59                            | 21/7/59                            | 21/7/59                            | 21/7/59                            | Trận 2                        | Trận 2 | 7/21/13                                          | 7/21/13                                          | 7/21/13                                          | 7/21/13                                          | 7/21/13                                          | 7/21/13                                          | 7/21/13                                          |
| Rồng: 4 ⋅ Trụ: 10 ⋅ Vàng: 69,2k    | Rồng: 4 ⋅ Trụ: 10 ⋅ Vàng: 69,2k    | Rồng: 4 ⋅ Trụ: 10 ⋅ Vàng: 69,2k    | Rồng: 4 ⋅ Trụ: 10 ⋅ Vàng: 69,2k    | Rồng: 4 ⋅ Trụ: 10 ⋅ Vàng: 69,2k    | Rồng: 4 ⋅ Trụ: 10 ⋅ Vàng: 69,2k    | Rồng: 4 ⋅ Trụ: 10 ⋅ Vàng: 69,2k    | Sự kiện thể thao đang diễn ra | 33:29  | Rồng: 1 ⋅ Trụ: 2 ⋅ Vàng: 57,6k                   | Rồng: 1 ⋅ Trụ: 2 ⋅ Vàng: 57,6k                   | Rồng: 1 ⋅ Trụ: 2 ⋅ Vàng: 57,6k                   | Rồng: 1 ⋅ Trụ: 2 ⋅ Vàng: 57,6k                   | Rồng: 1 ⋅ Trụ: 2 ⋅ Vàng: 57,6k                   | Rồng: 1 ⋅ Trụ: 2 ⋅ Vàng: 57,6k                   | Rồng: 1 ⋅ Trụ: 2 ⋅ Vàng: 57,6k                   |
| Taliyah ⋅ Vi Gwen ⋅ Kai'Sa ⋅ Varus | Taliyah ⋅ Vi Gwen ⋅ Kai'Sa ⋅ Varus | Taliyah ⋅ Vi Gwen ⋅ Kai'Sa ⋅ Varus | Taliyah ⋅ Vi Gwen ⋅ Kai'Sa ⋅ Varus | Taliyah ⋅ Vi Gwen ⋅ Kai'Sa ⋅ Varus | Taliyah ⋅ Vi Gwen ⋅ Kai'Sa ⋅ Varus | Taliyah ⋅ Vi Gwen ⋅ Kai'Sa ⋅ Varus | Cấm                           | Cấm    | Jax ⋅ Pantheon Gragas ⋅ Kalista ⋅ Lucian         | Jax ⋅ Pantheon Gragas ⋅ Kalista ⋅ Lucian         | Jax ⋅ Pantheon Gragas ⋅ Kalista ⋅ Lucian         | Jax ⋅ Pantheon Gragas ⋅ Kalista ⋅ Lucian         | Jax ⋅ Pantheon Gragas ⋅ Kalista ⋅ Lucian         | Jax ⋅ Pantheon Gragas ⋅ Kalista ⋅ Lucian         | Jax ⋅ Pantheon Gragas ⋅ Kalista ⋅ Lucian         |
| Shen ⋅ Skarner Ryze ⋅ Jhin ⋅ Bard  | Shen ⋅ Skarner Ryze ⋅ Jhin ⋅ Bard  | Shen ⋅ Skarner Ryze ⋅ Jhin ⋅ Bard  | Shen ⋅ Skarner Ryze ⋅ Jhin ⋅ Bard  | Shen ⋅ Skarner Ryze ⋅ Jhin ⋅ Bard  | Shen ⋅ Skarner Ryze ⋅ Jhin ⋅ Bard  | Shen ⋅ Skarner Ryze ⋅ Jhin ⋅ Bard  | Chọn                          | Chọn   | Ambessa ⋅ Lee Sin Twisted Fate ⋅ Caitlyn ⋅ Karma | Ambessa ⋅ Lee Sin Twisted Fate ⋅ Caitlyn ⋅ Karma | Ambessa ⋅ Lee Sin Twisted Fate ⋅ Caitlyn ⋅ Karma | Ambessa ⋅ Lee Sin Twisted Fate ⋅ Caitlyn ⋅ Karma | Ambessa ⋅ Lee Sin Twisted Fate ⋅ Caitlyn ⋅ Karma | Ambessa ⋅ Lee Sin Twisted Fate ⋅ Caitlyn ⋅ Karma | Ambessa ⋅ Lee Sin Twisted Fate ⋅ Caitlyn ⋅ Karma |
|                                    |                                    |                                    |                                    |                                    |                                    |                                    |                               |        |                                                  |                                                  |                                                  |                                                  |                                                  |                                                  |                                                  |

| 9/22/14                                   | 9/22/14                                   | 9/22/14                                   | 9/22/14                                   | 9/22/14                                   | 9/22/14                                   | 9/22/14                                   | Trận 3                        | Trận 3 | 22/9/42                                   | 22/9/42                                   | 22/9/42                                   | 22/9/42                                   | 22/9/42                                   | 22/9/42                                   | 22/9/42                                   |
| Rồng: 1 ⋅ Trụ: 2 ⋅ Vàng: 48,2k            | Rồng: 1 ⋅ Trụ: 2 ⋅ Vàng: 48,2k            | Rồng: 1 ⋅ Trụ: 2 ⋅ Vàng: 48,2k            | Rồng: 1 ⋅ Trụ: 2 ⋅ Vàng: 48,2k            | Rồng: 1 ⋅ Trụ: 2 ⋅ Vàng: 48,2k            | Rồng: 1 ⋅ Trụ: 2 ⋅ Vàng: 48,2k            | Rồng: 1 ⋅ Trụ: 2 ⋅ Vàng: 48,2k            | Sự kiện thể thao đang diễn ra | 27:49  | Rồng: 3 ⋅ Trụ: 8 ⋅ Vàng: 59,3k            | Rồng: 3 ⋅ Trụ: 8 ⋅ Vàng: 59,3k            | Rồng: 3 ⋅ Trụ: 8 ⋅ Vàng: 59,3k            | Rồng: 3 ⋅ Trụ: 8 ⋅ Vàng: 59,3k            | Rồng: 3 ⋅ Trụ: 8 ⋅ Vàng: 59,3k            | Rồng: 3 ⋅ Trụ: 8 ⋅ Vàng: 59,3k            | Rồng: 3 ⋅ Trụ: 8 ⋅ Vàng: 59,3k            |
| Gwen ⋅ Vi Maokai ⋅ Varus ⋅ Kalista        | Gwen ⋅ Vi Maokai ⋅ Varus ⋅ Kalista        | Gwen ⋅ Vi Maokai ⋅ Varus ⋅ Kalista        | Gwen ⋅ Vi Maokai ⋅ Varus ⋅ Kalista        | Gwen ⋅ Vi Maokai ⋅ Varus ⋅ Kalista        | Gwen ⋅ Vi Maokai ⋅ Varus ⋅ Kalista        | Gwen ⋅ Vi Maokai ⋅ Varus ⋅ Kalista        | Cấm                           | Cấm    | Jayce ⋅ Pantheon K'Sante ⋅ Lucian ⋅ Neeko | Jayce ⋅ Pantheon K'Sante ⋅ Lucian ⋅ Neeko | Jayce ⋅ Pantheon K'Sante ⋅ Lucian ⋅ Neeko | Jayce ⋅ Pantheon K'Sante ⋅ Lucian ⋅ Neeko | Jayce ⋅ Pantheon K'Sante ⋅ Lucian ⋅ Neeko | Jayce ⋅ Pantheon K'Sante ⋅ Lucian ⋅ Neeko | Jayce ⋅ Pantheon K'Sante ⋅ Lucian ⋅ Neeko |
| Yorick ⋅ Nocturne Aurora ⋅ Kai'Sa ⋅ Rakan | Yorick ⋅ Nocturne Aurora ⋅ Kai'Sa ⋅ Rakan | Yorick ⋅ Nocturne Aurora ⋅ Kai'Sa ⋅ Rakan | Yorick ⋅ Nocturne Aurora ⋅ Kai'Sa ⋅ Rakan | Yorick ⋅ Nocturne Aurora ⋅ Kai'Sa ⋅ Rakan | Yorick ⋅ Nocturne Aurora ⋅ Kai'Sa ⋅ Rakan | Yorick ⋅ Nocturne Aurora ⋅ Kai'Sa ⋅ Rakan | Chọn                          | Chọn   | Irelia ⋅ Poppy Taliyah ⋅ Xayah ⋅ Rell     | Irelia ⋅ Poppy Taliyah ⋅ Xayah ⋅ Rell     | Irelia ⋅ Poppy Taliyah ⋅ Xayah ⋅ Rell     | Irelia ⋅ Poppy Taliyah ⋅ Xayah ⋅ Rell     | Irelia ⋅ Poppy Taliyah ⋅ Xayah ⋅ Rell     | Irelia ⋅ Poppy Taliyah ⋅ Xayah ⋅ Rell     | Irelia ⋅ Poppy Taliyah ⋅ Xayah ⋅ Rell     |
|                                           |                                           |                                           |                                           |                                           |                                           |                                           |                               |        |                                           |                                           |                                           |                                           |                                           |                                           |                                           |

| 14/6/34                                       | 14/6/34                                       | 14/6/34                                       | 14/6/34                                       | 14/6/34                                       | 14/6/34                                       | 14/6/34                                       | Trận 4                        | Trận 4 | 6/14/11                                             | 6/14/11                                             | 6/14/11                                             | 6/14/11                                             | 6/14/11                                             | 6/14/11                                             | 6/14/11                                             |
| Rồng: 4 ⋅ Trụ: 9 ⋅ Vàng: 62,3k                | Rồng: 4 ⋅ Trụ: 9 ⋅ Vàng: 62,3k                | Rồng: 4 ⋅ Trụ: 9 ⋅ Vàng: 62,3k                | Rồng: 4 ⋅ Trụ: 9 ⋅ Vàng: 62,3k                | Rồng: 4 ⋅ Trụ: 9 ⋅ Vàng: 62,3k                | Rồng: 4 ⋅ Trụ: 9 ⋅ Vàng: 62,3k                | Rồng: 4 ⋅ Trụ: 9 ⋅ Vàng: 62,3k                | Sự kiện thể thao đang diễn ra | 31:58  | Rồng: 1 ⋅ Trụ: 1 ⋅ Vàng: 52,1k                      | Rồng: 1 ⋅ Trụ: 1 ⋅ Vàng: 52,1k                      | Rồng: 1 ⋅ Trụ: 1 ⋅ Vàng: 52,1k                      | Rồng: 1 ⋅ Trụ: 1 ⋅ Vàng: 52,1k                      | Rồng: 1 ⋅ Trụ: 1 ⋅ Vàng: 52,1k                      | Rồng: 1 ⋅ Trụ: 1 ⋅ Vàng: 52,1k                      | Rồng: 1 ⋅ Trụ: 1 ⋅ Vàng: 52,1k                      |
| Maokai ⋅ Gwen Varus ⋅ Ahri ⋅ Orianna          | Maokai ⋅ Gwen Varus ⋅ Ahri ⋅ Orianna          | Maokai ⋅ Gwen Varus ⋅ Ahri ⋅ Orianna          | Maokai ⋅ Gwen Varus ⋅ Ahri ⋅ Orianna          | Maokai ⋅ Gwen Varus ⋅ Ahri ⋅ Orianna          | Maokai ⋅ Gwen Varus ⋅ Ahri ⋅ Orianna          | Maokai ⋅ Gwen Varus ⋅ Ahri ⋅ Orianna          | Cấm                           | Cấm    | Gragas ⋅ Jax Ornn ⋅ Lucian ⋅ Senna                  | Gragas ⋅ Jax Ornn ⋅ Lucian ⋅ Senna                  | Gragas ⋅ Jax Ornn ⋅ Lucian ⋅ Senna                  | Gragas ⋅ Jax Ornn ⋅ Lucian ⋅ Senna                  | Gragas ⋅ Jax Ornn ⋅ Lucian ⋅ Senna                  | Gragas ⋅ Jax Ornn ⋅ Lucian ⋅ Senna                  | Gragas ⋅ Jax Ornn ⋅ Lucian ⋅ Senna                  |
| K'Sante ⋅ Pantheon Viktor ⋅ Aphelios ⋅ Thresh | K'Sante ⋅ Pantheon Viktor ⋅ Aphelios ⋅ Thresh | K'Sante ⋅ Pantheon Viktor ⋅ Aphelios ⋅ Thresh | K'Sante ⋅ Pantheon Viktor ⋅ Aphelios ⋅ Thresh | K'Sante ⋅ Pantheon Viktor ⋅ Aphelios ⋅ Thresh | K'Sante ⋅ Pantheon Viktor ⋅ Aphelios ⋅ Thresh | K'Sante ⋅ Pantheon Viktor ⋅ Aphelios ⋅ Thresh | Chọn                          | Chọn   | Renekton ⋅ Vi Aurelion Sol ⋅ Kalista ⋅ Renata Glasc | Renekton ⋅ Vi Aurelion Sol ⋅ Kalista ⋅ Renata Glasc | Renekton ⋅ Vi Aurelion Sol ⋅ Kalista ⋅ Renata Glasc | Renekton ⋅ Vi Aurelion Sol ⋅ Kalista ⋅ Renata Glasc | Renekton ⋅ Vi Aurelion Sol ⋅ Kalista ⋅ Renata Glasc | Renekton ⋅ Vi Aurelion Sol ⋅ Kalista ⋅ Renata Glasc | Renekton ⋅ Vi Aurelion Sol ⋅ Kalista ⋅ Renata Glasc |
|                                               |                                               |                                               |                                               |                                               |                                               |                                               |                               |        |                                                     |                                                     |                                                     |                                                     |                                                     |                                                     |                                                     |

| CTBC Flying Oyster | 3 – 1 | Movistar KOI |

| 12/6/25                                   | 12/6/25                                   | 12/6/25                                   | 12/6/25                                   | 12/6/25                                   | 12/6/25                                   | 12/6/25                                   | Trận 1                        | Trận 1 | 6/12/17                                 | 6/12/17                                 | 6/12/17                                 | 6/12/17                                 | 6/12/17                                 | 6/12/17                                 | 6/12/17                                 |
| Rồng: 3 ⋅ Trụ: 10 ⋅ Vàng: 70,5k           | Rồng: 3 ⋅ Trụ: 10 ⋅ Vàng: 70,5k           | Rồng: 3 ⋅ Trụ: 10 ⋅ Vàng: 70,5k           | Rồng: 3 ⋅ Trụ: 10 ⋅ Vàng: 70,5k           | Rồng: 3 ⋅ Trụ: 10 ⋅ Vàng: 70,5k           | Rồng: 3 ⋅ Trụ: 10 ⋅ Vàng: 70,5k           | Rồng: 3 ⋅ Trụ: 10 ⋅ Vàng: 70,5k           | Sự kiện thể thao đang diễn ra | 37:04  | Rồng: 3 ⋅ Trụ: 2 ⋅ Vàng: 61,9k          | Rồng: 3 ⋅ Trụ: 2 ⋅ Vàng: 61,9k          | Rồng: 3 ⋅ Trụ: 2 ⋅ Vàng: 61,9k          | Rồng: 3 ⋅ Trụ: 2 ⋅ Vàng: 61,9k          | Rồng: 3 ⋅ Trụ: 2 ⋅ Vàng: 61,9k          | Rồng: 3 ⋅ Trụ: 2 ⋅ Vàng: 61,9k          | Rồng: 3 ⋅ Trụ: 2 ⋅ Vàng: 61,9k          |
| Maokai ⋅ Varus Vi ⋅ Miss Fortune ⋅ Kai'Sa | Maokai ⋅ Varus Vi ⋅ Miss Fortune ⋅ Kai'Sa | Maokai ⋅ Varus Vi ⋅ Miss Fortune ⋅ Kai'Sa | Maokai ⋅ Varus Vi ⋅ Miss Fortune ⋅ Kai'Sa | Maokai ⋅ Varus Vi ⋅ Miss Fortune ⋅ Kai'Sa | Maokai ⋅ Varus Vi ⋅ Miss Fortune ⋅ Kai'Sa | Maokai ⋅ Varus Vi ⋅ Miss Fortune ⋅ Kai'Sa | Cấm                           | Cấm    | Jax ⋅ Pantheon Taliyah ⋅ Braum ⋅ Rakan  | Jax ⋅ Pantheon Taliyah ⋅ Braum ⋅ Rakan  | Jax ⋅ Pantheon Taliyah ⋅ Braum ⋅ Rakan  | Jax ⋅ Pantheon Taliyah ⋅ Braum ⋅ Rakan  | Jax ⋅ Pantheon Taliyah ⋅ Braum ⋅ Rakan  | Jax ⋅ Pantheon Taliyah ⋅ Braum ⋅ Rakan  | Jax ⋅ Pantheon Taliyah ⋅ Braum ⋅ Rakan  |
| Sion ⋅ Xin Zhao Azir ⋅ Ezreal ⋅ Leona     | Sion ⋅ Xin Zhao Azir ⋅ Ezreal ⋅ Leona     | Sion ⋅ Xin Zhao Azir ⋅ Ezreal ⋅ Leona     | Sion ⋅ Xin Zhao Azir ⋅ Ezreal ⋅ Leona     | Sion ⋅ Xin Zhao Azir ⋅ Ezreal ⋅ Leona     | Sion ⋅ Xin Zhao Azir ⋅ Ezreal ⋅ Leona     | Sion ⋅ Xin Zhao Azir ⋅ Ezreal ⋅ Leona     | Chọn                          | Chọn   | Rumble ⋅ Trundle Yone ⋅ Sivir ⋅ Alistar | Rumble ⋅ Trundle Yone ⋅ Sivir ⋅ Alistar | Rumble ⋅ Trundle Yone ⋅ Sivir ⋅ Alistar | Rumble ⋅ Trundle Yone ⋅ Sivir ⋅ Alistar | Rumble ⋅ Trundle Yone ⋅ Sivir ⋅ Alistar | Rumble ⋅ Trundle Yone ⋅ Sivir ⋅ Alistar | Rumble ⋅ Trundle Yone ⋅ Sivir ⋅ Alistar |
|                                           |                                           |                                           |                                           |                                           |                                           |                                           |                               |        |                                         |                                         |                                         |                                         |                                         |                                         |                                         |

| 21/7/59                            | 21/7/59                            | 21/7/59                            | 21/7/59                            | 21/7/59                            | 21/7/59                            | 21/7/59                            | Trận 2                        | Trận 2 | 7/21/13                                          | 7/21/13                                          | 7/21/13                                          | 7/21/13                                          | 7/21/13                                          | 7/21/13                                          | 7/21/13                                          |
| Rồng: 4 ⋅ Trụ: 10 ⋅ Vàng: 69,2k    | Rồng: 4 ⋅ Trụ: 10 ⋅ Vàng: 69,2k    | Rồng: 4 ⋅ Trụ: 10 ⋅ Vàng: 69,2k    | Rồng: 4 ⋅ Trụ: 10 ⋅ Vàng: 69,2k    | Rồng: 4 ⋅ Trụ: 10 ⋅ Vàng: 69,2k    | Rồng: 4 ⋅ Trụ: 10 ⋅ Vàng: 69,2k    | Rồng: 4 ⋅ Trụ: 10 ⋅ Vàng: 69,2k    | Sự kiện thể thao đang diễn ra | 33:29  | Rồng: 1 ⋅ Trụ: 2 ⋅ Vàng: 57,6k                   | Rồng: 1 ⋅ Trụ: 2 ⋅ Vàng: 57,6k                   | Rồng: 1 ⋅ Trụ: 2 ⋅ Vàng: 57,6k                   | Rồng: 1 ⋅ Trụ: 2 ⋅ Vàng: 57,6k                   | Rồng: 1 ⋅ Trụ: 2 ⋅ Vàng: 57,6k                   | Rồng: 1 ⋅ Trụ: 2 ⋅ Vàng: 57,6k                   | Rồng: 1 ⋅ Trụ: 2 ⋅ Vàng: 57,6k                   |
| Taliyah ⋅ Vi Gwen ⋅ Kai'Sa ⋅ Varus | Taliyah ⋅ Vi Gwen ⋅ Kai'Sa ⋅ Varus | Taliyah ⋅ Vi Gwen ⋅ Kai'Sa ⋅ Varus | Taliyah ⋅ Vi Gwen ⋅ Kai'Sa ⋅ Varus | Taliyah ⋅ Vi Gwen ⋅ Kai'Sa ⋅ Varus | Taliyah ⋅ Vi Gwen ⋅ Kai'Sa ⋅ Varus | Taliyah ⋅ Vi Gwen ⋅ Kai'Sa ⋅ Varus | Cấm                           | Cấm    | Jax ⋅ Pantheon Gragas ⋅ Kalista ⋅ Lucian         | Jax ⋅ Pantheon Gragas ⋅ Kalista ⋅ Lucian         | Jax ⋅ Pantheon Gragas ⋅ Kalista ⋅ Lucian         | Jax ⋅ Pantheon Gragas ⋅ Kalista ⋅ Lucian         | Jax ⋅ Pantheon Gragas ⋅ Kalista ⋅ Lucian         | Jax ⋅ Pantheon Gragas ⋅ Kalista ⋅ Lucian         | Jax ⋅ Pantheon Gragas ⋅ Kalista ⋅ Lucian         |
| Shen ⋅ Skarner Ryze ⋅ Jhin ⋅ Bard  | Shen ⋅ Skarner Ryze ⋅ Jhin ⋅ Bard  | Shen ⋅ Skarner Ryze ⋅ Jhin ⋅ Bard  | Shen ⋅ Skarner Ryze ⋅ Jhin ⋅ Bard  | Shen ⋅ Skarner Ryze ⋅ Jhin ⋅ Bard  | Shen ⋅ Skarner Ryze ⋅ Jhin ⋅ Bard  | Shen ⋅ Skarner Ryze ⋅ Jhin ⋅ Bard  | Chọn                          | Chọn   | Ambessa ⋅ Lee Sin Twisted Fate ⋅ Caitlyn ⋅ Karma | Ambessa ⋅ Lee Sin Twisted Fate ⋅ Caitlyn ⋅ Karma | Ambessa ⋅ Lee Sin Twisted Fate ⋅ Caitlyn ⋅ Karma | Ambessa ⋅ Lee Sin Twisted Fate ⋅ Caitlyn ⋅ Karma | Ambessa ⋅ Lee Sin Twisted Fate ⋅ Caitlyn ⋅ Karma | Ambessa ⋅ Lee Sin Twisted Fate ⋅ Caitlyn ⋅ Karma | Ambessa ⋅ Lee Sin Twisted Fate ⋅ Caitlyn ⋅ Karma |
|                                    |                                    |                                    |                                    |                                    |                                    |                                    |                               |        |                                                  |                                                  |                                                  |                                                  |                                                  |                                                  |                                                  |

| 9/22/14                                   | 9/22/14                                   | 9/22/14                                   | 9/22/14                                   | 9/22/14                                   | 9/22/14                                   | 9/22/14                                   | Trận 3                        | Trận 3 | 22/9/42                                   | 22/9/42                                   | 22/9/42                                   | 22/9/42                                   | 22/9/42                                   | 22/9/42                                   | 22/9/42                                   |
| Rồng: 1 ⋅ Trụ: 2 ⋅ Vàng: 48,2k            | Rồng: 1 ⋅ Trụ: 2 ⋅ Vàng: 48,2k            | Rồng: 1 ⋅ Trụ: 2 ⋅ Vàng: 48,2k            | Rồng: 1 ⋅ Trụ: 2 ⋅ Vàng: 48,2k            | Rồng: 1 ⋅ Trụ: 2 ⋅ Vàng: 48,2k            | Rồng: 1 ⋅ Trụ: 2 ⋅ Vàng: 48,2k            | Rồng: 1 ⋅ Trụ: 2 ⋅ Vàng: 48,2k            | Sự kiện thể thao đang diễn ra | 27:49  | Rồng: 3 ⋅ Trụ: 8 ⋅ Vàng: 59,3k            | Rồng: 3 ⋅ Trụ: 8 ⋅ Vàng: 59,3k            | Rồng: 3 ⋅ Trụ: 8 ⋅ Vàng: 59,3k            | Rồng: 3 ⋅ Trụ: 8 ⋅ Vàng: 59,3k            | Rồng: 3 ⋅ Trụ: 8 ⋅ Vàng: 59,3k            | Rồng: 3 ⋅ Trụ: 8 ⋅ Vàng: 59,3k            | Rồng: 3 ⋅ Trụ: 8 ⋅ Vàng: 59,3k            |
| Gwen ⋅ Vi Maokai ⋅ Varus ⋅ Kalista        | Gwen ⋅ Vi Maokai ⋅ Varus ⋅ Kalista        | Gwen ⋅ Vi Maokai ⋅ Varus ⋅ Kalista        | Gwen ⋅ Vi Maokai ⋅ Varus ⋅ Kalista        | Gwen ⋅ Vi Maokai ⋅ Varus ⋅ Kalista        | Gwen ⋅ Vi Maokai ⋅ Varus ⋅ Kalista        | Gwen ⋅ Vi Maokai ⋅ Varus ⋅ Kalista        | Cấm                           | Cấm    | Jayce ⋅ Pantheon K'Sante ⋅ Lucian ⋅ Neeko | Jayce ⋅ Pantheon K'Sante ⋅ Lucian ⋅ Neeko | Jayce ⋅ Pantheon K'Sante ⋅ Lucian ⋅ Neeko | Jayce ⋅ Pantheon K'Sante ⋅ Lucian ⋅ Neeko | Jayce ⋅ Pantheon K'Sante ⋅ Lucian ⋅ Neeko | Jayce ⋅ Pantheon K'Sante ⋅ Lucian ⋅ Neeko | Jayce ⋅ Pantheon K'Sante ⋅ Lucian ⋅ Neeko |
| Yorick ⋅ Nocturne Aurora ⋅ Kai'Sa ⋅ Rakan | Yorick ⋅ Nocturne Aurora ⋅ Kai'Sa ⋅ Rakan | Yorick ⋅ Nocturne Aurora ⋅ Kai'Sa ⋅ Rakan | Yorick ⋅ Nocturne Aurora ⋅ Kai'Sa ⋅ Rakan | Yorick ⋅ Nocturne Aurora ⋅ Kai'Sa ⋅ Rakan | Yorick ⋅ Nocturne Aurora ⋅ Kai'Sa ⋅ Rakan | Yorick ⋅ Nocturne Aurora ⋅ Kai'Sa ⋅ Rakan | Chọn                          | Chọn   | Irelia ⋅ Poppy Taliyah ⋅ Xayah ⋅ Rell     | Irelia ⋅ Poppy Taliyah ⋅ Xayah ⋅ Rell     | Irelia ⋅ Poppy Taliyah ⋅ Xayah ⋅ Rell     | Irelia ⋅ Poppy Taliyah ⋅ Xayah ⋅ Rell     | Irelia ⋅ Poppy Taliyah ⋅ Xayah ⋅ Rell     | Irelia ⋅ Poppy Taliyah ⋅ Xayah ⋅ Rell     | Irelia ⋅ Poppy Taliyah ⋅ Xayah ⋅ Rell     |
|                                           |                                           |                                           |                                           |                                           |                                           |                                           |                               |        |                                           |                                           |                                           |                                           |                                           |                                           |                                           |

| 14/6/34                                       | 14/6/34                                       | 14/6/34                                       | 14/6/34                                       | 14/6/34                                       | 14/6/34                                       | 14/6/34                                       | Trận 4                        | Trận 4 | 6/14/11                                             | 6/14/11                                             | 6/14/11                                             | 6/14/11                                             | 6/14/11                                             | 6/14/11                                             | 6/14/11                                             |
| Rồng: 4 ⋅ Trụ: 9 ⋅ Vàng: 62,3k                | Rồng: 4 ⋅ Trụ: 9 ⋅ Vàng: 62,3k                | Rồng: 4 ⋅ Trụ: 9 ⋅ Vàng: 62,3k                | Rồng: 4 ⋅ Trụ: 9 ⋅ Vàng: 62,3k                | Rồng: 4 ⋅ Trụ: 9 ⋅ Vàng: 62,3k                | Rồng: 4 ⋅ Trụ: 9 ⋅ Vàng: 62,3k                | Rồng: 4 ⋅ Trụ: 9 ⋅ Vàng: 62,3k                | Sự kiện thể thao đang diễn ra | 31:58  | Rồng: 1 ⋅ Trụ: 1 ⋅ Vàng: 52,1k                      | Rồng: 1 ⋅ Trụ: 1 ⋅ Vàng: 52,1k                      | Rồng: 1 ⋅ Trụ: 1 ⋅ Vàng: 52,1k                      | Rồng: 1 ⋅ Trụ: 1 ⋅ Vàng: 52,1k                      | Rồng: 1 ⋅ Trụ: 1 ⋅ Vàng: 52,1k                      | Rồng: 1 ⋅ Trụ: 1 ⋅ Vàng: 52,1k                      | Rồng: 1 ⋅ Trụ: 1 ⋅ Vàng: 52,1k                      |
| Maokai ⋅ Gwen Varus ⋅ Ahri ⋅ Orianna          | Maokai ⋅ Gwen Varus ⋅ Ahri ⋅ Orianna          | Maokai ⋅ Gwen Varus ⋅ Ahri ⋅ Orianna          | Maokai ⋅ Gwen Varus ⋅ Ahri ⋅ Orianna          | Maokai ⋅ Gwen Varus ⋅ Ahri ⋅ Orianna          | Maokai ⋅ Gwen Varus ⋅ Ahri ⋅ Orianna          | Maokai ⋅ Gwen Varus ⋅ Ahri ⋅ Orianna          | Cấm                           | Cấm    | Gragas ⋅ Jax Ornn ⋅ Lucian ⋅ Senna                  | Gragas ⋅ Jax Ornn ⋅ Lucian ⋅ Senna                  | Gragas ⋅ Jax Ornn ⋅ Lucian ⋅ Senna                  | Gragas ⋅ Jax Ornn ⋅ Lucian ⋅ Senna                  | Gragas ⋅ Jax Ornn ⋅ Lucian ⋅ Senna                  | Gragas ⋅ Jax Ornn ⋅ Lucian ⋅ Senna                  | Gragas ⋅ Jax Ornn ⋅ Lucian ⋅ Senna                  |
| K'Sante ⋅ Pantheon Viktor ⋅ Aphelios ⋅ Thresh | K'Sante ⋅ Pantheon Viktor ⋅ Aphelios ⋅ Thresh | K'Sante ⋅ Pantheon Viktor ⋅ Aphelios ⋅ Thresh | K'Sante ⋅ Pantheon Viktor ⋅ Aphelios ⋅ Thresh | K'Sante ⋅ Pantheon Viktor ⋅ Aphelios ⋅ Thresh | K'Sante ⋅ Pantheon Viktor ⋅ Aphelios ⋅ Thresh | K'Sante ⋅ Pantheon Viktor ⋅ Aphelios ⋅ Thresh | Chọn                          | Chọn   | Renekton ⋅ Vi Aurelion Sol ⋅ Kalista ⋅ Renata Glasc | Renekton ⋅ Vi Aurelion Sol ⋅ Kalista ⋅ Renata Glasc | Renekton ⋅ Vi Aurelion Sol ⋅ Kalista ⋅ Renata Glasc | Renekton ⋅ Vi Aurelion Sol ⋅ Kalista ⋅ Renata Glasc | Renekton ⋅ Vi Aurelion Sol ⋅ Kalista ⋅ Renata Glasc | Renekton ⋅ Vi Aurelion Sol ⋅ Kalista ⋅ Renata Glasc | Renekton ⋅ Vi Aurelion Sol ⋅ Kalista ⋅ Renata Glasc |
|                                               |                                               |                                               |                                               |                                               |                                               |                                               |                               |        |                                                     |                                                     |                                                     |                                                     |                                                     |                                                     |                                                     |

#### Bán kết nhánh thắng
| Gen.G | 3 – 2 | Anyone's Legend |

| 6/22/16                                 | 6/22/16                                 | 6/22/16                                 | 6/22/16                                 | 6/22/16                                 | 6/22/16                                 | 6/22/16                                 | Trận 1                        | Trận 1 | 22/6/58                                     | 22/6/58                                     | 22/6/58                                     | 22/6/58                                     | 22/6/58                                     | 22/6/58                                     | 22/6/58                                     |
| Rồng: 1 ⋅ Trụ: 1 ⋅ Vàng: 42,6k          | Rồng: 1 ⋅ Trụ: 1 ⋅ Vàng: 42,6k          | Rồng: 1 ⋅ Trụ: 1 ⋅ Vàng: 42,6k          | Rồng: 1 ⋅ Trụ: 1 ⋅ Vàng: 42,6k          | Rồng: 1 ⋅ Trụ: 1 ⋅ Vàng: 42,6k          | Rồng: 1 ⋅ Trụ: 1 ⋅ Vàng: 42,6k          | Rồng: 1 ⋅ Trụ: 1 ⋅ Vàng: 42,6k          | Sự kiện thể thao đang diễn ra | 27:09  | Rồng: 2 ⋅ Trụ: 7 ⋅ Vàng: 54k                | Rồng: 2 ⋅ Trụ: 7 ⋅ Vàng: 54k                | Rồng: 2 ⋅ Trụ: 7 ⋅ Vàng: 54k                | Rồng: 2 ⋅ Trụ: 7 ⋅ Vàng: 54k                | Rồng: 2 ⋅ Trụ: 7 ⋅ Vàng: 54k                | Rồng: 2 ⋅ Trụ: 7 ⋅ Vàng: 54k                | Rồng: 2 ⋅ Trụ: 7 ⋅ Vàng: 54k                |
| Vi ⋅ Taliyah Poppy ⋅ Sylas ⋅ Corki      | Vi ⋅ Taliyah Poppy ⋅ Sylas ⋅ Corki      | Vi ⋅ Taliyah Poppy ⋅ Sylas ⋅ Corki      | Vi ⋅ Taliyah Poppy ⋅ Sylas ⋅ Corki      | Vi ⋅ Taliyah Poppy ⋅ Sylas ⋅ Corki      | Vi ⋅ Taliyah Poppy ⋅ Sylas ⋅ Corki      | Vi ⋅ Taliyah Poppy ⋅ Sylas ⋅ Corki      | Cấm                           | Cấm    | Varus ⋅ Twisted Fate Azir ⋅ Lucian ⋅ Ezreal | Varus ⋅ Twisted Fate Azir ⋅ Lucian ⋅ Ezreal | Varus ⋅ Twisted Fate Azir ⋅ Lucian ⋅ Ezreal | Varus ⋅ Twisted Fate Azir ⋅ Lucian ⋅ Ezreal | Varus ⋅ Twisted Fate Azir ⋅ Lucian ⋅ Ezreal | Varus ⋅ Twisted Fate Azir ⋅ Lucian ⋅ Ezreal | Varus ⋅ Twisted Fate Azir ⋅ Lucian ⋅ Ezreal |
| Ornn ⋅ Xin Zhao Aurora ⋅ Jhin ⋅ Alistar | Ornn ⋅ Xin Zhao Aurora ⋅ Jhin ⋅ Alistar | Ornn ⋅ Xin Zhao Aurora ⋅ Jhin ⋅ Alistar | Ornn ⋅ Xin Zhao Aurora ⋅ Jhin ⋅ Alistar | Ornn ⋅ Xin Zhao Aurora ⋅ Jhin ⋅ Alistar | Ornn ⋅ Xin Zhao Aurora ⋅ Jhin ⋅ Alistar | Ornn ⋅ Xin Zhao Aurora ⋅ Jhin ⋅ Alistar | Chọn                          | Chọn   | Rumble ⋅ Pantheon Annie ⋅ Kai'Sa ⋅ Rell     | Rumble ⋅ Pantheon Annie ⋅ Kai'Sa ⋅ Rell     | Rumble ⋅ Pantheon Annie ⋅ Kai'Sa ⋅ Rell     | Rumble ⋅ Pantheon Annie ⋅ Kai'Sa ⋅ Rell     | Rumble ⋅ Pantheon Annie ⋅ Kai'Sa ⋅ Rell     | Rumble ⋅ Pantheon Annie ⋅ Kai'Sa ⋅ Rell     | Rumble ⋅ Pantheon Annie ⋅ Kai'Sa ⋅ Rell     |
|                                         |                                         |                                         |                                         |                                         |                                         |                                         |                               |        |                                             |                                             |                                             |                                             |                                             |                                             |                                             |

| 17/6/56                                   | 17/6/56                                   | 17/6/56                                   | 17/6/56                                   | 17/6/56                                   | 17/6/56                                   | 17/6/56                                   | Trận 2                        | Trận 2 | 6/17/15                                        | 6/17/15                                        | 6/17/15                                        | 6/17/15                                        | 6/17/15                                        | 6/17/15                                        | 6/17/15                                        |
| Rồng: 4 ⋅ Trụ: 9 ⋅ Vàng: 58,6k            | Rồng: 4 ⋅ Trụ: 9 ⋅ Vàng: 58,6k            | Rồng: 4 ⋅ Trụ: 9 ⋅ Vàng: 58,6k            | Rồng: 4 ⋅ Trụ: 9 ⋅ Vàng: 58,6k            | Rồng: 4 ⋅ Trụ: 9 ⋅ Vàng: 58,6k            | Rồng: 4 ⋅ Trụ: 9 ⋅ Vàng: 58,6k            | Rồng: 4 ⋅ Trụ: 9 ⋅ Vàng: 58,6k            | Sự kiện thể thao đang diễn ra | 28:56  | Rồng: 0 ⋅ Trụ: 2 ⋅ Vàng: 50,3k                 | Rồng: 0 ⋅ Trụ: 2 ⋅ Vàng: 50,3k                 | Rồng: 0 ⋅ Trụ: 2 ⋅ Vàng: 50,3k                 | Rồng: 0 ⋅ Trụ: 2 ⋅ Vàng: 50,3k                 | Rồng: 0 ⋅ Trụ: 2 ⋅ Vàng: 50,3k                 | Rồng: 0 ⋅ Trụ: 2 ⋅ Vàng: 50,3k                 | Rồng: 0 ⋅ Trụ: 2 ⋅ Vàng: 50,3k                 |
| Ryze ⋅ Trundle Vi ⋅ Lucian ⋅ Renata Glasc | Ryze ⋅ Trundle Vi ⋅ Lucian ⋅ Renata Glasc | Ryze ⋅ Trundle Vi ⋅ Lucian ⋅ Renata Glasc | Ryze ⋅ Trundle Vi ⋅ Lucian ⋅ Renata Glasc | Ryze ⋅ Trundle Vi ⋅ Lucian ⋅ Renata Glasc | Ryze ⋅ Trundle Vi ⋅ Lucian ⋅ Renata Glasc | Ryze ⋅ Trundle Vi ⋅ Lucian ⋅ Renata Glasc | Cấm                           | Cấm    | Taliyah ⋅ Skarner Varus ⋅ Miss Fortune ⋅ Rakan | Taliyah ⋅ Skarner Varus ⋅ Miss Fortune ⋅ Rakan | Taliyah ⋅ Skarner Varus ⋅ Miss Fortune ⋅ Rakan | Taliyah ⋅ Skarner Varus ⋅ Miss Fortune ⋅ Rakan | Taliyah ⋅ Skarner Varus ⋅ Miss Fortune ⋅ Rakan | Taliyah ⋅ Skarner Varus ⋅ Miss Fortune ⋅ Rakan | Taliyah ⋅ Skarner Varus ⋅ Miss Fortune ⋅ Rakan |
| Gwen ⋅ Nocturne Azir ⋅ Senna ⋅ Nautilus   | Gwen ⋅ Nocturne Azir ⋅ Senna ⋅ Nautilus   | Gwen ⋅ Nocturne Azir ⋅ Senna ⋅ Nautilus   | Gwen ⋅ Nocturne Azir ⋅ Senna ⋅ Nautilus   | Gwen ⋅ Nocturne Azir ⋅ Senna ⋅ Nautilus   | Gwen ⋅ Nocturne Azir ⋅ Senna ⋅ Nautilus   | Gwen ⋅ Nocturne Azir ⋅ Senna ⋅ Nautilus   | Chọn                          | Chọn   | Jax ⋅ Poppy Twisted Fate ⋅ Ezreal ⋅ Braum      | Jax ⋅ Poppy Twisted Fate ⋅ Ezreal ⋅ Braum      | Jax ⋅ Poppy Twisted Fate ⋅ Ezreal ⋅ Braum      | Jax ⋅ Poppy Twisted Fate ⋅ Ezreal ⋅ Braum      | Jax ⋅ Poppy Twisted Fate ⋅ Ezreal ⋅ Braum      | Jax ⋅ Poppy Twisted Fate ⋅ Ezreal ⋅ Braum      | Jax ⋅ Poppy Twisted Fate ⋅ Ezreal ⋅ Braum      |
|                                           |                                           |                                           |                                           |                                           |                                           |                                           |                               |        |                                                |                                                |                                                |                                                |                                                |                                                |                                                |

| 17/10/50                                    | 17/10/50                                    | 17/10/50                                    | 17/10/50                                    | 17/10/50                                    | 17/10/50                                    | 17/10/50                                    | Trận 3                        | Trận 3 | 10/17/22                                   | 10/17/22                                   | 10/17/22                                   | 10/17/22                                   | 10/17/22                                   | 10/17/22                                   | 10/17/22                                   |
| Rồng: 3 ⋅ Trụ: 8 ⋅ Vàng: 66,7k              | Rồng: 3 ⋅ Trụ: 8 ⋅ Vàng: 66,7k              | Rồng: 3 ⋅ Trụ: 8 ⋅ Vàng: 66,7k              | Rồng: 3 ⋅ Trụ: 8 ⋅ Vàng: 66,7k              | Rồng: 3 ⋅ Trụ: 8 ⋅ Vàng: 66,7k              | Rồng: 3 ⋅ Trụ: 8 ⋅ Vàng: 66,7k              | Rồng: 3 ⋅ Trụ: 8 ⋅ Vàng: 66,7k              | Sự kiện thể thao đang diễn ra | 34:04  | Rồng: 2 ⋅ Trụ: 1 ⋅ Vàng: 58,1k             | Rồng: 2 ⋅ Trụ: 1 ⋅ Vàng: 58,1k             | Rồng: 2 ⋅ Trụ: 1 ⋅ Vàng: 58,1k             | Rồng: 2 ⋅ Trụ: 1 ⋅ Vàng: 58,1k             | Rồng: 2 ⋅ Trụ: 1 ⋅ Vàng: 58,1k             | Rồng: 2 ⋅ Trụ: 1 ⋅ Vàng: 58,1k             | Rồng: 2 ⋅ Trụ: 1 ⋅ Vàng: 58,1k             |
| Ryze ⋅ Yorick Maokai ⋅ Neeko ⋅ Renata Glasc | Ryze ⋅ Yorick Maokai ⋅ Neeko ⋅ Renata Glasc | Ryze ⋅ Yorick Maokai ⋅ Neeko ⋅ Renata Glasc | Ryze ⋅ Yorick Maokai ⋅ Neeko ⋅ Renata Glasc | Ryze ⋅ Yorick Maokai ⋅ Neeko ⋅ Renata Glasc | Ryze ⋅ Yorick Maokai ⋅ Neeko ⋅ Renata Glasc | Ryze ⋅ Yorick Maokai ⋅ Neeko ⋅ Renata Glasc | Cấm                           | Cấm    | Galio ⋅ Xayah Miss Fortune ⋅ Lucian ⋅ Zeri | Galio ⋅ Xayah Miss Fortune ⋅ Lucian ⋅ Zeri | Galio ⋅ Xayah Miss Fortune ⋅ Lucian ⋅ Zeri | Galio ⋅ Xayah Miss Fortune ⋅ Lucian ⋅ Zeri | Galio ⋅ Xayah Miss Fortune ⋅ Lucian ⋅ Zeri | Galio ⋅ Xayah Miss Fortune ⋅ Lucian ⋅ Zeri | Galio ⋅ Xayah Miss Fortune ⋅ Lucian ⋅ Zeri |
| Ambessa ⋅ Vi Taliyah ⋅ Ziggs ⋅ Rakan        | Ambessa ⋅ Vi Taliyah ⋅ Ziggs ⋅ Rakan        | Ambessa ⋅ Vi Taliyah ⋅ Ziggs ⋅ Rakan        | Ambessa ⋅ Vi Taliyah ⋅ Ziggs ⋅ Rakan        | Ambessa ⋅ Vi Taliyah ⋅ Ziggs ⋅ Rakan        | Ambessa ⋅ Vi Taliyah ⋅ Ziggs ⋅ Rakan        | Ambessa ⋅ Vi Taliyah ⋅ Ziggs ⋅ Rakan        | Chọn                          | Chọn   | Sion ⋅ Trundle Akali ⋅ Varus ⋅ Bard        | Sion ⋅ Trundle Akali ⋅ Varus ⋅ Bard        | Sion ⋅ Trundle Akali ⋅ Varus ⋅ Bard        | Sion ⋅ Trundle Akali ⋅ Varus ⋅ Bard        | Sion ⋅ Trundle Akali ⋅ Varus ⋅ Bard        | Sion ⋅ Trundle Akali ⋅ Varus ⋅ Bard        | Sion ⋅ Trundle Akali ⋅ Varus ⋅ Bard        |
|                                             |                                             |                                             |                                             |                                             |                                             |                                             |                               |        |                                            |                                            |                                            |                                            |                                            |                                            |                                            |

| 4/15/7                                    | 4/15/7                                    | 4/15/7                                    | 4/15/7                                    | 4/15/7                                    | 4/15/7                                    | 4/15/7                                    | Trận 4                        | Trận 4 | 15/4/47                                          | 15/4/47                                          | 15/4/47                                          | 15/4/47                                          | 15/4/47                                          | 15/4/47                                          | 15/4/47                                          |
| Rồng: 2 ⋅ Trụ: 1 ⋅ Vàng: 48,6k            | Rồng: 2 ⋅ Trụ: 1 ⋅ Vàng: 48,6k            | Rồng: 2 ⋅ Trụ: 1 ⋅ Vàng: 48,6k            | Rồng: 2 ⋅ Trụ: 1 ⋅ Vàng: 48,6k            | Rồng: 2 ⋅ Trụ: 1 ⋅ Vàng: 48,6k            | Rồng: 2 ⋅ Trụ: 1 ⋅ Vàng: 48,6k            | Rồng: 2 ⋅ Trụ: 1 ⋅ Vàng: 48,6k            | Sự kiện thể thao đang diễn ra | 30:58  | Rồng: 2 ⋅ Trụ: 9 ⋅ Vàng: 63k                     | Rồng: 2 ⋅ Trụ: 9 ⋅ Vàng: 63k                     | Rồng: 2 ⋅ Trụ: 9 ⋅ Vàng: 63k                     | Rồng: 2 ⋅ Trụ: 9 ⋅ Vàng: 63k                     | Rồng: 2 ⋅ Trụ: 9 ⋅ Vàng: 63k                     | Rồng: 2 ⋅ Trụ: 9 ⋅ Vàng: 63k                     | Rồng: 2 ⋅ Trụ: 9 ⋅ Vàng: 63k                     |
| Ryze ⋅ Yorick Ngộ Không ⋅ Camille ⋅ Zed   | Ryze ⋅ Yorick Ngộ Không ⋅ Camille ⋅ Zed   | Ryze ⋅ Yorick Ngộ Không ⋅ Camille ⋅ Zed   | Ryze ⋅ Yorick Ngộ Không ⋅ Camille ⋅ Zed   | Ryze ⋅ Yorick Ngộ Không ⋅ Camille ⋅ Zed   | Ryze ⋅ Yorick Ngộ Không ⋅ Camille ⋅ Zed   | Ryze ⋅ Yorick Ngộ Không ⋅ Camille ⋅ Zed   | Cấm                           | Cấm    | Skarner ⋅ Renekton Jayce ⋅ Nidalee ⋅ Lee Sin     | Skarner ⋅ Renekton Jayce ⋅ Nidalee ⋅ Lee Sin     | Skarner ⋅ Renekton Jayce ⋅ Nidalee ⋅ Lee Sin     | Skarner ⋅ Renekton Jayce ⋅ Nidalee ⋅ Lee Sin     | Skarner ⋅ Renekton Jayce ⋅ Nidalee ⋅ Lee Sin     | Skarner ⋅ Renekton Jayce ⋅ Nidalee ⋅ Lee Sin     | Skarner ⋅ Renekton Jayce ⋅ Nidalee ⋅ Lee Sin     |
| K'Sante ⋅ Naafiri Sylas ⋅ Caitlyn ⋅ Karma | K'Sante ⋅ Naafiri Sylas ⋅ Caitlyn ⋅ Karma | K'Sante ⋅ Naafiri Sylas ⋅ Caitlyn ⋅ Karma | K'Sante ⋅ Naafiri Sylas ⋅ Caitlyn ⋅ Karma | K'Sante ⋅ Naafiri Sylas ⋅ Caitlyn ⋅ Karma | K'Sante ⋅ Naafiri Sylas ⋅ Caitlyn ⋅ Karma | K'Sante ⋅ Naafiri Sylas ⋅ Caitlyn ⋅ Karma | Chọn                          | Chọn   | Smolder ⋅ Jarvan IV Galio ⋅ Miss Fortune ⋅ Neeko | Smolder ⋅ Jarvan IV Galio ⋅ Miss Fortune ⋅ Neeko | Smolder ⋅ Jarvan IV Galio ⋅ Miss Fortune ⋅ Neeko | Smolder ⋅ Jarvan IV Galio ⋅ Miss Fortune ⋅ Neeko | Smolder ⋅ Jarvan IV Galio ⋅ Miss Fortune ⋅ Neeko | Smolder ⋅ Jarvan IV Galio ⋅ Miss Fortune ⋅ Neeko | Smolder ⋅ Jarvan IV Galio ⋅ Miss Fortune ⋅ Neeko |
|                                           |                                           |                                           |                                           |                                           |                                           |                                           |                               |        |                                                  |                                                  |                                                  |                                                  |                                                  |                                                  |                                                  |

| 19/6/58                                     | 19/6/58                                     | 19/6/58                                     | 19/6/58                                     | 19/6/58                                     | 19/6/58                                     | 19/6/58                                     | Trận 5                        | Trận 5 | 6/19/17                                     | 6/19/17                                     | 6/19/17                                     | 6/19/17                                     | 6/19/17                                     | 6/19/17                                     | 6/19/17                                     |
| Rồng: 3 ⋅ Trụ: 8 ⋅ Vàng: 58k                | Rồng: 3 ⋅ Trụ: 8 ⋅ Vàng: 58k                | Rồng: 3 ⋅ Trụ: 8 ⋅ Vàng: 58k                | Rồng: 3 ⋅ Trụ: 8 ⋅ Vàng: 58k                | Rồng: 3 ⋅ Trụ: 8 ⋅ Vàng: 58k                | Rồng: 3 ⋅ Trụ: 8 ⋅ Vàng: 58k                | Rồng: 3 ⋅ Trụ: 8 ⋅ Vàng: 58k                | Sự kiện thể thao đang diễn ra | 28:44  | Rồng: 0 ⋅ Trụ: 2 ⋅ Vàng: 47k                | Rồng: 0 ⋅ Trụ: 2 ⋅ Vàng: 47k                | Rồng: 0 ⋅ Trụ: 2 ⋅ Vàng: 47k                | Rồng: 0 ⋅ Trụ: 2 ⋅ Vàng: 47k                | Rồng: 0 ⋅ Trụ: 2 ⋅ Vàng: 47k                | Rồng: 0 ⋅ Trụ: 2 ⋅ Vàng: 47k                | Rồng: 0 ⋅ Trụ: 2 ⋅ Vàng: 47k                |
| Yorick ⋅ Kalista Lucian ⋅ Leona ⋅ Elise     | Yorick ⋅ Kalista Lucian ⋅ Leona ⋅ Elise     | Yorick ⋅ Kalista Lucian ⋅ Leona ⋅ Elise     | Yorick ⋅ Kalista Lucian ⋅ Leona ⋅ Elise     | Yorick ⋅ Kalista Lucian ⋅ Leona ⋅ Elise     | Yorick ⋅ Kalista Lucian ⋅ Leona ⋅ Elise     | Yorick ⋅ Kalista Lucian ⋅ Leona ⋅ Elise     | Cấm                           | Cấm    | Renekton ⋅ Jayce Jinx ⋅ Zeri ⋅ Renata Glasc | Renekton ⋅ Jayce Jinx ⋅ Zeri ⋅ Renata Glasc | Renekton ⋅ Jayce Jinx ⋅ Zeri ⋅ Renata Glasc | Renekton ⋅ Jayce Jinx ⋅ Zeri ⋅ Renata Glasc | Renekton ⋅ Jayce Jinx ⋅ Zeri ⋅ Renata Glasc | Renekton ⋅ Jayce Jinx ⋅ Zeri ⋅ Renata Glasc | Renekton ⋅ Jayce Jinx ⋅ Zeri ⋅ Renata Glasc |
| Camille ⋅ Sejuani Ryze ⋅ Xayah ⋅ Blitzcrank | Camille ⋅ Sejuani Ryze ⋅ Xayah ⋅ Blitzcrank | Camille ⋅ Sejuani Ryze ⋅ Xayah ⋅ Blitzcrank | Camille ⋅ Sejuani Ryze ⋅ Xayah ⋅ Blitzcrank | Camille ⋅ Sejuani Ryze ⋅ Xayah ⋅ Blitzcrank | Camille ⋅ Sejuani Ryze ⋅ Xayah ⋅ Blitzcrank | Camille ⋅ Sejuani Ryze ⋅ Xayah ⋅ Blitzcrank | Chọn                          | Chọn   | Gragas ⋅ Skarner Cassiopeia ⋅ Corki ⋅ Shen  | Gragas ⋅ Skarner Cassiopeia ⋅ Corki ⋅ Shen  | Gragas ⋅ Skarner Cassiopeia ⋅ Corki ⋅ Shen  | Gragas ⋅ Skarner Cassiopeia ⋅ Corki ⋅ Shen  | Gragas ⋅ Skarner Cassiopeia ⋅ Corki ⋅ Shen  | Gragas ⋅ Skarner Cassiopeia ⋅ Corki ⋅ Shen  | Gragas ⋅ Skarner Cassiopeia ⋅ Corki ⋅ Shen  |
|                                             |                                             |                                             |                                             |                                             |                                             |                                             |                               |        |                                             |                                             |                                             |                                             |                                             |                                             |                                             |

| Gen.G | 3 – 2 | Anyone's Legend |

| 6/22/16                                 | 6/22/16                                 | 6/22/16                                 | 6/22/16                                 | 6/22/16                                 | 6/22/16                                 | 6/22/16                                 | Trận 1                        | Trận 1 | 22/6/58                                     | 22/6/58                                     | 22/6/58                                     | 22/6/58                                     | 22/6/58                                     | 22/6/58                                     | 22/6/58                                     |
| Rồng: 1 ⋅ Trụ: 1 ⋅ Vàng: 42,6k          | Rồng: 1 ⋅ Trụ: 1 ⋅ Vàng: 42,6k          | Rồng: 1 ⋅ Trụ: 1 ⋅ Vàng: 42,6k          | Rồng: 1 ⋅ Trụ: 1 ⋅ Vàng: 42,6k          | Rồng: 1 ⋅ Trụ: 1 ⋅ Vàng: 42,6k          | Rồng: 1 ⋅ Trụ: 1 ⋅ Vàng: 42,6k          | Rồng: 1 ⋅ Trụ: 1 ⋅ Vàng: 42,6k          | Sự kiện thể thao đang diễn ra | 27:09  | Rồng: 2 ⋅ Trụ: 7 ⋅ Vàng: 54k                | Rồng: 2 ⋅ Trụ: 7 ⋅ Vàng: 54k                | Rồng: 2 ⋅ Trụ: 7 ⋅ Vàng: 54k                | Rồng: 2 ⋅ Trụ: 7 ⋅ Vàng: 54k                | Rồng: 2 ⋅ Trụ: 7 ⋅ Vàng: 54k                | Rồng: 2 ⋅ Trụ: 7 ⋅ Vàng: 54k                | Rồng: 2 ⋅ Trụ: 7 ⋅ Vàng: 54k                |
| Vi ⋅ Taliyah Poppy ⋅ Sylas ⋅ Corki      | Vi ⋅ Taliyah Poppy ⋅ Sylas ⋅ Corki      | Vi ⋅ Taliyah Poppy ⋅ Sylas ⋅ Corki      | Vi ⋅ Taliyah Poppy ⋅ Sylas ⋅ Corki      | Vi ⋅ Taliyah Poppy ⋅ Sylas ⋅ Corki      | Vi ⋅ Taliyah Poppy ⋅ Sylas ⋅ Corki      | Vi ⋅ Taliyah Poppy ⋅ Sylas ⋅ Corki      | Cấm                           | Cấm    | Varus ⋅ Twisted Fate Azir ⋅ Lucian ⋅ Ezreal | Varus ⋅ Twisted Fate Azir ⋅ Lucian ⋅ Ezreal | Varus ⋅ Twisted Fate Azir ⋅ Lucian ⋅ Ezreal | Varus ⋅ Twisted Fate Azir ⋅ Lucian ⋅ Ezreal | Varus ⋅ Twisted Fate Azir ⋅ Lucian ⋅ Ezreal | Varus ⋅ Twisted Fate Azir ⋅ Lucian ⋅ Ezreal | Varus ⋅ Twisted Fate Azir ⋅ Lucian ⋅ Ezreal |
| Ornn ⋅ Xin Zhao Aurora ⋅ Jhin ⋅ Alistar | Ornn ⋅ Xin Zhao Aurora ⋅ Jhin ⋅ Alistar | Ornn ⋅ Xin Zhao Aurora ⋅ Jhin ⋅ Alistar | Ornn ⋅ Xin Zhao Aurora ⋅ Jhin ⋅ Alistar | Ornn ⋅ Xin Zhao Aurora ⋅ Jhin ⋅ Alistar | Ornn ⋅ Xin Zhao Aurora ⋅ Jhin ⋅ Alistar | Ornn ⋅ Xin Zhao Aurora ⋅ Jhin ⋅ Alistar | Chọn                          | Chọn   | Rumble ⋅ Pantheon Annie ⋅ Kai'Sa ⋅ Rell     | Rumble ⋅ Pantheon Annie ⋅ Kai'Sa ⋅ Rell     | Rumble ⋅ Pantheon Annie ⋅ Kai'Sa ⋅ Rell     | Rumble ⋅ Pantheon Annie ⋅ Kai'Sa ⋅ Rell     | Rumble ⋅ Pantheon Annie ⋅ Kai'Sa ⋅ Rell     | Rumble ⋅ Pantheon Annie ⋅ Kai'Sa ⋅ Rell     | Rumble ⋅ Pantheon Annie ⋅ Kai'Sa ⋅ Rell     |
|                                         |                                         |                                         |                                         |                                         |                                         |                                         |                               |        |                                             |                                             |                                             |                                             |                                             |                                             |                                             |

| 17/6/56                                   | 17/6/56                                   | 17/6/56                                   | 17/6/56                                   | 17/6/56                                   | 17/6/56                                   | 17/6/56                                   | Trận 2                        | Trận 2 | 6/17/15                                        | 6/17/15                                        | 6/17/15                                        | 6/17/15                                        | 6/17/15                                        | 6/17/15                                        | 6/17/15                                        |
| Rồng: 4 ⋅ Trụ: 9 ⋅ Vàng: 58,6k            | Rồng: 4 ⋅ Trụ: 9 ⋅ Vàng: 58,6k            | Rồng: 4 ⋅ Trụ: 9 ⋅ Vàng: 58,6k            | Rồng: 4 ⋅ Trụ: 9 ⋅ Vàng: 58,6k            | Rồng: 4 ⋅ Trụ: 9 ⋅ Vàng: 58,6k            | Rồng: 4 ⋅ Trụ: 9 ⋅ Vàng: 58,6k            | Rồng: 4 ⋅ Trụ: 9 ⋅ Vàng: 58,6k            | Sự kiện thể thao đang diễn ra | 28:56  | Rồng: 0 ⋅ Trụ: 2 ⋅ Vàng: 50,3k                 | Rồng: 0 ⋅ Trụ: 2 ⋅ Vàng: 50,3k                 | Rồng: 0 ⋅ Trụ: 2 ⋅ Vàng: 50,3k                 | Rồng: 0 ⋅ Trụ: 2 ⋅ Vàng: 50,3k                 | Rồng: 0 ⋅ Trụ: 2 ⋅ Vàng: 50,3k                 | Rồng: 0 ⋅ Trụ: 2 ⋅ Vàng: 50,3k                 | Rồng: 0 ⋅ Trụ: 2 ⋅ Vàng: 50,3k                 |
| Ryze ⋅ Trundle Vi ⋅ Lucian ⋅ Renata Glasc | Ryze ⋅ Trundle Vi ⋅ Lucian ⋅ Renata Glasc | Ryze ⋅ Trundle Vi ⋅ Lucian ⋅ Renata Glasc | Ryze ⋅ Trundle Vi ⋅ Lucian ⋅ Renata Glasc | Ryze ⋅ Trundle Vi ⋅ Lucian ⋅ Renata Glasc | Ryze ⋅ Trundle Vi ⋅ Lucian ⋅ Renata Glasc | Ryze ⋅ Trundle Vi ⋅ Lucian ⋅ Renata Glasc | Cấm                           | Cấm    | Taliyah ⋅ Skarner Varus ⋅ Miss Fortune ⋅ Rakan | Taliyah ⋅ Skarner Varus ⋅ Miss Fortune ⋅ Rakan | Taliyah ⋅ Skarner Varus ⋅ Miss Fortune ⋅ Rakan | Taliyah ⋅ Skarner Varus ⋅ Miss Fortune ⋅ Rakan | Taliyah ⋅ Skarner Varus ⋅ Miss Fortune ⋅ Rakan | Taliyah ⋅ Skarner Varus ⋅ Miss Fortune ⋅ Rakan | Taliyah ⋅ Skarner Varus ⋅ Miss Fortune ⋅ Rakan |
| Gwen ⋅ Nocturne Azir ⋅ Senna ⋅ Nautilus   | Gwen ⋅ Nocturne Azir ⋅ Senna ⋅ Nautilus   | Gwen ⋅ Nocturne Azir ⋅ Senna ⋅ Nautilus   | Gwen ⋅ Nocturne Azir ⋅ Senna ⋅ Nautilus   | Gwen ⋅ Nocturne Azir ⋅ Senna ⋅ Nautilus   | Gwen ⋅ Nocturne Azir ⋅ Senna ⋅ Nautilus   | Gwen ⋅ Nocturne Azir ⋅ Senna ⋅ Nautilus   | Chọn                          | Chọn   | Jax ⋅ Poppy Twisted Fate ⋅ Ezreal ⋅ Braum      | Jax ⋅ Poppy Twisted Fate ⋅ Ezreal ⋅ Braum      | Jax ⋅ Poppy Twisted Fate ⋅ Ezreal ⋅ Braum      | Jax ⋅ Poppy Twisted Fate ⋅ Ezreal ⋅ Braum      | Jax ⋅ Poppy Twisted Fate ⋅ Ezreal ⋅ Braum      | Jax ⋅ Poppy Twisted Fate ⋅ Ezreal ⋅ Braum      | Jax ⋅ Poppy Twisted Fate ⋅ Ezreal ⋅ Braum      |
|                                           |                                           |                                           |                                           |                                           |                                           |                                           |                               |        |                                                |                                                |                                                |                                                |                                                |                                                |                                                |

| 17/10/50                                    | 17/10/50                                    | 17/10/50                                    | 17/10/50                                    | 17/10/50                                    | 17/10/50                                    | 17/10/50                                    | Trận 3                        | Trận 3 | 10/17/22                                   | 10/17/22                                   | 10/17/22                                   | 10/17/22                                   | 10/17/22                                   | 10/17/22                                   | 10/17/22                                   |
| Rồng: 3 ⋅ Trụ: 8 ⋅ Vàng: 66,7k              | Rồng: 3 ⋅ Trụ: 8 ⋅ Vàng: 66,7k              | Rồng: 3 ⋅ Trụ: 8 ⋅ Vàng: 66,7k              | Rồng: 3 ⋅ Trụ: 8 ⋅ Vàng: 66,7k              | Rồng: 3 ⋅ Trụ: 8 ⋅ Vàng: 66,7k              | Rồng: 3 ⋅ Trụ: 8 ⋅ Vàng: 66,7k              | Rồng: 3 ⋅ Trụ: 8 ⋅ Vàng: 66,7k              | Sự kiện thể thao đang diễn ra | 34:04  | Rồng: 2 ⋅ Trụ: 1 ⋅ Vàng: 58,1k             | Rồng: 2 ⋅ Trụ: 1 ⋅ Vàng: 58,1k             | Rồng: 2 ⋅ Trụ: 1 ⋅ Vàng: 58,1k             | Rồng: 2 ⋅ Trụ: 1 ⋅ Vàng: 58,1k             | Rồng: 2 ⋅ Trụ: 1 ⋅ Vàng: 58,1k             | Rồng: 2 ⋅ Trụ: 1 ⋅ Vàng: 58,1k             | Rồng: 2 ⋅ Trụ: 1 ⋅ Vàng: 58,1k             |
| Ryze ⋅ Yorick Maokai ⋅ Neeko ⋅ Renata Glasc | Ryze ⋅ Yorick Maokai ⋅ Neeko ⋅ Renata Glasc | Ryze ⋅ Yorick Maokai ⋅ Neeko ⋅ Renata Glasc | Ryze ⋅ Yorick Maokai ⋅ Neeko ⋅ Renata Glasc | Ryze ⋅ Yorick Maokai ⋅ Neeko ⋅ Renata Glasc | Ryze ⋅ Yorick Maokai ⋅ Neeko ⋅ Renata Glasc | Ryze ⋅ Yorick Maokai ⋅ Neeko ⋅ Renata Glasc | Cấm                           | Cấm    | Galio ⋅ Xayah Miss Fortune ⋅ Lucian ⋅ Zeri | Galio ⋅ Xayah Miss Fortune ⋅ Lucian ⋅ Zeri | Galio ⋅ Xayah Miss Fortune ⋅ Lucian ⋅ Zeri | Galio ⋅ Xayah Miss Fortune ⋅ Lucian ⋅ Zeri | Galio ⋅ Xayah Miss Fortune ⋅ Lucian ⋅ Zeri | Galio ⋅ Xayah Miss Fortune ⋅ Lucian ⋅ Zeri | Galio ⋅ Xayah Miss Fortune ⋅ Lucian ⋅ Zeri |
| Ambessa ⋅ Vi Taliyah ⋅ Ziggs ⋅ Rakan        | Ambessa ⋅ Vi Taliyah ⋅ Ziggs ⋅ Rakan        | Ambessa ⋅ Vi Taliyah ⋅ Ziggs ⋅ Rakan        | Ambessa ⋅ Vi Taliyah ⋅ Ziggs ⋅ Rakan        | Ambessa ⋅ Vi Taliyah ⋅ Ziggs ⋅ Rakan        | Ambessa ⋅ Vi Taliyah ⋅ Ziggs ⋅ Rakan        | Ambessa ⋅ Vi Taliyah ⋅ Ziggs ⋅ Rakan        | Chọn                          | Chọn   | Sion ⋅ Trundle Akali ⋅ Varus ⋅ Bard        | Sion ⋅ Trundle Akali ⋅ Varus ⋅ Bard        | Sion ⋅ Trundle Akali ⋅ Varus ⋅ Bard        | Sion ⋅ Trundle Akali ⋅ Varus ⋅ Bard        | Sion ⋅ Trundle Akali ⋅ Varus ⋅ Bard        | Sion ⋅ Trundle Akali ⋅ Varus ⋅ Bard        | Sion ⋅ Trundle Akali ⋅ Varus ⋅ Bard        |
|                                             |                                             |                                             |                                             |                                             |                                             |                                             |                               |        |                                            |                                            |                                            |                                            |                                            |                                            |                                            |

| 4/15/7                                    | 4/15/7                                    | 4/15/7                                    | 4/15/7                                    | 4/15/7                                    | 4/15/7                                    | 4/15/7                                    | Trận 4                        | Trận 4 | 15/4/47                                          | 15/4/47                                          | 15/4/47                                          | 15/4/47                                          | 15/4/47                                          | 15/4/47                                          | 15/4/47                                          |
| Rồng: 2 ⋅ Trụ: 1 ⋅ Vàng: 48,6k            | Rồng: 2 ⋅ Trụ: 1 ⋅ Vàng: 48,6k            | Rồng: 2 ⋅ Trụ: 1 ⋅ Vàng: 48,6k            | Rồng: 2 ⋅ Trụ: 1 ⋅ Vàng: 48,6k            | Rồng: 2 ⋅ Trụ: 1 ⋅ Vàng: 48,6k            | Rồng: 2 ⋅ Trụ: 1 ⋅ Vàng: 48,6k            | Rồng: 2 ⋅ Trụ: 1 ⋅ Vàng: 48,6k            | Sự kiện thể thao đang diễn ra | 30:58  | Rồng: 2 ⋅ Trụ: 9 ⋅ Vàng: 63k                     | Rồng: 2 ⋅ Trụ: 9 ⋅ Vàng: 63k                     | Rồng: 2 ⋅ Trụ: 9 ⋅ Vàng: 63k                     | Rồng: 2 ⋅ Trụ: 9 ⋅ Vàng: 63k                     | Rồng: 2 ⋅ Trụ: 9 ⋅ Vàng: 63k                     | Rồng: 2 ⋅ Trụ: 9 ⋅ Vàng: 63k                     | Rồng: 2 ⋅ Trụ: 9 ⋅ Vàng: 63k                     |
| Ryze ⋅ Yorick Ngộ Không ⋅ Camille ⋅ Zed   | Ryze ⋅ Yorick Ngộ Không ⋅ Camille ⋅ Zed   | Ryze ⋅ Yorick Ngộ Không ⋅ Camille ⋅ Zed   | Ryze ⋅ Yorick Ngộ Không ⋅ Camille ⋅ Zed   | Ryze ⋅ Yorick Ngộ Không ⋅ Camille ⋅ Zed   | Ryze ⋅ Yorick Ngộ Không ⋅ Camille ⋅ Zed   | Ryze ⋅ Yorick Ngộ Không ⋅ Camille ⋅ Zed   | Cấm                           | Cấm    | Skarner ⋅ Renekton Jayce ⋅ Nidalee ⋅ Lee Sin     | Skarner ⋅ Renekton Jayce ⋅ Nidalee ⋅ Lee Sin     | Skarner ⋅ Renekton Jayce ⋅ Nidalee ⋅ Lee Sin     | Skarner ⋅ Renekton Jayce ⋅ Nidalee ⋅ Lee Sin     | Skarner ⋅ Renekton Jayce ⋅ Nidalee ⋅ Lee Sin     | Skarner ⋅ Renekton Jayce ⋅ Nidalee ⋅ Lee Sin     | Skarner ⋅ Renekton Jayce ⋅ Nidalee ⋅ Lee Sin     |
| K'Sante ⋅ Naafiri Sylas ⋅ Caitlyn ⋅ Karma | K'Sante ⋅ Naafiri Sylas ⋅ Caitlyn ⋅ Karma | K'Sante ⋅ Naafiri Sylas ⋅ Caitlyn ⋅ Karma | K'Sante ⋅ Naafiri Sylas ⋅ Caitlyn ⋅ Karma | K'Sante ⋅ Naafiri Sylas ⋅ Caitlyn ⋅ Karma | K'Sante ⋅ Naafiri Sylas ⋅ Caitlyn ⋅ Karma | K'Sante ⋅ Naafiri Sylas ⋅ Caitlyn ⋅ Karma | Chọn                          | Chọn   | Smolder ⋅ Jarvan IV Galio ⋅ Miss Fortune ⋅ Neeko | Smolder ⋅ Jarvan IV Galio ⋅ Miss Fortune ⋅ Neeko | Smolder ⋅ Jarvan IV Galio ⋅ Miss Fortune ⋅ Neeko | Smolder ⋅ Jarvan IV Galio ⋅ Miss Fortune ⋅ Neeko | Smolder ⋅ Jarvan IV Galio ⋅ Miss Fortune ⋅ Neeko | Smolder ⋅ Jarvan IV Galio ⋅ Miss Fortune ⋅ Neeko | Smolder ⋅ Jarvan IV Galio ⋅ Miss Fortune ⋅ Neeko |
|                                           |                                           |                                           |                                           |                                           |                                           |                                           |                               |        |                                                  |                                                  |                                                  |                                                  |                                                  |                                                  |                                                  |

| 19/6/58                                     | 19/6/58                                     | 19/6/58                                     | 19/6/58                                     | 19/6/58                                     | 19/6/58                                     | 19/6/58                                     | Trận 5                        | Trận 5 | 6/19/17                                     | 6/19/17                                     | 6/19/17                                     | 6/19/17                                     | 6/19/17                                     | 6/19/17                                     | 6/19/17                                     |
| Rồng: 3 ⋅ Trụ: 8 ⋅ Vàng: 58k                | Rồng: 3 ⋅ Trụ: 8 ⋅ Vàng: 58k                | Rồng: 3 ⋅ Trụ: 8 ⋅ Vàng: 58k                | Rồng: 3 ⋅ Trụ: 8 ⋅ Vàng: 58k                | Rồng: 3 ⋅ Trụ: 8 ⋅ Vàng: 58k                | Rồng: 3 ⋅ Trụ: 8 ⋅ Vàng: 58k                | Rồng: 3 ⋅ Trụ: 8 ⋅ Vàng: 58k                | Sự kiện thể thao đang diễn ra | 28:44  | Rồng: 0 ⋅ Trụ: 2 ⋅ Vàng: 47k                | Rồng: 0 ⋅ Trụ: 2 ⋅ Vàng: 47k                | Rồng: 0 ⋅ Trụ: 2 ⋅ Vàng: 47k                | Rồng: 0 ⋅ Trụ: 2 ⋅ Vàng: 47k                | Rồng: 0 ⋅ Trụ: 2 ⋅ Vàng: 47k                | Rồng: 0 ⋅ Trụ: 2 ⋅ Vàng: 47k                | Rồng: 0 ⋅ Trụ: 2 ⋅ Vàng: 47k                |
| Yorick ⋅ Kalista Lucian ⋅ Leona ⋅ Elise     | Yorick ⋅ Kalista Lucian ⋅ Leona ⋅ Elise     | Yorick ⋅ Kalista Lucian ⋅ Leona ⋅ Elise     | Yorick ⋅ Kalista Lucian ⋅ Leona ⋅ Elise     | Yorick ⋅ Kalista Lucian ⋅ Leona ⋅ Elise     | Yorick ⋅ Kalista Lucian ⋅ Leona ⋅ Elise     | Yorick ⋅ Kalista Lucian ⋅ Leona ⋅ Elise     | Cấm                           | Cấm    | Renekton ⋅ Jayce Jinx ⋅ Zeri ⋅ Renata Glasc | Renekton ⋅ Jayce Jinx ⋅ Zeri ⋅ Renata Glasc | Renekton ⋅ Jayce Jinx ⋅ Zeri ⋅ Renata Glasc | Renekton ⋅ Jayce Jinx ⋅ Zeri ⋅ Renata Glasc | Renekton ⋅ Jayce Jinx ⋅ Zeri ⋅ Renata Glasc | Renekton ⋅ Jayce Jinx ⋅ Zeri ⋅ Renata Glasc | Renekton ⋅ Jayce Jinx ⋅ Zeri ⋅ Renata Glasc |
| Camille ⋅ Sejuani Ryze ⋅ Xayah ⋅ Blitzcrank | Camille ⋅ Sejuani Ryze ⋅ Xayah ⋅ Blitzcrank | Camille ⋅ Sejuani Ryze ⋅ Xayah ⋅ Blitzcrank | Camille ⋅ Sejuani Ryze ⋅ Xayah ⋅ Blitzcrank | Camille ⋅ Sejuani Ryze ⋅ Xayah ⋅ Blitzcrank | Camille ⋅ Sejuani Ryze ⋅ Xayah ⋅ Blitzcrank | Camille ⋅ Sejuani Ryze ⋅ Xayah ⋅ Blitzcrank | Chọn                          | Chọn   | Gragas ⋅ Skarner Cassiopeia ⋅ Corki ⋅ Shen  | Gragas ⋅ Skarner Cassiopeia ⋅ Corki ⋅ Shen  | Gragas ⋅ Skarner Cassiopeia ⋅ Corki ⋅ Shen  | Gragas ⋅ Skarner Cassiopeia ⋅ Corki ⋅ Shen  | Gragas ⋅ Skarner Cassiopeia ⋅ Corki ⋅ Shen  | Gragas ⋅ Skarner Cassiopeia ⋅ Corki ⋅ Shen  | Gragas ⋅ Skarner Cassiopeia ⋅ Corki ⋅ Shen  |
|                                             |                                             |                                             |                                             |                                             |                                             |                                             |                               |        |                                             |                                             |                                             |                                             |                                             |                                             |                                             |

| Bilibili Gaming | 0 – 3 | T1 |

| 8/22/17                                       | 8/22/17                                       | 8/22/17                                       | 8/22/17                                       | 8/22/17                                       | 8/22/17                                       | 8/22/17                                       | Trận 1                        | Trận 1 | 22/8/52                                  | 22/8/52                                  | 22/8/52                                  | 22/8/52                                  | 22/8/52                                  | 22/8/52                                  | 22/8/52                                  |
| Rồng: 0 ⋅ Trụ: 0 ⋅ Vàng: 43,3k                | Rồng: 0 ⋅ Trụ: 0 ⋅ Vàng: 43,3k                | Rồng: 0 ⋅ Trụ: 0 ⋅ Vàng: 43,3k                | Rồng: 0 ⋅ Trụ: 0 ⋅ Vàng: 43,3k                | Rồng: 0 ⋅ Trụ: 0 ⋅ Vàng: 43,3k                | Rồng: 0 ⋅ Trụ: 0 ⋅ Vàng: 43,3k                | Rồng: 0 ⋅ Trụ: 0 ⋅ Vàng: 43,3k                | Sự kiện thể thao đang diễn ra | 26:57  | Rồng: 4 ⋅ Trụ: 10 ⋅ Vàng: 56,3k          | Rồng: 4 ⋅ Trụ: 10 ⋅ Vàng: 56,3k          | Rồng: 4 ⋅ Trụ: 10 ⋅ Vàng: 56,3k          | Rồng: 4 ⋅ Trụ: 10 ⋅ Vàng: 56,3k          | Rồng: 4 ⋅ Trụ: 10 ⋅ Vàng: 56,3k          | Rồng: 4 ⋅ Trụ: 10 ⋅ Vàng: 56,3k          | Rồng: 4 ⋅ Trụ: 10 ⋅ Vàng: 56,3k          |
| Varus ⋅ Azir Twisted Fate ⋅ Lucian ⋅ Corki    | Varus ⋅ Azir Twisted Fate ⋅ Lucian ⋅ Corki    | Varus ⋅ Azir Twisted Fate ⋅ Lucian ⋅ Corki    | Varus ⋅ Azir Twisted Fate ⋅ Lucian ⋅ Corki    | Varus ⋅ Azir Twisted Fate ⋅ Lucian ⋅ Corki    | Varus ⋅ Azir Twisted Fate ⋅ Lucian ⋅ Corki    | Varus ⋅ Azir Twisted Fate ⋅ Lucian ⋅ Corki    | Cấm                           | Cấm    | Gwen ⋅ Vi Rumble ⋅ Karma ⋅ Rakan         | Gwen ⋅ Vi Rumble ⋅ Karma ⋅ Rakan         | Gwen ⋅ Vi Rumble ⋅ Karma ⋅ Rakan         | Gwen ⋅ Vi Rumble ⋅ Karma ⋅ Rakan         | Gwen ⋅ Vi Rumble ⋅ Karma ⋅ Rakan         | Gwen ⋅ Vi Rumble ⋅ Karma ⋅ Rakan         | Gwen ⋅ Vi Rumble ⋅ Karma ⋅ Rakan         |
| Sion ⋅ Poppy Taliyah ⋅ Kalista ⋅ Renata Glasc | Sion ⋅ Poppy Taliyah ⋅ Kalista ⋅ Renata Glasc | Sion ⋅ Poppy Taliyah ⋅ Kalista ⋅ Renata Glasc | Sion ⋅ Poppy Taliyah ⋅ Kalista ⋅ Renata Glasc | Sion ⋅ Poppy Taliyah ⋅ Kalista ⋅ Renata Glasc | Sion ⋅ Poppy Taliyah ⋅ Kalista ⋅ Renata Glasc | Sion ⋅ Poppy Taliyah ⋅ Kalista ⋅ Renata Glasc | Chọn                          | Chọn   | Yorick ⋅ Pantheon Orianna ⋅ Jhin ⋅ Neeko | Yorick ⋅ Pantheon Orianna ⋅ Jhin ⋅ Neeko | Yorick ⋅ Pantheon Orianna ⋅ Jhin ⋅ Neeko | Yorick ⋅ Pantheon Orianna ⋅ Jhin ⋅ Neeko | Yorick ⋅ Pantheon Orianna ⋅ Jhin ⋅ Neeko | Yorick ⋅ Pantheon Orianna ⋅ Jhin ⋅ Neeko | Yorick ⋅ Pantheon Orianna ⋅ Jhin ⋅ Neeko |
|                                               |                                               |                                               |                                               |                                               |                                               |                                               |                               |        |                                          |                                          |                                          |                                          |                                          |                                          |                                          |

| 11/16/20                                   | 11/16/20                                   | 11/16/20                                   | 11/16/20                                   | 11/16/20                                   | 11/16/20                                   | 11/16/20                                   | Trận 2                        | Trận 2 | 16/11/42                                 | 16/11/42                                 | 16/11/42                                 | 16/11/42                                 | 16/11/42                                 | 16/11/42                                 | 16/11/42                                 |
| Rồng: 1 ⋅ Trụ: 3 ⋅ Vàng: 58,1k             | Rồng: 1 ⋅ Trụ: 3 ⋅ Vàng: 58,1k             | Rồng: 1 ⋅ Trụ: 3 ⋅ Vàng: 58,1k             | Rồng: 1 ⋅ Trụ: 3 ⋅ Vàng: 58,1k             | Rồng: 1 ⋅ Trụ: 3 ⋅ Vàng: 58,1k             | Rồng: 1 ⋅ Trụ: 3 ⋅ Vàng: 58,1k             | Rồng: 1 ⋅ Trụ: 3 ⋅ Vàng: 58,1k             | Sự kiện thể thao đang diễn ra | 33:36  | Rồng: 4 ⋅ Trụ: 9 ⋅ Vàng: 66,3k           | Rồng: 4 ⋅ Trụ: 9 ⋅ Vàng: 66,3k           | Rồng: 4 ⋅ Trụ: 9 ⋅ Vàng: 66,3k           | Rồng: 4 ⋅ Trụ: 9 ⋅ Vàng: 66,3k           | Rồng: 4 ⋅ Trụ: 9 ⋅ Vàng: 66,3k           | Rồng: 4 ⋅ Trụ: 9 ⋅ Vàng: 66,3k           | Rồng: 4 ⋅ Trụ: 9 ⋅ Vàng: 66,3k           |
| Azir ⋅ Twisted Fate Galio ⋅ Rakan ⋅ Lucian | Azir ⋅ Twisted Fate Galio ⋅ Rakan ⋅ Lucian | Azir ⋅ Twisted Fate Galio ⋅ Rakan ⋅ Lucian | Azir ⋅ Twisted Fate Galio ⋅ Rakan ⋅ Lucian | Azir ⋅ Twisted Fate Galio ⋅ Rakan ⋅ Lucian | Azir ⋅ Twisted Fate Galio ⋅ Rakan ⋅ Lucian | Azir ⋅ Twisted Fate Galio ⋅ Rakan ⋅ Lucian | Cấm                           | Cấm    | Gwen ⋅ Varus Vi ⋅ Lulu ⋅ Kai'Sa          | Gwen ⋅ Varus Vi ⋅ Lulu ⋅ Kai'Sa          | Gwen ⋅ Varus Vi ⋅ Lulu ⋅ Kai'Sa          | Gwen ⋅ Varus Vi ⋅ Lulu ⋅ Kai'Sa          | Gwen ⋅ Varus Vi ⋅ Lulu ⋅ Kai'Sa          | Gwen ⋅ Varus Vi ⋅ Lulu ⋅ Kai'Sa          | Gwen ⋅ Varus Vi ⋅ Lulu ⋅ Kai'Sa          |
| Rumble ⋅ Ngộ Không Annie ⋅ Ezreal ⋅ Rell   | Rumble ⋅ Ngộ Không Annie ⋅ Ezreal ⋅ Rell   | Rumble ⋅ Ngộ Không Annie ⋅ Ezreal ⋅ Rell   | Rumble ⋅ Ngộ Không Annie ⋅ Ezreal ⋅ Rell   | Rumble ⋅ Ngộ Không Annie ⋅ Ezreal ⋅ Rell   | Rumble ⋅ Ngộ Không Annie ⋅ Ezreal ⋅ Rell   | Rumble ⋅ Ngộ Không Annie ⋅ Ezreal ⋅ Rell   | Chọn                          | Chọn   | Ornn ⋅ Xin Zhao Viktor ⋅ Caitlyn ⋅ Braum | Ornn ⋅ Xin Zhao Viktor ⋅ Caitlyn ⋅ Braum | Ornn ⋅ Xin Zhao Viktor ⋅ Caitlyn ⋅ Braum | Ornn ⋅ Xin Zhao Viktor ⋅ Caitlyn ⋅ Braum | Ornn ⋅ Xin Zhao Viktor ⋅ Caitlyn ⋅ Braum | Ornn ⋅ Xin Zhao Viktor ⋅ Caitlyn ⋅ Braum | Ornn ⋅ Xin Zhao Viktor ⋅ Caitlyn ⋅ Braum |
|                                            |                                            |                                            |                                            |                                            |                                            |                                            |                               |        |                                          |                                          |                                          |                                          |                                          |                                          |                                          |

| 12/18/30                                          | 12/18/30                                          | 12/18/30                                          | 12/18/30                                          | 12/18/30                                          | 12/18/30                                          | 12/18/30                                          | Trận 3                        | Trận 3 | 18/12/49                                      | 18/12/49                                      | 18/12/49                                      | 18/12/49                                      | 18/12/49                                      | 18/12/49                                      | 18/12/49                                      |
| Rồng: 0 ⋅ Trụ: 2 ⋅ Vàng: 57,2k                    | Rồng: 0 ⋅ Trụ: 2 ⋅ Vàng: 57,2k                    | Rồng: 0 ⋅ Trụ: 2 ⋅ Vàng: 57,2k                    | Rồng: 0 ⋅ Trụ: 2 ⋅ Vàng: 57,2k                    | Rồng: 0 ⋅ Trụ: 2 ⋅ Vàng: 57,2k                    | Rồng: 0 ⋅ Trụ: 2 ⋅ Vàng: 57,2k                    | Rồng: 0 ⋅ Trụ: 2 ⋅ Vàng: 57,2k                    | Sự kiện thể thao đang diễn ra | 33:30  | Rồng: 4 ⋅ Trụ: 9 ⋅ Vàng: 63,8k                | Rồng: 4 ⋅ Trụ: 9 ⋅ Vàng: 63,8k                | Rồng: 4 ⋅ Trụ: 9 ⋅ Vàng: 63,8k                | Rồng: 4 ⋅ Trụ: 9 ⋅ Vàng: 63,8k                | Rồng: 4 ⋅ Trụ: 9 ⋅ Vàng: 63,8k                | Rồng: 4 ⋅ Trụ: 9 ⋅ Vàng: 63,8k                | Rồng: 4 ⋅ Trụ: 9 ⋅ Vàng: 63,8k                |
| Azir ⋅ Twisted Fate Nocturne ⋅ Sylas ⋅ Tahm Kench | Azir ⋅ Twisted Fate Nocturne ⋅ Sylas ⋅ Tahm Kench | Azir ⋅ Twisted Fate Nocturne ⋅ Sylas ⋅ Tahm Kench | Azir ⋅ Twisted Fate Nocturne ⋅ Sylas ⋅ Tahm Kench | Azir ⋅ Twisted Fate Nocturne ⋅ Sylas ⋅ Tahm Kench | Azir ⋅ Twisted Fate Nocturne ⋅ Sylas ⋅ Tahm Kench | Azir ⋅ Twisted Fate Nocturne ⋅ Sylas ⋅ Tahm Kench | Cấm                           | Cấm    | Gwen ⋅ Miss Fortune Aurora ⋅ Rakan ⋅ Nautilus | Gwen ⋅ Miss Fortune Aurora ⋅ Rakan ⋅ Nautilus | Gwen ⋅ Miss Fortune Aurora ⋅ Rakan ⋅ Nautilus | Gwen ⋅ Miss Fortune Aurora ⋅ Rakan ⋅ Nautilus | Gwen ⋅ Miss Fortune Aurora ⋅ Rakan ⋅ Nautilus | Gwen ⋅ Miss Fortune Aurora ⋅ Rakan ⋅ Nautilus | Gwen ⋅ Miss Fortune Aurora ⋅ Rakan ⋅ Nautilus |
| Ambessa ⋅ Vi Ahri ⋅ Xayah ⋅ Gragas                | Ambessa ⋅ Vi Ahri ⋅ Xayah ⋅ Gragas                | Ambessa ⋅ Vi Ahri ⋅ Xayah ⋅ Gragas                | Ambessa ⋅ Vi Ahri ⋅ Xayah ⋅ Gragas                | Ambessa ⋅ Vi Ahri ⋅ Xayah ⋅ Gragas                | Ambessa ⋅ Vi Ahri ⋅ Xayah ⋅ Gragas                | Ambessa ⋅ Vi Ahri ⋅ Xayah ⋅ Gragas                | Chọn                          | Chọn   | Renekton ⋅ Skarner Ryze ⋅ Varus ⋅ Alistar     | Renekton ⋅ Skarner Ryze ⋅ Varus ⋅ Alistar     | Renekton ⋅ Skarner Ryze ⋅ Varus ⋅ Alistar     | Renekton ⋅ Skarner Ryze ⋅ Varus ⋅ Alistar     | Renekton ⋅ Skarner Ryze ⋅ Varus ⋅ Alistar     | Renekton ⋅ Skarner Ryze ⋅ Varus ⋅ Alistar     | Renekton ⋅ Skarner Ryze ⋅ Varus ⋅ Alistar     |
|                                                   |                                                   |                                                   |                                                   |                                                   |                                                   |                                                   |                               |        |                                               |                                               |                                               |                                               |                                               |                                               |                                               |

| Bilibili Gaming | 0 – 3 | T1 |

| 8/22/17                                       | 8/22/17                                       | 8/22/17                                       | 8/22/17                                       | 8/22/17                                       | 8/22/17                                       | 8/22/17                                       | Trận 1                        | Trận 1 | 22/8/52                                  | 22/8/52                                  | 22/8/52                                  | 22/8/52                                  | 22/8/52                                  | 22/8/52                                  | 22/8/52                                  |
| Rồng: 0 ⋅ Trụ: 0 ⋅ Vàng: 43,3k                | Rồng: 0 ⋅ Trụ: 0 ⋅ Vàng: 43,3k                | Rồng: 0 ⋅ Trụ: 0 ⋅ Vàng: 43,3k                | Rồng: 0 ⋅ Trụ: 0 ⋅ Vàng: 43,3k                | Rồng: 0 ⋅ Trụ: 0 ⋅ Vàng: 43,3k                | Rồng: 0 ⋅ Trụ: 0 ⋅ Vàng: 43,3k                | Rồng: 0 ⋅ Trụ: 0 ⋅ Vàng: 43,3k                | Sự kiện thể thao đang diễn ra | 26:57  | Rồng: 4 ⋅ Trụ: 10 ⋅ Vàng: 56,3k          | Rồng: 4 ⋅ Trụ: 10 ⋅ Vàng: 56,3k          | Rồng: 4 ⋅ Trụ: 10 ⋅ Vàng: 56,3k          | Rồng: 4 ⋅ Trụ: 10 ⋅ Vàng: 56,3k          | Rồng: 4 ⋅ Trụ: 10 ⋅ Vàng: 56,3k          | Rồng: 4 ⋅ Trụ: 10 ⋅ Vàng: 56,3k          | Rồng: 4 ⋅ Trụ: 10 ⋅ Vàng: 56,3k          |
| Varus ⋅ Azir Twisted Fate ⋅ Lucian ⋅ Corki    | Varus ⋅ Azir Twisted Fate ⋅ Lucian ⋅ Corki    | Varus ⋅ Azir Twisted Fate ⋅ Lucian ⋅ Corki    | Varus ⋅ Azir Twisted Fate ⋅ Lucian ⋅ Corki    | Varus ⋅ Azir Twisted Fate ⋅ Lucian ⋅ Corki    | Varus ⋅ Azir Twisted Fate ⋅ Lucian ⋅ Corki    | Varus ⋅ Azir Twisted Fate ⋅ Lucian ⋅ Corki    | Cấm                           | Cấm    | Gwen ⋅ Vi Rumble ⋅ Karma ⋅ Rakan         | Gwen ⋅ Vi Rumble ⋅ Karma ⋅ Rakan         | Gwen ⋅ Vi Rumble ⋅ Karma ⋅ Rakan         | Gwen ⋅ Vi Rumble ⋅ Karma ⋅ Rakan         | Gwen ⋅ Vi Rumble ⋅ Karma ⋅ Rakan         | Gwen ⋅ Vi Rumble ⋅ Karma ⋅ Rakan         | Gwen ⋅ Vi Rumble ⋅ Karma ⋅ Rakan         |
| Sion ⋅ Poppy Taliyah ⋅ Kalista ⋅ Renata Glasc | Sion ⋅ Poppy Taliyah ⋅ Kalista ⋅ Renata Glasc | Sion ⋅ Poppy Taliyah ⋅ Kalista ⋅ Renata Glasc | Sion ⋅ Poppy Taliyah ⋅ Kalista ⋅ Renata Glasc | Sion ⋅ Poppy Taliyah ⋅ Kalista ⋅ Renata Glasc | Sion ⋅ Poppy Taliyah ⋅ Kalista ⋅ Renata Glasc | Sion ⋅ Poppy Taliyah ⋅ Kalista ⋅ Renata Glasc | Chọn                          | Chọn   | Yorick ⋅ Pantheon Orianna ⋅ Jhin ⋅ Neeko | Yorick ⋅ Pantheon Orianna ⋅ Jhin ⋅ Neeko | Yorick ⋅ Pantheon Orianna ⋅ Jhin ⋅ Neeko | Yorick ⋅ Pantheon Orianna ⋅ Jhin ⋅ Neeko | Yorick ⋅ Pantheon Orianna ⋅ Jhin ⋅ Neeko | Yorick ⋅ Pantheon Orianna ⋅ Jhin ⋅ Neeko | Yorick ⋅ Pantheon Orianna ⋅ Jhin ⋅ Neeko |
|                                               |                                               |                                               |                                               |                                               |                                               |                                               |                               |        |                                          |                                          |                                          |                                          |                                          |                                          |                                          |

| 11/16/20                                   | 11/16/20                                   | 11/16/20                                   | 11/16/20                                   | 11/16/20                                   | 11/16/20                                   | 11/16/20                                   | Trận 2                        | Trận 2 | 16/11/42                                 | 16/11/42                                 | 16/11/42                                 | 16/11/42                                 | 16/11/42                                 | 16/11/42                                 | 16/11/42                                 |
| Rồng: 1 ⋅ Trụ: 3 ⋅ Vàng: 58,1k             | Rồng: 1 ⋅ Trụ: 3 ⋅ Vàng: 58,1k             | Rồng: 1 ⋅ Trụ: 3 ⋅ Vàng: 58,1k             | Rồng: 1 ⋅ Trụ: 3 ⋅ Vàng: 58,1k             | Rồng: 1 ⋅ Trụ: 3 ⋅ Vàng: 58,1k             | Rồng: 1 ⋅ Trụ: 3 ⋅ Vàng: 58,1k             | Rồng: 1 ⋅ Trụ: 3 ⋅ Vàng: 58,1k             | Sự kiện thể thao đang diễn ra | 33:36  | Rồng: 4 ⋅ Trụ: 9 ⋅ Vàng: 66,3k           | Rồng: 4 ⋅ Trụ: 9 ⋅ Vàng: 66,3k           | Rồng: 4 ⋅ Trụ: 9 ⋅ Vàng: 66,3k           | Rồng: 4 ⋅ Trụ: 9 ⋅ Vàng: 66,3k           | Rồng: 4 ⋅ Trụ: 9 ⋅ Vàng: 66,3k           | Rồng: 4 ⋅ Trụ: 9 ⋅ Vàng: 66,3k           | Rồng: 4 ⋅ Trụ: 9 ⋅ Vàng: 66,3k           |
| Azir ⋅ Twisted Fate Galio ⋅ Rakan ⋅ Lucian | Azir ⋅ Twisted Fate Galio ⋅ Rakan ⋅ Lucian | Azir ⋅ Twisted Fate Galio ⋅ Rakan ⋅ Lucian | Azir ⋅ Twisted Fate Galio ⋅ Rakan ⋅ Lucian | Azir ⋅ Twisted Fate Galio ⋅ Rakan ⋅ Lucian | Azir ⋅ Twisted Fate Galio ⋅ Rakan ⋅ Lucian | Azir ⋅ Twisted Fate Galio ⋅ Rakan ⋅ Lucian | Cấm                           | Cấm    | Gwen ⋅ Varus Vi ⋅ Lulu ⋅ Kai'Sa          | Gwen ⋅ Varus Vi ⋅ Lulu ⋅ Kai'Sa          | Gwen ⋅ Varus Vi ⋅ Lulu ⋅ Kai'Sa          | Gwen ⋅ Varus Vi ⋅ Lulu ⋅ Kai'Sa          | Gwen ⋅ Varus Vi ⋅ Lulu ⋅ Kai'Sa          | Gwen ⋅ Varus Vi ⋅ Lulu ⋅ Kai'Sa          | Gwen ⋅ Varus Vi ⋅ Lulu ⋅ Kai'Sa          |
| Rumble ⋅ Ngộ Không Annie ⋅ Ezreal ⋅ Rell   | Rumble ⋅ Ngộ Không Annie ⋅ Ezreal ⋅ Rell   | Rumble ⋅ Ngộ Không Annie ⋅ Ezreal ⋅ Rell   | Rumble ⋅ Ngộ Không Annie ⋅ Ezreal ⋅ Rell   | Rumble ⋅ Ngộ Không Annie ⋅ Ezreal ⋅ Rell   | Rumble ⋅ Ngộ Không Annie ⋅ Ezreal ⋅ Rell   | Rumble ⋅ Ngộ Không Annie ⋅ Ezreal ⋅ Rell   | Chọn                          | Chọn   | Ornn ⋅ Xin Zhao Viktor ⋅ Caitlyn ⋅ Braum | Ornn ⋅ Xin Zhao Viktor ⋅ Caitlyn ⋅ Braum | Ornn ⋅ Xin Zhao Viktor ⋅ Caitlyn ⋅ Braum | Ornn ⋅ Xin Zhao Viktor ⋅ Caitlyn ⋅ Braum | Ornn ⋅ Xin Zhao Viktor ⋅ Caitlyn ⋅ Braum | Ornn ⋅ Xin Zhao Viktor ⋅ Caitlyn ⋅ Braum | Ornn ⋅ Xin Zhao Viktor ⋅ Caitlyn ⋅ Braum |
|                                            |                                            |                                            |                                            |                                            |                                            |                                            |                               |        |                                          |                                          |                                          |                                          |                                          |                                          |                                          |

| 12/18/30                                          | 12/18/30                                          | 12/18/30                                          | 12/18/30                                          | 12/18/30                                          | 12/18/30                                          | 12/18/30                                          | Trận 3                        | Trận 3 | 18/12/49                                      | 18/12/49                                      | 18/12/49                                      | 18/12/49                                      | 18/12/49                                      | 18/12/49                                      | 18/12/49                                      |
| Rồng: 0 ⋅ Trụ: 2 ⋅ Vàng: 57,2k                    | Rồng: 0 ⋅ Trụ: 2 ⋅ Vàng: 57,2k                    | Rồng: 0 ⋅ Trụ: 2 ⋅ Vàng: 57,2k                    | Rồng: 0 ⋅ Trụ: 2 ⋅ Vàng: 57,2k                    | Rồng: 0 ⋅ Trụ: 2 ⋅ Vàng: 57,2k                    | Rồng: 0 ⋅ Trụ: 2 ⋅ Vàng: 57,2k                    | Rồng: 0 ⋅ Trụ: 2 ⋅ Vàng: 57,2k                    | Sự kiện thể thao đang diễn ra | 33:30  | Rồng: 4 ⋅ Trụ: 9 ⋅ Vàng: 63,8k                | Rồng: 4 ⋅ Trụ: 9 ⋅ Vàng: 63,8k                | Rồng: 4 ⋅ Trụ: 9 ⋅ Vàng: 63,8k                | Rồng: 4 ⋅ Trụ: 9 ⋅ Vàng: 63,8k                | Rồng: 4 ⋅ Trụ: 9 ⋅ Vàng: 63,8k                | Rồng: 4 ⋅ Trụ: 9 ⋅ Vàng: 63,8k                | Rồng: 4 ⋅ Trụ: 9 ⋅ Vàng: 63,8k                |
| Azir ⋅ Twisted Fate Nocturne ⋅ Sylas ⋅ Tahm Kench | Azir ⋅ Twisted Fate Nocturne ⋅ Sylas ⋅ Tahm Kench | Azir ⋅ Twisted Fate Nocturne ⋅ Sylas ⋅ Tahm Kench | Azir ⋅ Twisted Fate Nocturne ⋅ Sylas ⋅ Tahm Kench | Azir ⋅ Twisted Fate Nocturne ⋅ Sylas ⋅ Tahm Kench | Azir ⋅ Twisted Fate Nocturne ⋅ Sylas ⋅ Tahm Kench | Azir ⋅ Twisted Fate Nocturne ⋅ Sylas ⋅ Tahm Kench | Cấm                           | Cấm    | Gwen ⋅ Miss Fortune Aurora ⋅ Rakan ⋅ Nautilus | Gwen ⋅ Miss Fortune Aurora ⋅ Rakan ⋅ Nautilus | Gwen ⋅ Miss Fortune Aurora ⋅ Rakan ⋅ Nautilus | Gwen ⋅ Miss Fortune Aurora ⋅ Rakan ⋅ Nautilus | Gwen ⋅ Miss Fortune Aurora ⋅ Rakan ⋅ Nautilus | Gwen ⋅ Miss Fortune Aurora ⋅ Rakan ⋅ Nautilus | Gwen ⋅ Miss Fortune Aurora ⋅ Rakan ⋅ Nautilus |
| Ambessa ⋅ Vi Ahri ⋅ Xayah ⋅ Gragas                | Ambessa ⋅ Vi Ahri ⋅ Xayah ⋅ Gragas                | Ambessa ⋅ Vi Ahri ⋅ Xayah ⋅ Gragas                | Ambessa ⋅ Vi Ahri ⋅ Xayah ⋅ Gragas                | Ambessa ⋅ Vi Ahri ⋅ Xayah ⋅ Gragas                | Ambessa ⋅ Vi Ahri ⋅ Xayah ⋅ Gragas                | Ambessa ⋅ Vi Ahri ⋅ Xayah ⋅ Gragas                | Chọn                          | Chọn   | Renekton ⋅ Skarner Ryze ⋅ Varus ⋅ Alistar     | Renekton ⋅ Skarner Ryze ⋅ Varus ⋅ Alistar     | Renekton ⋅ Skarner Ryze ⋅ Varus ⋅ Alistar     | Renekton ⋅ Skarner Ryze ⋅ Varus ⋅ Alistar     | Renekton ⋅ Skarner Ryze ⋅ Varus ⋅ Alistar     | Renekton ⋅ Skarner Ryze ⋅ Varus ⋅ Alistar     | Renekton ⋅ Skarner Ryze ⋅ Varus ⋅ Alistar     |
|                                                   |                                                   |                                                   |                                                   |                                                   |                                                   |                                                   |                               |        |                                               |                                               |                                               |                                               |                                               |                                               |                                               |

#### Tứ kết nhánh thua
| CTBC Flying Oyster | 1 – 3 | Anyone's Legend |

| 6/14/10                                            | 6/14/10                                            | 6/14/10                                            | 6/14/10                                            | 6/14/10                                            | 6/14/10                                            | 6/14/10                                            | Trận 1                        | Trận 1 | 14/6/37                              | 14/6/37                              | 14/6/37                              | 14/6/37                              | 14/6/37                              | 14/6/37                              | 14/6/37                              |
| Rồng: 3 ⋅ Trụ: 2 ⋅ Vàng: 60k                       | Rồng: 3 ⋅ Trụ: 2 ⋅ Vàng: 60k                       | Rồng: 3 ⋅ Trụ: 2 ⋅ Vàng: 60k                       | Rồng: 3 ⋅ Trụ: 2 ⋅ Vàng: 60k                       | Rồng: 3 ⋅ Trụ: 2 ⋅ Vàng: 60k                       | Rồng: 3 ⋅ Trụ: 2 ⋅ Vàng: 60k                       | Rồng: 3 ⋅ Trụ: 2 ⋅ Vàng: 60k                       | Sự kiện thể thao đang diễn ra | 35:35  | Rồng: 3 ⋅ Trụ: 8 ⋅ Vàng: 66,1k       | Rồng: 3 ⋅ Trụ: 8 ⋅ Vàng: 66,1k       | Rồng: 3 ⋅ Trụ: 8 ⋅ Vàng: 66,1k       | Rồng: 3 ⋅ Trụ: 8 ⋅ Vàng: 66,1k       | Rồng: 3 ⋅ Trụ: 8 ⋅ Vàng: 66,1k       | Rồng: 3 ⋅ Trụ: 8 ⋅ Vàng: 66,1k       | Rồng: 3 ⋅ Trụ: 8 ⋅ Vàng: 66,1k       |
| Rumble ⋅ Varus Neeko ⋅ Lucian ⋅ Ezreal             | Rumble ⋅ Varus Neeko ⋅ Lucian ⋅ Ezreal             | Rumble ⋅ Varus Neeko ⋅ Lucian ⋅ Ezreal             | Rumble ⋅ Varus Neeko ⋅ Lucian ⋅ Ezreal             | Rumble ⋅ Varus Neeko ⋅ Lucian ⋅ Ezreal             | Rumble ⋅ Varus Neeko ⋅ Lucian ⋅ Ezreal             | Rumble ⋅ Varus Neeko ⋅ Lucian ⋅ Ezreal             | Cấm                           | Cấm    | Pantheon ⋅ Vi Sion ⋅ Caitlyn ⋅ Leona | Pantheon ⋅ Vi Sion ⋅ Caitlyn ⋅ Leona | Pantheon ⋅ Vi Sion ⋅ Caitlyn ⋅ Leona | Pantheon ⋅ Vi Sion ⋅ Caitlyn ⋅ Leona | Pantheon ⋅ Vi Sion ⋅ Caitlyn ⋅ Leona | Pantheon ⋅ Vi Sion ⋅ Caitlyn ⋅ Leona | Pantheon ⋅ Vi Sion ⋅ Caitlyn ⋅ Leona |
| Gragas ⋅ Xin Zhao Taliyah ⋅ Miss Fortune ⋅ Alistar | Gragas ⋅ Xin Zhao Taliyah ⋅ Miss Fortune ⋅ Alistar | Gragas ⋅ Xin Zhao Taliyah ⋅ Miss Fortune ⋅ Alistar | Gragas ⋅ Xin Zhao Taliyah ⋅ Miss Fortune ⋅ Alistar | Gragas ⋅ Xin Zhao Taliyah ⋅ Miss Fortune ⋅ Alistar | Gragas ⋅ Xin Zhao Taliyah ⋅ Miss Fortune ⋅ Alistar | Gragas ⋅ Xin Zhao Taliyah ⋅ Miss Fortune ⋅ Alistar | Chọn                          | Chọn   | Yorick ⋅ Poppy Azir ⋅ Jhin ⋅ Bard    | Yorick ⋅ Poppy Azir ⋅ Jhin ⋅ Bard    | Yorick ⋅ Poppy Azir ⋅ Jhin ⋅ Bard    | Yorick ⋅ Poppy Azir ⋅ Jhin ⋅ Bard    | Yorick ⋅ Poppy Azir ⋅ Jhin ⋅ Bard    | Yorick ⋅ Poppy Azir ⋅ Jhin ⋅ Bard    | Yorick ⋅ Poppy Azir ⋅ Jhin ⋅ Bard    |
|                                                    |                                                    |                                                    |                                                    |                                                    |                                                    |                                                    |                               |        |                                      |                                      |                                      |                                      |                                      |                                      |                                      |

| 15/22/39                                   | 15/22/39                                   | 15/22/39                                   | 15/22/39                                   | 15/22/39                                   | 15/22/39                                   | 15/22/39                                   | Trận 2                        | Trận 2 | 22/15/52                                | 22/15/52                                | 22/15/52                                | 22/15/52                                | 22/15/52                                | 22/15/52                                | 22/15/52                                |
| Rồng: 0 ⋅ Trụ: 7 ⋅ Vàng: 77k               | Rồng: 0 ⋅ Trụ: 7 ⋅ Vàng: 77k               | Rồng: 0 ⋅ Trụ: 7 ⋅ Vàng: 77k               | Rồng: 0 ⋅ Trụ: 7 ⋅ Vàng: 77k               | Rồng: 0 ⋅ Trụ: 7 ⋅ Vàng: 77k               | Rồng: 0 ⋅ Trụ: 7 ⋅ Vàng: 77k               | Rồng: 0 ⋅ Trụ: 7 ⋅ Vàng: 77k               | Sự kiện thể thao đang diễn ra | 41:29  | Rồng: 5 ⋅ Trụ: 9 ⋅ Vàng: 80,5k          | Rồng: 5 ⋅ Trụ: 9 ⋅ Vàng: 80,5k          | Rồng: 5 ⋅ Trụ: 9 ⋅ Vàng: 80,5k          | Rồng: 5 ⋅ Trụ: 9 ⋅ Vàng: 80,5k          | Rồng: 5 ⋅ Trụ: 9 ⋅ Vàng: 80,5k          | Rồng: 5 ⋅ Trụ: 9 ⋅ Vàng: 80,5k          | Rồng: 5 ⋅ Trụ: 9 ⋅ Vàng: 80,5k          |
| Varus ⋅ Ezreal Trundle ⋅ Kalista ⋅ Sivir   | Varus ⋅ Ezreal Trundle ⋅ Kalista ⋅ Sivir   | Varus ⋅ Ezreal Trundle ⋅ Kalista ⋅ Sivir   | Varus ⋅ Ezreal Trundle ⋅ Kalista ⋅ Sivir   | Varus ⋅ Ezreal Trundle ⋅ Kalista ⋅ Sivir   | Varus ⋅ Ezreal Trundle ⋅ Kalista ⋅ Sivir   | Varus ⋅ Ezreal Trundle ⋅ Kalista ⋅ Sivir   | Cấm                           | Cấm    | Pantheon ⋅ Vi Sion ⋅ Caitlyn ⋅ Leona    | Pantheon ⋅ Vi Sion ⋅ Caitlyn ⋅ Leona    | Pantheon ⋅ Vi Sion ⋅ Caitlyn ⋅ Leona    | Pantheon ⋅ Vi Sion ⋅ Caitlyn ⋅ Leona    | Pantheon ⋅ Vi Sion ⋅ Caitlyn ⋅ Leona    | Pantheon ⋅ Vi Sion ⋅ Caitlyn ⋅ Leona    | Pantheon ⋅ Vi Sion ⋅ Caitlyn ⋅ Leona    |
| Rumble ⋅ Skarner Corki ⋅ Kai'Sa ⋅ Nautilus | Rumble ⋅ Skarner Corki ⋅ Kai'Sa ⋅ Nautilus | Rumble ⋅ Skarner Corki ⋅ Kai'Sa ⋅ Nautilus | Rumble ⋅ Skarner Corki ⋅ Kai'Sa ⋅ Nautilus | Rumble ⋅ Skarner Corki ⋅ Kai'Sa ⋅ Nautilus | Rumble ⋅ Skarner Corki ⋅ Kai'Sa ⋅ Nautilus | Rumble ⋅ Skarner Corki ⋅ Kai'Sa ⋅ Nautilus | Chọn                          | Chọn   | Galio ⋅ Ngộ Không Ryze ⋅ Lucian ⋅ Neeko | Galio ⋅ Ngộ Không Ryze ⋅ Lucian ⋅ Neeko | Galio ⋅ Ngộ Không Ryze ⋅ Lucian ⋅ Neeko | Galio ⋅ Ngộ Không Ryze ⋅ Lucian ⋅ Neeko | Galio ⋅ Ngộ Không Ryze ⋅ Lucian ⋅ Neeko | Galio ⋅ Ngộ Không Ryze ⋅ Lucian ⋅ Neeko | Galio ⋅ Ngộ Không Ryze ⋅ Lucian ⋅ Neeko |
|                                            |                                            |                                            |                                            |                                            |                                            |                                            |                               |        |                                         |                                         |                                         |                                         |                                         |                                         |                                         |

| 19/8/45                                 | 19/8/45                                 | 19/8/45                                 | 19/8/45                                 | 19/8/45                                 | 19/8/45                                 | 19/8/45                                 | Trận 3                        | Trận 3 | 8/19/24                                   | 8/19/24                                   | 8/19/24                                   | 8/19/24                                   | 8/19/24                                   | 8/19/24                                   | 8/19/24                                   |
| Rồng: 4 ⋅ Trụ: 8 ⋅ Vàng: 64,5k          | Rồng: 4 ⋅ Trụ: 8 ⋅ Vàng: 64,5k          | Rồng: 4 ⋅ Trụ: 8 ⋅ Vàng: 64,5k          | Rồng: 4 ⋅ Trụ: 8 ⋅ Vàng: 64,5k          | Rồng: 4 ⋅ Trụ: 8 ⋅ Vàng: 64,5k          | Rồng: 4 ⋅ Trụ: 8 ⋅ Vàng: 64,5k          | Rồng: 4 ⋅ Trụ: 8 ⋅ Vàng: 64,5k          | Sự kiện thể thao đang diễn ra | 33:29  | Rồng: 1 ⋅ Trụ: 1 ⋅ Vàng: 55,5k            | Rồng: 1 ⋅ Trụ: 1 ⋅ Vàng: 55,5k            | Rồng: 1 ⋅ Trụ: 1 ⋅ Vàng: 55,5k            | Rồng: 1 ⋅ Trụ: 1 ⋅ Vàng: 55,5k            | Rồng: 1 ⋅ Trụ: 1 ⋅ Vàng: 55,5k            | Rồng: 1 ⋅ Trụ: 1 ⋅ Vàng: 55,5k            | Rồng: 1 ⋅ Trụ: 1 ⋅ Vàng: 55,5k            |
| Pantheon ⋅ Vi Varus ⋅ Sivir ⋅ Senna     | Pantheon ⋅ Vi Varus ⋅ Sivir ⋅ Senna     | Pantheon ⋅ Vi Varus ⋅ Sivir ⋅ Senna     | Pantheon ⋅ Vi Varus ⋅ Sivir ⋅ Senna     | Pantheon ⋅ Vi Varus ⋅ Sivir ⋅ Senna     | Pantheon ⋅ Vi Varus ⋅ Sivir ⋅ Senna     | Pantheon ⋅ Vi Varus ⋅ Sivir ⋅ Senna     | Cấm                           | Cấm    | Caitlyn ⋅ Leona Nocturne ⋅ Viktor ⋅ Jayce | Caitlyn ⋅ Leona Nocturne ⋅ Viktor ⋅ Jayce | Caitlyn ⋅ Leona Nocturne ⋅ Viktor ⋅ Jayce | Caitlyn ⋅ Leona Nocturne ⋅ Viktor ⋅ Jayce | Caitlyn ⋅ Leona Nocturne ⋅ Viktor ⋅ Jayce | Caitlyn ⋅ Leona Nocturne ⋅ Viktor ⋅ Jayce | Caitlyn ⋅ Leona Nocturne ⋅ Viktor ⋅ Jayce |
| Gnar ⋅ Trundle Orianna ⋅ Ezreal ⋅ Braum | Gnar ⋅ Trundle Orianna ⋅ Ezreal ⋅ Braum | Gnar ⋅ Trundle Orianna ⋅ Ezreal ⋅ Braum | Gnar ⋅ Trundle Orianna ⋅ Ezreal ⋅ Braum | Gnar ⋅ Trundle Orianna ⋅ Ezreal ⋅ Braum | Gnar ⋅ Trundle Orianna ⋅ Ezreal ⋅ Braum | Gnar ⋅ Trundle Orianna ⋅ Ezreal ⋅ Braum | Chọn                          | Chọn   | Gwen ⋅ Lee Sin Annie ⋅ Xayah ⋅ Rell       | Gwen ⋅ Lee Sin Annie ⋅ Xayah ⋅ Rell       | Gwen ⋅ Lee Sin Annie ⋅ Xayah ⋅ Rell       | Gwen ⋅ Lee Sin Annie ⋅ Xayah ⋅ Rell       | Gwen ⋅ Lee Sin Annie ⋅ Xayah ⋅ Rell       | Gwen ⋅ Lee Sin Annie ⋅ Xayah ⋅ Rell       | Gwen ⋅ Lee Sin Annie ⋅ Xayah ⋅ Rell       |
|                                         |                                         |                                         |                                         |                                         |                                         |                                         |                               |        |                                           |                                           |                                           |                                           |                                           |                                           |                                           |

| 6/15/8                                      | 6/15/8                                      | 6/15/8                                      | 6/15/8                                      | 6/15/8                                      | 6/15/8                                      | 6/15/8                                      | Trận 4                        | Trận 4 | 15/6/44                                  | 15/6/44                                  | 15/6/44                                  | 15/6/44                                  | 15/6/44                                  | 15/6/44                                  | 15/6/44                                  |
| Rồng: 2 ⋅ Trụ: 3 ⋅ Vàng: 47,6k              | Rồng: 2 ⋅ Trụ: 3 ⋅ Vàng: 47,6k              | Rồng: 2 ⋅ Trụ: 3 ⋅ Vàng: 47,6k              | Rồng: 2 ⋅ Trụ: 3 ⋅ Vàng: 47,6k              | Rồng: 2 ⋅ Trụ: 3 ⋅ Vàng: 47,6k              | Rồng: 2 ⋅ Trụ: 3 ⋅ Vàng: 47,6k              | Rồng: 2 ⋅ Trụ: 3 ⋅ Vàng: 47,6k              | Sự kiện thể thao đang diễn ra | 29:36  | Rồng: 2 ⋅ Trụ: 9 ⋅ Vàng: 59,7k           | Rồng: 2 ⋅ Trụ: 9 ⋅ Vàng: 59,7k           | Rồng: 2 ⋅ Trụ: 9 ⋅ Vàng: 59,7k           | Rồng: 2 ⋅ Trụ: 9 ⋅ Vàng: 59,7k           | Rồng: 2 ⋅ Trụ: 9 ⋅ Vàng: 59,7k           | Rồng: 2 ⋅ Trụ: 9 ⋅ Vàng: 59,7k           | Rồng: 2 ⋅ Trụ: 9 ⋅ Vàng: 59,7k           |
| Vi ⋅ Pantheon Varus ⋅ Tahm Kench ⋅ Sejuani  | Vi ⋅ Pantheon Varus ⋅ Tahm Kench ⋅ Sejuani  | Vi ⋅ Pantheon Varus ⋅ Tahm Kench ⋅ Sejuani  | Vi ⋅ Pantheon Varus ⋅ Tahm Kench ⋅ Sejuani  | Vi ⋅ Pantheon Varus ⋅ Tahm Kench ⋅ Sejuani  | Vi ⋅ Pantheon Varus ⋅ Tahm Kench ⋅ Sejuani  | Vi ⋅ Pantheon Varus ⋅ Tahm Kench ⋅ Sejuani  | Cấm                           | Cấm    | Caitlyn ⋅ Viktor Sion ⋅ Draven ⋅ Leona   | Caitlyn ⋅ Viktor Sion ⋅ Draven ⋅ Leona   | Caitlyn ⋅ Viktor Sion ⋅ Draven ⋅ Leona   | Caitlyn ⋅ Viktor Sion ⋅ Draven ⋅ Leona   | Caitlyn ⋅ Viktor Sion ⋅ Draven ⋅ Leona   | Caitlyn ⋅ Viktor Sion ⋅ Draven ⋅ Leona   | Caitlyn ⋅ Viktor Sion ⋅ Draven ⋅ Leona   |
| K'Sante ⋅ Jarvan IV Aurora ⋅ Sivir ⋅ Thresh | K'Sante ⋅ Jarvan IV Aurora ⋅ Sivir ⋅ Thresh | K'Sante ⋅ Jarvan IV Aurora ⋅ Sivir ⋅ Thresh | K'Sante ⋅ Jarvan IV Aurora ⋅ Sivir ⋅ Thresh | K'Sante ⋅ Jarvan IV Aurora ⋅ Sivir ⋅ Thresh | K'Sante ⋅ Jarvan IV Aurora ⋅ Sivir ⋅ Thresh | K'Sante ⋅ Jarvan IV Aurora ⋅ Sivir ⋅ Thresh | Chọn                          | Chọn   | Jayce ⋅ Maokai Sylas ⋅ Jinx ⋅ Blitzcrank | Jayce ⋅ Maokai Sylas ⋅ Jinx ⋅ Blitzcrank | Jayce ⋅ Maokai Sylas ⋅ Jinx ⋅ Blitzcrank | Jayce ⋅ Maokai Sylas ⋅ Jinx ⋅ Blitzcrank | Jayce ⋅ Maokai Sylas ⋅ Jinx ⋅ Blitzcrank | Jayce ⋅ Maokai Sylas ⋅ Jinx ⋅ Blitzcrank | Jayce ⋅ Maokai Sylas ⋅ Jinx ⋅ Blitzcrank |
|                                             |                                             |                                             |                                             |                                             |                                             |                                             |                               |        |                                          |                                          |                                          |                                          |                                          |                                          |                                          |

| CTBC Flying Oyster | 1 – 3 | Anyone's Legend |

| 6/14/10                                            | 6/14/10                                            | 6/14/10                                            | 6/14/10                                            | 6/14/10                                            | 6/14/10                                            | 6/14/10                                            | Trận 1                        | Trận 1 | 14/6/37                              | 14/6/37                              | 14/6/37                              | 14/6/37                              | 14/6/37                              | 14/6/37                              | 14/6/37                              |
| Rồng: 3 ⋅ Trụ: 2 ⋅ Vàng: 60k                       | Rồng: 3 ⋅ Trụ: 2 ⋅ Vàng: 60k                       | Rồng: 3 ⋅ Trụ: 2 ⋅ Vàng: 60k                       | Rồng: 3 ⋅ Trụ: 2 ⋅ Vàng: 60k                       | Rồng: 3 ⋅ Trụ: 2 ⋅ Vàng: 60k                       | Rồng: 3 ⋅ Trụ: 2 ⋅ Vàng: 60k                       | Rồng: 3 ⋅ Trụ: 2 ⋅ Vàng: 60k                       | Sự kiện thể thao đang diễn ra | 35:35  | Rồng: 3 ⋅ Trụ: 8 ⋅ Vàng: 66,1k       | Rồng: 3 ⋅ Trụ: 8 ⋅ Vàng: 66,1k       | Rồng: 3 ⋅ Trụ: 8 ⋅ Vàng: 66,1k       | Rồng: 3 ⋅ Trụ: 8 ⋅ Vàng: 66,1k       | Rồng: 3 ⋅ Trụ: 8 ⋅ Vàng: 66,1k       | Rồng: 3 ⋅ Trụ: 8 ⋅ Vàng: 66,1k       | Rồng: 3 ⋅ Trụ: 8 ⋅ Vàng: 66,1k       |
| Rumble ⋅ Varus Neeko ⋅ Lucian ⋅ Ezreal             | Rumble ⋅ Varus Neeko ⋅ Lucian ⋅ Ezreal             | Rumble ⋅ Varus Neeko ⋅ Lucian ⋅ Ezreal             | Rumble ⋅ Varus Neeko ⋅ Lucian ⋅ Ezreal             | Rumble ⋅ Varus Neeko ⋅ Lucian ⋅ Ezreal             | Rumble ⋅ Varus Neeko ⋅ Lucian ⋅ Ezreal             | Rumble ⋅ Varus Neeko ⋅ Lucian ⋅ Ezreal             | Cấm                           | Cấm    | Pantheon ⋅ Vi Sion ⋅ Caitlyn ⋅ Leona | Pantheon ⋅ Vi Sion ⋅ Caitlyn ⋅ Leona | Pantheon ⋅ Vi Sion ⋅ Caitlyn ⋅ Leona | Pantheon ⋅ Vi Sion ⋅ Caitlyn ⋅ Leona | Pantheon ⋅ Vi Sion ⋅ Caitlyn ⋅ Leona | Pantheon ⋅ Vi Sion ⋅ Caitlyn ⋅ Leona | Pantheon ⋅ Vi Sion ⋅ Caitlyn ⋅ Leona |
| Gragas ⋅ Xin Zhao Taliyah ⋅ Miss Fortune ⋅ Alistar | Gragas ⋅ Xin Zhao Taliyah ⋅ Miss Fortune ⋅ Alistar | Gragas ⋅ Xin Zhao Taliyah ⋅ Miss Fortune ⋅ Alistar | Gragas ⋅ Xin Zhao Taliyah ⋅ Miss Fortune ⋅ Alistar | Gragas ⋅ Xin Zhao Taliyah ⋅ Miss Fortune ⋅ Alistar | Gragas ⋅ Xin Zhao Taliyah ⋅ Miss Fortune ⋅ Alistar | Gragas ⋅ Xin Zhao Taliyah ⋅ Miss Fortune ⋅ Alistar | Chọn                          | Chọn   | Yorick ⋅ Poppy Azir ⋅ Jhin ⋅ Bard    | Yorick ⋅ Poppy Azir ⋅ Jhin ⋅ Bard    | Yorick ⋅ Poppy Azir ⋅ Jhin ⋅ Bard    | Yorick ⋅ Poppy Azir ⋅ Jhin ⋅ Bard    | Yorick ⋅ Poppy Azir ⋅ Jhin ⋅ Bard    | Yorick ⋅ Poppy Azir ⋅ Jhin ⋅ Bard    | Yorick ⋅ Poppy Azir ⋅ Jhin ⋅ Bard    |
|                                                    |                                                    |                                                    |                                                    |                                                    |                                                    |                                                    |                               |        |                                      |                                      |                                      |                                      |                                      |                                      |                                      |

| 15/22/39                                   | 15/22/39                                   | 15/22/39                                   | 15/22/39                                   | 15/22/39                                   | 15/22/39                                   | 15/22/39                                   | Trận 2                        | Trận 2 | 22/15/52                                | 22/15/52                                | 22/15/52                                | 22/15/52                                | 22/15/52                                | 22/15/52                                | 22/15/52                                |
| Rồng: 0 ⋅ Trụ: 7 ⋅ Vàng: 77k               | Rồng: 0 ⋅ Trụ: 7 ⋅ Vàng: 77k               | Rồng: 0 ⋅ Trụ: 7 ⋅ Vàng: 77k               | Rồng: 0 ⋅ Trụ: 7 ⋅ Vàng: 77k               | Rồng: 0 ⋅ Trụ: 7 ⋅ Vàng: 77k               | Rồng: 0 ⋅ Trụ: 7 ⋅ Vàng: 77k               | Rồng: 0 ⋅ Trụ: 7 ⋅ Vàng: 77k               | Sự kiện thể thao đang diễn ra | 41:29  | Rồng: 5 ⋅ Trụ: 9 ⋅ Vàng: 80,5k          | Rồng: 5 ⋅ Trụ: 9 ⋅ Vàng: 80,5k          | Rồng: 5 ⋅ Trụ: 9 ⋅ Vàng: 80,5k          | Rồng: 5 ⋅ Trụ: 9 ⋅ Vàng: 80,5k          | Rồng: 5 ⋅ Trụ: 9 ⋅ Vàng: 80,5k          | Rồng: 5 ⋅ Trụ: 9 ⋅ Vàng: 80,5k          | Rồng: 5 ⋅ Trụ: 9 ⋅ Vàng: 80,5k          |
| Varus ⋅ Ezreal Trundle ⋅ Kalista ⋅ Sivir   | Varus ⋅ Ezreal Trundle ⋅ Kalista ⋅ Sivir   | Varus ⋅ Ezreal Trundle ⋅ Kalista ⋅ Sivir   | Varus ⋅ Ezreal Trundle ⋅ Kalista ⋅ Sivir   | Varus ⋅ Ezreal Trundle ⋅ Kalista ⋅ Sivir   | Varus ⋅ Ezreal Trundle ⋅ Kalista ⋅ Sivir   | Varus ⋅ Ezreal Trundle ⋅ Kalista ⋅ Sivir   | Cấm                           | Cấm    | Pantheon ⋅ Vi Sion ⋅ Caitlyn ⋅ Leona    | Pantheon ⋅ Vi Sion ⋅ Caitlyn ⋅ Leona    | Pantheon ⋅ Vi Sion ⋅ Caitlyn ⋅ Leona    | Pantheon ⋅ Vi Sion ⋅ Caitlyn ⋅ Leona    | Pantheon ⋅ Vi Sion ⋅ Caitlyn ⋅ Leona    | Pantheon ⋅ Vi Sion ⋅ Caitlyn ⋅ Leona    | Pantheon ⋅ Vi Sion ⋅ Caitlyn ⋅ Leona    |
| Rumble ⋅ Skarner Corki ⋅ Kai'Sa ⋅ Nautilus | Rumble ⋅ Skarner Corki ⋅ Kai'Sa ⋅ Nautilus | Rumble ⋅ Skarner Corki ⋅ Kai'Sa ⋅ Nautilus | Rumble ⋅ Skarner Corki ⋅ Kai'Sa ⋅ Nautilus | Rumble ⋅ Skarner Corki ⋅ Kai'Sa ⋅ Nautilus | Rumble ⋅ Skarner Corki ⋅ Kai'Sa ⋅ Nautilus | Rumble ⋅ Skarner Corki ⋅ Kai'Sa ⋅ Nautilus | Chọn                          | Chọn   | Galio ⋅ Ngộ Không Ryze ⋅ Lucian ⋅ Neeko | Galio ⋅ Ngộ Không Ryze ⋅ Lucian ⋅ Neeko | Galio ⋅ Ngộ Không Ryze ⋅ Lucian ⋅ Neeko | Galio ⋅ Ngộ Không Ryze ⋅ Lucian ⋅ Neeko | Galio ⋅ Ngộ Không Ryze ⋅ Lucian ⋅ Neeko | Galio ⋅ Ngộ Không Ryze ⋅ Lucian ⋅ Neeko | Galio ⋅ Ngộ Không Ryze ⋅ Lucian ⋅ Neeko |
|                                            |                                            |                                            |                                            |                                            |                                            |                                            |                               |        |                                         |                                         |                                         |                                         |                                         |                                         |                                         |

| 19/8/45                                 | 19/8/45                                 | 19/8/45                                 | 19/8/45                                 | 19/8/45                                 | 19/8/45                                 | 19/8/45                                 | Trận 3                        | Trận 3 | 8/19/24                                   | 8/19/24                                   | 8/19/24                                   | 8/19/24                                   | 8/19/24                                   | 8/19/24                                   | 8/19/24                                   |
| Rồng: 4 ⋅ Trụ: 8 ⋅ Vàng: 64,5k          | Rồng: 4 ⋅ Trụ: 8 ⋅ Vàng: 64,5k          | Rồng: 4 ⋅ Trụ: 8 ⋅ Vàng: 64,5k          | Rồng: 4 ⋅ Trụ: 8 ⋅ Vàng: 64,5k          | Rồng: 4 ⋅ Trụ: 8 ⋅ Vàng: 64,5k          | Rồng: 4 ⋅ Trụ: 8 ⋅ Vàng: 64,5k          | Rồng: 4 ⋅ Trụ: 8 ⋅ Vàng: 64,5k          | Sự kiện thể thao đang diễn ra | 33:29  | Rồng: 1 ⋅ Trụ: 1 ⋅ Vàng: 55,5k            | Rồng: 1 ⋅ Trụ: 1 ⋅ Vàng: 55,5k            | Rồng: 1 ⋅ Trụ: 1 ⋅ Vàng: 55,5k            | Rồng: 1 ⋅ Trụ: 1 ⋅ Vàng: 55,5k            | Rồng: 1 ⋅ Trụ: 1 ⋅ Vàng: 55,5k            | Rồng: 1 ⋅ Trụ: 1 ⋅ Vàng: 55,5k            | Rồng: 1 ⋅ Trụ: 1 ⋅ Vàng: 55,5k            |
| Pantheon ⋅ Vi Varus ⋅ Sivir ⋅ Senna     | Pantheon ⋅ Vi Varus ⋅ Sivir ⋅ Senna     | Pantheon ⋅ Vi Varus ⋅ Sivir ⋅ Senna     | Pantheon ⋅ Vi Varus ⋅ Sivir ⋅ Senna     | Pantheon ⋅ Vi Varus ⋅ Sivir ⋅ Senna     | Pantheon ⋅ Vi Varus ⋅ Sivir ⋅ Senna     | Pantheon ⋅ Vi Varus ⋅ Sivir ⋅ Senna     | Cấm                           | Cấm    | Caitlyn ⋅ Leona Nocturne ⋅ Viktor ⋅ Jayce | Caitlyn ⋅ Leona Nocturne ⋅ Viktor ⋅ Jayce | Caitlyn ⋅ Leona Nocturne ⋅ Viktor ⋅ Jayce | Caitlyn ⋅ Leona Nocturne ⋅ Viktor ⋅ Jayce | Caitlyn ⋅ Leona Nocturne ⋅ Viktor ⋅ Jayce | Caitlyn ⋅ Leona Nocturne ⋅ Viktor ⋅ Jayce | Caitlyn ⋅ Leona Nocturne ⋅ Viktor ⋅ Jayce |
| Gnar ⋅ Trundle Orianna ⋅ Ezreal ⋅ Braum | Gnar ⋅ Trundle Orianna ⋅ Ezreal ⋅ Braum | Gnar ⋅ Trundle Orianna ⋅ Ezreal ⋅ Braum | Gnar ⋅ Trundle Orianna ⋅ Ezreal ⋅ Braum | Gnar ⋅ Trundle Orianna ⋅ Ezreal ⋅ Braum | Gnar ⋅ Trundle Orianna ⋅ Ezreal ⋅ Braum | Gnar ⋅ Trundle Orianna ⋅ Ezreal ⋅ Braum | Chọn                          | Chọn   | Gwen ⋅ Lee Sin Annie ⋅ Xayah ⋅ Rell       | Gwen ⋅ Lee Sin Annie ⋅ Xayah ⋅ Rell       | Gwen ⋅ Lee Sin Annie ⋅ Xayah ⋅ Rell       | Gwen ⋅ Lee Sin Annie ⋅ Xayah ⋅ Rell       | Gwen ⋅ Lee Sin Annie ⋅ Xayah ⋅ Rell       | Gwen ⋅ Lee Sin Annie ⋅ Xayah ⋅ Rell       | Gwen ⋅ Lee Sin Annie ⋅ Xayah ⋅ Rell       |
|                                         |                                         |                                         |                                         |                                         |                                         |                                         |                               |        |                                           |                                           |                                           |                                           |                                           |                                           |                                           |

| 6/15/8                                      | 6/15/8                                      | 6/15/8                                      | 6/15/8                                      | 6/15/8                                      | 6/15/8                                      | 6/15/8                                      | Trận 4                        | Trận 4 | 15/6/44                                  | 15/6/44                                  | 15/6/44                                  | 15/6/44                                  | 15/6/44                                  | 15/6/44                                  | 15/6/44                                  |
| Rồng: 2 ⋅ Trụ: 3 ⋅ Vàng: 47,6k              | Rồng: 2 ⋅ Trụ: 3 ⋅ Vàng: 47,6k              | Rồng: 2 ⋅ Trụ: 3 ⋅ Vàng: 47,6k              | Rồng: 2 ⋅ Trụ: 3 ⋅ Vàng: 47,6k              | Rồng: 2 ⋅ Trụ: 3 ⋅ Vàng: 47,6k              | Rồng: 2 ⋅ Trụ: 3 ⋅ Vàng: 47,6k              | Rồng: 2 ⋅ Trụ: 3 ⋅ Vàng: 47,6k              | Sự kiện thể thao đang diễn ra | 29:36  | Rồng: 2 ⋅ Trụ: 9 ⋅ Vàng: 59,7k           | Rồng: 2 ⋅ Trụ: 9 ⋅ Vàng: 59,7k           | Rồng: 2 ⋅ Trụ: 9 ⋅ Vàng: 59,7k           | Rồng: 2 ⋅ Trụ: 9 ⋅ Vàng: 59,7k           | Rồng: 2 ⋅ Trụ: 9 ⋅ Vàng: 59,7k           | Rồng: 2 ⋅ Trụ: 9 ⋅ Vàng: 59,7k           | Rồng: 2 ⋅ Trụ: 9 ⋅ Vàng: 59,7k           |
| Vi ⋅ Pantheon Varus ⋅ Tahm Kench ⋅ Sejuani  | Vi ⋅ Pantheon Varus ⋅ Tahm Kench ⋅ Sejuani  | Vi ⋅ Pantheon Varus ⋅ Tahm Kench ⋅ Sejuani  | Vi ⋅ Pantheon Varus ⋅ Tahm Kench ⋅ Sejuani  | Vi ⋅ Pantheon Varus ⋅ Tahm Kench ⋅ Sejuani  | Vi ⋅ Pantheon Varus ⋅ Tahm Kench ⋅ Sejuani  | Vi ⋅ Pantheon Varus ⋅ Tahm Kench ⋅ Sejuani  | Cấm                           | Cấm    | Caitlyn ⋅ Viktor Sion ⋅ Draven ⋅ Leona   | Caitlyn ⋅ Viktor Sion ⋅ Draven ⋅ Leona   | Caitlyn ⋅ Viktor Sion ⋅ Draven ⋅ Leona   | Caitlyn ⋅ Viktor Sion ⋅ Draven ⋅ Leona   | Caitlyn ⋅ Viktor Sion ⋅ Draven ⋅ Leona   | Caitlyn ⋅ Viktor Sion ⋅ Draven ⋅ Leona   | Caitlyn ⋅ Viktor Sion ⋅ Draven ⋅ Leona   |
| K'Sante ⋅ Jarvan IV Aurora ⋅ Sivir ⋅ Thresh | K'Sante ⋅ Jarvan IV Aurora ⋅ Sivir ⋅ Thresh | K'Sante ⋅ Jarvan IV Aurora ⋅ Sivir ⋅ Thresh | K'Sante ⋅ Jarvan IV Aurora ⋅ Sivir ⋅ Thresh | K'Sante ⋅ Jarvan IV Aurora ⋅ Sivir ⋅ Thresh | K'Sante ⋅ Jarvan IV Aurora ⋅ Sivir ⋅ Thresh | K'Sante ⋅ Jarvan IV Aurora ⋅ Sivir ⋅ Thresh | Chọn                          | Chọn   | Jayce ⋅ Maokai Sylas ⋅ Jinx ⋅ Blitzcrank | Jayce ⋅ Maokai Sylas ⋅ Jinx ⋅ Blitzcrank | Jayce ⋅ Maokai Sylas ⋅ Jinx ⋅ Blitzcrank | Jayce ⋅ Maokai Sylas ⋅ Jinx ⋅ Blitzcrank | Jayce ⋅ Maokai Sylas ⋅ Jinx ⋅ Blitzcrank | Jayce ⋅ Maokai Sylas ⋅ Jinx ⋅ Blitzcrank | Jayce ⋅ Maokai Sylas ⋅ Jinx ⋅ Blitzcrank |
|                                             |                                             |                                             |                                             |                                             |                                             |                                             |                               |        |                                          |                                          |                                          |                                          |                                          |                                          |                                          |

| Bilibili Gaming | 3 – 2 | FlyQuest |

| 9/23/23                                         | 9/23/23                                         | 9/23/23                                         | 9/23/23                                         | 9/23/23                                         | 9/23/23                                         | 9/23/23                                         | Trận 1                        | Trận 1 | 23/9/54                                   | 23/9/54                                   | 23/9/54                                   | 23/9/54                                   | 23/9/54                                   | 23/9/54                                   | 23/9/54                                   |
| Rồng: 3 ⋅ Trụ: 2 ⋅ Vàng: 57,8k                  | Rồng: 3 ⋅ Trụ: 2 ⋅ Vàng: 57,8k                  | Rồng: 3 ⋅ Trụ: 2 ⋅ Vàng: 57,8k                  | Rồng: 3 ⋅ Trụ: 2 ⋅ Vàng: 57,8k                  | Rồng: 3 ⋅ Trụ: 2 ⋅ Vàng: 57,8k                  | Rồng: 3 ⋅ Trụ: 2 ⋅ Vàng: 57,8k                  | Rồng: 3 ⋅ Trụ: 2 ⋅ Vàng: 57,8k                  | Sự kiện thể thao đang diễn ra | 36:22  | Rồng: 2 ⋅ Trụ: 11 ⋅ Vàng: 70,8k           | Rồng: 2 ⋅ Trụ: 11 ⋅ Vàng: 70,8k           | Rồng: 2 ⋅ Trụ: 11 ⋅ Vàng: 70,8k           | Rồng: 2 ⋅ Trụ: 11 ⋅ Vàng: 70,8k           | Rồng: 2 ⋅ Trụ: 11 ⋅ Vàng: 70,8k           | Rồng: 2 ⋅ Trụ: 11 ⋅ Vàng: 70,8k           | Rồng: 2 ⋅ Trụ: 11 ⋅ Vàng: 70,8k           |
| Pantheon ⋅ Varus Renekton ⋅ Trundle ⋅ Ngộ Không | Pantheon ⋅ Varus Renekton ⋅ Trundle ⋅ Ngộ Không | Pantheon ⋅ Varus Renekton ⋅ Trundle ⋅ Ngộ Không | Pantheon ⋅ Varus Renekton ⋅ Trundle ⋅ Ngộ Không | Pantheon ⋅ Varus Renekton ⋅ Trundle ⋅ Ngộ Không | Pantheon ⋅ Varus Renekton ⋅ Trundle ⋅ Ngộ Không | Pantheon ⋅ Varus Renekton ⋅ Trundle ⋅ Ngộ Không | Cấm                           | Cấm    | Yone ⋅ Twisted Fate Vi ⋅ Gwen ⋅ Ambessa   | Yone ⋅ Twisted Fate Vi ⋅ Gwen ⋅ Ambessa   | Yone ⋅ Twisted Fate Vi ⋅ Gwen ⋅ Ambessa   | Yone ⋅ Twisted Fate Vi ⋅ Gwen ⋅ Ambessa   | Yone ⋅ Twisted Fate Vi ⋅ Gwen ⋅ Ambessa   | Yone ⋅ Twisted Fate Vi ⋅ Gwen ⋅ Ambessa   | Yone ⋅ Twisted Fate Vi ⋅ Gwen ⋅ Ambessa   |
| Sion ⋅ Xin Zhao Aurora ⋅ Miss Fortune ⋅ Neeko   | Sion ⋅ Xin Zhao Aurora ⋅ Miss Fortune ⋅ Neeko   | Sion ⋅ Xin Zhao Aurora ⋅ Miss Fortune ⋅ Neeko   | Sion ⋅ Xin Zhao Aurora ⋅ Miss Fortune ⋅ Neeko   | Sion ⋅ Xin Zhao Aurora ⋅ Miss Fortune ⋅ Neeko   | Sion ⋅ Xin Zhao Aurora ⋅ Miss Fortune ⋅ Neeko   | Sion ⋅ Xin Zhao Aurora ⋅ Miss Fortune ⋅ Neeko   | Chọn                          | Chọn   | Aatrox ⋅ Sejuani Taliyah ⋅ Ezreal ⋅ Karma | Aatrox ⋅ Sejuani Taliyah ⋅ Ezreal ⋅ Karma | Aatrox ⋅ Sejuani Taliyah ⋅ Ezreal ⋅ Karma | Aatrox ⋅ Sejuani Taliyah ⋅ Ezreal ⋅ Karma | Aatrox ⋅ Sejuani Taliyah ⋅ Ezreal ⋅ Karma | Aatrox ⋅ Sejuani Taliyah ⋅ Ezreal ⋅ Karma | Aatrox ⋅ Sejuani Taliyah ⋅ Ezreal ⋅ Karma |
|                                                 |                                                 |                                                 |                                                 |                                                 |                                                 |                                                 |                               |        |                                           |                                           |                                           |                                           |                                           |                                           |                                           |

| 24/13/58                                  | 24/13/58                                  | 24/13/58                                  | 24/13/58                                  | 24/13/58                                  | 24/13/58                                  | 24/13/58                                  | Trận 2                        | Trận 2 | 13/24/29                                            | 13/24/29                                            | 13/24/29                                            | 13/24/29                                            | 13/24/29                                            | 13/24/29                                            | 13/24/29                                            |
| Rồng: 4 ⋅ Trụ: 9 ⋅ Vàng: 63,3k            | Rồng: 4 ⋅ Trụ: 9 ⋅ Vàng: 63,3k            | Rồng: 4 ⋅ Trụ: 9 ⋅ Vàng: 63,3k            | Rồng: 4 ⋅ Trụ: 9 ⋅ Vàng: 63,3k            | Rồng: 4 ⋅ Trụ: 9 ⋅ Vàng: 63,3k            | Rồng: 4 ⋅ Trụ: 9 ⋅ Vàng: 63,3k            | Rồng: 4 ⋅ Trụ: 9 ⋅ Vàng: 63,3k            | Sự kiện thể thao đang diễn ra | 30:04  | Rồng: 0 ⋅ Trụ: 2 ⋅ Vàng: 51,6k                      | Rồng: 0 ⋅ Trụ: 2 ⋅ Vàng: 51,6k                      | Rồng: 0 ⋅ Trụ: 2 ⋅ Vàng: 51,6k                      | Rồng: 0 ⋅ Trụ: 2 ⋅ Vàng: 51,6k                      | Rồng: 0 ⋅ Trụ: 2 ⋅ Vàng: 51,6k                      | Rồng: 0 ⋅ Trụ: 2 ⋅ Vàng: 51,6k                      | Rồng: 0 ⋅ Trụ: 2 ⋅ Vàng: 51,6k                      |
| Cassiopeia ⋅ Azir Galio ⋅ Rakan ⋅ Alistar | Cassiopeia ⋅ Azir Galio ⋅ Rakan ⋅ Alistar | Cassiopeia ⋅ Azir Galio ⋅ Rakan ⋅ Alistar | Cassiopeia ⋅ Azir Galio ⋅ Rakan ⋅ Alistar | Cassiopeia ⋅ Azir Galio ⋅ Rakan ⋅ Alistar | Cassiopeia ⋅ Azir Galio ⋅ Rakan ⋅ Alistar | Cassiopeia ⋅ Azir Galio ⋅ Rakan ⋅ Alistar | Cấm                           | Cấm    | Twisted Fate ⋅ Varus Rumble ⋅ Jayce ⋅ K'Sante       | Twisted Fate ⋅ Varus Rumble ⋅ Jayce ⋅ K'Sante       | Twisted Fate ⋅ Varus Rumble ⋅ Jayce ⋅ K'Sante       | Twisted Fate ⋅ Varus Rumble ⋅ Jayce ⋅ K'Sante       | Twisted Fate ⋅ Varus Rumble ⋅ Jayce ⋅ K'Sante       | Twisted Fate ⋅ Varus Rumble ⋅ Jayce ⋅ K'Sante       | Twisted Fate ⋅ Varus Rumble ⋅ Jayce ⋅ K'Sante       |
| Ornn ⋅ Pantheon Viktor ⋅ Corki ⋅ Rell     | Ornn ⋅ Pantheon Viktor ⋅ Corki ⋅ Rell     | Ornn ⋅ Pantheon Viktor ⋅ Corki ⋅ Rell     | Ornn ⋅ Pantheon Viktor ⋅ Corki ⋅ Rell     | Ornn ⋅ Pantheon Viktor ⋅ Corki ⋅ Rell     | Ornn ⋅ Pantheon Viktor ⋅ Corki ⋅ Rell     | Ornn ⋅ Pantheon Viktor ⋅ Corki ⋅ Rell     | Chọn                          | Chọn   | Renekton ⋅ Ngộ Không Annie ⋅ Kalista ⋅ Renata Glasc | Renekton ⋅ Ngộ Không Annie ⋅ Kalista ⋅ Renata Glasc | Renekton ⋅ Ngộ Không Annie ⋅ Kalista ⋅ Renata Glasc | Renekton ⋅ Ngộ Không Annie ⋅ Kalista ⋅ Renata Glasc | Renekton ⋅ Ngộ Không Annie ⋅ Kalista ⋅ Renata Glasc | Renekton ⋅ Ngộ Không Annie ⋅ Kalista ⋅ Renata Glasc | Renekton ⋅ Ngộ Không Annie ⋅ Kalista ⋅ Renata Glasc |
|                                           |                                           |                                           |                                           |                                           |                                           |                                           |                               |        |                                                     |                                                     |                                                     |                                                     |                                                     |                                                     |                                                     |

| 21/20/54                                    | 21/20/54                                    | 21/20/54                                    | 21/20/54                                    | 21/20/54                                    | 21/20/54                                    | 21/20/54                                    | Trận 3                        | Trận 3 | 20/21/59                                      | 20/21/59                                      | 20/21/59                                      | 20/21/59                                      | 20/21/59                                      | 20/21/59                                      | 20/21/59                                      |
| Rồng: 3 ⋅ Trụ: 10 ⋅ Vàng: 75,2k             | Rồng: 3 ⋅ Trụ: 10 ⋅ Vàng: 75,2k             | Rồng: 3 ⋅ Trụ: 10 ⋅ Vàng: 75,2k             | Rồng: 3 ⋅ Trụ: 10 ⋅ Vàng: 75,2k             | Rồng: 3 ⋅ Trụ: 10 ⋅ Vàng: 75,2k             | Rồng: 3 ⋅ Trụ: 10 ⋅ Vàng: 75,2k             | Rồng: 3 ⋅ Trụ: 10 ⋅ Vàng: 75,2k             | Sự kiện thể thao đang diễn ra | 37:25  | Rồng: 3 ⋅ Trụ: 5 ⋅ Vàng: 70,8k                | Rồng: 3 ⋅ Trụ: 5 ⋅ Vàng: 70,8k                | Rồng: 3 ⋅ Trụ: 5 ⋅ Vàng: 70,8k                | Rồng: 3 ⋅ Trụ: 5 ⋅ Vàng: 70,8k                | Rồng: 3 ⋅ Trụ: 5 ⋅ Vàng: 70,8k                | Rồng: 3 ⋅ Trụ: 5 ⋅ Vàng: 70,8k                | Rồng: 3 ⋅ Trụ: 5 ⋅ Vàng: 70,8k                |
| Cassiopeia ⋅ Azir Galio ⋅ Bard ⋅ Tahm Kench | Cassiopeia ⋅ Azir Galio ⋅ Bard ⋅ Tahm Kench | Cassiopeia ⋅ Azir Galio ⋅ Bard ⋅ Tahm Kench | Cassiopeia ⋅ Azir Galio ⋅ Bard ⋅ Tahm Kench | Cassiopeia ⋅ Azir Galio ⋅ Bard ⋅ Tahm Kench | Cassiopeia ⋅ Azir Galio ⋅ Bard ⋅ Tahm Kench | Cassiopeia ⋅ Azir Galio ⋅ Bard ⋅ Tahm Kench | Cấm                           | Cấm    | Varus ⋅ Twisted Fate Rumble ⋅ Ziggs ⋅ Caitlyn | Varus ⋅ Twisted Fate Rumble ⋅ Ziggs ⋅ Caitlyn | Varus ⋅ Twisted Fate Rumble ⋅ Ziggs ⋅ Caitlyn | Varus ⋅ Twisted Fate Rumble ⋅ Ziggs ⋅ Caitlyn | Varus ⋅ Twisted Fate Rumble ⋅ Ziggs ⋅ Caitlyn | Varus ⋅ Twisted Fate Rumble ⋅ Ziggs ⋅ Caitlyn | Varus ⋅ Twisted Fate Rumble ⋅ Ziggs ⋅ Caitlyn |
| Ambessa ⋅ Vi Ahri ⋅ Kai'Sa ⋅ Nautilus       | Ambessa ⋅ Vi Ahri ⋅ Kai'Sa ⋅ Nautilus       | Ambessa ⋅ Vi Ahri ⋅ Kai'Sa ⋅ Nautilus       | Ambessa ⋅ Vi Ahri ⋅ Kai'Sa ⋅ Nautilus       | Ambessa ⋅ Vi Ahri ⋅ Kai'Sa ⋅ Nautilus       | Ambessa ⋅ Vi Ahri ⋅ Kai'Sa ⋅ Nautilus       | Ambessa ⋅ Vi Ahri ⋅ Kai'Sa ⋅ Nautilus       | Chọn                          | Chọn   | Gangplank ⋅ Poppy Ryze ⋅ Senna ⋅ Alistar      | Gangplank ⋅ Poppy Ryze ⋅ Senna ⋅ Alistar      | Gangplank ⋅ Poppy Ryze ⋅ Senna ⋅ Alistar      | Gangplank ⋅ Poppy Ryze ⋅ Senna ⋅ Alistar      | Gangplank ⋅ Poppy Ryze ⋅ Senna ⋅ Alistar      | Gangplank ⋅ Poppy Ryze ⋅ Senna ⋅ Alistar      | Gangplank ⋅ Poppy Ryze ⋅ Senna ⋅ Alistar      |
|                                             |                                             |                                             |                                             |                                             |                                             |                                             |                               |        |                                               |                                               |                                               |                                               |                                               |                                               |                                               |

| 6/23/7                                    | 6/23/7                                    | 6/23/7                                    | 6/23/7                                    | 6/23/7                                    | 6/23/7                                    | 6/23/7                                    | Trận 4                        | Trận 4 | 23/6/58                                       | 23/6/58                                       | 23/6/58                                       | 23/6/58                                       | 23/6/58                                       | 23/6/58                                       | 23/6/58                                       |
| Rồng: 0 ⋅ Trụ: 2 ⋅ Vàng: 48k              | Rồng: 0 ⋅ Trụ: 2 ⋅ Vàng: 48k              | Rồng: 0 ⋅ Trụ: 2 ⋅ Vàng: 48k              | Rồng: 0 ⋅ Trụ: 2 ⋅ Vàng: 48k              | Rồng: 0 ⋅ Trụ: 2 ⋅ Vàng: 48k              | Rồng: 0 ⋅ Trụ: 2 ⋅ Vàng: 48k              | Rồng: 0 ⋅ Trụ: 2 ⋅ Vàng: 48k              | Sự kiện thể thao đang diễn ra | 28:21  | Rồng: 4 ⋅ Trụ: 9 ⋅ Vàng: 57,1k                | Rồng: 4 ⋅ Trụ: 9 ⋅ Vàng: 57,1k                | Rồng: 4 ⋅ Trụ: 9 ⋅ Vàng: 57,1k                | Rồng: 4 ⋅ Trụ: 9 ⋅ Vàng: 57,1k                | Rồng: 4 ⋅ Trụ: 9 ⋅ Vàng: 57,1k                | Rồng: 4 ⋅ Trụ: 9 ⋅ Vàng: 57,1k                | Rồng: 4 ⋅ Trụ: 9 ⋅ Vàng: 57,1k                |
| Cassiopeia ⋅ Azir Galio ⋅ Orianna ⋅ Sylas | Cassiopeia ⋅ Azir Galio ⋅ Orianna ⋅ Sylas | Cassiopeia ⋅ Azir Galio ⋅ Orianna ⋅ Sylas | Cassiopeia ⋅ Azir Galio ⋅ Orianna ⋅ Sylas | Cassiopeia ⋅ Azir Galio ⋅ Orianna ⋅ Sylas | Cassiopeia ⋅ Azir Galio ⋅ Orianna ⋅ Sylas | Cassiopeia ⋅ Azir Galio ⋅ Orianna ⋅ Sylas | Cấm                           | Cấm    | Twisted Fate ⋅ Lucian Rumble ⋅ Syndra ⋅ Akali | Twisted Fate ⋅ Lucian Rumble ⋅ Syndra ⋅ Akali | Twisted Fate ⋅ Lucian Rumble ⋅ Syndra ⋅ Akali | Twisted Fate ⋅ Lucian Rumble ⋅ Syndra ⋅ Akali | Twisted Fate ⋅ Lucian Rumble ⋅ Syndra ⋅ Akali | Twisted Fate ⋅ Lucian Rumble ⋅ Syndra ⋅ Akali | Twisted Fate ⋅ Lucian Rumble ⋅ Syndra ⋅ Akali |
| Yorick ⋅ Maokai Tristana ⋅ Varus ⋅ Rakan  | Yorick ⋅ Maokai Tristana ⋅ Varus ⋅ Rakan  | Yorick ⋅ Maokai Tristana ⋅ Varus ⋅ Rakan  | Yorick ⋅ Maokai Tristana ⋅ Varus ⋅ Rakan  | Yorick ⋅ Maokai Tristana ⋅ Varus ⋅ Rakan  | Yorick ⋅ Maokai Tristana ⋅ Varus ⋅ Rakan  | Yorick ⋅ Maokai Tristana ⋅ Varus ⋅ Rakan  | Chọn                          | Chọn   | Sett ⋅ Trundle Hwei ⋅ Jhin ⋅ Bard             | Sett ⋅ Trundle Hwei ⋅ Jhin ⋅ Bard             | Sett ⋅ Trundle Hwei ⋅ Jhin ⋅ Bard             | Sett ⋅ Trundle Hwei ⋅ Jhin ⋅ Bard             | Sett ⋅ Trundle Hwei ⋅ Jhin ⋅ Bard             | Sett ⋅ Trundle Hwei ⋅ Jhin ⋅ Bard             | Sett ⋅ Trundle Hwei ⋅ Jhin ⋅ Bard             |
|                                           |                                           |                                           |                                           |                                           |                                           |                                           |                               |        |                                               |                                               |                                               |                                               |                                               |                                               |                                               |

| 31/5/83                                           | 31/5/83                                           | 31/5/83                                           | 31/5/83                                           | 31/5/83                                           | 31/5/83                                           | 31/5/83                                           | Trận 5                        | Trận 5 | 5/31/10                                 | 5/31/10                                 | 5/31/10                                 | 5/31/10                                 | 5/31/10                                 | 5/31/10                                 | 5/31/10                                 |
| Rồng: 4 ⋅ Trụ: 11 ⋅ Vàng: 66,4k                   | Rồng: 4 ⋅ Trụ: 11 ⋅ Vàng: 66,4k                   | Rồng: 4 ⋅ Trụ: 11 ⋅ Vàng: 66,4k                   | Rồng: 4 ⋅ Trụ: 11 ⋅ Vàng: 66,4k                   | Rồng: 4 ⋅ Trụ: 11 ⋅ Vàng: 66,4k                   | Rồng: 4 ⋅ Trụ: 11 ⋅ Vàng: 66,4k                   | Rồng: 4 ⋅ Trụ: 11 ⋅ Vàng: 66,4k                   | Sự kiện thể thao đang diễn ra | 31:31  | Rồng: 0 ⋅ Trụ: 0 ⋅ Vàng: 46,9k          | Rồng: 0 ⋅ Trụ: 0 ⋅ Vàng: 46,9k          | Rồng: 0 ⋅ Trụ: 0 ⋅ Vàng: 46,9k          | Rồng: 0 ⋅ Trụ: 0 ⋅ Vàng: 46,9k          | Rồng: 0 ⋅ Trụ: 0 ⋅ Vàng: 46,9k          | Rồng: 0 ⋅ Trụ: 0 ⋅ Vàng: 46,9k          | Rồng: 0 ⋅ Trụ: 0 ⋅ Vàng: 46,9k          |
| Cassiopeia ⋅ Azir Orianna ⋅ Gragas ⋅ Twisted Fate | Cassiopeia ⋅ Azir Orianna ⋅ Gragas ⋅ Twisted Fate | Cassiopeia ⋅ Azir Orianna ⋅ Gragas ⋅ Twisted Fate | Cassiopeia ⋅ Azir Orianna ⋅ Gragas ⋅ Twisted Fate | Cassiopeia ⋅ Azir Orianna ⋅ Gragas ⋅ Twisted Fate | Cassiopeia ⋅ Azir Orianna ⋅ Gragas ⋅ Twisted Fate | Cassiopeia ⋅ Azir Orianna ⋅ Gragas ⋅ Twisted Fate | Cấm                           | Cấm    | Nami ⋅ Skarner Yone ⋅ Caitlyn ⋅ Braum   | Nami ⋅ Skarner Yone ⋅ Caitlyn ⋅ Braum   | Nami ⋅ Skarner Yone ⋅ Caitlyn ⋅ Braum   | Nami ⋅ Skarner Yone ⋅ Caitlyn ⋅ Braum   | Nami ⋅ Skarner Yone ⋅ Caitlyn ⋅ Braum   | Nami ⋅ Skarner Yone ⋅ Caitlyn ⋅ Braum   | Nami ⋅ Skarner Yone ⋅ Caitlyn ⋅ Braum   |
| Rumble ⋅ Nocturne Galio ⋅ Ashe ⋅ Shen             | Rumble ⋅ Nocturne Galio ⋅ Ashe ⋅ Shen             | Rumble ⋅ Nocturne Galio ⋅ Ashe ⋅ Shen             | Rumble ⋅ Nocturne Galio ⋅ Ashe ⋅ Shen             | Rumble ⋅ Nocturne Galio ⋅ Ashe ⋅ Shen             | Rumble ⋅ Nocturne Galio ⋅ Ashe ⋅ Shen             | Rumble ⋅ Nocturne Galio ⋅ Ashe ⋅ Shen             | Chọn                          | Chọn   | Urgot ⋅ Lee Sin Zilean ⋅ Lucian ⋅ Leona | Urgot ⋅ Lee Sin Zilean ⋅ Lucian ⋅ Leona | Urgot ⋅ Lee Sin Zilean ⋅ Lucian ⋅ Leona | Urgot ⋅ Lee Sin Zilean ⋅ Lucian ⋅ Leona | Urgot ⋅ Lee Sin Zilean ⋅ Lucian ⋅ Leona | Urgot ⋅ Lee Sin Zilean ⋅ Lucian ⋅ Leona | Urgot ⋅ Lee Sin Zilean ⋅ Lucian ⋅ Leona |
|                                                   |                                                   |                                                   |                                                   |                                                   |                                                   |                                                   |                               |        |                                         |                                         |                                         |                                         |                                         |                                         |                                         |

| Bilibili Gaming | 3 – 2 | FlyQuest |

| 9/23/23                                         | 9/23/23                                         | 9/23/23                                         | 9/23/23                                         | 9/23/23                                         | 9/23/23                                         | 9/23/23                                         | Trận 1                        | Trận 1 | 23/9/54                                   | 23/9/54                                   | 23/9/54                                   | 23/9/54                                   | 23/9/54                                   | 23/9/54                                   | 23/9/54                                   |
| Rồng: 3 ⋅ Trụ: 2 ⋅ Vàng: 57,8k                  | Rồng: 3 ⋅ Trụ: 2 ⋅ Vàng: 57,8k                  | Rồng: 3 ⋅ Trụ: 2 ⋅ Vàng: 57,8k                  | Rồng: 3 ⋅ Trụ: 2 ⋅ Vàng: 57,8k                  | Rồng: 3 ⋅ Trụ: 2 ⋅ Vàng: 57,8k                  | Rồng: 3 ⋅ Trụ: 2 ⋅ Vàng: 57,8k                  | Rồng: 3 ⋅ Trụ: 2 ⋅ Vàng: 57,8k                  | Sự kiện thể thao đang diễn ra | 36:22  | Rồng: 2 ⋅ Trụ: 11 ⋅ Vàng: 70,8k           | Rồng: 2 ⋅ Trụ: 11 ⋅ Vàng: 70,8k           | Rồng: 2 ⋅ Trụ: 11 ⋅ Vàng: 70,8k           | Rồng: 2 ⋅ Trụ: 11 ⋅ Vàng: 70,8k           | Rồng: 2 ⋅ Trụ: 11 ⋅ Vàng: 70,8k           | Rồng: 2 ⋅ Trụ: 11 ⋅ Vàng: 70,8k           | Rồng: 2 ⋅ Trụ: 11 ⋅ Vàng: 70,8k           |
| Pantheon ⋅ Varus Renekton ⋅ Trundle ⋅ Ngộ Không | Pantheon ⋅ Varus Renekton ⋅ Trundle ⋅ Ngộ Không | Pantheon ⋅ Varus Renekton ⋅ Trundle ⋅ Ngộ Không | Pantheon ⋅ Varus Renekton ⋅ Trundle ⋅ Ngộ Không | Pantheon ⋅ Varus Renekton ⋅ Trundle ⋅ Ngộ Không | Pantheon ⋅ Varus Renekton ⋅ Trundle ⋅ Ngộ Không | Pantheon ⋅ Varus Renekton ⋅ Trundle ⋅ Ngộ Không | Cấm                           | Cấm    | Yone ⋅ Twisted Fate Vi ⋅ Gwen ⋅ Ambessa   | Yone ⋅ Twisted Fate Vi ⋅ Gwen ⋅ Ambessa   | Yone ⋅ Twisted Fate Vi ⋅ Gwen ⋅ Ambessa   | Yone ⋅ Twisted Fate Vi ⋅ Gwen ⋅ Ambessa   | Yone ⋅ Twisted Fate Vi ⋅ Gwen ⋅ Ambessa   | Yone ⋅ Twisted Fate Vi ⋅ Gwen ⋅ Ambessa   | Yone ⋅ Twisted Fate Vi ⋅ Gwen ⋅ Ambessa   |
| Sion ⋅ Xin Zhao Aurora ⋅ Miss Fortune ⋅ Neeko   | Sion ⋅ Xin Zhao Aurora ⋅ Miss Fortune ⋅ Neeko   | Sion ⋅ Xin Zhao Aurora ⋅ Miss Fortune ⋅ Neeko   | Sion ⋅ Xin Zhao Aurora ⋅ Miss Fortune ⋅ Neeko   | Sion ⋅ Xin Zhao Aurora ⋅ Miss Fortune ⋅ Neeko   | Sion ⋅ Xin Zhao Aurora ⋅ Miss Fortune ⋅ Neeko   | Sion ⋅ Xin Zhao Aurora ⋅ Miss Fortune ⋅ Neeko   | Chọn                          | Chọn   | Aatrox ⋅ Sejuani Taliyah ⋅ Ezreal ⋅ Karma | Aatrox ⋅ Sejuani Taliyah ⋅ Ezreal ⋅ Karma | Aatrox ⋅ Sejuani Taliyah ⋅ Ezreal ⋅ Karma | Aatrox ⋅ Sejuani Taliyah ⋅ Ezreal ⋅ Karma | Aatrox ⋅ Sejuani Taliyah ⋅ Ezreal ⋅ Karma | Aatrox ⋅ Sejuani Taliyah ⋅ Ezreal ⋅ Karma | Aatrox ⋅ Sejuani Taliyah ⋅ Ezreal ⋅ Karma |
|                                                 |                                                 |                                                 |                                                 |                                                 |                                                 |                                                 |                               |        |                                           |                                           |                                           |                                           |                                           |                                           |                                           |

| 24/13/58                                  | 24/13/58                                  | 24/13/58                                  | 24/13/58                                  | 24/13/58                                  | 24/13/58                                  | 24/13/58                                  | Trận 2                        | Trận 2 | 13/24/29                                            | 13/24/29                                            | 13/24/29                                            | 13/24/29                                            | 13/24/29                                            | 13/24/29                                            | 13/24/29                                            |
| Rồng: 4 ⋅ Trụ: 9 ⋅ Vàng: 63,3k            | Rồng: 4 ⋅ Trụ: 9 ⋅ Vàng: 63,3k            | Rồng: 4 ⋅ Trụ: 9 ⋅ Vàng: 63,3k            | Rồng: 4 ⋅ Trụ: 9 ⋅ Vàng: 63,3k            | Rồng: 4 ⋅ Trụ: 9 ⋅ Vàng: 63,3k            | Rồng: 4 ⋅ Trụ: 9 ⋅ Vàng: 63,3k            | Rồng: 4 ⋅ Trụ: 9 ⋅ Vàng: 63,3k            | Sự kiện thể thao đang diễn ra | 30:04  | Rồng: 0 ⋅ Trụ: 2 ⋅ Vàng: 51,6k                      | Rồng: 0 ⋅ Trụ: 2 ⋅ Vàng: 51,6k                      | Rồng: 0 ⋅ Trụ: 2 ⋅ Vàng: 51,6k                      | Rồng: 0 ⋅ Trụ: 2 ⋅ Vàng: 51,6k                      | Rồng: 0 ⋅ Trụ: 2 ⋅ Vàng: 51,6k                      | Rồng: 0 ⋅ Trụ: 2 ⋅ Vàng: 51,6k                      | Rồng: 0 ⋅ Trụ: 2 ⋅ Vàng: 51,6k                      |
| Cassiopeia ⋅ Azir Galio ⋅ Rakan ⋅ Alistar | Cassiopeia ⋅ Azir Galio ⋅ Rakan ⋅ Alistar | Cassiopeia ⋅ Azir Galio ⋅ Rakan ⋅ Alistar | Cassiopeia ⋅ Azir Galio ⋅ Rakan ⋅ Alistar | Cassiopeia ⋅ Azir Galio ⋅ Rakan ⋅ Alistar | Cassiopeia ⋅ Azir Galio ⋅ Rakan ⋅ Alistar | Cassiopeia ⋅ Azir Galio ⋅ Rakan ⋅ Alistar | Cấm                           | Cấm    | Twisted Fate ⋅ Varus Rumble ⋅ Jayce ⋅ K'Sante       | Twisted Fate ⋅ Varus Rumble ⋅ Jayce ⋅ K'Sante       | Twisted Fate ⋅ Varus Rumble ⋅ Jayce ⋅ K'Sante       | Twisted Fate ⋅ Varus Rumble ⋅ Jayce ⋅ K'Sante       | Twisted Fate ⋅ Varus Rumble ⋅ Jayce ⋅ K'Sante       | Twisted Fate ⋅ Varus Rumble ⋅ Jayce ⋅ K'Sante       | Twisted Fate ⋅ Varus Rumble ⋅ Jayce ⋅ K'Sante       |
| Ornn ⋅ Pantheon Viktor ⋅ Corki ⋅ Rell     | Ornn ⋅ Pantheon Viktor ⋅ Corki ⋅ Rell     | Ornn ⋅ Pantheon Viktor ⋅ Corki ⋅ Rell     | Ornn ⋅ Pantheon Viktor ⋅ Corki ⋅ Rell     | Ornn ⋅ Pantheon Viktor ⋅ Corki ⋅ Rell     | Ornn ⋅ Pantheon Viktor ⋅ Corki ⋅ Rell     | Ornn ⋅ Pantheon Viktor ⋅ Corki ⋅ Rell     | Chọn                          | Chọn   | Renekton ⋅ Ngộ Không Annie ⋅ Kalista ⋅ Renata Glasc | Renekton ⋅ Ngộ Không Annie ⋅ Kalista ⋅ Renata Glasc | Renekton ⋅ Ngộ Không Annie ⋅ Kalista ⋅ Renata Glasc | Renekton ⋅ Ngộ Không Annie ⋅ Kalista ⋅ Renata Glasc | Renekton ⋅ Ngộ Không Annie ⋅ Kalista ⋅ Renata Glasc | Renekton ⋅ Ngộ Không Annie ⋅ Kalista ⋅ Renata Glasc | Renekton ⋅ Ngộ Không Annie ⋅ Kalista ⋅ Renata Glasc |
|                                           |                                           |                                           |                                           |                                           |                                           |                                           |                               |        |                                                     |                                                     |                                                     |                                                     |                                                     |                                                     |                                                     |

| 21/20/54                                    | 21/20/54                                    | 21/20/54                                    | 21/20/54                                    | 21/20/54                                    | 21/20/54                                    | 21/20/54                                    | Trận 3                        | Trận 3 | 20/21/59                                      | 20/21/59                                      | 20/21/59                                      | 20/21/59                                      | 20/21/59                                      | 20/21/59                                      | 20/21/59                                      |
| Rồng: 3 ⋅ Trụ: 10 ⋅ Vàng: 75,2k             | Rồng: 3 ⋅ Trụ: 10 ⋅ Vàng: 75,2k             | Rồng: 3 ⋅ Trụ: 10 ⋅ Vàng: 75,2k             | Rồng: 3 ⋅ Trụ: 10 ⋅ Vàng: 75,2k             | Rồng: 3 ⋅ Trụ: 10 ⋅ Vàng: 75,2k             | Rồng: 3 ⋅ Trụ: 10 ⋅ Vàng: 75,2k             | Rồng: 3 ⋅ Trụ: 10 ⋅ Vàng: 75,2k             | Sự kiện thể thao đang diễn ra | 37:25  | Rồng: 3 ⋅ Trụ: 5 ⋅ Vàng: 70,8k                | Rồng: 3 ⋅ Trụ: 5 ⋅ Vàng: 70,8k                | Rồng: 3 ⋅ Trụ: 5 ⋅ Vàng: 70,8k                | Rồng: 3 ⋅ Trụ: 5 ⋅ Vàng: 70,8k                | Rồng: 3 ⋅ Trụ: 5 ⋅ Vàng: 70,8k                | Rồng: 3 ⋅ Trụ: 5 ⋅ Vàng: 70,8k                | Rồng: 3 ⋅ Trụ: 5 ⋅ Vàng: 70,8k                |
| Cassiopeia ⋅ Azir Galio ⋅ Bard ⋅ Tahm Kench | Cassiopeia ⋅ Azir Galio ⋅ Bard ⋅ Tahm Kench | Cassiopeia ⋅ Azir Galio ⋅ Bard ⋅ Tahm Kench | Cassiopeia ⋅ Azir Galio ⋅ Bard ⋅ Tahm Kench | Cassiopeia ⋅ Azir Galio ⋅ Bard ⋅ Tahm Kench | Cassiopeia ⋅ Azir Galio ⋅ Bard ⋅ Tahm Kench | Cassiopeia ⋅ Azir Galio ⋅ Bard ⋅ Tahm Kench | Cấm                           | Cấm    | Varus ⋅ Twisted Fate Rumble ⋅ Ziggs ⋅ Caitlyn | Varus ⋅ Twisted Fate Rumble ⋅ Ziggs ⋅ Caitlyn | Varus ⋅ Twisted Fate Rumble ⋅ Ziggs ⋅ Caitlyn | Varus ⋅ Twisted Fate Rumble ⋅ Ziggs ⋅ Caitlyn | Varus ⋅ Twisted Fate Rumble ⋅ Ziggs ⋅ Caitlyn | Varus ⋅ Twisted Fate Rumble ⋅ Ziggs ⋅ Caitlyn | Varus ⋅ Twisted Fate Rumble ⋅ Ziggs ⋅ Caitlyn |
| Ambessa ⋅ Vi Ahri ⋅ Kai'Sa ⋅ Nautilus       | Ambessa ⋅ Vi Ahri ⋅ Kai'Sa ⋅ Nautilus       | Ambessa ⋅ Vi Ahri ⋅ Kai'Sa ⋅ Nautilus       | Ambessa ⋅ Vi Ahri ⋅ Kai'Sa ⋅ Nautilus       | Ambessa ⋅ Vi Ahri ⋅ Kai'Sa ⋅ Nautilus       | Ambessa ⋅ Vi Ahri ⋅ Kai'Sa ⋅ Nautilus       | Ambessa ⋅ Vi Ahri ⋅ Kai'Sa ⋅ Nautilus       | Chọn                          | Chọn   | Gangplank ⋅ Poppy Ryze ⋅ Senna ⋅ Alistar      | Gangplank ⋅ Poppy Ryze ⋅ Senna ⋅ Alistar      | Gangplank ⋅ Poppy Ryze ⋅ Senna ⋅ Alistar      | Gangplank ⋅ Poppy Ryze ⋅ Senna ⋅ Alistar      | Gangplank ⋅ Poppy Ryze ⋅ Senna ⋅ Alistar      | Gangplank ⋅ Poppy Ryze ⋅ Senna ⋅ Alistar      | Gangplank ⋅ Poppy Ryze ⋅ Senna ⋅ Alistar      |
|                                             |                                             |                                             |                                             |                                             |                                             |                                             |                               |        |                                               |                                               |                                               |                                               |                                               |                                               |                                               |

| 6/23/7                                    | 6/23/7                                    | 6/23/7                                    | 6/23/7                                    | 6/23/7                                    | 6/23/7                                    | 6/23/7                                    | Trận 4                        | Trận 4 | 23/6/58                                       | 23/6/58                                       | 23/6/58                                       | 23/6/58                                       | 23/6/58                                       | 23/6/58                                       | 23/6/58                                       |
| Rồng: 0 ⋅ Trụ: 2 ⋅ Vàng: 48k              | Rồng: 0 ⋅ Trụ: 2 ⋅ Vàng: 48k              | Rồng: 0 ⋅ Trụ: 2 ⋅ Vàng: 48k              | Rồng: 0 ⋅ Trụ: 2 ⋅ Vàng: 48k              | Rồng: 0 ⋅ Trụ: 2 ⋅ Vàng: 48k              | Rồng: 0 ⋅ Trụ: 2 ⋅ Vàng: 48k              | Rồng: 0 ⋅ Trụ: 2 ⋅ Vàng: 48k              | Sự kiện thể thao đang diễn ra | 28:21  | Rồng: 4 ⋅ Trụ: 9 ⋅ Vàng: 57,1k                | Rồng: 4 ⋅ Trụ: 9 ⋅ Vàng: 57,1k                | Rồng: 4 ⋅ Trụ: 9 ⋅ Vàng: 57,1k                | Rồng: 4 ⋅ Trụ: 9 ⋅ Vàng: 57,1k                | Rồng: 4 ⋅ Trụ: 9 ⋅ Vàng: 57,1k                | Rồng: 4 ⋅ Trụ: 9 ⋅ Vàng: 57,1k                | Rồng: 4 ⋅ Trụ: 9 ⋅ Vàng: 57,1k                |
| Cassiopeia ⋅ Azir Galio ⋅ Orianna ⋅ Sylas | Cassiopeia ⋅ Azir Galio ⋅ Orianna ⋅ Sylas | Cassiopeia ⋅ Azir Galio ⋅ Orianna ⋅ Sylas | Cassiopeia ⋅ Azir Galio ⋅ Orianna ⋅ Sylas | Cassiopeia ⋅ Azir Galio ⋅ Orianna ⋅ Sylas | Cassiopeia ⋅ Azir Galio ⋅ Orianna ⋅ Sylas | Cassiopeia ⋅ Azir Galio ⋅ Orianna ⋅ Sylas | Cấm                           | Cấm    | Twisted Fate ⋅ Lucian Rumble ⋅ Syndra ⋅ Akali | Twisted Fate ⋅ Lucian Rumble ⋅ Syndra ⋅ Akali | Twisted Fate ⋅ Lucian Rumble ⋅ Syndra ⋅ Akali | Twisted Fate ⋅ Lucian Rumble ⋅ Syndra ⋅ Akali | Twisted Fate ⋅ Lucian Rumble ⋅ Syndra ⋅ Akali | Twisted Fate ⋅ Lucian Rumble ⋅ Syndra ⋅ Akali | Twisted Fate ⋅ Lucian Rumble ⋅ Syndra ⋅ Akali |
| Yorick ⋅ Maokai Tristana ⋅ Varus ⋅ Rakan  | Yorick ⋅ Maokai Tristana ⋅ Varus ⋅ Rakan  | Yorick ⋅ Maokai Tristana ⋅ Varus ⋅ Rakan  | Yorick ⋅ Maokai Tristana ⋅ Varus ⋅ Rakan  | Yorick ⋅ Maokai Tristana ⋅ Varus ⋅ Rakan  | Yorick ⋅ Maokai Tristana ⋅ Varus ⋅ Rakan  | Yorick ⋅ Maokai Tristana ⋅ Varus ⋅ Rakan  | Chọn                          | Chọn   | Sett ⋅ Trundle Hwei ⋅ Jhin ⋅ Bard             | Sett ⋅ Trundle Hwei ⋅ Jhin ⋅ Bard             | Sett ⋅ Trundle Hwei ⋅ Jhin ⋅ Bard             | Sett ⋅ Trundle Hwei ⋅ Jhin ⋅ Bard             | Sett ⋅ Trundle Hwei ⋅ Jhin ⋅ Bard             | Sett ⋅ Trundle Hwei ⋅ Jhin ⋅ Bard             | Sett ⋅ Trundle Hwei ⋅ Jhin ⋅ Bard             |
|                                           |                                           |                                           |                                           |                                           |                                           |                                           |                               |        |                                               |                                               |                                               |                                               |                                               |                                               |                                               |

| 31/5/83                                           | 31/5/83                                           | 31/5/83                                           | 31/5/83                                           | 31/5/83                                           | 31/5/83                                           | 31/5/83                                           | Trận 5                        | Trận 5 | 5/31/10                                 | 5/31/10                                 | 5/31/10                                 | 5/31/10                                 | 5/31/10                                 | 5/31/10                                 | 5/31/10                                 |
| Rồng: 4 ⋅ Trụ: 11 ⋅ Vàng: 66,4k                   | Rồng: 4 ⋅ Trụ: 11 ⋅ Vàng: 66,4k                   | Rồng: 4 ⋅ Trụ: 11 ⋅ Vàng: 66,4k                   | Rồng: 4 ⋅ Trụ: 11 ⋅ Vàng: 66,4k                   | Rồng: 4 ⋅ Trụ: 11 ⋅ Vàng: 66,4k                   | Rồng: 4 ⋅ Trụ: 11 ⋅ Vàng: 66,4k                   | Rồng: 4 ⋅ Trụ: 11 ⋅ Vàng: 66,4k                   | Sự kiện thể thao đang diễn ra | 31:31  | Rồng: 0 ⋅ Trụ: 0 ⋅ Vàng: 46,9k          | Rồng: 0 ⋅ Trụ: 0 ⋅ Vàng: 46,9k          | Rồng: 0 ⋅ Trụ: 0 ⋅ Vàng: 46,9k          | Rồng: 0 ⋅ Trụ: 0 ⋅ Vàng: 46,9k          | Rồng: 0 ⋅ Trụ: 0 ⋅ Vàng: 46,9k          | Rồng: 0 ⋅ Trụ: 0 ⋅ Vàng: 46,9k          | Rồng: 0 ⋅ Trụ: 0 ⋅ Vàng: 46,9k          |
| Cassiopeia ⋅ Azir Orianna ⋅ Gragas ⋅ Twisted Fate | Cassiopeia ⋅ Azir Orianna ⋅ Gragas ⋅ Twisted Fate | Cassiopeia ⋅ Azir Orianna ⋅ Gragas ⋅ Twisted Fate | Cassiopeia ⋅ Azir Orianna ⋅ Gragas ⋅ Twisted Fate | Cassiopeia ⋅ Azir Orianna ⋅ Gragas ⋅ Twisted Fate | Cassiopeia ⋅ Azir Orianna ⋅ Gragas ⋅ Twisted Fate | Cassiopeia ⋅ Azir Orianna ⋅ Gragas ⋅ Twisted Fate | Cấm                           | Cấm    | Nami ⋅ Skarner Yone ⋅ Caitlyn ⋅ Braum   | Nami ⋅ Skarner Yone ⋅ Caitlyn ⋅ Braum   | Nami ⋅ Skarner Yone ⋅ Caitlyn ⋅ Braum   | Nami ⋅ Skarner Yone ⋅ Caitlyn ⋅ Braum   | Nami ⋅ Skarner Yone ⋅ Caitlyn ⋅ Braum   | Nami ⋅ Skarner Yone ⋅ Caitlyn ⋅ Braum   | Nami ⋅ Skarner Yone ⋅ Caitlyn ⋅ Braum   |
| Rumble ⋅ Nocturne Galio ⋅ Ashe ⋅ Shen             | Rumble ⋅ Nocturne Galio ⋅ Ashe ⋅ Shen             | Rumble ⋅ Nocturne Galio ⋅ Ashe ⋅ Shen             | Rumble ⋅ Nocturne Galio ⋅ Ashe ⋅ Shen             | Rumble ⋅ Nocturne Galio ⋅ Ashe ⋅ Shen             | Rumble ⋅ Nocturne Galio ⋅ Ashe ⋅ Shen             | Rumble ⋅ Nocturne Galio ⋅ Ashe ⋅ Shen             | Chọn                          | Chọn   | Urgot ⋅ Lee Sin Zilean ⋅ Lucian ⋅ Leona | Urgot ⋅ Lee Sin Zilean ⋅ Lucian ⋅ Leona | Urgot ⋅ Lee Sin Zilean ⋅ Lucian ⋅ Leona | Urgot ⋅ Lee Sin Zilean ⋅ Lucian ⋅ Leona | Urgot ⋅ Lee Sin Zilean ⋅ Lucian ⋅ Leona | Urgot ⋅ Lee Sin Zilean ⋅ Lucian ⋅ Leona | Urgot ⋅ Lee Sin Zilean ⋅ Lucian ⋅ Leona |
|                                                   |                                                   |                                                   |                                                   |                                                   |                                                   |                                                   |                               |        |                                         |                                         |                                         |                                         |                                         |                                         |                                         |

### Chung kết nhánh thắng
| Gen.G | 3 – 2 | T1 |

| 21/8/56                                 | 21/8/56                                 | 21/8/56                                 | 21/8/56                                 | 21/8/56                                 | 21/8/56                                 | 21/8/56                                 | Trận 1                        | Trận 1 | 8/21/13                              | 8/21/13                              | 8/21/13                              | 8/21/13                              | 8/21/13                              | 8/21/13                              | 8/21/13                              |
| Rồng: 4 ⋅ Trụ: 8 ⋅ Vàng: 68,5k          | Rồng: 4 ⋅ Trụ: 8 ⋅ Vàng: 68,5k          | Rồng: 4 ⋅ Trụ: 8 ⋅ Vàng: 68,5k          | Rồng: 4 ⋅ Trụ: 8 ⋅ Vàng: 68,5k          | Rồng: 4 ⋅ Trụ: 8 ⋅ Vàng: 68,5k          | Rồng: 4 ⋅ Trụ: 8 ⋅ Vàng: 68,5k          | Rồng: 4 ⋅ Trụ: 8 ⋅ Vàng: 68,5k          | Sự kiện thể thao đang diễn ra | 35:30  | Rồng: 1 ⋅ Trụ: 3 ⋅ Vàng: 59,1k       | Rồng: 1 ⋅ Trụ: 3 ⋅ Vàng: 59,1k       | Rồng: 1 ⋅ Trụ: 3 ⋅ Vàng: 59,1k       | Rồng: 1 ⋅ Trụ: 3 ⋅ Vàng: 59,1k       | Rồng: 1 ⋅ Trụ: 3 ⋅ Vàng: 59,1k       | Rồng: 1 ⋅ Trụ: 3 ⋅ Vàng: 59,1k       | Rồng: 1 ⋅ Trụ: 3 ⋅ Vàng: 59,1k       |
| Pantheon ⋅ Varus Skarner ⋅ Bard ⋅ Karma | Pantheon ⋅ Varus Skarner ⋅ Bard ⋅ Karma | Pantheon ⋅ Varus Skarner ⋅ Bard ⋅ Karma | Pantheon ⋅ Varus Skarner ⋅ Bard ⋅ Karma | Pantheon ⋅ Varus Skarner ⋅ Bard ⋅ Karma | Pantheon ⋅ Varus Skarner ⋅ Bard ⋅ Karma | Pantheon ⋅ Varus Skarner ⋅ Bard ⋅ Karma | Cấm                           | Cấm    | Taliyah ⋅ Vi Maokai ⋅ Lucian ⋅ Poppy | Taliyah ⋅ Vi Maokai ⋅ Lucian ⋅ Poppy | Taliyah ⋅ Vi Maokai ⋅ Lucian ⋅ Poppy | Taliyah ⋅ Vi Maokai ⋅ Lucian ⋅ Poppy | Taliyah ⋅ Vi Maokai ⋅ Lucian ⋅ Poppy | Taliyah ⋅ Vi Maokai ⋅ Lucian ⋅ Poppy | Taliyah ⋅ Vi Maokai ⋅ Lucian ⋅ Poppy |
| Gwen ⋅ Ngộ Không Annie ⋅ Jhin ⋅ Neeko   | Gwen ⋅ Ngộ Không Annie ⋅ Jhin ⋅ Neeko   | Gwen ⋅ Ngộ Không Annie ⋅ Jhin ⋅ Neeko   | Gwen ⋅ Ngộ Không Annie ⋅ Jhin ⋅ Neeko   | Gwen ⋅ Ngộ Không Annie ⋅ Jhin ⋅ Neeko   | Gwen ⋅ Ngộ Không Annie ⋅ Jhin ⋅ Neeko   | Gwen ⋅ Ngộ Không Annie ⋅ Jhin ⋅ Neeko   | Chọn                          | Chọn   | Jax ⋅ Sejuani Azir ⋅ Xayah ⋅ Rakan   | Jax ⋅ Sejuani Azir ⋅ Xayah ⋅ Rakan   | Jax ⋅ Sejuani Azir ⋅ Xayah ⋅ Rakan   | Jax ⋅ Sejuani Azir ⋅ Xayah ⋅ Rakan   | Jax ⋅ Sejuani Azir ⋅ Xayah ⋅ Rakan   | Jax ⋅ Sejuani Azir ⋅ Xayah ⋅ Rakan   | Jax ⋅ Sejuani Azir ⋅ Xayah ⋅ Rakan   |
|                                         |                                         |                                         |                                         |                                         |                                         |                                         |                               |        |                                      |                                      |                                      |                                      |                                      |                                      |                                      |

| 14/30/40                                      | 14/30/40                                      | 14/30/40                                      | 14/30/40                                      | 14/30/40                                      | 14/30/40                                      | 14/30/40                                      | Trận 2                        | Trận 2 | 30/14/100                                 | 30/14/100                                 | 30/14/100                                 | 30/14/100                                 | 30/14/100                                 | 30/14/100                                 | 30/14/100                                 |
| Rồng: 0 ⋅ Trụ: 1 ⋅ Vàng: 49,8k                | Rồng: 0 ⋅ Trụ: 1 ⋅ Vàng: 49,8k                | Rồng: 0 ⋅ Trụ: 1 ⋅ Vàng: 49,8k                | Rồng: 0 ⋅ Trụ: 1 ⋅ Vàng: 49,8k                | Rồng: 0 ⋅ Trụ: 1 ⋅ Vàng: 49,8k                | Rồng: 0 ⋅ Trụ: 1 ⋅ Vàng: 49,8k                | Rồng: 0 ⋅ Trụ: 1 ⋅ Vàng: 49,8k                | Sự kiện thể thao đang diễn ra | 28:04  | Rồng: 4 ⋅ Trụ: 9 ⋅ Vàng: 60,9k            | Rồng: 4 ⋅ Trụ: 9 ⋅ Vàng: 60,9k            | Rồng: 4 ⋅ Trụ: 9 ⋅ Vàng: 60,9k            | Rồng: 4 ⋅ Trụ: 9 ⋅ Vàng: 60,9k            | Rồng: 4 ⋅ Trụ: 9 ⋅ Vàng: 60,9k            | Rồng: 4 ⋅ Trụ: 9 ⋅ Vàng: 60,9k            | Rồng: 4 ⋅ Trụ: 9 ⋅ Vàng: 60,9k            |
| Pantheon ⋅ Varus Orianna ⋅ Xin Zhao ⋅ Trundle | Pantheon ⋅ Varus Orianna ⋅ Xin Zhao ⋅ Trundle | Pantheon ⋅ Varus Orianna ⋅ Xin Zhao ⋅ Trundle | Pantheon ⋅ Varus Orianna ⋅ Xin Zhao ⋅ Trundle | Pantheon ⋅ Varus Orianna ⋅ Xin Zhao ⋅ Trundle | Pantheon ⋅ Varus Orianna ⋅ Xin Zhao ⋅ Trundle | Pantheon ⋅ Varus Orianna ⋅ Xin Zhao ⋅ Trundle | Cấm                           | Cấm    | Sion ⋅ Vi Galio ⋅ Senna ⋅ Alistar         | Sion ⋅ Vi Galio ⋅ Senna ⋅ Alistar         | Sion ⋅ Vi Galio ⋅ Senna ⋅ Alistar         | Sion ⋅ Vi Galio ⋅ Senna ⋅ Alistar         | Sion ⋅ Vi Galio ⋅ Senna ⋅ Alistar         | Sion ⋅ Vi Galio ⋅ Senna ⋅ Alistar         | Sion ⋅ Vi Galio ⋅ Senna ⋅ Alistar         |
| Rumble ⋅ Skarner Ryze ⋅ Ezreal ⋅ Rell         | Rumble ⋅ Skarner Ryze ⋅ Ezreal ⋅ Rell         | Rumble ⋅ Skarner Ryze ⋅ Ezreal ⋅ Rell         | Rumble ⋅ Skarner Ryze ⋅ Ezreal ⋅ Rell         | Rumble ⋅ Skarner Ryze ⋅ Ezreal ⋅ Rell         | Rumble ⋅ Skarner Ryze ⋅ Ezreal ⋅ Rell         | Rumble ⋅ Skarner Ryze ⋅ Ezreal ⋅ Rell         | Chọn                          | Chọn   | Ornn ⋅ Jarvan IV Taliyah ⋅ Lucian ⋅ Braum | Ornn ⋅ Jarvan IV Taliyah ⋅ Lucian ⋅ Braum | Ornn ⋅ Jarvan IV Taliyah ⋅ Lucian ⋅ Braum | Ornn ⋅ Jarvan IV Taliyah ⋅ Lucian ⋅ Braum | Ornn ⋅ Jarvan IV Taliyah ⋅ Lucian ⋅ Braum | Ornn ⋅ Jarvan IV Taliyah ⋅ Lucian ⋅ Braum | Ornn ⋅ Jarvan IV Taliyah ⋅ Lucian ⋅ Braum |
|                                               |                                               |                                               |                                               |                                               |                                               |                                               |                               |        |                                           |                                           |                                           |                                           |                                           |                                           |                                           |

| 15/3/48                                        | 15/3/48                                        | 15/3/48                                        | 15/3/48                                        | 15/3/48                                        | 15/3/48                                        | 15/3/48                                        | Trận 3                        | Trận 3 | 3/15/10                                      | 3/15/10                                      | 3/15/10                                      | 3/15/10                                      | 3/15/10                                      | 3/15/10                                      | 3/15/10                                      |
| Rồng: 4 ⋅ Trụ: 10 ⋅ Vàng: 73,7k                | Rồng: 4 ⋅ Trụ: 10 ⋅ Vàng: 73,7k                | Rồng: 4 ⋅ Trụ: 10 ⋅ Vàng: 73,7k                | Rồng: 4 ⋅ Trụ: 10 ⋅ Vàng: 73,7k                | Rồng: 4 ⋅ Trụ: 10 ⋅ Vàng: 73,7k                | Rồng: 4 ⋅ Trụ: 10 ⋅ Vàng: 73,7k                | Rồng: 4 ⋅ Trụ: 10 ⋅ Vàng: 73,7k                | Sự kiện thể thao đang diễn ra | 36:36  | Rồng: 1 ⋅ Trụ: 1 ⋅ Vàng: 59,8k               | Rồng: 1 ⋅ Trụ: 1 ⋅ Vàng: 59,8k               | Rồng: 1 ⋅ Trụ: 1 ⋅ Vàng: 59,8k               | Rồng: 1 ⋅ Trụ: 1 ⋅ Vàng: 59,8k               | Rồng: 1 ⋅ Trụ: 1 ⋅ Vàng: 59,8k               | Rồng: 1 ⋅ Trụ: 1 ⋅ Vàng: 59,8k               | Rồng: 1 ⋅ Trụ: 1 ⋅ Vàng: 59,8k               |
| Poppy ⋅ Trundle Caitlyn ⋅ Renata Glasc ⋅ Corki | Poppy ⋅ Trundle Caitlyn ⋅ Renata Glasc ⋅ Corki | Poppy ⋅ Trundle Caitlyn ⋅ Renata Glasc ⋅ Corki | Poppy ⋅ Trundle Caitlyn ⋅ Renata Glasc ⋅ Corki | Poppy ⋅ Trundle Caitlyn ⋅ Renata Glasc ⋅ Corki | Poppy ⋅ Trundle Caitlyn ⋅ Renata Glasc ⋅ Corki | Poppy ⋅ Trundle Caitlyn ⋅ Renata Glasc ⋅ Corki | Cấm                           | Cấm    | Varus ⋅ Vi Ambessa ⋅ Nautilus ⋅ Ziggs        | Varus ⋅ Vi Ambessa ⋅ Nautilus ⋅ Ziggs        | Varus ⋅ Vi Ambessa ⋅ Nautilus ⋅ Ziggs        | Varus ⋅ Vi Ambessa ⋅ Nautilus ⋅ Ziggs        | Varus ⋅ Vi Ambessa ⋅ Nautilus ⋅ Ziggs        | Varus ⋅ Vi Ambessa ⋅ Nautilus ⋅ Ziggs        | Varus ⋅ Vi Ambessa ⋅ Nautilus ⋅ Ziggs        |
| K'Sante ⋅ Pantheon Galio ⋅ Senna ⋅ Alistar     | K'Sante ⋅ Pantheon Galio ⋅ Senna ⋅ Alistar     | K'Sante ⋅ Pantheon Galio ⋅ Senna ⋅ Alistar     | K'Sante ⋅ Pantheon Galio ⋅ Senna ⋅ Alistar     | K'Sante ⋅ Pantheon Galio ⋅ Senna ⋅ Alistar     | K'Sante ⋅ Pantheon Galio ⋅ Senna ⋅ Alistar     | K'Sante ⋅ Pantheon Galio ⋅ Senna ⋅ Alistar     | Chọn                          | Chọn   | Sion ⋅ Xin Zhao Viktor ⋅ Miss Fortune ⋅ Bard | Sion ⋅ Xin Zhao Viktor ⋅ Miss Fortune ⋅ Bard | Sion ⋅ Xin Zhao Viktor ⋅ Miss Fortune ⋅ Bard | Sion ⋅ Xin Zhao Viktor ⋅ Miss Fortune ⋅ Bard | Sion ⋅ Xin Zhao Viktor ⋅ Miss Fortune ⋅ Bard | Sion ⋅ Xin Zhao Viktor ⋅ Miss Fortune ⋅ Bard | Sion ⋅ Xin Zhao Viktor ⋅ Miss Fortune ⋅ Bard |
|                                                |                                                |                                                |                                                |                                                |                                                |                                                |                               |        |                                              |                                              |                                              |                                              |                                              |                                              |                                              |

| 10/17/28                                  | 10/17/28                                  | 10/17/28                                  | 10/17/28                                  | 10/17/28                                  | 10/17/28                                  | 10/17/28                                  | Trận 4                        | Trận 4 | 17/10/54                                          | 17/10/54                                          | 17/10/54                                          | 17/10/54                                          | 17/10/54                                          | 17/10/54                                          | 17/10/54                                          |
| Rồng: 4 ⋅ Trụ: 4 ⋅ Vàng: 77,1k            | Rồng: 4 ⋅ Trụ: 4 ⋅ Vàng: 77,1k            | Rồng: 4 ⋅ Trụ: 4 ⋅ Vàng: 77,1k            | Rồng: 4 ⋅ Trụ: 4 ⋅ Vàng: 77,1k            | Rồng: 4 ⋅ Trụ: 4 ⋅ Vàng: 77,1k            | Rồng: 4 ⋅ Trụ: 4 ⋅ Vàng: 77,1k            | Rồng: 4 ⋅ Trụ: 4 ⋅ Vàng: 77,1k            | Sự kiện thể thao đang diễn ra | 45:51  | Rồng: 3 ⋅ Trụ: 7 ⋅ Vàng: 80,4k                    | Rồng: 3 ⋅ Trụ: 7 ⋅ Vàng: 80,4k                    | Rồng: 3 ⋅ Trụ: 7 ⋅ Vàng: 80,4k                    | Rồng: 3 ⋅ Trụ: 7 ⋅ Vàng: 80,4k                    | Rồng: 3 ⋅ Trụ: 7 ⋅ Vàng: 80,4k                    | Rồng: 3 ⋅ Trụ: 7 ⋅ Vàng: 80,4k                    | Rồng: 3 ⋅ Trụ: 7 ⋅ Vàng: 80,4k                    |
| Varus ⋅ Vi Caitlyn ⋅ Elise ⋅ Pyke         | Varus ⋅ Vi Caitlyn ⋅ Elise ⋅ Pyke         | Varus ⋅ Vi Caitlyn ⋅ Elise ⋅ Pyke         | Varus ⋅ Vi Caitlyn ⋅ Elise ⋅ Pyke         | Varus ⋅ Vi Caitlyn ⋅ Elise ⋅ Pyke         | Varus ⋅ Vi Caitlyn ⋅ Elise ⋅ Pyke         | Varus ⋅ Vi Caitlyn ⋅ Elise ⋅ Pyke         | Cấm                           | Cấm    | Nautilus ⋅ Maokai Twisted Fate ⋅ Lee Sin ⋅ Aurora | Nautilus ⋅ Maokai Twisted Fate ⋅ Lee Sin ⋅ Aurora | Nautilus ⋅ Maokai Twisted Fate ⋅ Lee Sin ⋅ Aurora | Nautilus ⋅ Maokai Twisted Fate ⋅ Lee Sin ⋅ Aurora | Nautilus ⋅ Maokai Twisted Fate ⋅ Lee Sin ⋅ Aurora | Nautilus ⋅ Maokai Twisted Fate ⋅ Lee Sin ⋅ Aurora | Nautilus ⋅ Maokai Twisted Fate ⋅ Lee Sin ⋅ Aurora |
| Poppy ⋅ Zed Ahri ⋅ Kalista ⋅ Renata Glasc | Poppy ⋅ Zed Ahri ⋅ Kalista ⋅ Renata Glasc | Poppy ⋅ Zed Ahri ⋅ Kalista ⋅ Renata Glasc | Poppy ⋅ Zed Ahri ⋅ Kalista ⋅ Renata Glasc | Poppy ⋅ Zed Ahri ⋅ Kalista ⋅ Renata Glasc | Poppy ⋅ Zed Ahri ⋅ Kalista ⋅ Renata Glasc | Poppy ⋅ Zed Ahri ⋅ Kalista ⋅ Renata Glasc | Chọn                          | Chọn   | Gragas ⋅ Nocturne Orianna ⋅ Corki ⋅ Karma         | Gragas ⋅ Nocturne Orianna ⋅ Corki ⋅ Karma         | Gragas ⋅ Nocturne Orianna ⋅ Corki ⋅ Karma         | Gragas ⋅ Nocturne Orianna ⋅ Corki ⋅ Karma         | Gragas ⋅ Nocturne Orianna ⋅ Corki ⋅ Karma         | Gragas ⋅ Nocturne Orianna ⋅ Corki ⋅ Karma         | Gragas ⋅ Nocturne Orianna ⋅ Corki ⋅ Karma         |
|                                           |                                           |                                           |                                           |                                           |                                           |                                           |                               |        |                                                   |                                                   |                                                   |                                                   |                                                   |                                                   |                                                   |

| 10/5/31                                          | 10/5/31                                          | 10/5/31                                          | 10/5/31                                          | 10/5/31                                          | 10/5/31                                          | 10/5/31                                          | Trận 5                        | Trận 5 | 5/10/6                                  | 5/10/6                                  | 5/10/6                                  | 5/10/6                                  | 5/10/6                                  | 5/10/6                                  | 5/10/6                                  |
| Rồng: 2 ⋅ Trụ: 9 ⋅ Vàng: 59,3k                   | Rồng: 2 ⋅ Trụ: 9 ⋅ Vàng: 59,3k                   | Rồng: 2 ⋅ Trụ: 9 ⋅ Vàng: 59,3k                   | Rồng: 2 ⋅ Trụ: 9 ⋅ Vàng: 59,3k                   | Rồng: 2 ⋅ Trụ: 9 ⋅ Vàng: 59,3k                   | Rồng: 2 ⋅ Trụ: 9 ⋅ Vàng: 59,3k                   | Rồng: 2 ⋅ Trụ: 9 ⋅ Vàng: 59,3k                   | Sự kiện thể thao đang diễn ra | 30:53  | Rồng: 2 ⋅ Trụ: 5 ⋅ Vàng: 52,8k          | Rồng: 2 ⋅ Trụ: 5 ⋅ Vàng: 52,8k          | Rồng: 2 ⋅ Trụ: 5 ⋅ Vàng: 52,8k          | Rồng: 2 ⋅ Trụ: 5 ⋅ Vàng: 52,8k          | Rồng: 2 ⋅ Trụ: 5 ⋅ Vàng: 52,8k          | Rồng: 2 ⋅ Trụ: 5 ⋅ Vàng: 52,8k          | Rồng: 2 ⋅ Trụ: 5 ⋅ Vàng: 52,8k          |
| Caitlyn ⋅ Yorick Twisted Fate ⋅ Nautilus ⋅ Ziggs | Caitlyn ⋅ Yorick Twisted Fate ⋅ Nautilus ⋅ Ziggs | Caitlyn ⋅ Yorick Twisted Fate ⋅ Nautilus ⋅ Ziggs | Caitlyn ⋅ Yorick Twisted Fate ⋅ Nautilus ⋅ Ziggs | Caitlyn ⋅ Yorick Twisted Fate ⋅ Nautilus ⋅ Ziggs | Caitlyn ⋅ Yorick Twisted Fate ⋅ Nautilus ⋅ Ziggs | Caitlyn ⋅ Yorick Twisted Fate ⋅ Nautilus ⋅ Ziggs | Cấm                           | Cấm    | Varus ⋅ Vi Maokai ⋅ Leona ⋅ Blitzcrank  | Varus ⋅ Vi Maokai ⋅ Leona ⋅ Blitzcrank  | Varus ⋅ Vi Maokai ⋅ Leona ⋅ Blitzcrank  | Varus ⋅ Vi Maokai ⋅ Leona ⋅ Blitzcrank  | Varus ⋅ Vi Maokai ⋅ Leona ⋅ Blitzcrank  | Varus ⋅ Vi Maokai ⋅ Leona ⋅ Blitzcrank  | Varus ⋅ Vi Maokai ⋅ Leona ⋅ Blitzcrank  |
| Renekton ⋅ Nidalee Aurora ⋅ Jinx ⋅ Tahm Kench    | Renekton ⋅ Nidalee Aurora ⋅ Jinx ⋅ Tahm Kench    | Renekton ⋅ Nidalee Aurora ⋅ Jinx ⋅ Tahm Kench    | Renekton ⋅ Nidalee Aurora ⋅ Jinx ⋅ Tahm Kench    | Renekton ⋅ Nidalee Aurora ⋅ Jinx ⋅ Tahm Kench    | Renekton ⋅ Nidalee Aurora ⋅ Jinx ⋅ Tahm Kench    | Renekton ⋅ Nidalee Aurora ⋅ Jinx ⋅ Tahm Kench    | Chọn                          | Chọn   | Ambessa ⋅ Lee Sin Sylas ⋅ Draven ⋅ Pyke | Ambessa ⋅ Lee Sin Sylas ⋅ Draven ⋅ Pyke | Ambessa ⋅ Lee Sin Sylas ⋅ Draven ⋅ Pyke | Ambessa ⋅ Lee Sin Sylas ⋅ Draven ⋅ Pyke | Ambessa ⋅ Lee Sin Sylas ⋅ Draven ⋅ Pyke | Ambessa ⋅ Lee Sin Sylas ⋅ Draven ⋅ Pyke | Ambessa ⋅ Lee Sin Sylas ⋅ Draven ⋅ Pyke |
|                                                  |                                                  |                                                  |                                                  |                                                  |                                                  |                                                  |                               |        |                                         |                                         |                                         |                                         |                                         |                                         |                                         |

| Gen.G | 3 – 2 | T1 |

| 21/8/56                                 | 21/8/56                                 | 21/8/56                                 | 21/8/56                                 | 21/8/56                                 | 21/8/56                                 | 21/8/56                                 | Trận 1                        | Trận 1 | 8/21/13                              | 8/21/13                              | 8/21/13                              | 8/21/13                              | 8/21/13                              | 8/21/13                              | 8/21/13                              |
| Rồng: 4 ⋅ Trụ: 8 ⋅ Vàng: 68,5k          | Rồng: 4 ⋅ Trụ: 8 ⋅ Vàng: 68,5k          | Rồng: 4 ⋅ Trụ: 8 ⋅ Vàng: 68,5k          | Rồng: 4 ⋅ Trụ: 8 ⋅ Vàng: 68,5k          | Rồng: 4 ⋅ Trụ: 8 ⋅ Vàng: 68,5k          | Rồng: 4 ⋅ Trụ: 8 ⋅ Vàng: 68,5k          | Rồng: 4 ⋅ Trụ: 8 ⋅ Vàng: 68,5k          | Sự kiện thể thao đang diễn ra | 35:30  | Rồng: 1 ⋅ Trụ: 3 ⋅ Vàng: 59,1k       | Rồng: 1 ⋅ Trụ: 3 ⋅ Vàng: 59,1k       | Rồng: 1 ⋅ Trụ: 3 ⋅ Vàng: 59,1k       | Rồng: 1 ⋅ Trụ: 3 ⋅ Vàng: 59,1k       | Rồng: 1 ⋅ Trụ: 3 ⋅ Vàng: 59,1k       | Rồng: 1 ⋅ Trụ: 3 ⋅ Vàng: 59,1k       | Rồng: 1 ⋅ Trụ: 3 ⋅ Vàng: 59,1k       |
| Pantheon ⋅ Varus Skarner ⋅ Bard ⋅ Karma | Pantheon ⋅ Varus Skarner ⋅ Bard ⋅ Karma | Pantheon ⋅ Varus Skarner ⋅ Bard ⋅ Karma | Pantheon ⋅ Varus Skarner ⋅ Bard ⋅ Karma | Pantheon ⋅ Varus Skarner ⋅ Bard ⋅ Karma | Pantheon ⋅ Varus Skarner ⋅ Bard ⋅ Karma | Pantheon ⋅ Varus Skarner ⋅ Bard ⋅ Karma | Cấm                           | Cấm    | Taliyah ⋅ Vi Maokai ⋅ Lucian ⋅ Poppy | Taliyah ⋅ Vi Maokai ⋅ Lucian ⋅ Poppy | Taliyah ⋅ Vi Maokai ⋅ Lucian ⋅ Poppy | Taliyah ⋅ Vi Maokai ⋅ Lucian ⋅ Poppy | Taliyah ⋅ Vi Maokai ⋅ Lucian ⋅ Poppy | Taliyah ⋅ Vi Maokai ⋅ Lucian ⋅ Poppy | Taliyah ⋅ Vi Maokai ⋅ Lucian ⋅ Poppy |
| Gwen ⋅ Ngộ Không Annie ⋅ Jhin ⋅ Neeko   | Gwen ⋅ Ngộ Không Annie ⋅ Jhin ⋅ Neeko   | Gwen ⋅ Ngộ Không Annie ⋅ Jhin ⋅ Neeko   | Gwen ⋅ Ngộ Không Annie ⋅ Jhin ⋅ Neeko   | Gwen ⋅ Ngộ Không Annie ⋅ Jhin ⋅ Neeko   | Gwen ⋅ Ngộ Không Annie ⋅ Jhin ⋅ Neeko   | Gwen ⋅ Ngộ Không Annie ⋅ Jhin ⋅ Neeko   | Chọn                          | Chọn   | Jax ⋅ Sejuani Azir ⋅ Xayah ⋅ Rakan   | Jax ⋅ Sejuani Azir ⋅ Xayah ⋅ Rakan   | Jax ⋅ Sejuani Azir ⋅ Xayah ⋅ Rakan   | Jax ⋅ Sejuani Azir ⋅ Xayah ⋅ Rakan   | Jax ⋅ Sejuani Azir ⋅ Xayah ⋅ Rakan   | Jax ⋅ Sejuani Azir ⋅ Xayah ⋅ Rakan   | Jax ⋅ Sejuani Azir ⋅ Xayah ⋅ Rakan   |
|                                         |                                         |                                         |                                         |                                         |                                         |                                         |                               |        |                                      |                                      |                                      |                                      |                                      |                                      |                                      |

| 14/30/40                                      | 14/30/40                                      | 14/30/40                                      | 14/30/40                                      | 14/30/40                                      | 14/30/40                                      | 14/30/40                                      | Trận 2                        | Trận 2 | 30/14/100                                 | 30/14/100                                 | 30/14/100                                 | 30/14/100                                 | 30/14/100                                 | 30/14/100                                 | 30/14/100                                 |
| Rồng: 0 ⋅ Trụ: 1 ⋅ Vàng: 49,8k                | Rồng: 0 ⋅ Trụ: 1 ⋅ Vàng: 49,8k                | Rồng: 0 ⋅ Trụ: 1 ⋅ Vàng: 49,8k                | Rồng: 0 ⋅ Trụ: 1 ⋅ Vàng: 49,8k                | Rồng: 0 ⋅ Trụ: 1 ⋅ Vàng: 49,8k                | Rồng: 0 ⋅ Trụ: 1 ⋅ Vàng: 49,8k                | Rồng: 0 ⋅ Trụ: 1 ⋅ Vàng: 49,8k                | Sự kiện thể thao đang diễn ra | 28:04  | Rồng: 4 ⋅ Trụ: 9 ⋅ Vàng: 60,9k            | Rồng: 4 ⋅ Trụ: 9 ⋅ Vàng: 60,9k            | Rồng: 4 ⋅ Trụ: 9 ⋅ Vàng: 60,9k            | Rồng: 4 ⋅ Trụ: 9 ⋅ Vàng: 60,9k            | Rồng: 4 ⋅ Trụ: 9 ⋅ Vàng: 60,9k            | Rồng: 4 ⋅ Trụ: 9 ⋅ Vàng: 60,9k            | Rồng: 4 ⋅ Trụ: 9 ⋅ Vàng: 60,9k            |
| Pantheon ⋅ Varus Orianna ⋅ Xin Zhao ⋅ Trundle | Pantheon ⋅ Varus Orianna ⋅ Xin Zhao ⋅ Trundle | Pantheon ⋅ Varus Orianna ⋅ Xin Zhao ⋅ Trundle | Pantheon ⋅ Varus Orianna ⋅ Xin Zhao ⋅ Trundle | Pantheon ⋅ Varus Orianna ⋅ Xin Zhao ⋅ Trundle | Pantheon ⋅ Varus Orianna ⋅ Xin Zhao ⋅ Trundle | Pantheon ⋅ Varus Orianna ⋅ Xin Zhao ⋅ Trundle | Cấm                           | Cấm    | Sion ⋅ Vi Galio ⋅ Senna ⋅ Alistar         | Sion ⋅ Vi Galio ⋅ Senna ⋅ Alistar         | Sion ⋅ Vi Galio ⋅ Senna ⋅ Alistar         | Sion ⋅ Vi Galio ⋅ Senna ⋅ Alistar         | Sion ⋅ Vi Galio ⋅ Senna ⋅ Alistar         | Sion ⋅ Vi Galio ⋅ Senna ⋅ Alistar         | Sion ⋅ Vi Galio ⋅ Senna ⋅ Alistar         |
| Rumble ⋅ Skarner Ryze ⋅ Ezreal ⋅ Rell         | Rumble ⋅ Skarner Ryze ⋅ Ezreal ⋅ Rell         | Rumble ⋅ Skarner Ryze ⋅ Ezreal ⋅ Rell         | Rumble ⋅ Skarner Ryze ⋅ Ezreal ⋅ Rell         | Rumble ⋅ Skarner Ryze ⋅ Ezreal ⋅ Rell         | Rumble ⋅ Skarner Ryze ⋅ Ezreal ⋅ Rell         | Rumble ⋅ Skarner Ryze ⋅ Ezreal ⋅ Rell         | Chọn                          | Chọn   | Ornn ⋅ Jarvan IV Taliyah ⋅ Lucian ⋅ Braum | Ornn ⋅ Jarvan IV Taliyah ⋅ Lucian ⋅ Braum | Ornn ⋅ Jarvan IV Taliyah ⋅ Lucian ⋅ Braum | Ornn ⋅ Jarvan IV Taliyah ⋅ Lucian ⋅ Braum | Ornn ⋅ Jarvan IV Taliyah ⋅ Lucian ⋅ Braum | Ornn ⋅ Jarvan IV Taliyah ⋅ Lucian ⋅ Braum | Ornn ⋅ Jarvan IV Taliyah ⋅ Lucian ⋅ Braum |
|                                               |                                               |                                               |                                               |                                               |                                               |                                               |                               |        |                                           |                                           |                                           |                                           |                                           |                                           |                                           |

| 15/3/48                                        | 15/3/48                                        | 15/3/48                                        | 15/3/48                                        | 15/3/48                                        | 15/3/48                                        | 15/3/48                                        | Trận 3                        | Trận 3 | 3/15/10                                      | 3/15/10                                      | 3/15/10                                      | 3/15/10                                      | 3/15/10                                      | 3/15/10                                      | 3/15/10                                      |
| Rồng: 4 ⋅ Trụ: 10 ⋅ Vàng: 73,7k                | Rồng: 4 ⋅ Trụ: 10 ⋅ Vàng: 73,7k                | Rồng: 4 ⋅ Trụ: 10 ⋅ Vàng: 73,7k                | Rồng: 4 ⋅ Trụ: 10 ⋅ Vàng: 73,7k                | Rồng: 4 ⋅ Trụ: 10 ⋅ Vàng: 73,7k                | Rồng: 4 ⋅ Trụ: 10 ⋅ Vàng: 73,7k                | Rồng: 4 ⋅ Trụ: 10 ⋅ Vàng: 73,7k                | Sự kiện thể thao đang diễn ra | 36:36  | Rồng: 1 ⋅ Trụ: 1 ⋅ Vàng: 59,8k               | Rồng: 1 ⋅ Trụ: 1 ⋅ Vàng: 59,8k               | Rồng: 1 ⋅ Trụ: 1 ⋅ Vàng: 59,8k               | Rồng: 1 ⋅ Trụ: 1 ⋅ Vàng: 59,8k               | Rồng: 1 ⋅ Trụ: 1 ⋅ Vàng: 59,8k               | Rồng: 1 ⋅ Trụ: 1 ⋅ Vàng: 59,8k               | Rồng: 1 ⋅ Trụ: 1 ⋅ Vàng: 59,8k               |
| Poppy ⋅ Trundle Caitlyn ⋅ Renata Glasc ⋅ Corki | Poppy ⋅ Trundle Caitlyn ⋅ Renata Glasc ⋅ Corki | Poppy ⋅ Trundle Caitlyn ⋅ Renata Glasc ⋅ Corki | Poppy ⋅ Trundle Caitlyn ⋅ Renata Glasc ⋅ Corki | Poppy ⋅ Trundle Caitlyn ⋅ Renata Glasc ⋅ Corki | Poppy ⋅ Trundle Caitlyn ⋅ Renata Glasc ⋅ Corki | Poppy ⋅ Trundle Caitlyn ⋅ Renata Glasc ⋅ Corki | Cấm                           | Cấm    | Varus ⋅ Vi Ambessa ⋅ Nautilus ⋅ Ziggs        | Varus ⋅ Vi Ambessa ⋅ Nautilus ⋅ Ziggs        | Varus ⋅ Vi Ambessa ⋅ Nautilus ⋅ Ziggs        | Varus ⋅ Vi Ambessa ⋅ Nautilus ⋅ Ziggs        | Varus ⋅ Vi Ambessa ⋅ Nautilus ⋅ Ziggs        | Varus ⋅ Vi Ambessa ⋅ Nautilus ⋅ Ziggs        | Varus ⋅ Vi Ambessa ⋅ Nautilus ⋅ Ziggs        |
| K'Sante ⋅ Pantheon Galio ⋅ Senna ⋅ Alistar     | K'Sante ⋅ Pantheon Galio ⋅ Senna ⋅ Alistar     | K'Sante ⋅ Pantheon Galio ⋅ Senna ⋅ Alistar     | K'Sante ⋅ Pantheon Galio ⋅ Senna ⋅ Alistar     | K'Sante ⋅ Pantheon Galio ⋅ Senna ⋅ Alistar     | K'Sante ⋅ Pantheon Galio ⋅ Senna ⋅ Alistar     | K'Sante ⋅ Pantheon Galio ⋅ Senna ⋅ Alistar     | Chọn                          | Chọn   | Sion ⋅ Xin Zhao Viktor ⋅ Miss Fortune ⋅ Bard | Sion ⋅ Xin Zhao Viktor ⋅ Miss Fortune ⋅ Bard | Sion ⋅ Xin Zhao Viktor ⋅ Miss Fortune ⋅ Bard | Sion ⋅ Xin Zhao Viktor ⋅ Miss Fortune ⋅ Bard | Sion ⋅ Xin Zhao Viktor ⋅ Miss Fortune ⋅ Bard | Sion ⋅ Xin Zhao Viktor ⋅ Miss Fortune ⋅ Bard | Sion ⋅ Xin Zhao Viktor ⋅ Miss Fortune ⋅ Bard |
|                                                |                                                |                                                |                                                |                                                |                                                |                                                |                               |        |                                              |                                              |                                              |                                              |                                              |                                              |                                              |

| 10/17/28                                  | 10/17/28                                  | 10/17/28                                  | 10/17/28                                  | 10/17/28                                  | 10/17/28                                  | 10/17/28                                  | Trận 4                        | Trận 4 | 17/10/54                                          | 17/10/54                                          | 17/10/54                                          | 17/10/54                                          | 17/10/54                                          | 17/10/54                                          | 17/10/54                                          |
| Rồng: 4 ⋅ Trụ: 4 ⋅ Vàng: 77,1k            | Rồng: 4 ⋅ Trụ: 4 ⋅ Vàng: 77,1k            | Rồng: 4 ⋅ Trụ: 4 ⋅ Vàng: 77,1k            | Rồng: 4 ⋅ Trụ: 4 ⋅ Vàng: 77,1k            | Rồng: 4 ⋅ Trụ: 4 ⋅ Vàng: 77,1k            | Rồng: 4 ⋅ Trụ: 4 ⋅ Vàng: 77,1k            | Rồng: 4 ⋅ Trụ: 4 ⋅ Vàng: 77,1k            | Sự kiện thể thao đang diễn ra | 45:51  | Rồng: 3 ⋅ Trụ: 7 ⋅ Vàng: 80,4k                    | Rồng: 3 ⋅ Trụ: 7 ⋅ Vàng: 80,4k                    | Rồng: 3 ⋅ Trụ: 7 ⋅ Vàng: 80,4k                    | Rồng: 3 ⋅ Trụ: 7 ⋅ Vàng: 80,4k                    | Rồng: 3 ⋅ Trụ: 7 ⋅ Vàng: 80,4k                    | Rồng: 3 ⋅ Trụ: 7 ⋅ Vàng: 80,4k                    | Rồng: 3 ⋅ Trụ: 7 ⋅ Vàng: 80,4k                    |
| Varus ⋅ Vi Caitlyn ⋅ Elise ⋅ Pyke         | Varus ⋅ Vi Caitlyn ⋅ Elise ⋅ Pyke         | Varus ⋅ Vi Caitlyn ⋅ Elise ⋅ Pyke         | Varus ⋅ Vi Caitlyn ⋅ Elise ⋅ Pyke         | Varus ⋅ Vi Caitlyn ⋅ Elise ⋅ Pyke         | Varus ⋅ Vi Caitlyn ⋅ Elise ⋅ Pyke         | Varus ⋅ Vi Caitlyn ⋅ Elise ⋅ Pyke         | Cấm                           | Cấm    | Nautilus ⋅ Maokai Twisted Fate ⋅ Lee Sin ⋅ Aurora | Nautilus ⋅ Maokai Twisted Fate ⋅ Lee Sin ⋅ Aurora | Nautilus ⋅ Maokai Twisted Fate ⋅ Lee Sin ⋅ Aurora | Nautilus ⋅ Maokai Twisted Fate ⋅ Lee Sin ⋅ Aurora | Nautilus ⋅ Maokai Twisted Fate ⋅ Lee Sin ⋅ Aurora | Nautilus ⋅ Maokai Twisted Fate ⋅ Lee Sin ⋅ Aurora | Nautilus ⋅ Maokai Twisted Fate ⋅ Lee Sin ⋅ Aurora |
| Poppy ⋅ Zed Ahri ⋅ Kalista ⋅ Renata Glasc | Poppy ⋅ Zed Ahri ⋅ Kalista ⋅ Renata Glasc | Poppy ⋅ Zed Ahri ⋅ Kalista ⋅ Renata Glasc | Poppy ⋅ Zed Ahri ⋅ Kalista ⋅ Renata Glasc | Poppy ⋅ Zed Ahri ⋅ Kalista ⋅ Renata Glasc | Poppy ⋅ Zed Ahri ⋅ Kalista ⋅ Renata Glasc | Poppy ⋅ Zed Ahri ⋅ Kalista ⋅ Renata Glasc | Chọn                          | Chọn   | Gragas ⋅ Nocturne Orianna ⋅ Corki ⋅ Karma         | Gragas ⋅ Nocturne Orianna ⋅ Corki ⋅ Karma         | Gragas ⋅ Nocturne Orianna ⋅ Corki ⋅ Karma         | Gragas ⋅ Nocturne Orianna ⋅ Corki ⋅ Karma         | Gragas ⋅ Nocturne Orianna ⋅ Corki ⋅ Karma         | Gragas ⋅ Nocturne Orianna ⋅ Corki ⋅ Karma         | Gragas ⋅ Nocturne Orianna ⋅ Corki ⋅ Karma         |
|                                           |                                           |                                           |                                           |                                           |                                           |                                           |                               |        |                                                   |                                                   |                                                   |                                                   |                                                   |                                                   |                                                   |

| 10/5/31                                          | 10/5/31                                          | 10/5/31                                          | 10/5/31                                          | 10/5/31                                          | 10/5/31                                          | 10/5/31                                          | Trận 5                        | Trận 5 | 5/10/6                                  | 5/10/6                                  | 5/10/6                                  | 5/10/6                                  | 5/10/6                                  | 5/10/6                                  | 5/10/6                                  |
| Rồng: 2 ⋅ Trụ: 9 ⋅ Vàng: 59,3k                   | Rồng: 2 ⋅ Trụ: 9 ⋅ Vàng: 59,3k                   | Rồng: 2 ⋅ Trụ: 9 ⋅ Vàng: 59,3k                   | Rồng: 2 ⋅ Trụ: 9 ⋅ Vàng: 59,3k                   | Rồng: 2 ⋅ Trụ: 9 ⋅ Vàng: 59,3k                   | Rồng: 2 ⋅ Trụ: 9 ⋅ Vàng: 59,3k                   | Rồng: 2 ⋅ Trụ: 9 ⋅ Vàng: 59,3k                   | Sự kiện thể thao đang diễn ra | 30:53  | Rồng: 2 ⋅ Trụ: 5 ⋅ Vàng: 52,8k          | Rồng: 2 ⋅ Trụ: 5 ⋅ Vàng: 52,8k          | Rồng: 2 ⋅ Trụ: 5 ⋅ Vàng: 52,8k          | Rồng: 2 ⋅ Trụ: 5 ⋅ Vàng: 52,8k          | Rồng: 2 ⋅ Trụ: 5 ⋅ Vàng: 52,8k          | Rồng: 2 ⋅ Trụ: 5 ⋅ Vàng: 52,8k          | Rồng: 2 ⋅ Trụ: 5 ⋅ Vàng: 52,8k          |
| Caitlyn ⋅ Yorick Twisted Fate ⋅ Nautilus ⋅ Ziggs | Caitlyn ⋅ Yorick Twisted Fate ⋅ Nautilus ⋅ Ziggs | Caitlyn ⋅ Yorick Twisted Fate ⋅ Nautilus ⋅ Ziggs | Caitlyn ⋅ Yorick Twisted Fate ⋅ Nautilus ⋅ Ziggs | Caitlyn ⋅ Yorick Twisted Fate ⋅ Nautilus ⋅ Ziggs | Caitlyn ⋅ Yorick Twisted Fate ⋅ Nautilus ⋅ Ziggs | Caitlyn ⋅ Yorick Twisted Fate ⋅ Nautilus ⋅ Ziggs | Cấm                           | Cấm    | Varus ⋅ Vi Maokai ⋅ Leona ⋅ Blitzcrank  | Varus ⋅ Vi Maokai ⋅ Leona ⋅ Blitzcrank  | Varus ⋅ Vi Maokai ⋅ Leona ⋅ Blitzcrank  | Varus ⋅ Vi Maokai ⋅ Leona ⋅ Blitzcrank  | Varus ⋅ Vi Maokai ⋅ Leona ⋅ Blitzcrank  | Varus ⋅ Vi Maokai ⋅ Leona ⋅ Blitzcrank  | Varus ⋅ Vi Maokai ⋅ Leona ⋅ Blitzcrank  |
| Renekton ⋅ Nidalee Aurora ⋅ Jinx ⋅ Tahm Kench    | Renekton ⋅ Nidalee Aurora ⋅ Jinx ⋅ Tahm Kench    | Renekton ⋅ Nidalee Aurora ⋅ Jinx ⋅ Tahm Kench    | Renekton ⋅ Nidalee Aurora ⋅ Jinx ⋅ Tahm Kench    | Renekton ⋅ Nidalee Aurora ⋅ Jinx ⋅ Tahm Kench    | Renekton ⋅ Nidalee Aurora ⋅ Jinx ⋅ Tahm Kench    | Renekton ⋅ Nidalee Aurora ⋅ Jinx ⋅ Tahm Kench    | Chọn                          | Chọn   | Ambessa ⋅ Lee Sin Sylas ⋅ Draven ⋅ Pyke | Ambessa ⋅ Lee Sin Sylas ⋅ Draven ⋅ Pyke | Ambessa ⋅ Lee Sin Sylas ⋅ Draven ⋅ Pyke | Ambessa ⋅ Lee Sin Sylas ⋅ Draven ⋅ Pyke | Ambessa ⋅ Lee Sin Sylas ⋅ Draven ⋅ Pyke | Ambessa ⋅ Lee Sin Sylas ⋅ Draven ⋅ Pyke | Ambessa ⋅ Lee Sin Sylas ⋅ Draven ⋅ Pyke |
|                                                  |                                                  |                                                  |                                                  |                                                  |                                                  |                                                  |                               |        |                                         |                                         |                                         |                                         |                                         |                                         |                                         |

### Bán kết nhánh thua
| Bilibili Gaming | 0 – 3 | Anyone's Legend |

| 10/19/20                                 | 10/19/20                                 | 10/19/20                                 | 10/19/20                                 | 10/19/20                                 | 10/19/20                                 | 10/19/20                                 | Trận 1                        | Trận 1 | 19/10/51                                 | 19/10/51                                 | 19/10/51                                 | 19/10/51                                 | 19/10/51                                 | 19/10/51                                 | 19/10/51                                 |
| Rồng: 3 ⋅ Trụ: 3 ⋅ Vàng: 63,5k           | Rồng: 3 ⋅ Trụ: 3 ⋅ Vàng: 63,5k           | Rồng: 3 ⋅ Trụ: 3 ⋅ Vàng: 63,5k           | Rồng: 3 ⋅ Trụ: 3 ⋅ Vàng: 63,5k           | Rồng: 3 ⋅ Trụ: 3 ⋅ Vàng: 63,5k           | Rồng: 3 ⋅ Trụ: 3 ⋅ Vàng: 63,5k           | Rồng: 3 ⋅ Trụ: 3 ⋅ Vàng: 63,5k           | Sự kiện thể thao đang diễn ra | 37:04  | Rồng: 2 ⋅ Trụ: 8 ⋅ Vàng: 71,6k           | Rồng: 2 ⋅ Trụ: 8 ⋅ Vàng: 71,6k           | Rồng: 2 ⋅ Trụ: 8 ⋅ Vàng: 71,6k           | Rồng: 2 ⋅ Trụ: 8 ⋅ Vàng: 71,6k           | Rồng: 2 ⋅ Trụ: 8 ⋅ Vàng: 71,6k           | Rồng: 2 ⋅ Trụ: 8 ⋅ Vàng: 71,6k           | Rồng: 2 ⋅ Trụ: 8 ⋅ Vàng: 71,6k           |
| Pantheon ⋅ Varus Karma ⋅ Rell ⋅ Nautilus | Pantheon ⋅ Varus Karma ⋅ Rell ⋅ Nautilus | Pantheon ⋅ Varus Karma ⋅ Rell ⋅ Nautilus | Pantheon ⋅ Varus Karma ⋅ Rell ⋅ Nautilus | Pantheon ⋅ Varus Karma ⋅ Rell ⋅ Nautilus | Pantheon ⋅ Varus Karma ⋅ Rell ⋅ Nautilus | Pantheon ⋅ Varus Karma ⋅ Rell ⋅ Nautilus | Cấm                           | Cấm    | Gwen ⋅ Vi Rumble ⋅ Renekton ⋅ Sion       | Gwen ⋅ Vi Rumble ⋅ Renekton ⋅ Sion       | Gwen ⋅ Vi Rumble ⋅ Renekton ⋅ Sion       | Gwen ⋅ Vi Rumble ⋅ Renekton ⋅ Sion       | Gwen ⋅ Vi Rumble ⋅ Renekton ⋅ Sion       | Gwen ⋅ Vi Rumble ⋅ Renekton ⋅ Sion       | Gwen ⋅ Vi Rumble ⋅ Renekton ⋅ Sion       |
| Jax ⋅ Trundle Azir ⋅ Corki ⋅ Neeko       | Jax ⋅ Trundle Azir ⋅ Corki ⋅ Neeko       | Jax ⋅ Trundle Azir ⋅ Corki ⋅ Neeko       | Jax ⋅ Trundle Azir ⋅ Corki ⋅ Neeko       | Jax ⋅ Trundle Azir ⋅ Corki ⋅ Neeko       | Jax ⋅ Trundle Azir ⋅ Corki ⋅ Neeko       | Jax ⋅ Trundle Azir ⋅ Corki ⋅ Neeko       | Chọn                          | Chọn   | Yorick ⋅ Ngộ Không Taliyah ⋅ Jhin ⋅ Bard | Yorick ⋅ Ngộ Không Taliyah ⋅ Jhin ⋅ Bard | Yorick ⋅ Ngộ Không Taliyah ⋅ Jhin ⋅ Bard | Yorick ⋅ Ngộ Không Taliyah ⋅ Jhin ⋅ Bard | Yorick ⋅ Ngộ Không Taliyah ⋅ Jhin ⋅ Bard | Yorick ⋅ Ngộ Không Taliyah ⋅ Jhin ⋅ Bard | Yorick ⋅ Ngộ Không Taliyah ⋅ Jhin ⋅ Bard |
|                                          |                                          |                                          |                                          |                                          |                                          |                                          |                               |        |                                          |                                          |                                          |                                          |                                          |                                          |                                          |

| 8/22/19                                  | 8/22/19                                  | 8/22/19                                  | 8/22/19                                  | 8/22/19                                  | 8/22/19                                  | 8/22/19                                  | Trận 2                        | Trận 2 | 22/8/54                                | 22/8/54                                | 22/8/54                                | 22/8/54                                | 22/8/54                                | 22/8/54                                | 22/8/54                                |
| Rồng: 1 ⋅ Trụ: 1 ⋅ Vàng: 47,9k           | Rồng: 1 ⋅ Trụ: 1 ⋅ Vàng: 47,9k           | Rồng: 1 ⋅ Trụ: 1 ⋅ Vàng: 47,9k           | Rồng: 1 ⋅ Trụ: 1 ⋅ Vàng: 47,9k           | Rồng: 1 ⋅ Trụ: 1 ⋅ Vàng: 47,9k           | Rồng: 1 ⋅ Trụ: 1 ⋅ Vàng: 47,9k           | Rồng: 1 ⋅ Trụ: 1 ⋅ Vàng: 47,9k           | Sự kiện thể thao đang diễn ra | 29:04  | Rồng: 3 ⋅ Trụ: 7 ⋅ Vàng: 58,5k         | Rồng: 3 ⋅ Trụ: 7 ⋅ Vàng: 58,5k         | Rồng: 3 ⋅ Trụ: 7 ⋅ Vàng: 58,5k         | Rồng: 3 ⋅ Trụ: 7 ⋅ Vàng: 58,5k         | Rồng: 3 ⋅ Trụ: 7 ⋅ Vàng: 58,5k         | Rồng: 3 ⋅ Trụ: 7 ⋅ Vàng: 58,5k         | Rồng: 3 ⋅ Trụ: 7 ⋅ Vàng: 58,5k         |
| Poppy ⋅ Galio Xin Zhao ⋅ Ornn ⋅ Maokai   | Poppy ⋅ Galio Xin Zhao ⋅ Ornn ⋅ Maokai   | Poppy ⋅ Galio Xin Zhao ⋅ Ornn ⋅ Maokai   | Poppy ⋅ Galio Xin Zhao ⋅ Ornn ⋅ Maokai   | Poppy ⋅ Galio Xin Zhao ⋅ Ornn ⋅ Maokai   | Poppy ⋅ Galio Xin Zhao ⋅ Ornn ⋅ Maokai   | Poppy ⋅ Galio Xin Zhao ⋅ Ornn ⋅ Maokai   | Cấm                           | Cấm    | Pantheon ⋅ Vi Varus ⋅ Yone ⋅ Skarner   | Pantheon ⋅ Vi Varus ⋅ Yone ⋅ Skarner   | Pantheon ⋅ Vi Varus ⋅ Yone ⋅ Skarner   | Pantheon ⋅ Vi Varus ⋅ Yone ⋅ Skarner   | Pantheon ⋅ Vi Varus ⋅ Yone ⋅ Skarner   | Pantheon ⋅ Vi Varus ⋅ Yone ⋅ Skarner   | Pantheon ⋅ Vi Varus ⋅ Yone ⋅ Skarner   |
| Rumble ⋅ Nocturne Aurora ⋅ Ezreal ⋅ Rell | Rumble ⋅ Nocturne Aurora ⋅ Ezreal ⋅ Rell | Rumble ⋅ Nocturne Aurora ⋅ Ezreal ⋅ Rell | Rumble ⋅ Nocturne Aurora ⋅ Ezreal ⋅ Rell | Rumble ⋅ Nocturne Aurora ⋅ Ezreal ⋅ Rell | Rumble ⋅ Nocturne Aurora ⋅ Ezreal ⋅ Rell | Rumble ⋅ Nocturne Aurora ⋅ Ezreal ⋅ Rell | Chọn                          | Chọn   | Sion ⋅ Jarvan IV Ryze ⋅ Lucian ⋅ Braum | Sion ⋅ Jarvan IV Ryze ⋅ Lucian ⋅ Braum | Sion ⋅ Jarvan IV Ryze ⋅ Lucian ⋅ Braum | Sion ⋅ Jarvan IV Ryze ⋅ Lucian ⋅ Braum | Sion ⋅ Jarvan IV Ryze ⋅ Lucian ⋅ Braum | Sion ⋅ Jarvan IV Ryze ⋅ Lucian ⋅ Braum | Sion ⋅ Jarvan IV Ryze ⋅ Lucian ⋅ Braum |
|                                          |                                          |                                          |                                          |                                          |                                          |                                          |                               |        |                                        |                                        |                                        |                                        |                                        |                                        |                                        |

| 17/31/36                                     | 17/31/36                                     | 17/31/36                                     | 17/31/36                                     | 17/31/36                                     | 17/31/36                                     | 17/31/36                                     | Trận 3                        | Trận 3 | 31/17/66                                    | 31/17/66                                    | 31/17/66                                    | 31/17/66                                    | 31/17/66                                    | 31/17/66                                    | 31/17/66                                    |
| Rồng: 3 ⋅ Trụ: 4 ⋅ Vàng: 79,4k               | Rồng: 3 ⋅ Trụ: 4 ⋅ Vàng: 79,4k               | Rồng: 3 ⋅ Trụ: 4 ⋅ Vàng: 79,4k               | Rồng: 3 ⋅ Trụ: 4 ⋅ Vàng: 79,4k               | Rồng: 3 ⋅ Trụ: 4 ⋅ Vàng: 79,4k               | Rồng: 3 ⋅ Trụ: 4 ⋅ Vàng: 79,4k               | Rồng: 3 ⋅ Trụ: 4 ⋅ Vàng: 79,4k               | Sự kiện thể thao đang diễn ra | 43:54  | Rồng: 3 ⋅ Trụ: 11 ⋅ Vàng: 87,5k             | Rồng: 3 ⋅ Trụ: 11 ⋅ Vàng: 87,5k             | Rồng: 3 ⋅ Trụ: 11 ⋅ Vàng: 87,5k             | Rồng: 3 ⋅ Trụ: 11 ⋅ Vàng: 87,5k             | Rồng: 3 ⋅ Trụ: 11 ⋅ Vàng: 87,5k             | Rồng: 3 ⋅ Trụ: 11 ⋅ Vàng: 87,5k             | Rồng: 3 ⋅ Trụ: 11 ⋅ Vàng: 87,5k             |
| Xin Zhao ⋅ Galio Jayce ⋅ Cassiopeia ⋅ Karma  | Xin Zhao ⋅ Galio Jayce ⋅ Cassiopeia ⋅ Karma  | Xin Zhao ⋅ Galio Jayce ⋅ Cassiopeia ⋅ Karma  | Xin Zhao ⋅ Galio Jayce ⋅ Cassiopeia ⋅ Karma  | Xin Zhao ⋅ Galio Jayce ⋅ Cassiopeia ⋅ Karma  | Xin Zhao ⋅ Galio Jayce ⋅ Cassiopeia ⋅ Karma  | Xin Zhao ⋅ Galio Jayce ⋅ Cassiopeia ⋅ Karma  | Cấm                           | Cấm    | Pantheon ⋅ Ambessa Poppy ⋅ Alistar ⋅ Viktor | Pantheon ⋅ Ambessa Poppy ⋅ Alistar ⋅ Viktor | Pantheon ⋅ Ambessa Poppy ⋅ Alistar ⋅ Viktor | Pantheon ⋅ Ambessa Poppy ⋅ Alistar ⋅ Viktor | Pantheon ⋅ Ambessa Poppy ⋅ Alistar ⋅ Viktor | Pantheon ⋅ Ambessa Poppy ⋅ Alistar ⋅ Viktor | Pantheon ⋅ Ambessa Poppy ⋅ Alistar ⋅ Viktor |
| Fiora ⋅ Skarner Akali ⋅ Varus ⋅ Renata Glasc | Fiora ⋅ Skarner Akali ⋅ Varus ⋅ Renata Glasc | Fiora ⋅ Skarner Akali ⋅ Varus ⋅ Renata Glasc | Fiora ⋅ Skarner Akali ⋅ Varus ⋅ Renata Glasc | Fiora ⋅ Skarner Akali ⋅ Varus ⋅ Renata Glasc | Fiora ⋅ Skarner Akali ⋅ Varus ⋅ Renata Glasc | Fiora ⋅ Skarner Akali ⋅ Varus ⋅ Renata Glasc | Chọn                          | Chọn   | Gwen ⋅ Vi Annie ⋅ Sivir ⋅ Blitzcrank        | Gwen ⋅ Vi Annie ⋅ Sivir ⋅ Blitzcrank        | Gwen ⋅ Vi Annie ⋅ Sivir ⋅ Blitzcrank        | Gwen ⋅ Vi Annie ⋅ Sivir ⋅ Blitzcrank        | Gwen ⋅ Vi Annie ⋅ Sivir ⋅ Blitzcrank        | Gwen ⋅ Vi Annie ⋅ Sivir ⋅ Blitzcrank        | Gwen ⋅ Vi Annie ⋅ Sivir ⋅ Blitzcrank        |
|                                              |                                              |                                              |                                              |                                              |                                              |                                              |                               |        |                                             |                                             |                                             |                                             |                                             |                                             |                                             |

| Bilibili Gaming | 0 – 3 | Anyone's Legend |

| 10/19/20                                 | 10/19/20                                 | 10/19/20                                 | 10/19/20                                 | 10/19/20                                 | 10/19/20                                 | 10/19/20                                 | Trận 1                        | Trận 1 | 19/10/51                                 | 19/10/51                                 | 19/10/51                                 | 19/10/51                                 | 19/10/51                                 | 19/10/51                                 | 19/10/51                                 |
| Rồng: 3 ⋅ Trụ: 3 ⋅ Vàng: 63,5k           | Rồng: 3 ⋅ Trụ: 3 ⋅ Vàng: 63,5k           | Rồng: 3 ⋅ Trụ: 3 ⋅ Vàng: 63,5k           | Rồng: 3 ⋅ Trụ: 3 ⋅ Vàng: 63,5k           | Rồng: 3 ⋅ Trụ: 3 ⋅ Vàng: 63,5k           | Rồng: 3 ⋅ Trụ: 3 ⋅ Vàng: 63,5k           | Rồng: 3 ⋅ Trụ: 3 ⋅ Vàng: 63,5k           | Sự kiện thể thao đang diễn ra | 37:04  | Rồng: 2 ⋅ Trụ: 8 ⋅ Vàng: 71,6k           | Rồng: 2 ⋅ Trụ: 8 ⋅ Vàng: 71,6k           | Rồng: 2 ⋅ Trụ: 8 ⋅ Vàng: 71,6k           | Rồng: 2 ⋅ Trụ: 8 ⋅ Vàng: 71,6k           | Rồng: 2 ⋅ Trụ: 8 ⋅ Vàng: 71,6k           | Rồng: 2 ⋅ Trụ: 8 ⋅ Vàng: 71,6k           | Rồng: 2 ⋅ Trụ: 8 ⋅ Vàng: 71,6k           |
| Pantheon ⋅ Varus Karma ⋅ Rell ⋅ Nautilus | Pantheon ⋅ Varus Karma ⋅ Rell ⋅ Nautilus | Pantheon ⋅ Varus Karma ⋅ Rell ⋅ Nautilus | Pantheon ⋅ Varus Karma ⋅ Rell ⋅ Nautilus | Pantheon ⋅ Varus Karma ⋅ Rell ⋅ Nautilus | Pantheon ⋅ Varus Karma ⋅ Rell ⋅ Nautilus | Pantheon ⋅ Varus Karma ⋅ Rell ⋅ Nautilus | Cấm                           | Cấm    | Gwen ⋅ Vi Rumble ⋅ Renekton ⋅ Sion       | Gwen ⋅ Vi Rumble ⋅ Renekton ⋅ Sion       | Gwen ⋅ Vi Rumble ⋅ Renekton ⋅ Sion       | Gwen ⋅ Vi Rumble ⋅ Renekton ⋅ Sion       | Gwen ⋅ Vi Rumble ⋅ Renekton ⋅ Sion       | Gwen ⋅ Vi Rumble ⋅ Renekton ⋅ Sion       | Gwen ⋅ Vi Rumble ⋅ Renekton ⋅ Sion       |
| Jax ⋅ Trundle Azir ⋅ Corki ⋅ Neeko       | Jax ⋅ Trundle Azir ⋅ Corki ⋅ Neeko       | Jax ⋅ Trundle Azir ⋅ Corki ⋅ Neeko       | Jax ⋅ Trundle Azir ⋅ Corki ⋅ Neeko       | Jax ⋅ Trundle Azir ⋅ Corki ⋅ Neeko       | Jax ⋅ Trundle Azir ⋅ Corki ⋅ Neeko       | Jax ⋅ Trundle Azir ⋅ Corki ⋅ Neeko       | Chọn                          | Chọn   | Yorick ⋅ Ngộ Không Taliyah ⋅ Jhin ⋅ Bard | Yorick ⋅ Ngộ Không Taliyah ⋅ Jhin ⋅ Bard | Yorick ⋅ Ngộ Không Taliyah ⋅ Jhin ⋅ Bard | Yorick ⋅ Ngộ Không Taliyah ⋅ Jhin ⋅ Bard | Yorick ⋅ Ngộ Không Taliyah ⋅ Jhin ⋅ Bard | Yorick ⋅ Ngộ Không Taliyah ⋅ Jhin ⋅ Bard | Yorick ⋅ Ngộ Không Taliyah ⋅ Jhin ⋅ Bard |
|                                          |                                          |                                          |                                          |                                          |                                          |                                          |                               |        |                                          |                                          |                                          |                                          |                                          |                                          |                                          |

| 8/22/19                                  | 8/22/19                                  | 8/22/19                                  | 8/22/19                                  | 8/22/19                                  | 8/22/19                                  | 8/22/19                                  | Trận 2                        | Trận 2 | 22/8/54                                | 22/8/54                                | 22/8/54                                | 22/8/54                                | 22/8/54                                | 22/8/54                                | 22/8/54                                |
| Rồng: 1 ⋅ Trụ: 1 ⋅ Vàng: 47,9k           | Rồng: 1 ⋅ Trụ: 1 ⋅ Vàng: 47,9k           | Rồng: 1 ⋅ Trụ: 1 ⋅ Vàng: 47,9k           | Rồng: 1 ⋅ Trụ: 1 ⋅ Vàng: 47,9k           | Rồng: 1 ⋅ Trụ: 1 ⋅ Vàng: 47,9k           | Rồng: 1 ⋅ Trụ: 1 ⋅ Vàng: 47,9k           | Rồng: 1 ⋅ Trụ: 1 ⋅ Vàng: 47,9k           | Sự kiện thể thao đang diễn ra | 29:04  | Rồng: 3 ⋅ Trụ: 7 ⋅ Vàng: 58,5k         | Rồng: 3 ⋅ Trụ: 7 ⋅ Vàng: 58,5k         | Rồng: 3 ⋅ Trụ: 7 ⋅ Vàng: 58,5k         | Rồng: 3 ⋅ Trụ: 7 ⋅ Vàng: 58,5k         | Rồng: 3 ⋅ Trụ: 7 ⋅ Vàng: 58,5k         | Rồng: 3 ⋅ Trụ: 7 ⋅ Vàng: 58,5k         | Rồng: 3 ⋅ Trụ: 7 ⋅ Vàng: 58,5k         |
| Poppy ⋅ Galio Xin Zhao ⋅ Ornn ⋅ Maokai   | Poppy ⋅ Galio Xin Zhao ⋅ Ornn ⋅ Maokai   | Poppy ⋅ Galio Xin Zhao ⋅ Ornn ⋅ Maokai   | Poppy ⋅ Galio Xin Zhao ⋅ Ornn ⋅ Maokai   | Poppy ⋅ Galio Xin Zhao ⋅ Ornn ⋅ Maokai   | Poppy ⋅ Galio Xin Zhao ⋅ Ornn ⋅ Maokai   | Poppy ⋅ Galio Xin Zhao ⋅ Ornn ⋅ Maokai   | Cấm                           | Cấm    | Pantheon ⋅ Vi Varus ⋅ Yone ⋅ Skarner   | Pantheon ⋅ Vi Varus ⋅ Yone ⋅ Skarner   | Pantheon ⋅ Vi Varus ⋅ Yone ⋅ Skarner   | Pantheon ⋅ Vi Varus ⋅ Yone ⋅ Skarner   | Pantheon ⋅ Vi Varus ⋅ Yone ⋅ Skarner   | Pantheon ⋅ Vi Varus ⋅ Yone ⋅ Skarner   | Pantheon ⋅ Vi Varus ⋅ Yone ⋅ Skarner   |
| Rumble ⋅ Nocturne Aurora ⋅ Ezreal ⋅ Rell | Rumble ⋅ Nocturne Aurora ⋅ Ezreal ⋅ Rell | Rumble ⋅ Nocturne Aurora ⋅ Ezreal ⋅ Rell | Rumble ⋅ Nocturne Aurora ⋅ Ezreal ⋅ Rell | Rumble ⋅ Nocturne Aurora ⋅ Ezreal ⋅ Rell | Rumble ⋅ Nocturne Aurora ⋅ Ezreal ⋅ Rell | Rumble ⋅ Nocturne Aurora ⋅ Ezreal ⋅ Rell | Chọn                          | Chọn   | Sion ⋅ Jarvan IV Ryze ⋅ Lucian ⋅ Braum | Sion ⋅ Jarvan IV Ryze ⋅ Lucian ⋅ Braum | Sion ⋅ Jarvan IV Ryze ⋅ Lucian ⋅ Braum | Sion ⋅ Jarvan IV Ryze ⋅ Lucian ⋅ Braum | Sion ⋅ Jarvan IV Ryze ⋅ Lucian ⋅ Braum | Sion ⋅ Jarvan IV Ryze ⋅ Lucian ⋅ Braum | Sion ⋅ Jarvan IV Ryze ⋅ Lucian ⋅ Braum |
|                                          |                                          |                                          |                                          |                                          |                                          |                                          |                               |        |                                        |                                        |                                        |                                        |                                        |                                        |                                        |

| 17/31/36                                     | 17/31/36                                     | 17/31/36                                     | 17/31/36                                     | 17/31/36                                     | 17/31/36                                     | 17/31/36                                     | Trận 3                        | Trận 3 | 31/17/66                                    | 31/17/66                                    | 31/17/66                                    | 31/17/66                                    | 31/17/66                                    | 31/17/66                                    | 31/17/66                                    |
| Rồng: 3 ⋅ Trụ: 4 ⋅ Vàng: 79,4k               | Rồng: 3 ⋅ Trụ: 4 ⋅ Vàng: 79,4k               | Rồng: 3 ⋅ Trụ: 4 ⋅ Vàng: 79,4k               | Rồng: 3 ⋅ Trụ: 4 ⋅ Vàng: 79,4k               | Rồng: 3 ⋅ Trụ: 4 ⋅ Vàng: 79,4k               | Rồng: 3 ⋅ Trụ: 4 ⋅ Vàng: 79,4k               | Rồng: 3 ⋅ Trụ: 4 ⋅ Vàng: 79,4k               | Sự kiện thể thao đang diễn ra | 43:54  | Rồng: 3 ⋅ Trụ: 11 ⋅ Vàng: 87,5k             | Rồng: 3 ⋅ Trụ: 11 ⋅ Vàng: 87,5k             | Rồng: 3 ⋅ Trụ: 11 ⋅ Vàng: 87,5k             | Rồng: 3 ⋅ Trụ: 11 ⋅ Vàng: 87,5k             | Rồng: 3 ⋅ Trụ: 11 ⋅ Vàng: 87,5k             | Rồng: 3 ⋅ Trụ: 11 ⋅ Vàng: 87,5k             | Rồng: 3 ⋅ Trụ: 11 ⋅ Vàng: 87,5k             |
| Xin Zhao ⋅ Galio Jayce ⋅ Cassiopeia ⋅ Karma  | Xin Zhao ⋅ Galio Jayce ⋅ Cassiopeia ⋅ Karma  | Xin Zhao ⋅ Galio Jayce ⋅ Cassiopeia ⋅ Karma  | Xin Zhao ⋅ Galio Jayce ⋅ Cassiopeia ⋅ Karma  | Xin Zhao ⋅ Galio Jayce ⋅ Cassiopeia ⋅ Karma  | Xin Zhao ⋅ Galio Jayce ⋅ Cassiopeia ⋅ Karma  | Xin Zhao ⋅ Galio Jayce ⋅ Cassiopeia ⋅ Karma  | Cấm                           | Cấm    | Pantheon ⋅ Ambessa Poppy ⋅ Alistar ⋅ Viktor | Pantheon ⋅ Ambessa Poppy ⋅ Alistar ⋅ Viktor | Pantheon ⋅ Ambessa Poppy ⋅ Alistar ⋅ Viktor | Pantheon ⋅ Ambessa Poppy ⋅ Alistar ⋅ Viktor | Pantheon ⋅ Ambessa Poppy ⋅ Alistar ⋅ Viktor | Pantheon ⋅ Ambessa Poppy ⋅ Alistar ⋅ Viktor | Pantheon ⋅ Ambessa Poppy ⋅ Alistar ⋅ Viktor |
| Fiora ⋅ Skarner Akali ⋅ Varus ⋅ Renata Glasc | Fiora ⋅ Skarner Akali ⋅ Varus ⋅ Renata Glasc | Fiora ⋅ Skarner Akali ⋅ Varus ⋅ Renata Glasc | Fiora ⋅ Skarner Akali ⋅ Varus ⋅ Renata Glasc | Fiora ⋅ Skarner Akali ⋅ Varus ⋅ Renata Glasc | Fiora ⋅ Skarner Akali ⋅ Varus ⋅ Renata Glasc | Fiora ⋅ Skarner Akali ⋅ Varus ⋅ Renata Glasc | Chọn                          | Chọn   | Gwen ⋅ Vi Annie ⋅ Sivir ⋅ Blitzcrank        | Gwen ⋅ Vi Annie ⋅ Sivir ⋅ Blitzcrank        | Gwen ⋅ Vi Annie ⋅ Sivir ⋅ Blitzcrank        | Gwen ⋅ Vi Annie ⋅ Sivir ⋅ Blitzcrank        | Gwen ⋅ Vi Annie ⋅ Sivir ⋅ Blitzcrank        | Gwen ⋅ Vi Annie ⋅ Sivir ⋅ Blitzcrank        | Gwen ⋅ Vi Annie ⋅ Sivir ⋅ Blitzcrank        |
|                                              |                                              |                                              |                                              |                                              |                                              |                                              |                               |        |                                             |                                             |                                             |                                             |                                             |                                             |                                             |

### Chung kết nhánh thua
| T1 | 3 – 2 | Anyone's Legend |

| 12/18/31                              | 12/18/31                              | 12/18/31                              | 12/18/31                              | 12/18/31                              | 12/18/31                              | 12/18/31                              | Trận 1                        | Trận 1 | 18/12/46                                | 18/12/46                                | 18/12/46                                | 18/12/46                                | 18/12/46                                | 18/12/46                                | 18/12/46                                |
| Rồng: 1 ⋅ Trụ: 3 ⋅ Vàng: 47,9k        | Rồng: 1 ⋅ Trụ: 3 ⋅ Vàng: 47,9k        | Rồng: 1 ⋅ Trụ: 3 ⋅ Vàng: 47,9k        | Rồng: 1 ⋅ Trụ: 3 ⋅ Vàng: 47,9k        | Rồng: 1 ⋅ Trụ: 3 ⋅ Vàng: 47,9k        | Rồng: 1 ⋅ Trụ: 3 ⋅ Vàng: 47,9k        | Rồng: 1 ⋅ Trụ: 3 ⋅ Vàng: 47,9k        | Sự kiện thể thao đang diễn ra | 26:57  | Rồng: 3 ⋅ Trụ: 7 ⋅ Vàng: 52,6k          | Rồng: 3 ⋅ Trụ: 7 ⋅ Vàng: 52,6k          | Rồng: 3 ⋅ Trụ: 7 ⋅ Vàng: 52,6k          | Rồng: 3 ⋅ Trụ: 7 ⋅ Vàng: 52,6k          | Rồng: 3 ⋅ Trụ: 7 ⋅ Vàng: 52,6k          | Rồng: 3 ⋅ Trụ: 7 ⋅ Vàng: 52,6k          | Rồng: 3 ⋅ Trụ: 7 ⋅ Vàng: 52,6k          |
| Taliyah ⋅ Neeko Ryze ⋅ Poppy ⋅ Lucian | Taliyah ⋅ Neeko Ryze ⋅ Poppy ⋅ Lucian | Taliyah ⋅ Neeko Ryze ⋅ Poppy ⋅ Lucian | Taliyah ⋅ Neeko Ryze ⋅ Poppy ⋅ Lucian | Taliyah ⋅ Neeko Ryze ⋅ Poppy ⋅ Lucian | Taliyah ⋅ Neeko Ryze ⋅ Poppy ⋅ Lucian | Taliyah ⋅ Neeko Ryze ⋅ Poppy ⋅ Lucian | Cấm                           | Cấm    | Pantheon ⋅ Azir Varus ⋅ Rakan ⋅ Alistar | Pantheon ⋅ Azir Varus ⋅ Rakan ⋅ Alistar | Pantheon ⋅ Azir Varus ⋅ Rakan ⋅ Alistar | Pantheon ⋅ Azir Varus ⋅ Rakan ⋅ Alistar | Pantheon ⋅ Azir Varus ⋅ Rakan ⋅ Alistar | Pantheon ⋅ Azir Varus ⋅ Rakan ⋅ Alistar | Pantheon ⋅ Azir Varus ⋅ Rakan ⋅ Alistar |
| Gwen ⋅ Vi Galio ⋅ Jhin ⋅ Nautilus     | Gwen ⋅ Vi Galio ⋅ Jhin ⋅ Nautilus     | Gwen ⋅ Vi Galio ⋅ Jhin ⋅ Nautilus     | Gwen ⋅ Vi Galio ⋅ Jhin ⋅ Nautilus     | Gwen ⋅ Vi Galio ⋅ Jhin ⋅ Nautilus     | Gwen ⋅ Vi Galio ⋅ Jhin ⋅ Nautilus     | Gwen ⋅ Vi Galio ⋅ Jhin ⋅ Nautilus     | Chọn                          | Chọn   | Jayce ⋅ Ngộ Không Annie ⋅ Kai'Sa ⋅ Rell | Jayce ⋅ Ngộ Không Annie ⋅ Kai'Sa ⋅ Rell | Jayce ⋅ Ngộ Không Annie ⋅ Kai'Sa ⋅ Rell | Jayce ⋅ Ngộ Không Annie ⋅ Kai'Sa ⋅ Rell | Jayce ⋅ Ngộ Không Annie ⋅ Kai'Sa ⋅ Rell | Jayce ⋅ Ngộ Không Annie ⋅ Kai'Sa ⋅ Rell | Jayce ⋅ Ngộ Không Annie ⋅ Kai'Sa ⋅ Rell |
|                                       |                                       |                                       |                                       |                                       |                                       |                                       |                               |        |                                         |                                         |                                         |                                         |                                         |                                         |                                         |

| 23/4/38                                     | 23/4/38                                     | 23/4/38                                     | 23/4/38                                     | 23/4/38                                     | 23/4/38                                     | 23/4/38                                     | Trận 2                        | Trận 2 | 4/23/9                                    | 4/23/9                                    | 4/23/9                                    | 4/23/9                                    | 4/23/9                                    | 4/23/9                                    | 4/23/9                                    |
| Rồng: 5 ⋅ Trụ: 9 ⋅ Vàng: 64,4k              | Rồng: 5 ⋅ Trụ: 9 ⋅ Vàng: 64,4k              | Rồng: 5 ⋅ Trụ: 9 ⋅ Vàng: 64,4k              | Rồng: 5 ⋅ Trụ: 9 ⋅ Vàng: 64,4k              | Rồng: 5 ⋅ Trụ: 9 ⋅ Vàng: 64,4k              | Rồng: 5 ⋅ Trụ: 9 ⋅ Vàng: 64,4k              | Rồng: 5 ⋅ Trụ: 9 ⋅ Vàng: 64,4k              | Sự kiện thể thao đang diễn ra | 29:35  | Rồng: 0 ⋅ Trụ: 2 ⋅ Vàng: 50,2k            | Rồng: 0 ⋅ Trụ: 2 ⋅ Vàng: 50,2k            | Rồng: 0 ⋅ Trụ: 2 ⋅ Vàng: 50,2k            | Rồng: 0 ⋅ Trụ: 2 ⋅ Vàng: 50,2k            | Rồng: 0 ⋅ Trụ: 2 ⋅ Vàng: 50,2k            | Rồng: 0 ⋅ Trụ: 2 ⋅ Vàng: 50,2k            | Rồng: 0 ⋅ Trụ: 2 ⋅ Vàng: 50,2k            |
| Taliyah ⋅ Neeko Jarvan IV ⋅ Rakan ⋅ Alistar | Taliyah ⋅ Neeko Jarvan IV ⋅ Rakan ⋅ Alistar | Taliyah ⋅ Neeko Jarvan IV ⋅ Rakan ⋅ Alistar | Taliyah ⋅ Neeko Jarvan IV ⋅ Rakan ⋅ Alistar | Taliyah ⋅ Neeko Jarvan IV ⋅ Rakan ⋅ Alistar | Taliyah ⋅ Neeko Jarvan IV ⋅ Rakan ⋅ Alistar | Taliyah ⋅ Neeko Jarvan IV ⋅ Rakan ⋅ Alistar | Cấm                           | Cấm    | Pantheon ⋅ Varus Azir ⋅ Nocturne ⋅ Jax    | Pantheon ⋅ Varus Azir ⋅ Nocturne ⋅ Jax    | Pantheon ⋅ Varus Azir ⋅ Nocturne ⋅ Jax    | Pantheon ⋅ Varus Azir ⋅ Nocturne ⋅ Jax    | Pantheon ⋅ Varus Azir ⋅ Nocturne ⋅ Jax    | Pantheon ⋅ Varus Azir ⋅ Nocturne ⋅ Jax    | Pantheon ⋅ Varus Azir ⋅ Nocturne ⋅ Jax    |
| Renekton ⋅ Lee Sin Ryze ⋅ Lucian ⋅ Braum    | Renekton ⋅ Lee Sin Ryze ⋅ Lucian ⋅ Braum    | Renekton ⋅ Lee Sin Ryze ⋅ Lucian ⋅ Braum    | Renekton ⋅ Lee Sin Ryze ⋅ Lucian ⋅ Braum    | Renekton ⋅ Lee Sin Ryze ⋅ Lucian ⋅ Braum    | Renekton ⋅ Lee Sin Ryze ⋅ Lucian ⋅ Braum    | Renekton ⋅ Lee Sin Ryze ⋅ Lucian ⋅ Braum    | Chọn                          | Chọn   | Yorick ⋅ Trundle Orianna ⋅ Ezreal ⋅ Karma | Yorick ⋅ Trundle Orianna ⋅ Ezreal ⋅ Karma | Yorick ⋅ Trundle Orianna ⋅ Ezreal ⋅ Karma | Yorick ⋅ Trundle Orianna ⋅ Ezreal ⋅ Karma | Yorick ⋅ Trundle Orianna ⋅ Ezreal ⋅ Karma | Yorick ⋅ Trundle Orianna ⋅ Ezreal ⋅ Karma | Yorick ⋅ Trundle Orianna ⋅ Ezreal ⋅ Karma |
|                                             |                                             |                                             |                                             |                                             |                                             |                                             |                               |        |                                           |                                           |                                           |                                           |                                           |                                           |                                           |

| 8/23/20                                        | 8/23/20                                        | 8/23/20                                        | 8/23/20                                        | 8/23/20                                        | 8/23/20                                        | 8/23/20                                        | Trận 3                        | Trận 3 | 23/8/57                                        | 23/8/57                                        | 23/8/57                                        | 23/8/57                                        | 23/8/57                                        | 23/8/57                                        | 23/8/57                                        |
| Rồng: 2 ⋅ Trụ: 2 ⋅ Vàng: 55,9k                 | Rồng: 2 ⋅ Trụ: 2 ⋅ Vàng: 55,9k                 | Rồng: 2 ⋅ Trụ: 2 ⋅ Vàng: 55,9k                 | Rồng: 2 ⋅ Trụ: 2 ⋅ Vàng: 55,9k                 | Rồng: 2 ⋅ Trụ: 2 ⋅ Vàng: 55,9k                 | Rồng: 2 ⋅ Trụ: 2 ⋅ Vàng: 55,9k                 | Rồng: 2 ⋅ Trụ: 2 ⋅ Vàng: 55,9k                 | Sự kiện thể thao đang diễn ra | 31:37  | Rồng: 2 ⋅ Trụ: 8 ⋅ Vàng: 63,6k                 | Rồng: 2 ⋅ Trụ: 8 ⋅ Vàng: 63,6k                 | Rồng: 2 ⋅ Trụ: 8 ⋅ Vàng: 63,6k                 | Rồng: 2 ⋅ Trụ: 8 ⋅ Vàng: 63,6k                 | Rồng: 2 ⋅ Trụ: 8 ⋅ Vàng: 63,6k                 | Rồng: 2 ⋅ Trụ: 8 ⋅ Vàng: 63,6k                 | Rồng: 2 ⋅ Trụ: 8 ⋅ Vàng: 63,6k                 |
| Pantheon ⋅ Azir Bard ⋅ Poppy ⋅ Sylas           | Pantheon ⋅ Azir Bard ⋅ Poppy ⋅ Sylas           | Pantheon ⋅ Azir Bard ⋅ Poppy ⋅ Sylas           | Pantheon ⋅ Azir Bard ⋅ Poppy ⋅ Sylas           | Pantheon ⋅ Azir Bard ⋅ Poppy ⋅ Sylas           | Pantheon ⋅ Azir Bard ⋅ Poppy ⋅ Sylas           | Pantheon ⋅ Azir Bard ⋅ Poppy ⋅ Sylas           | Cấm                           | Cấm    | Ambessa ⋅ Taliyah Twisted Fate ⋅ Corki ⋅ Sivir | Ambessa ⋅ Taliyah Twisted Fate ⋅ Corki ⋅ Sivir | Ambessa ⋅ Taliyah Twisted Fate ⋅ Corki ⋅ Sivir | Ambessa ⋅ Taliyah Twisted Fate ⋅ Corki ⋅ Sivir | Ambessa ⋅ Taliyah Twisted Fate ⋅ Corki ⋅ Sivir | Ambessa ⋅ Taliyah Twisted Fate ⋅ Corki ⋅ Sivir | Ambessa ⋅ Taliyah Twisted Fate ⋅ Corki ⋅ Sivir |
| Ornn ⋅ Jarvan IV Aurora ⋅ Miss Fortune ⋅ Neeko | Ornn ⋅ Jarvan IV Aurora ⋅ Miss Fortune ⋅ Neeko | Ornn ⋅ Jarvan IV Aurora ⋅ Miss Fortune ⋅ Neeko | Ornn ⋅ Jarvan IV Aurora ⋅ Miss Fortune ⋅ Neeko | Ornn ⋅ Jarvan IV Aurora ⋅ Miss Fortune ⋅ Neeko | Ornn ⋅ Jarvan IV Aurora ⋅ Miss Fortune ⋅ Neeko | Ornn ⋅ Jarvan IV Aurora ⋅ Miss Fortune ⋅ Neeko | Chọn                          | Chọn   | Rumble ⋅ Xin Zhao Viktor ⋅ Varus ⋅ Leona       | Rumble ⋅ Xin Zhao Viktor ⋅ Varus ⋅ Leona       | Rumble ⋅ Xin Zhao Viktor ⋅ Varus ⋅ Leona       | Rumble ⋅ Xin Zhao Viktor ⋅ Varus ⋅ Leona       | Rumble ⋅ Xin Zhao Viktor ⋅ Varus ⋅ Leona       | Rumble ⋅ Xin Zhao Viktor ⋅ Varus ⋅ Leona       | Rumble ⋅ Xin Zhao Viktor ⋅ Varus ⋅ Leona       |
|                                                |                                                |                                                |                                                |                                                |                                                |                                                |                               |        |                                                |                                                |                                                |                                                |                                                |                                                |                                                |

| 10/9/27                                    | 10/9/27                                    | 10/9/27                                    | 10/9/27                                    | 10/9/27                                    | 10/9/27                                    | 10/9/27                                    | Trận 4                        | Trận 4 | 9/10/18                                        | 9/10/18                                        | 9/10/18                                        | 9/10/18                                        | 9/10/18                                        | 9/10/18                                        | 9/10/18                                        |
| Rồng: 4 ⋅ Trụ: 7 ⋅ Vàng: 49k               | Rồng: 4 ⋅ Trụ: 7 ⋅ Vàng: 49k               | Rồng: 4 ⋅ Trụ: 7 ⋅ Vàng: 49k               | Rồng: 4 ⋅ Trụ: 7 ⋅ Vàng: 49k               | Rồng: 4 ⋅ Trụ: 7 ⋅ Vàng: 49k               | Rồng: 4 ⋅ Trụ: 7 ⋅ Vàng: 49k               | Rồng: 4 ⋅ Trụ: 7 ⋅ Vàng: 49k               | Sự kiện thể thao đang diễn ra | 26:41  | Rồng: 0 ⋅ Trụ: 1 ⋅ Vàng: 43,5k                 | Rồng: 0 ⋅ Trụ: 1 ⋅ Vàng: 43,5k                 | Rồng: 0 ⋅ Trụ: 1 ⋅ Vàng: 43,5k                 | Rồng: 0 ⋅ Trụ: 1 ⋅ Vàng: 43,5k                 | Rồng: 0 ⋅ Trụ: 1 ⋅ Vàng: 43,5k                 | Rồng: 0 ⋅ Trụ: 1 ⋅ Vàng: 43,5k                 | Rồng: 0 ⋅ Trụ: 1 ⋅ Vàng: 43,5k                 |
| Twisted Fate ⋅ Poppy Sion ⋅ Alistar ⋅ Jinx | Twisted Fate ⋅ Poppy Sion ⋅ Alistar ⋅ Jinx | Twisted Fate ⋅ Poppy Sion ⋅ Alistar ⋅ Jinx | Twisted Fate ⋅ Poppy Sion ⋅ Alistar ⋅ Jinx | Twisted Fate ⋅ Poppy Sion ⋅ Alistar ⋅ Jinx | Twisted Fate ⋅ Poppy Sion ⋅ Alistar ⋅ Jinx | Twisted Fate ⋅ Poppy Sion ⋅ Alistar ⋅ Jinx | Cấm                           | Cấm    | Pantheon ⋅ Azir Taliyah ⋅ Skarner ⋅ Cassiopeia | Pantheon ⋅ Azir Taliyah ⋅ Skarner ⋅ Cassiopeia | Pantheon ⋅ Azir Taliyah ⋅ Skarner ⋅ Cassiopeia | Pantheon ⋅ Azir Taliyah ⋅ Skarner ⋅ Cassiopeia | Pantheon ⋅ Azir Taliyah ⋅ Skarner ⋅ Cassiopeia | Pantheon ⋅ Azir Taliyah ⋅ Skarner ⋅ Cassiopeia | Pantheon ⋅ Azir Taliyah ⋅ Skarner ⋅ Cassiopeia |
| Jax ⋅ Lillia Corki ⋅ Xayah ⋅ Rakan         | Jax ⋅ Lillia Corki ⋅ Xayah ⋅ Rakan         | Jax ⋅ Lillia Corki ⋅ Xayah ⋅ Rakan         | Jax ⋅ Lillia Corki ⋅ Xayah ⋅ Rakan         | Jax ⋅ Lillia Corki ⋅ Xayah ⋅ Rakan         | Jax ⋅ Lillia Corki ⋅ Xayah ⋅ Rakan         | Jax ⋅ Lillia Corki ⋅ Xayah ⋅ Rakan         | Chọn                          | Chọn   | Ambessa ⋅ Maokai Sylas ⋅ Senna ⋅ Tahm Kench    | Ambessa ⋅ Maokai Sylas ⋅ Senna ⋅ Tahm Kench    | Ambessa ⋅ Maokai Sylas ⋅ Senna ⋅ Tahm Kench    | Ambessa ⋅ Maokai Sylas ⋅ Senna ⋅ Tahm Kench    | Ambessa ⋅ Maokai Sylas ⋅ Senna ⋅ Tahm Kench    | Ambessa ⋅ Maokai Sylas ⋅ Senna ⋅ Tahm Kench    | Ambessa ⋅ Maokai Sylas ⋅ Senna ⋅ Tahm Kench    |
|                                            |                                            |                                            |                                            |                                            |                                            |                                            |                               |        |                                                |                                                |                                                |                                                |                                                |                                                |                                                |

| 25/9/86                                | 25/9/86                                | 25/9/86                                | 25/9/86                                | 25/9/86                                | 25/9/86                                | 25/9/86                                | Trận 5                        | Trận 5 | 9/25/11                                     | 9/25/11                                     | 9/25/11                                     | 9/25/11                                     | 9/25/11                                     | 9/25/11                                     | 9/25/11                                     |
| Rồng: 2 ⋅ Trụ: 10 ⋅ Vàng: 60,7k        | Rồng: 2 ⋅ Trụ: 10 ⋅ Vàng: 60,7k        | Rồng: 2 ⋅ Trụ: 10 ⋅ Vàng: 60,7k        | Rồng: 2 ⋅ Trụ: 10 ⋅ Vàng: 60,7k        | Rồng: 2 ⋅ Trụ: 10 ⋅ Vàng: 60,7k        | Rồng: 2 ⋅ Trụ: 10 ⋅ Vàng: 60,7k        | Rồng: 2 ⋅ Trụ: 10 ⋅ Vàng: 60,7k        | Sự kiện thể thao đang diễn ra | 29:07  | Rồng: 2 ⋅ Trụ: 1 ⋅ Vàng: 46,7k              | Rồng: 2 ⋅ Trụ: 1 ⋅ Vàng: 46,7k              | Rồng: 2 ⋅ Trụ: 1 ⋅ Vàng: 46,7k              | Rồng: 2 ⋅ Trụ: 1 ⋅ Vàng: 46,7k              | Rồng: 2 ⋅ Trụ: 1 ⋅ Vàng: 46,7k              | Rồng: 2 ⋅ Trụ: 1 ⋅ Vàng: 46,7k              | Rồng: 2 ⋅ Trụ: 1 ⋅ Vàng: 46,7k              |
| Pantheon ⋅ Azir Sion ⋅ Camille ⋅ Bard  | Pantheon ⋅ Azir Sion ⋅ Camille ⋅ Bard  | Pantheon ⋅ Azir Sion ⋅ Camille ⋅ Bard  | Pantheon ⋅ Azir Sion ⋅ Camille ⋅ Bard  | Pantheon ⋅ Azir Sion ⋅ Camille ⋅ Bard  | Pantheon ⋅ Azir Sion ⋅ Camille ⋅ Bard  | Pantheon ⋅ Azir Sion ⋅ Camille ⋅ Bard  | Cấm                           | Cấm    | Nocturne ⋅ Taliyah Caitlyn ⋅ Ahri ⋅ LeBlanc | Nocturne ⋅ Taliyah Caitlyn ⋅ Ahri ⋅ LeBlanc | Nocturne ⋅ Taliyah Caitlyn ⋅ Ahri ⋅ LeBlanc | Nocturne ⋅ Taliyah Caitlyn ⋅ Ahri ⋅ LeBlanc | Nocturne ⋅ Taliyah Caitlyn ⋅ Ahri ⋅ LeBlanc | Nocturne ⋅ Taliyah Caitlyn ⋅ Ahri ⋅ LeBlanc | Nocturne ⋅ Taliyah Caitlyn ⋅ Ahri ⋅ LeBlanc |
| Gragas ⋅ Skarner Hwei ⋅ Jinx ⋅ Alistar | Gragas ⋅ Skarner Hwei ⋅ Jinx ⋅ Alistar | Gragas ⋅ Skarner Hwei ⋅ Jinx ⋅ Alistar | Gragas ⋅ Skarner Hwei ⋅ Jinx ⋅ Alistar | Gragas ⋅ Skarner Hwei ⋅ Jinx ⋅ Alistar | Gragas ⋅ Skarner Hwei ⋅ Jinx ⋅ Alistar | Gragas ⋅ Skarner Hwei ⋅ Jinx ⋅ Alistar | Chọn                          | Chọn   | Aatrox ⋅ Olaf Twisted Fate ⋅ Ziggs ⋅ Poppy  | Aatrox ⋅ Olaf Twisted Fate ⋅ Ziggs ⋅ Poppy  | Aatrox ⋅ Olaf Twisted Fate ⋅ Ziggs ⋅ Poppy  | Aatrox ⋅ Olaf Twisted Fate ⋅ Ziggs ⋅ Poppy  | Aatrox ⋅ Olaf Twisted Fate ⋅ Ziggs ⋅ Poppy  | Aatrox ⋅ Olaf Twisted Fate ⋅ Ziggs ⋅ Poppy  | Aatrox ⋅ Olaf Twisted Fate ⋅ Ziggs ⋅ Poppy  |
|                                        |                                        |                                        |                                        |                                        |                                        |                                        |                               |        |                                             |                                             |                                             |                                             |                                             |                                             |                                             |

| T1 | 3 – 2 | Anyone's Legend |

| 12/18/31                              | 12/18/31                              | 12/18/31                              | 12/18/31                              | 12/18/31                              | 12/18/31                              | 12/18/31                              | Trận 1                        | Trận 1 | 18/12/46                                | 18/12/46                                | 18/12/46                                | 18/12/46                                | 18/12/46                                | 18/12/46                                | 18/12/46                                |
| Rồng: 1 ⋅ Trụ: 3 ⋅ Vàng: 47,9k        | Rồng: 1 ⋅ Trụ: 3 ⋅ Vàng: 47,9k        | Rồng: 1 ⋅ Trụ: 3 ⋅ Vàng: 47,9k        | Rồng: 1 ⋅ Trụ: 3 ⋅ Vàng: 47,9k        | Rồng: 1 ⋅ Trụ: 3 ⋅ Vàng: 47,9k        | Rồng: 1 ⋅ Trụ: 3 ⋅ Vàng: 47,9k        | Rồng: 1 ⋅ Trụ: 3 ⋅ Vàng: 47,9k        | Sự kiện thể thao đang diễn ra | 26:57  | Rồng: 3 ⋅ Trụ: 7 ⋅ Vàng: 52,6k          | Rồng: 3 ⋅ Trụ: 7 ⋅ Vàng: 52,6k          | Rồng: 3 ⋅ Trụ: 7 ⋅ Vàng: 52,6k          | Rồng: 3 ⋅ Trụ: 7 ⋅ Vàng: 52,6k          | Rồng: 3 ⋅ Trụ: 7 ⋅ Vàng: 52,6k          | Rồng: 3 ⋅ Trụ: 7 ⋅ Vàng: 52,6k          | Rồng: 3 ⋅ Trụ: 7 ⋅ Vàng: 52,6k          |
| Taliyah ⋅ Neeko Ryze ⋅ Poppy ⋅ Lucian | Taliyah ⋅ Neeko Ryze ⋅ Poppy ⋅ Lucian | Taliyah ⋅ Neeko Ryze ⋅ Poppy ⋅ Lucian | Taliyah ⋅ Neeko Ryze ⋅ Poppy ⋅ Lucian | Taliyah ⋅ Neeko Ryze ⋅ Poppy ⋅ Lucian | Taliyah ⋅ Neeko Ryze ⋅ Poppy ⋅ Lucian | Taliyah ⋅ Neeko Ryze ⋅ Poppy ⋅ Lucian | Cấm                           | Cấm    | Pantheon ⋅ Azir Varus ⋅ Rakan ⋅ Alistar | Pantheon ⋅ Azir Varus ⋅ Rakan ⋅ Alistar | Pantheon ⋅ Azir Varus ⋅ Rakan ⋅ Alistar | Pantheon ⋅ Azir Varus ⋅ Rakan ⋅ Alistar | Pantheon ⋅ Azir Varus ⋅ Rakan ⋅ Alistar | Pantheon ⋅ Azir Varus ⋅ Rakan ⋅ Alistar | Pantheon ⋅ Azir Varus ⋅ Rakan ⋅ Alistar |
| Gwen ⋅ Vi Galio ⋅ Jhin ⋅ Nautilus     | Gwen ⋅ Vi Galio ⋅ Jhin ⋅ Nautilus     | Gwen ⋅ Vi Galio ⋅ Jhin ⋅ Nautilus     | Gwen ⋅ Vi Galio ⋅ Jhin ⋅ Nautilus     | Gwen ⋅ Vi Galio ⋅ Jhin ⋅ Nautilus     | Gwen ⋅ Vi Galio ⋅ Jhin ⋅ Nautilus     | Gwen ⋅ Vi Galio ⋅ Jhin ⋅ Nautilus     | Chọn                          | Chọn   | Jayce ⋅ Ngộ Không Annie ⋅ Kai'Sa ⋅ Rell | Jayce ⋅ Ngộ Không Annie ⋅ Kai'Sa ⋅ Rell | Jayce ⋅ Ngộ Không Annie ⋅ Kai'Sa ⋅ Rell | Jayce ⋅ Ngộ Không Annie ⋅ Kai'Sa ⋅ Rell | Jayce ⋅ Ngộ Không Annie ⋅ Kai'Sa ⋅ Rell | Jayce ⋅ Ngộ Không Annie ⋅ Kai'Sa ⋅ Rell | Jayce ⋅ Ngộ Không Annie ⋅ Kai'Sa ⋅ Rell |
|                                       |                                       |                                       |                                       |                                       |                                       |                                       |                               |        |                                         |                                         |                                         |                                         |                                         |                                         |                                         |

| 23/4/38                                     | 23/4/38                                     | 23/4/38                                     | 23/4/38                                     | 23/4/38                                     | 23/4/38                                     | 23/4/38                                     | Trận 2                        | Trận 2 | 4/23/9                                    | 4/23/9                                    | 4/23/9                                    | 4/23/9                                    | 4/23/9                                    | 4/23/9                                    | 4/23/9                                    |
| Rồng: 5 ⋅ Trụ: 9 ⋅ Vàng: 64,4k              | Rồng: 5 ⋅ Trụ: 9 ⋅ Vàng: 64,4k              | Rồng: 5 ⋅ Trụ: 9 ⋅ Vàng: 64,4k              | Rồng: 5 ⋅ Trụ: 9 ⋅ Vàng: 64,4k              | Rồng: 5 ⋅ Trụ: 9 ⋅ Vàng: 64,4k              | Rồng: 5 ⋅ Trụ: 9 ⋅ Vàng: 64,4k              | Rồng: 5 ⋅ Trụ: 9 ⋅ Vàng: 64,4k              | Sự kiện thể thao đang diễn ra | 29:35  | Rồng: 0 ⋅ Trụ: 2 ⋅ Vàng: 50,2k            | Rồng: 0 ⋅ Trụ: 2 ⋅ Vàng: 50,2k            | Rồng: 0 ⋅ Trụ: 2 ⋅ Vàng: 50,2k            | Rồng: 0 ⋅ Trụ: 2 ⋅ Vàng: 50,2k            | Rồng: 0 ⋅ Trụ: 2 ⋅ Vàng: 50,2k            | Rồng: 0 ⋅ Trụ: 2 ⋅ Vàng: 50,2k            | Rồng: 0 ⋅ Trụ: 2 ⋅ Vàng: 50,2k            |
| Taliyah ⋅ Neeko Jarvan IV ⋅ Rakan ⋅ Alistar | Taliyah ⋅ Neeko Jarvan IV ⋅ Rakan ⋅ Alistar | Taliyah ⋅ Neeko Jarvan IV ⋅ Rakan ⋅ Alistar | Taliyah ⋅ Neeko Jarvan IV ⋅ Rakan ⋅ Alistar | Taliyah ⋅ Neeko Jarvan IV ⋅ Rakan ⋅ Alistar | Taliyah ⋅ Neeko Jarvan IV ⋅ Rakan ⋅ Alistar | Taliyah ⋅ Neeko Jarvan IV ⋅ Rakan ⋅ Alistar | Cấm                           | Cấm    | Pantheon ⋅ Varus Azir ⋅ Nocturne ⋅ Jax    | Pantheon ⋅ Varus Azir ⋅ Nocturne ⋅ Jax    | Pantheon ⋅ Varus Azir ⋅ Nocturne ⋅ Jax    | Pantheon ⋅ Varus Azir ⋅ Nocturne ⋅ Jax    | Pantheon ⋅ Varus Azir ⋅ Nocturne ⋅ Jax    | Pantheon ⋅ Varus Azir ⋅ Nocturne ⋅ Jax    | Pantheon ⋅ Varus Azir ⋅ Nocturne ⋅ Jax    |
| Renekton ⋅ Lee Sin Ryze ⋅ Lucian ⋅ Braum    | Renekton ⋅ Lee Sin Ryze ⋅ Lucian ⋅ Braum    | Renekton ⋅ Lee Sin Ryze ⋅ Lucian ⋅ Braum    | Renekton ⋅ Lee Sin Ryze ⋅ Lucian ⋅ Braum    | Renekton ⋅ Lee Sin Ryze ⋅ Lucian ⋅ Braum    | Renekton ⋅ Lee Sin Ryze ⋅ Lucian ⋅ Braum    | Renekton ⋅ Lee Sin Ryze ⋅ Lucian ⋅ Braum    | Chọn                          | Chọn   | Yorick ⋅ Trundle Orianna ⋅ Ezreal ⋅ Karma | Yorick ⋅ Trundle Orianna ⋅ Ezreal ⋅ Karma | Yorick ⋅ Trundle Orianna ⋅ Ezreal ⋅ Karma | Yorick ⋅ Trundle Orianna ⋅ Ezreal ⋅ Karma | Yorick ⋅ Trundle Orianna ⋅ Ezreal ⋅ Karma | Yorick ⋅ Trundle Orianna ⋅ Ezreal ⋅ Karma | Yorick ⋅ Trundle Orianna ⋅ Ezreal ⋅ Karma |
|                                             |                                             |                                             |                                             |                                             |                                             |                                             |                               |        |                                           |                                           |                                           |                                           |                                           |                                           |                                           |

| 8/23/20                                        | 8/23/20                                        | 8/23/20                                        | 8/23/20                                        | 8/23/20                                        | 8/23/20                                        | 8/23/20                                        | Trận 3                        | Trận 3 | 23/8/57                                        | 23/8/57                                        | 23/8/57                                        | 23/8/57                                        | 23/8/57                                        | 23/8/57                                        | 23/8/57                                        |
| Rồng: 2 ⋅ Trụ: 2 ⋅ Vàng: 55,9k                 | Rồng: 2 ⋅ Trụ: 2 ⋅ Vàng: 55,9k                 | Rồng: 2 ⋅ Trụ: 2 ⋅ Vàng: 55,9k                 | Rồng: 2 ⋅ Trụ: 2 ⋅ Vàng: 55,9k                 | Rồng: 2 ⋅ Trụ: 2 ⋅ Vàng: 55,9k                 | Rồng: 2 ⋅ Trụ: 2 ⋅ Vàng: 55,9k                 | Rồng: 2 ⋅ Trụ: 2 ⋅ Vàng: 55,9k                 | Sự kiện thể thao đang diễn ra | 31:37  | Rồng: 2 ⋅ Trụ: 8 ⋅ Vàng: 63,6k                 | Rồng: 2 ⋅ Trụ: 8 ⋅ Vàng: 63,6k                 | Rồng: 2 ⋅ Trụ: 8 ⋅ Vàng: 63,6k                 | Rồng: 2 ⋅ Trụ: 8 ⋅ Vàng: 63,6k                 | Rồng: 2 ⋅ Trụ: 8 ⋅ Vàng: 63,6k                 | Rồng: 2 ⋅ Trụ: 8 ⋅ Vàng: 63,6k                 | Rồng: 2 ⋅ Trụ: 8 ⋅ Vàng: 63,6k                 |
| Pantheon ⋅ Azir Bard ⋅ Poppy ⋅ Sylas           | Pantheon ⋅ Azir Bard ⋅ Poppy ⋅ Sylas           | Pantheon ⋅ Azir Bard ⋅ Poppy ⋅ Sylas           | Pantheon ⋅ Azir Bard ⋅ Poppy ⋅ Sylas           | Pantheon ⋅ Azir Bard ⋅ Poppy ⋅ Sylas           | Pantheon ⋅ Azir Bard ⋅ Poppy ⋅ Sylas           | Pantheon ⋅ Azir Bard ⋅ Poppy ⋅ Sylas           | Cấm                           | Cấm    | Ambessa ⋅ Taliyah Twisted Fate ⋅ Corki ⋅ Sivir | Ambessa ⋅ Taliyah Twisted Fate ⋅ Corki ⋅ Sivir | Ambessa ⋅ Taliyah Twisted Fate ⋅ Corki ⋅ Sivir | Ambessa ⋅ Taliyah Twisted Fate ⋅ Corki ⋅ Sivir | Ambessa ⋅ Taliyah Twisted Fate ⋅ Corki ⋅ Sivir | Ambessa ⋅ Taliyah Twisted Fate ⋅ Corki ⋅ Sivir | Ambessa ⋅ Taliyah Twisted Fate ⋅ Corki ⋅ Sivir |
| Ornn ⋅ Jarvan IV Aurora ⋅ Miss Fortune ⋅ Neeko | Ornn ⋅ Jarvan IV Aurora ⋅ Miss Fortune ⋅ Neeko | Ornn ⋅ Jarvan IV Aurora ⋅ Miss Fortune ⋅ Neeko | Ornn ⋅ Jarvan IV Aurora ⋅ Miss Fortune ⋅ Neeko | Ornn ⋅ Jarvan IV Aurora ⋅ Miss Fortune ⋅ Neeko | Ornn ⋅ Jarvan IV Aurora ⋅ Miss Fortune ⋅ Neeko | Ornn ⋅ Jarvan IV Aurora ⋅ Miss Fortune ⋅ Neeko | Chọn                          | Chọn   | Rumble ⋅ Xin Zhao Viktor ⋅ Varus ⋅ Leona       | Rumble ⋅ Xin Zhao Viktor ⋅ Varus ⋅ Leona       | Rumble ⋅ Xin Zhao Viktor ⋅ Varus ⋅ Leona       | Rumble ⋅ Xin Zhao Viktor ⋅ Varus ⋅ Leona       | Rumble ⋅ Xin Zhao Viktor ⋅ Varus ⋅ Leona       | Rumble ⋅ Xin Zhao Viktor ⋅ Varus ⋅ Leona       | Rumble ⋅ Xin Zhao Viktor ⋅ Varus ⋅ Leona       |
|                                                |                                                |                                                |                                                |                                                |                                                |                                                |                               |        |                                                |                                                |                                                |                                                |                                                |                                                |                                                |

| 10/9/27                                    | 10/9/27                                    | 10/9/27                                    | 10/9/27                                    | 10/9/27                                    | 10/9/27                                    | 10/9/27                                    | Trận 4                        | Trận 4 | 9/10/18                                        | 9/10/18                                        | 9/10/18                                        | 9/10/18                                        | 9/10/18                                        | 9/10/18                                        | 9/10/18                                        |
| Rồng: 4 ⋅ Trụ: 7 ⋅ Vàng: 49k               | Rồng: 4 ⋅ Trụ: 7 ⋅ Vàng: 49k               | Rồng: 4 ⋅ Trụ: 7 ⋅ Vàng: 49k               | Rồng: 4 ⋅ Trụ: 7 ⋅ Vàng: 49k               | Rồng: 4 ⋅ Trụ: 7 ⋅ Vàng: 49k               | Rồng: 4 ⋅ Trụ: 7 ⋅ Vàng: 49k               | Rồng: 4 ⋅ Trụ: 7 ⋅ Vàng: 49k               | Sự kiện thể thao đang diễn ra | 26:41  | Rồng: 0 ⋅ Trụ: 1 ⋅ Vàng: 43,5k                 | Rồng: 0 ⋅ Trụ: 1 ⋅ Vàng: 43,5k                 | Rồng: 0 ⋅ Trụ: 1 ⋅ Vàng: 43,5k                 | Rồng: 0 ⋅ Trụ: 1 ⋅ Vàng: 43,5k                 | Rồng: 0 ⋅ Trụ: 1 ⋅ Vàng: 43,5k                 | Rồng: 0 ⋅ Trụ: 1 ⋅ Vàng: 43,5k                 | Rồng: 0 ⋅ Trụ: 1 ⋅ Vàng: 43,5k                 |
| Twisted Fate ⋅ Poppy Sion ⋅ Alistar ⋅ Jinx | Twisted Fate ⋅ Poppy Sion ⋅ Alistar ⋅ Jinx | Twisted Fate ⋅ Poppy Sion ⋅ Alistar ⋅ Jinx | Twisted Fate ⋅ Poppy Sion ⋅ Alistar ⋅ Jinx | Twisted Fate ⋅ Poppy Sion ⋅ Alistar ⋅ Jinx | Twisted Fate ⋅ Poppy Sion ⋅ Alistar ⋅ Jinx | Twisted Fate ⋅ Poppy Sion ⋅ Alistar ⋅ Jinx | Cấm                           | Cấm    | Pantheon ⋅ Azir Taliyah ⋅ Skarner ⋅ Cassiopeia | Pantheon ⋅ Azir Taliyah ⋅ Skarner ⋅ Cassiopeia | Pantheon ⋅ Azir Taliyah ⋅ Skarner ⋅ Cassiopeia | Pantheon ⋅ Azir Taliyah ⋅ Skarner ⋅ Cassiopeia | Pantheon ⋅ Azir Taliyah ⋅ Skarner ⋅ Cassiopeia | Pantheon ⋅ Azir Taliyah ⋅ Skarner ⋅ Cassiopeia | Pantheon ⋅ Azir Taliyah ⋅ Skarner ⋅ Cassiopeia |
| Jax ⋅ Lillia Corki ⋅ Xayah ⋅ Rakan         | Jax ⋅ Lillia Corki ⋅ Xayah ⋅ Rakan         | Jax ⋅ Lillia Corki ⋅ Xayah ⋅ Rakan         | Jax ⋅ Lillia Corki ⋅ Xayah ⋅ Rakan         | Jax ⋅ Lillia Corki ⋅ Xayah ⋅ Rakan         | Jax ⋅ Lillia Corki ⋅ Xayah ⋅ Rakan         | Jax ⋅ Lillia Corki ⋅ Xayah ⋅ Rakan         | Chọn                          | Chọn   | Ambessa ⋅ Maokai Sylas ⋅ Senna ⋅ Tahm Kench    | Ambessa ⋅ Maokai Sylas ⋅ Senna ⋅ Tahm Kench    | Ambessa ⋅ Maokai Sylas ⋅ Senna ⋅ Tahm Kench    | Ambessa ⋅ Maokai Sylas ⋅ Senna ⋅ Tahm Kench    | Ambessa ⋅ Maokai Sylas ⋅ Senna ⋅ Tahm Kench    | Ambessa ⋅ Maokai Sylas ⋅ Senna ⋅ Tahm Kench    | Ambessa ⋅ Maokai Sylas ⋅ Senna ⋅ Tahm Kench    |
|                                            |                                            |                                            |                                            |                                            |                                            |                                            |                               |        |                                                |                                                |                                                |                                                |                                                |                                                |                                                |

| 25/9/86                                | 25/9/86                                | 25/9/86                                | 25/9/86                                | 25/9/86                                | 25/9/86                                | 25/9/86                                | Trận 5                        | Trận 5 | 9/25/11                                     | 9/25/11                                     | 9/25/11                                     | 9/25/11                                     | 9/25/11                                     | 9/25/11                                     | 9/25/11                                     |
| Rồng: 2 ⋅ Trụ: 10 ⋅ Vàng: 60,7k        | Rồng: 2 ⋅ Trụ: 10 ⋅ Vàng: 60,7k        | Rồng: 2 ⋅ Trụ: 10 ⋅ Vàng: 60,7k        | Rồng: 2 ⋅ Trụ: 10 ⋅ Vàng: 60,7k        | Rồng: 2 ⋅ Trụ: 10 ⋅ Vàng: 60,7k        | Rồng: 2 ⋅ Trụ: 10 ⋅ Vàng: 60,7k        | Rồng: 2 ⋅ Trụ: 10 ⋅ Vàng: 60,7k        | Sự kiện thể thao đang diễn ra | 29:07  | Rồng: 2 ⋅ Trụ: 1 ⋅ Vàng: 46,7k              | Rồng: 2 ⋅ Trụ: 1 ⋅ Vàng: 46,7k              | Rồng: 2 ⋅ Trụ: 1 ⋅ Vàng: 46,7k              | Rồng: 2 ⋅ Trụ: 1 ⋅ Vàng: 46,7k              | Rồng: 2 ⋅ Trụ: 1 ⋅ Vàng: 46,7k              | Rồng: 2 ⋅ Trụ: 1 ⋅ Vàng: 46,7k              | Rồng: 2 ⋅ Trụ: 1 ⋅ Vàng: 46,7k              |
| Pantheon ⋅ Azir Sion ⋅ Camille ⋅ Bard  | Pantheon ⋅ Azir Sion ⋅ Camille ⋅ Bard  | Pantheon ⋅ Azir Sion ⋅ Camille ⋅ Bard  | Pantheon ⋅ Azir Sion ⋅ Camille ⋅ Bard  | Pantheon ⋅ Azir Sion ⋅ Camille ⋅ Bard  | Pantheon ⋅ Azir Sion ⋅ Camille ⋅ Bard  | Pantheon ⋅ Azir Sion ⋅ Camille ⋅ Bard  | Cấm                           | Cấm    | Nocturne ⋅ Taliyah Caitlyn ⋅ Ahri ⋅ LeBlanc | Nocturne ⋅ Taliyah Caitlyn ⋅ Ahri ⋅ LeBlanc | Nocturne ⋅ Taliyah Caitlyn ⋅ Ahri ⋅ LeBlanc | Nocturne ⋅ Taliyah Caitlyn ⋅ Ahri ⋅ LeBlanc | Nocturne ⋅ Taliyah Caitlyn ⋅ Ahri ⋅ LeBlanc | Nocturne ⋅ Taliyah Caitlyn ⋅ Ahri ⋅ LeBlanc | Nocturne ⋅ Taliyah Caitlyn ⋅ Ahri ⋅ LeBlanc |
| Gragas ⋅ Skarner Hwei ⋅ Jinx ⋅ Alistar | Gragas ⋅ Skarner Hwei ⋅ Jinx ⋅ Alistar | Gragas ⋅ Skarner Hwei ⋅ Jinx ⋅ Alistar | Gragas ⋅ Skarner Hwei ⋅ Jinx ⋅ Alistar | Gragas ⋅ Skarner Hwei ⋅ Jinx ⋅ Alistar | Gragas ⋅ Skarner Hwei ⋅ Jinx ⋅ Alistar | Gragas ⋅ Skarner Hwei ⋅ Jinx ⋅ Alistar | Chọn                          | Chọn   | Aatrox ⋅ Olaf Twisted Fate ⋅ Ziggs ⋅ Poppy  | Aatrox ⋅ Olaf Twisted Fate ⋅ Ziggs ⋅ Poppy  | Aatrox ⋅ Olaf Twisted Fate ⋅ Ziggs ⋅ Poppy  | Aatrox ⋅ Olaf Twisted Fate ⋅ Ziggs ⋅ Poppy  | Aatrox ⋅ Olaf Twisted Fate ⋅ Ziggs ⋅ Poppy  | Aatrox ⋅ Olaf Twisted Fate ⋅ Ziggs ⋅ Poppy  | Aatrox ⋅ Olaf Twisted Fate ⋅ Ziggs ⋅ Poppy  |
|                                        |                                        |                                        |                                        |                                        |                                        |                                        |                               |        |                                             |                                             |                                             |                                             |                                             |                                             |                                             |

### Chung kết tổng
| Gen.G | 3 – 2 | T1 |

| 6/17/18                                | 6/17/18                                | 6/17/18                                | 6/17/18                                | 6/17/18                                | 6/17/18                                | 6/17/18                                | Trận 1                        | Trận 1 | 17/6/53                                    | 17/6/53                                    | 17/6/53                                    | 17/6/53                                    | 17/6/53                                    | 17/6/53                                    | 17/6/53                                    |
| Rồng: 3 ⋅ Trụ: 3 ⋅ Vàng: 55,4k         | Rồng: 3 ⋅ Trụ: 3 ⋅ Vàng: 55,4k         | Rồng: 3 ⋅ Trụ: 3 ⋅ Vàng: 55,4k         | Rồng: 3 ⋅ Trụ: 3 ⋅ Vàng: 55,4k         | Rồng: 3 ⋅ Trụ: 3 ⋅ Vàng: 55,4k         | Rồng: 3 ⋅ Trụ: 3 ⋅ Vàng: 55,4k         | Rồng: 3 ⋅ Trụ: 3 ⋅ Vàng: 55,4k         | Sự kiện thể thao đang diễn ra | 34:24  | Rồng: 2 ⋅ Trụ: 10 ⋅ Vàng: 67,7k            | Rồng: 2 ⋅ Trụ: 10 ⋅ Vàng: 67,7k            | Rồng: 2 ⋅ Trụ: 10 ⋅ Vàng: 67,7k            | Rồng: 2 ⋅ Trụ: 10 ⋅ Vàng: 67,7k            | Rồng: 2 ⋅ Trụ: 10 ⋅ Vàng: 67,7k            | Rồng: 2 ⋅ Trụ: 10 ⋅ Vàng: 67,7k            | Rồng: 2 ⋅ Trụ: 10 ⋅ Vàng: 67,7k            |
| Neeko ⋅ Azir Viktor ⋅ Senna ⋅ Rakan    | Neeko ⋅ Azir Viktor ⋅ Senna ⋅ Rakan    | Neeko ⋅ Azir Viktor ⋅ Senna ⋅ Rakan    | Neeko ⋅ Azir Viktor ⋅ Senna ⋅ Rakan    | Neeko ⋅ Azir Viktor ⋅ Senna ⋅ Rakan    | Neeko ⋅ Azir Viktor ⋅ Senna ⋅ Rakan    | Neeko ⋅ Azir Viktor ⋅ Senna ⋅ Rakan    | Cấm                           | Cấm    | Pantheon ⋅ Vi Varus ⋅ Xin Zhao ⋅ Ngộ Không | Pantheon ⋅ Vi Varus ⋅ Xin Zhao ⋅ Ngộ Không | Pantheon ⋅ Vi Varus ⋅ Xin Zhao ⋅ Ngộ Không | Pantheon ⋅ Vi Varus ⋅ Xin Zhao ⋅ Ngộ Không | Pantheon ⋅ Vi Varus ⋅ Xin Zhao ⋅ Ngộ Không | Pantheon ⋅ Vi Varus ⋅ Xin Zhao ⋅ Ngộ Không | Pantheon ⋅ Vi Varus ⋅ Xin Zhao ⋅ Ngộ Không |
| Jax ⋅ Sejuani Taliyah ⋅ Lucian ⋅ Braum | Jax ⋅ Sejuani Taliyah ⋅ Lucian ⋅ Braum | Jax ⋅ Sejuani Taliyah ⋅ Lucian ⋅ Braum | Jax ⋅ Sejuani Taliyah ⋅ Lucian ⋅ Braum | Jax ⋅ Sejuani Taliyah ⋅ Lucian ⋅ Braum | Jax ⋅ Sejuani Taliyah ⋅ Lucian ⋅ Braum | Jax ⋅ Sejuani Taliyah ⋅ Lucian ⋅ Braum | Chọn                          | Chọn   | Gwen ⋅ Jarvan IV Orianna ⋅ Jhin ⋅ Alistar  | Gwen ⋅ Jarvan IV Orianna ⋅ Jhin ⋅ Alistar  | Gwen ⋅ Jarvan IV Orianna ⋅ Jhin ⋅ Alistar  | Gwen ⋅ Jarvan IV Orianna ⋅ Jhin ⋅ Alistar  | Gwen ⋅ Jarvan IV Orianna ⋅ Jhin ⋅ Alistar  | Gwen ⋅ Jarvan IV Orianna ⋅ Jhin ⋅ Alistar  | Gwen ⋅ Jarvan IV Orianna ⋅ Jhin ⋅ Alistar  |
|                                        |                                        |                                        |                                        |                                        |                                        |                                        |                               |        |                                            |                                            |                                            |                                            |                                            |                                            |                                            |

| 24/10/59                              | 24/10/59                              | 24/10/59                              | 24/10/59                              | 24/10/59                              | 24/10/59                              | 24/10/59                              | Trận 2                        | Trận 2 | 10/24/26                                  | 10/24/26                                  | 10/24/26                                  | 10/24/26                                  | 10/24/26                                  | 10/24/26                                  | 10/24/26                                  |
| Rồng: 4 ⋅ Trụ: 8 ⋅ Vàng: 62,1k        | Rồng: 4 ⋅ Trụ: 8 ⋅ Vàng: 62,1k        | Rồng: 4 ⋅ Trụ: 8 ⋅ Vàng: 62,1k        | Rồng: 4 ⋅ Trụ: 8 ⋅ Vàng: 62,1k        | Rồng: 4 ⋅ Trụ: 8 ⋅ Vàng: 62,1k        | Rồng: 4 ⋅ Trụ: 8 ⋅ Vàng: 62,1k        | Rồng: 4 ⋅ Trụ: 8 ⋅ Vàng: 62,1k        | Sự kiện thể thao đang diễn ra | 30:29  | Rồng: 1 ⋅ Trụ: 1 ⋅ Vàng: 49k              | Rồng: 1 ⋅ Trụ: 1 ⋅ Vàng: 49k              | Rồng: 1 ⋅ Trụ: 1 ⋅ Vàng: 49k              | Rồng: 1 ⋅ Trụ: 1 ⋅ Vàng: 49k              | Rồng: 1 ⋅ Trụ: 1 ⋅ Vàng: 49k              | Rồng: 1 ⋅ Trụ: 1 ⋅ Vàng: 49k              | Rồng: 1 ⋅ Trụ: 1 ⋅ Vàng: 49k              |
| Neeko ⋅ Rumble Annie ⋅ Ambessa ⋅ Bard | Neeko ⋅ Rumble Annie ⋅ Ambessa ⋅ Bard | Neeko ⋅ Rumble Annie ⋅ Ambessa ⋅ Bard | Neeko ⋅ Rumble Annie ⋅ Ambessa ⋅ Bard | Neeko ⋅ Rumble Annie ⋅ Ambessa ⋅ Bard | Neeko ⋅ Rumble Annie ⋅ Ambessa ⋅ Bard | Neeko ⋅ Rumble Annie ⋅ Ambessa ⋅ Bard | Cấm                           | Cấm    | Pantheon ⋅ Varus Azir ⋅ Xayah ⋅ Kai'Sa    | Pantheon ⋅ Varus Azir ⋅ Xayah ⋅ Kai'Sa    | Pantheon ⋅ Varus Azir ⋅ Xayah ⋅ Kai'Sa    | Pantheon ⋅ Varus Azir ⋅ Xayah ⋅ Kai'Sa    | Pantheon ⋅ Varus Azir ⋅ Xayah ⋅ Kai'Sa    | Pantheon ⋅ Varus Azir ⋅ Xayah ⋅ Kai'Sa    | Pantheon ⋅ Varus Azir ⋅ Xayah ⋅ Kai'Sa    |
| Sion ⋅ Vi Ryze ⋅ Senna ⋅ Nautilus     | Sion ⋅ Vi Ryze ⋅ Senna ⋅ Nautilus     | Sion ⋅ Vi Ryze ⋅ Senna ⋅ Nautilus     | Sion ⋅ Vi Ryze ⋅ Senna ⋅ Nautilus     | Sion ⋅ Vi Ryze ⋅ Senna ⋅ Nautilus     | Sion ⋅ Vi Ryze ⋅ Senna ⋅ Nautilus     | Sion ⋅ Vi Ryze ⋅ Senna ⋅ Nautilus     | Chọn                          | Chọn   | Camille ⋅ Ngộ Không Galio ⋅ Corki ⋅ Poppy | Camille ⋅ Ngộ Không Galio ⋅ Corki ⋅ Poppy | Camille ⋅ Ngộ Không Galio ⋅ Corki ⋅ Poppy | Camille ⋅ Ngộ Không Galio ⋅ Corki ⋅ Poppy | Camille ⋅ Ngộ Không Galio ⋅ Corki ⋅ Poppy | Camille ⋅ Ngộ Không Galio ⋅ Corki ⋅ Poppy | Camille ⋅ Ngộ Không Galio ⋅ Corki ⋅ Poppy |
|                                       |                                       |                                       |                                       |                                       |                                       |                                       |                               |        |                                           |                                           |                                           |                                           |                                           |                                           |                                           |

| 2/20/4                                  | 2/20/4                                  | 2/20/4                                  | 2/20/4                                  | 2/20/4                                  | 2/20/4                                  | 2/20/4                                  | Trận 3                        | Trận 3 | 20/2/49                                      | 20/2/49                                      | 20/2/49                                      | 20/2/49                                      | 20/2/49                                      | 20/2/49                                      | 20/2/49                                      |
| Rồng: 0 ⋅ Trụ: 1 ⋅ Vàng: 41,6k          | Rồng: 0 ⋅ Trụ: 1 ⋅ Vàng: 41,6k          | Rồng: 0 ⋅ Trụ: 1 ⋅ Vàng: 41,6k          | Rồng: 0 ⋅ Trụ: 1 ⋅ Vàng: 41,6k          | Rồng: 0 ⋅ Trụ: 1 ⋅ Vàng: 41,6k          | Rồng: 0 ⋅ Trụ: 1 ⋅ Vàng: 41,6k          | Rồng: 0 ⋅ Trụ: 1 ⋅ Vàng: 41,6k          | Sự kiện thể thao đang diễn ra | 27:33  | Rồng: 4 ⋅ Trụ: 9 ⋅ Vàng: 55,1k               | Rồng: 4 ⋅ Trụ: 9 ⋅ Vàng: 55,1k               | Rồng: 4 ⋅ Trụ: 9 ⋅ Vàng: 55,1k               | Rồng: 4 ⋅ Trụ: 9 ⋅ Vàng: 55,1k               | Rồng: 4 ⋅ Trụ: 9 ⋅ Vàng: 55,1k               | Rồng: 4 ⋅ Trụ: 9 ⋅ Vàng: 55,1k               | Rồng: 4 ⋅ Trụ: 9 ⋅ Vàng: 55,1k               |
| Varus ⋅ Pantheon Skarner ⋅ Bard ⋅ Rakan | Varus ⋅ Pantheon Skarner ⋅ Bard ⋅ Rakan | Varus ⋅ Pantheon Skarner ⋅ Bard ⋅ Rakan | Varus ⋅ Pantheon Skarner ⋅ Bard ⋅ Rakan | Varus ⋅ Pantheon Skarner ⋅ Bard ⋅ Rakan | Varus ⋅ Pantheon Skarner ⋅ Bard ⋅ Rakan | Varus ⋅ Pantheon Skarner ⋅ Bard ⋅ Rakan | Cấm                           | Cấm    | Viktor ⋅ Neeko K'Sante ⋅ Tahm Kench ⋅ Kai'Sa | Viktor ⋅ Neeko K'Sante ⋅ Tahm Kench ⋅ Kai'Sa | Viktor ⋅ Neeko K'Sante ⋅ Tahm Kench ⋅ Kai'Sa | Viktor ⋅ Neeko K'Sante ⋅ Tahm Kench ⋅ Kai'Sa | Viktor ⋅ Neeko K'Sante ⋅ Tahm Kench ⋅ Kai'Sa | Viktor ⋅ Neeko K'Sante ⋅ Tahm Kench ⋅ Kai'Sa | Viktor ⋅ Neeko K'Sante ⋅ Tahm Kench ⋅ Kai'Sa |
| Rumble ⋅ Xin Zhao Annie ⋅ Sivir ⋅ Rell  | Rumble ⋅ Xin Zhao Annie ⋅ Sivir ⋅ Rell  | Rumble ⋅ Xin Zhao Annie ⋅ Sivir ⋅ Rell  | Rumble ⋅ Xin Zhao Annie ⋅ Sivir ⋅ Rell  | Rumble ⋅ Xin Zhao Annie ⋅ Sivir ⋅ Rell  | Rumble ⋅ Xin Zhao Annie ⋅ Sivir ⋅ Rell  | Rumble ⋅ Xin Zhao Annie ⋅ Sivir ⋅ Rell  | Chọn                          | Chọn   | Ornn ⋅ Nocturne Azir ⋅ Xayah ⋅ Renata Glasc  | Ornn ⋅ Nocturne Azir ⋅ Xayah ⋅ Renata Glasc  | Ornn ⋅ Nocturne Azir ⋅ Xayah ⋅ Renata Glasc  | Ornn ⋅ Nocturne Azir ⋅ Xayah ⋅ Renata Glasc  | Ornn ⋅ Nocturne Azir ⋅ Xayah ⋅ Renata Glasc  | Ornn ⋅ Nocturne Azir ⋅ Xayah ⋅ Renata Glasc  | Ornn ⋅ Nocturne Azir ⋅ Xayah ⋅ Renata Glasc  |
|                                         |                                         |                                         |                                         |                                         |                                         |                                         |                               |        |                                              |                                              |                                              |                                              |                                              |                                              |                                              |

| 13/3/36                                 | 13/3/36                                 | 13/3/36                                 | 13/3/36                                 | 13/3/36                                 | 13/3/36                                 | 13/3/36                                 | Trận 4                        | Trận 4 | 3/13/5                                     | 3/13/5                                     | 3/13/5                                     | 3/13/5                                     | 3/13/5                                     | 3/13/5                                     | 3/13/5                                     |
| Rồng: 2 ⋅ Trụ: 8 ⋅ Vàng: 53,9k          | Rồng: 2 ⋅ Trụ: 8 ⋅ Vàng: 53,9k          | Rồng: 2 ⋅ Trụ: 8 ⋅ Vàng: 53,9k          | Rồng: 2 ⋅ Trụ: 8 ⋅ Vàng: 53,9k          | Rồng: 2 ⋅ Trụ: 8 ⋅ Vàng: 53,9k          | Rồng: 2 ⋅ Trụ: 8 ⋅ Vàng: 53,9k          | Rồng: 2 ⋅ Trụ: 8 ⋅ Vàng: 53,9k          | Sự kiện thể thao đang diễn ra | 26:57  | Rồng: 2 ⋅ Trụ: 2 ⋅ Vàng: 41,8k             | Rồng: 2 ⋅ Trụ: 2 ⋅ Vàng: 41,8k             | Rồng: 2 ⋅ Trụ: 2 ⋅ Vàng: 41,8k             | Rồng: 2 ⋅ Trụ: 2 ⋅ Vàng: 41,8k             | Rồng: 2 ⋅ Trụ: 2 ⋅ Vàng: 41,8k             | Rồng: 2 ⋅ Trụ: 2 ⋅ Vàng: 41,8k             | Rồng: 2 ⋅ Trụ: 2 ⋅ Vàng: 41,8k             |
| Neeko ⋅ Sylas Yorick ⋅ Gragas ⋅ Ambessa | Neeko ⋅ Sylas Yorick ⋅ Gragas ⋅ Ambessa | Neeko ⋅ Sylas Yorick ⋅ Gragas ⋅ Ambessa | Neeko ⋅ Sylas Yorick ⋅ Gragas ⋅ Ambessa | Neeko ⋅ Sylas Yorick ⋅ Gragas ⋅ Ambessa | Neeko ⋅ Sylas Yorick ⋅ Gragas ⋅ Ambessa | Neeko ⋅ Sylas Yorick ⋅ Gragas ⋅ Ambessa | Cấm                           | Cấm    | Pantheon ⋅ Varus Blitzcrank ⋅ Ziggs ⋅ Lulu | Pantheon ⋅ Varus Blitzcrank ⋅ Ziggs ⋅ Lulu | Pantheon ⋅ Varus Blitzcrank ⋅ Ziggs ⋅ Lulu | Pantheon ⋅ Varus Blitzcrank ⋅ Ziggs ⋅ Lulu | Pantheon ⋅ Varus Blitzcrank ⋅ Ziggs ⋅ Lulu | Pantheon ⋅ Varus Blitzcrank ⋅ Ziggs ⋅ Lulu | Pantheon ⋅ Varus Blitzcrank ⋅ Ziggs ⋅ Lulu |
| Jayce ⋅ Trund e ⋅ Viktor ⋅ Zeri ⋅ Rakan | Jayce ⋅ Trund e ⋅ Viktor ⋅ Zeri ⋅ Rakan | Jayce ⋅ Trund e ⋅ Viktor ⋅ Zeri ⋅ Rakan | Jayce ⋅ Trund e ⋅ Viktor ⋅ Zeri ⋅ Rakan | Jayce ⋅ Trund e ⋅ Viktor ⋅ Zeri ⋅ Rakan | Jayce ⋅ Trund e ⋅ Viktor ⋅ Zeri ⋅ Rakan | Jayce ⋅ Trund e ⋅ Viktor ⋅ Zeri ⋅ Rakan | Chọn                          | Chọn   | K'Sante ⋅ Skarner Hwei ⋅ Jinx ⋅ Tahm Kench | K'Sante ⋅ Skarner Hwei ⋅ Jinx ⋅ Tahm Kench | K'Sante ⋅ Skarner Hwei ⋅ Jinx ⋅ Tahm Kench | K'Sante ⋅ Skarner Hwei ⋅ Jinx ⋅ Tahm Kench | K'Sante ⋅ Skarner Hwei ⋅ Jinx ⋅ Tahm Kench | K'Sante ⋅ Skarner Hwei ⋅ Jinx ⋅ Tahm Kench | K'Sante ⋅ Skarner Hwei ⋅ Jinx ⋅ Tahm Kench |
|                                         |                                         |                                         |                                         |                                         |                                         |                                         |                               |        |                                            |                                            |                                            |                                            |                                            |                                            |                                            |

| 15/4/39                                         | 15/4/39                                         | 15/4/39                                         | 15/4/39                                         | 15/4/39                                         | 15/4/39                                         | 15/4/39                                         | Trận 5                        | Trận 5 | 4/15/9                                     | 4/15/9                                     | 4/15/9                                     | 4/15/9                                     | 4/15/9                                     | 4/15/9                                     | 4/15/9                                     |
| Rồng: 4 ⋅ Trụ: 10 ⋅ Vàng: 72,8k                 | Rồng: 4 ⋅ Trụ: 10 ⋅ Vàng: 72,8k                 | Rồng: 4 ⋅ Trụ: 10 ⋅ Vàng: 72,8k                 | Rồng: 4 ⋅ Trụ: 10 ⋅ Vàng: 72,8k                 | Rồng: 4 ⋅ Trụ: 10 ⋅ Vàng: 72,8k                 | Rồng: 4 ⋅ Trụ: 10 ⋅ Vàng: 72,8k                 | Rồng: 4 ⋅ Trụ: 10 ⋅ Vàng: 72,8k                 | Sự kiện thể thao đang diễn ra | 35:17  | Rồng: 1 ⋅ Trụ: 3 ⋅ Vàng: 58,5k             | Rồng: 1 ⋅ Trụ: 3 ⋅ Vàng: 58,5k             | Rồng: 1 ⋅ Trụ: 3 ⋅ Vàng: 58,5k             | Rồng: 1 ⋅ Trụ: 3 ⋅ Vàng: 58,5k             | Rồng: 1 ⋅ Trụ: 3 ⋅ Vàng: 58,5k             | Rồng: 1 ⋅ Trụ: 3 ⋅ Vàng: 58,5k             | Rồng: 1 ⋅ Trụ: 3 ⋅ Vàng: 58,5k             |
| Pantheon ⋅ Varus Lee Sin ⋅ Twisted Fate ⋅ Yasuo | Pantheon ⋅ Varus Lee Sin ⋅ Twisted Fate ⋅ Yasuo | Pantheon ⋅ Varus Lee Sin ⋅ Twisted Fate ⋅ Yasuo | Pantheon ⋅ Varus Lee Sin ⋅ Twisted Fate ⋅ Yasuo | Pantheon ⋅ Varus Lee Sin ⋅ Twisted Fate ⋅ Yasuo | Pantheon ⋅ Varus Lee Sin ⋅ Twisted Fate ⋅ Yasuo | Pantheon ⋅ Varus Lee Sin ⋅ Twisted Fate ⋅ Yasuo | Cấm                           | Cấm    | Maokai ⋅ Neeko Kai'Sa ⋅ Blitzcrank ⋅ Leona | Maokai ⋅ Neeko Kai'Sa ⋅ Blitzcrank ⋅ Leona | Maokai ⋅ Neeko Kai'Sa ⋅ Blitzcrank ⋅ Leona | Maokai ⋅ Neeko Kai'Sa ⋅ Blitzcrank ⋅ Leona | Maokai ⋅ Neeko Kai'Sa ⋅ Blitzcrank ⋅ Leona | Maokai ⋅ Neeko Kai'Sa ⋅ Blitzcrank ⋅ Leona | Maokai ⋅ Neeko Kai'Sa ⋅ Blitzcrank ⋅ Leona |
| Aatrox ⋅ Nidalee Aurora ⋅ Miss Fortune ⋅ Pyke   | Aatrox ⋅ Nidalee Aurora ⋅ Miss Fortune ⋅ Pyke   | Aatrox ⋅ Nidalee Aurora ⋅ Miss Fortune ⋅ Pyke   | Aatrox ⋅ Nidalee Aurora ⋅ Miss Fortune ⋅ Pyke   | Aatrox ⋅ Nidalee Aurora ⋅ Miss Fortune ⋅ Pyke   | Aatrox ⋅ Nidalee Aurora ⋅ Miss Fortune ⋅ Pyke   | Aatrox ⋅ Nidalee Aurora ⋅ Miss Fortune ⋅ Pyke   | Chọn                          | Chọn   | Renekton ⋅ Viego Ahri ⋅ Caitlyn ⋅ Karma    | Renekton ⋅ Viego Ahri ⋅ Caitlyn ⋅ Karma    | Renekton ⋅ Viego Ahri ⋅ Caitlyn ⋅ Karma    | Renekton ⋅ Viego Ahri ⋅ Caitlyn ⋅ Karma    | Renekton ⋅ Viego Ahri ⋅ Caitlyn ⋅ Karma    | Renekton ⋅ Viego Ahri ⋅ Caitlyn ⋅ Karma    | Renekton ⋅ Viego Ahri ⋅ Caitlyn ⋅ Karma    |
|                                                 |                                                 |                                                 |                                                 |                                                 |                                                 |                                                 |                               |        |                                            |                                            |                                            |                                            |                                            |                                            |                                            |

| Gen.G | 3 – 2 | T1 |

| 6/17/18                                | 6/17/18                                | 6/17/18                                | 6/17/18                                | 6/17/18                                | 6/17/18                                | 6/17/18                                | Trận 1                        | Trận 1 | 17/6/53                                    | 17/6/53                                    | 17/6/53                                    | 17/6/53                                    | 17/6/53                                    | 17/6/53                                    | 17/6/53                                    |
| Rồng: 3 ⋅ Trụ: 3 ⋅ Vàng: 55,4k         | Rồng: 3 ⋅ Trụ: 3 ⋅ Vàng: 55,4k         | Rồng: 3 ⋅ Trụ: 3 ⋅ Vàng: 55,4k         | Rồng: 3 ⋅ Trụ: 3 ⋅ Vàng: 55,4k         | Rồng: 3 ⋅ Trụ: 3 ⋅ Vàng: 55,4k         | Rồng: 3 ⋅ Trụ: 3 ⋅ Vàng: 55,4k         | Rồng: 3 ⋅ Trụ: 3 ⋅ Vàng: 55,4k         | Sự kiện thể thao đang diễn ra | 34:24  | Rồng: 2 ⋅ Trụ: 10 ⋅ Vàng: 67,7k            | Rồng: 2 ⋅ Trụ: 10 ⋅ Vàng: 67,7k            | Rồng: 2 ⋅ Trụ: 10 ⋅ Vàng: 67,7k            | Rồng: 2 ⋅ Trụ: 10 ⋅ Vàng: 67,7k            | Rồng: 2 ⋅ Trụ: 10 ⋅ Vàng: 67,7k            | Rồng: 2 ⋅ Trụ: 10 ⋅ Vàng: 67,7k            | Rồng: 2 ⋅ Trụ: 10 ⋅ Vàng: 67,7k            |
| Neeko ⋅ Azir Viktor ⋅ Senna ⋅ Rakan    | Neeko ⋅ Azir Viktor ⋅ Senna ⋅ Rakan    | Neeko ⋅ Azir Viktor ⋅ Senna ⋅ Rakan    | Neeko ⋅ Azir Viktor ⋅ Senna ⋅ Rakan    | Neeko ⋅ Azir Viktor ⋅ Senna ⋅ Rakan    | Neeko ⋅ Azir Viktor ⋅ Senna ⋅ Rakan    | Neeko ⋅ Azir Viktor ⋅ Senna ⋅ Rakan    | Cấm                           | Cấm    | Pantheon ⋅ Vi Varus ⋅ Xin Zhao ⋅ Ngộ Không | Pantheon ⋅ Vi Varus ⋅ Xin Zhao ⋅ Ngộ Không | Pantheon ⋅ Vi Varus ⋅ Xin Zhao ⋅ Ngộ Không | Pantheon ⋅ Vi Varus ⋅ Xin Zhao ⋅ Ngộ Không | Pantheon ⋅ Vi Varus ⋅ Xin Zhao ⋅ Ngộ Không | Pantheon ⋅ Vi Varus ⋅ Xin Zhao ⋅ Ngộ Không | Pantheon ⋅ Vi Varus ⋅ Xin Zhao ⋅ Ngộ Không |
| Jax ⋅ Sejuani Taliyah ⋅ Lucian ⋅ Braum | Jax ⋅ Sejuani Taliyah ⋅ Lucian ⋅ Braum | Jax ⋅ Sejuani Taliyah ⋅ Lucian ⋅ Braum | Jax ⋅ Sejuani Taliyah ⋅ Lucian ⋅ Braum | Jax ⋅ Sejuani Taliyah ⋅ Lucian ⋅ Braum | Jax ⋅ Sejuani Taliyah ⋅ Lucian ⋅ Braum | Jax ⋅ Sejuani Taliyah ⋅ Lucian ⋅ Braum | Chọn                          | Chọn   | Gwen ⋅ Jarvan IV Orianna ⋅ Jhin ⋅ Alistar  | Gwen ⋅ Jarvan IV Orianna ⋅ Jhin ⋅ Alistar  | Gwen ⋅ Jarvan IV Orianna ⋅ Jhin ⋅ Alistar  | Gwen ⋅ Jarvan IV Orianna ⋅ Jhin ⋅ Alistar  | Gwen ⋅ Jarvan IV Orianna ⋅ Jhin ⋅ Alistar  | Gwen ⋅ Jarvan IV Orianna ⋅ Jhin ⋅ Alistar  | Gwen ⋅ Jarvan IV Orianna ⋅ Jhin ⋅ Alistar  |
|                                        |                                        |                                        |                                        |                                        |                                        |                                        |                               |        |                                            |                                            |                                            |                                            |                                            |                                            |                                            |

| 24/10/59                              | 24/10/59                              | 24/10/59                              | 24/10/59                              | 24/10/59                              | 24/10/59                              | 24/10/59                              | Trận 2                        | Trận 2 | 10/24/26                                  | 10/24/26                                  | 10/24/26                                  | 10/24/26                                  | 10/24/26                                  | 10/24/26                                  | 10/24/26                                  |
| Rồng: 4 ⋅ Trụ: 8 ⋅ Vàng: 62,1k        | Rồng: 4 ⋅ Trụ: 8 ⋅ Vàng: 62,1k        | Rồng: 4 ⋅ Trụ: 8 ⋅ Vàng: 62,1k        | Rồng: 4 ⋅ Trụ: 8 ⋅ Vàng: 62,1k        | Rồng: 4 ⋅ Trụ: 8 ⋅ Vàng: 62,1k        | Rồng: 4 ⋅ Trụ: 8 ⋅ Vàng: 62,1k        | Rồng: 4 ⋅ Trụ: 8 ⋅ Vàng: 62,1k        | Sự kiện thể thao đang diễn ra | 30:29  | Rồng: 1 ⋅ Trụ: 1 ⋅ Vàng: 49k              | Rồng: 1 ⋅ Trụ: 1 ⋅ Vàng: 49k              | Rồng: 1 ⋅ Trụ: 1 ⋅ Vàng: 49k              | Rồng: 1 ⋅ Trụ: 1 ⋅ Vàng: 49k              | Rồng: 1 ⋅ Trụ: 1 ⋅ Vàng: 49k              | Rồng: 1 ⋅ Trụ: 1 ⋅ Vàng: 49k              | Rồng: 1 ⋅ Trụ: 1 ⋅ Vàng: 49k              |
| Neeko ⋅ Rumble Annie ⋅ Ambessa ⋅ Bard | Neeko ⋅ Rumble Annie ⋅ Ambessa ⋅ Bard | Neeko ⋅ Rumble Annie ⋅ Ambessa ⋅ Bard | Neeko ⋅ Rumble Annie ⋅ Ambessa ⋅ Bard | Neeko ⋅ Rumble Annie ⋅ Ambessa ⋅ Bard | Neeko ⋅ Rumble Annie ⋅ Ambessa ⋅ Bard | Neeko ⋅ Rumble Annie ⋅ Ambessa ⋅ Bard | Cấm                           | Cấm    | Pantheon ⋅ Varus Azir ⋅ Xayah ⋅ Kai'Sa    | Pantheon ⋅ Varus Azir ⋅ Xayah ⋅ Kai'Sa    | Pantheon ⋅ Varus Azir ⋅ Xayah ⋅ Kai'Sa    | Pantheon ⋅ Varus Azir ⋅ Xayah ⋅ Kai'Sa    | Pantheon ⋅ Varus Azir ⋅ Xayah ⋅ Kai'Sa    | Pantheon ⋅ Varus Azir ⋅ Xayah ⋅ Kai'Sa    | Pantheon ⋅ Varus Azir ⋅ Xayah ⋅ Kai'Sa    |
| Sion ⋅ Vi Ryze ⋅ Senna ⋅ Nautilus     | Sion ⋅ Vi Ryze ⋅ Senna ⋅ Nautilus     | Sion ⋅ Vi Ryze ⋅ Senna ⋅ Nautilus     | Sion ⋅ Vi Ryze ⋅ Senna ⋅ Nautilus     | Sion ⋅ Vi Ryze ⋅ Senna ⋅ Nautilus     | Sion ⋅ Vi Ryze ⋅ Senna ⋅ Nautilus     | Sion ⋅ Vi Ryze ⋅ Senna ⋅ Nautilus     | Chọn                          | Chọn   | Camille ⋅ Ngộ Không Galio ⋅ Corki ⋅ Poppy | Camille ⋅ Ngộ Không Galio ⋅ Corki ⋅ Poppy | Camille ⋅ Ngộ Không Galio ⋅ Corki ⋅ Poppy | Camille ⋅ Ngộ Không Galio ⋅ Corki ⋅ Poppy | Camille ⋅ Ngộ Không Galio ⋅ Corki ⋅ Poppy | Camille ⋅ Ngộ Không Galio ⋅ Corki ⋅ Poppy | Camille ⋅ Ngộ Không Galio ⋅ Corki ⋅ Poppy |
|                                       |                                       |                                       |                                       |                                       |                                       |                                       |                               |        |                                           |                                           |                                           |                                           |                                           |                                           |                                           |

| 2/20/4                                  | 2/20/4                                  | 2/20/4                                  | 2/20/4                                  | 2/20/4                                  | 2/20/4                                  | 2/20/4                                  | Trận 3                        | Trận 3 | 20/2/49                                      | 20/2/49                                      | 20/2/49                                      | 20/2/49                                      | 20/2/49                                      | 20/2/49                                      | 20/2/49                                      |
| Rồng: 0 ⋅ Trụ: 1 ⋅ Vàng: 41,6k          | Rồng: 0 ⋅ Trụ: 1 ⋅ Vàng: 41,6k          | Rồng: 0 ⋅ Trụ: 1 ⋅ Vàng: 41,6k          | Rồng: 0 ⋅ Trụ: 1 ⋅ Vàng: 41,6k          | Rồng: 0 ⋅ Trụ: 1 ⋅ Vàng: 41,6k          | Rồng: 0 ⋅ Trụ: 1 ⋅ Vàng: 41,6k          | Rồng: 0 ⋅ Trụ: 1 ⋅ Vàng: 41,6k          | Sự kiện thể thao đang diễn ra | 27:33  | Rồng: 4 ⋅ Trụ: 9 ⋅ Vàng: 55,1k               | Rồng: 4 ⋅ Trụ: 9 ⋅ Vàng: 55,1k               | Rồng: 4 ⋅ Trụ: 9 ⋅ Vàng: 55,1k               | Rồng: 4 ⋅ Trụ: 9 ⋅ Vàng: 55,1k               | Rồng: 4 ⋅ Trụ: 9 ⋅ Vàng: 55,1k               | Rồng: 4 ⋅ Trụ: 9 ⋅ Vàng: 55,1k               | Rồng: 4 ⋅ Trụ: 9 ⋅ Vàng: 55,1k               |
| Varus ⋅ Pantheon Skarner ⋅ Bard ⋅ Rakan | Varus ⋅ Pantheon Skarner ⋅ Bard ⋅ Rakan | Varus ⋅ Pantheon Skarner ⋅ Bard ⋅ Rakan | Varus ⋅ Pantheon Skarner ⋅ Bard ⋅ Rakan | Varus ⋅ Pantheon Skarner ⋅ Bard ⋅ Rakan | Varus ⋅ Pantheon Skarner ⋅ Bard ⋅ Rakan | Varus ⋅ Pantheon Skarner ⋅ Bard ⋅ Rakan | Cấm                           | Cấm    | Viktor ⋅ Neeko K'Sante ⋅ Tahm Kench ⋅ Kai'Sa | Viktor ⋅ Neeko K'Sante ⋅ Tahm Kench ⋅ Kai'Sa | Viktor ⋅ Neeko K'Sante ⋅ Tahm Kench ⋅ Kai'Sa | Viktor ⋅ Neeko K'Sante ⋅ Tahm Kench ⋅ Kai'Sa | Viktor ⋅ Neeko K'Sante ⋅ Tahm Kench ⋅ Kai'Sa | Viktor ⋅ Neeko K'Sante ⋅ Tahm Kench ⋅ Kai'Sa | Viktor ⋅ Neeko K'Sante ⋅ Tahm Kench ⋅ Kai'Sa |
| Rumble ⋅ Xin Zhao Annie ⋅ Sivir ⋅ Rell  | Rumble ⋅ Xin Zhao Annie ⋅ Sivir ⋅ Rell  | Rumble ⋅ Xin Zhao Annie ⋅ Sivir ⋅ Rell  | Rumble ⋅ Xin Zhao Annie ⋅ Sivir ⋅ Rell  | Rumble ⋅ Xin Zhao Annie ⋅ Sivir ⋅ Rell  | Rumble ⋅ Xin Zhao Annie ⋅ Sivir ⋅ Rell  | Rumble ⋅ Xin Zhao Annie ⋅ Sivir ⋅ Rell  | Chọn                          | Chọn   | Ornn ⋅ Nocturne Azir ⋅ Xayah ⋅ Renata Glasc  | Ornn ⋅ Nocturne Azir ⋅ Xayah ⋅ Renata Glasc  | Ornn ⋅ Nocturne Azir ⋅ Xayah ⋅ Renata Glasc  | Ornn ⋅ Nocturne Azir ⋅ Xayah ⋅ Renata Glasc  | Ornn ⋅ Nocturne Azir ⋅ Xayah ⋅ Renata Glasc  | Ornn ⋅ Nocturne Azir ⋅ Xayah ⋅ Renata Glasc  | Ornn ⋅ Nocturne Azir ⋅ Xayah ⋅ Renata Glasc  |
|                                         |                                         |                                         |                                         |                                         |                                         |                                         |                               |        |                                              |                                              |                                              |                                              |                                              |                                              |                                              |

| 13/3/36                                 | 13/3/36                                 | 13/3/36                                 | 13/3/36                                 | 13/3/36                                 | 13/3/36                                 | 13/3/36                                 | Trận 4                        | Trận 4 | 3/13/5                                     | 3/13/5                                     | 3/13/5                                     | 3/13/5                                     | 3/13/5                                     | 3/13/5                                     | 3/13/5                                     |
| Rồng: 2 ⋅ Trụ: 8 ⋅ Vàng: 53,9k          | Rồng: 2 ⋅ Trụ: 8 ⋅ Vàng: 53,9k          | Rồng: 2 ⋅ Trụ: 8 ⋅ Vàng: 53,9k          | Rồng: 2 ⋅ Trụ: 8 ⋅ Vàng: 53,9k          | Rồng: 2 ⋅ Trụ: 8 ⋅ Vàng: 53,9k          | Rồng: 2 ⋅ Trụ: 8 ⋅ Vàng: 53,9k          | Rồng: 2 ⋅ Trụ: 8 ⋅ Vàng: 53,9k          | Sự kiện thể thao đang diễn ra | 26:57  | Rồng: 2 ⋅ Trụ: 2 ⋅ Vàng: 41,8k             | Rồng: 2 ⋅ Trụ: 2 ⋅ Vàng: 41,8k             | Rồng: 2 ⋅ Trụ: 2 ⋅ Vàng: 41,8k             | Rồng: 2 ⋅ Trụ: 2 ⋅ Vàng: 41,8k             | Rồng: 2 ⋅ Trụ: 2 ⋅ Vàng: 41,8k             | Rồng: 2 ⋅ Trụ: 2 ⋅ Vàng: 41,8k             | Rồng: 2 ⋅ Trụ: 2 ⋅ Vàng: 41,8k             |
| Neeko ⋅ Sylas Yorick ⋅ Gragas ⋅ Ambessa | Neeko ⋅ Sylas Yorick ⋅ Gragas ⋅ Ambessa | Neeko ⋅ Sylas Yorick ⋅ Gragas ⋅ Ambessa | Neeko ⋅ Sylas Yorick ⋅ Gragas ⋅ Ambessa | Neeko ⋅ Sylas Yorick ⋅ Gragas ⋅ Ambessa | Neeko ⋅ Sylas Yorick ⋅ Gragas ⋅ Ambessa | Neeko ⋅ Sylas Yorick ⋅ Gragas ⋅ Ambessa | Cấm                           | Cấm    | Pantheon ⋅ Varus Blitzcrank ⋅ Ziggs ⋅ Lulu | Pantheon ⋅ Varus Blitzcrank ⋅ Ziggs ⋅ Lulu | Pantheon ⋅ Varus Blitzcrank ⋅ Ziggs ⋅ Lulu | Pantheon ⋅ Varus Blitzcrank ⋅ Ziggs ⋅ Lulu | Pantheon ⋅ Varus Blitzcrank ⋅ Ziggs ⋅ Lulu | Pantheon ⋅ Varus Blitzcrank ⋅ Ziggs ⋅ Lulu | Pantheon ⋅ Varus Blitzcrank ⋅ Ziggs ⋅ Lulu |
| Jayce ⋅ Trund e ⋅ Viktor ⋅ Zeri ⋅ Rakan | Jayce ⋅ Trund e ⋅ Viktor ⋅ Zeri ⋅ Rakan | Jayce ⋅ Trund e ⋅ Viktor ⋅ Zeri ⋅ Rakan | Jayce ⋅ Trund e ⋅ Viktor ⋅ Zeri ⋅ Rakan | Jayce ⋅ Trund e ⋅ Viktor ⋅ Zeri ⋅ Rakan | Jayce ⋅ Trund e ⋅ Viktor ⋅ Zeri ⋅ Rakan | Jayce ⋅ Trund e ⋅ Viktor ⋅ Zeri ⋅ Rakan | Chọn                          | Chọn   | K'Sante ⋅ Skarner Hwei ⋅ Jinx ⋅ Tahm Kench | K'Sante ⋅ Skarner Hwei ⋅ Jinx ⋅ Tahm Kench | K'Sante ⋅ Skarner Hwei ⋅ Jinx ⋅ Tahm Kench | K'Sante ⋅ Skarner Hwei ⋅ Jinx ⋅ Tahm Kench | K'Sante ⋅ Skarner Hwei ⋅ Jinx ⋅ Tahm Kench | K'Sante ⋅ Skarner Hwei ⋅ Jinx ⋅ Tahm Kench | K'Sante ⋅ Skarner Hwei ⋅ Jinx ⋅ Tahm Kench |
|                                         |                                         |                                         |                                         |                                         |                                         |                                         |                               |        |                                            |                                            |                                            |                                            |                                            |                                            |                                            |

| 15/4/39                                         | 15/4/39                                         | 15/4/39                                         | 15/4/39                                         | 15/4/39                                         | 15/4/39                                         | 15/4/39                                         | Trận 5                        | Trận 5 | 4/15/9                                     | 4/15/9                                     | 4/15/9                                     | 4/15/9                                     | 4/15/9                                     | 4/15/9                                     | 4/15/9                                     |
| Rồng: 4 ⋅ Trụ: 10 ⋅ Vàng: 72,8k                 | Rồng: 4 ⋅ Trụ: 10 ⋅ Vàng: 72,8k                 | Rồng: 4 ⋅ Trụ: 10 ⋅ Vàng: 72,8k                 | Rồng: 4 ⋅ Trụ: 10 ⋅ Vàng: 72,8k                 | Rồng: 4 ⋅ Trụ: 10 ⋅ Vàng: 72,8k                 | Rồng: 4 ⋅ Trụ: 10 ⋅ Vàng: 72,8k                 | Rồng: 4 ⋅ Trụ: 10 ⋅ Vàng: 72,8k                 | Sự kiện thể thao đang diễn ra | 35:17  | Rồng: 1 ⋅ Trụ: 3 ⋅ Vàng: 58,5k             | Rồng: 1 ⋅ Trụ: 3 ⋅ Vàng: 58,5k             | Rồng: 1 ⋅ Trụ: 3 ⋅ Vàng: 58,5k             | Rồng: 1 ⋅ Trụ: 3 ⋅ Vàng: 58,5k             | Rồng: 1 ⋅ Trụ: 3 ⋅ Vàng: 58,5k             | Rồng: 1 ⋅ Trụ: 3 ⋅ Vàng: 58,5k             | Rồng: 1 ⋅ Trụ: 3 ⋅ Vàng: 58,5k             |
| Pantheon ⋅ Varus Lee Sin ⋅ Twisted Fate ⋅ Yasuo | Pantheon ⋅ Varus Lee Sin ⋅ Twisted Fate ⋅ Yasuo | Pantheon ⋅ Varus Lee Sin ⋅ Twisted Fate ⋅ Yasuo | Pantheon ⋅ Varus Lee Sin ⋅ Twisted Fate ⋅ Yasuo | Pantheon ⋅ Varus Lee Sin ⋅ Twisted Fate ⋅ Yasuo | Pantheon ⋅ Varus Lee Sin ⋅ Twisted Fate ⋅ Yasuo | Pantheon ⋅ Varus Lee Sin ⋅ Twisted Fate ⋅ Yasuo | Cấm                           | Cấm    | Maokai ⋅ Neeko Kai'Sa ⋅ Blitzcrank ⋅ Leona | Maokai ⋅ Neeko Kai'Sa ⋅ Blitzcrank ⋅ Leona | Maokai ⋅ Neeko Kai'Sa ⋅ Blitzcrank ⋅ Leona | Maokai ⋅ Neeko Kai'Sa ⋅ Blitzcrank ⋅ Leona | Maokai ⋅ Neeko Kai'Sa ⋅ Blitzcrank ⋅ Leona | Maokai ⋅ Neeko Kai'Sa ⋅ Blitzcrank ⋅ Leona | Maokai ⋅ Neeko Kai'Sa ⋅ Blitzcrank ⋅ Leona |
| Aatrox ⋅ Nidalee Aurora ⋅ Miss Fortune ⋅ Pyke   | Aatrox ⋅ Nidalee Aurora ⋅ Miss Fortune ⋅ Pyke   | Aatrox ⋅ Nidalee Aurora ⋅ Miss Fortune ⋅ Pyke   | Aatrox ⋅ Nidalee Aurora ⋅ Miss Fortune ⋅ Pyke   | Aatrox ⋅ Nidalee Aurora ⋅ Miss Fortune ⋅ Pyke   | Aatrox ⋅ Nidalee Aurora ⋅ Miss Fortune ⋅ Pyke   | Aatrox ⋅ Nidalee Aurora ⋅ Miss Fortune ⋅ Pyke   | Chọn                          | Chọn   | Renekton ⋅ Viego Ahri ⋅ Caitlyn ⋅ Karma    | Renekton ⋅ Viego Ahri ⋅ Caitlyn ⋅ Karma    | Renekton ⋅ Viego Ahri ⋅ Caitlyn ⋅ Karma    | Renekton ⋅ Viego Ahri ⋅ Caitlyn ⋅ Karma    | Renekton ⋅ Viego Ahri ⋅ Caitlyn ⋅ Karma    | Renekton ⋅ Viego Ahri ⋅ Caitlyn ⋅ Karma    | Renekton ⋅ Viego Ahri ⋅ Caitlyn ⋅ Karma    |
|                                                 |                                                 |                                                 |                                                 |                                                 |                                                 |                                                 |                               |        |                                            |                                            |                                            |                                            |                                            |                                            |                                            |

## Thống kê

### Lượng người xem
Lượng người xem được thống kê dưới đây có số liệu dựa trên dữ liệu từ các nền tảng nhất định và không bao gồm lượng người xem tại khu vực Trung Quốc.
| Lượng người xem đỉnh điểm  | 3.445.577 (Gen.G vs T1) |
| Lượng người xem trung bình | 949.582                 |
| Tổng giờ xem               | 74.858.698 (giờ)        |

Nguồn: Esports Charts

### Thông số nổi bật

#### Vòng khởi động
| Tổng số trận đấu đã diễn ra                  | 21                                      |
| Thời lượng trung bình                        | 32'24                                   |
| Số điểm hạ gục trung bình/trận               | 29                                      |
| Trận đấu có thời gian ngắn nhất              | Bilibili Gaming vs GAM Esports ( 25'42) |
| Trận đấu có thời gian dài nhất               | GAM Esports vs FURIA ( 45'17)           |
| Trận đấu có nhiều điểm hạ gục nhất           | GAM Esports vs FURIA (46 ĐHG)           |
| Tuyển thủ có KDA cao nhất                    | BLG ON (14,57 KDA)                      |
| Tuyển thủ có chỉ số lính trung bình cao nhất | BLG Elk (9,49 CSM)                      |
| Tổng số tướng đã cấm & chọn                  | 89                                      |
| Tướng bị cấm nhiều nhất                      | Twisted Fate (15 lượt)                  |
| Tướng được chọn nhiều nhất                   | 11 tướng (5 lượt)                       |

#### Vòng phân nhánh
| Tổng số trận đấu đã diễn ra                  | 59                                |
| Thời lượng trung bình                        | 32'38                             |
| Số điểm hạ gục trung bình/trận               | 29                                |
| Trận đấu có thời gian ngắn nhất              | T1 vs CTBC Flying Oyster ( 25'00) |
| Trận đấu có thời gian dài nhất               | Gen.G vs T1 ( 45'51)              |
| Trận đấu có nhiều điểm hạ gục nhất           | T1 vs CTBC Flying Oyster (53 ĐHG) |
| Tuyển thủ có KDA cao nhất                    | T1 Gumayusi (6,05 KDA)            |
| Tuyển thủ có chỉ số lính trung bình cao nhất | T1 Gumayusi (9,71 CSM)            |
| Tổng số tướng đã cấm & chọn                  | 109                               |
| Tướng bị cấm nhiều nhất                      | Twisted Fate (30 lượt)            |
| Tướng được chọn nhiều nhất                   | Rell (13 lượt)                    |

## Thứ hạng
Tất cả các đội tham dự sẽ nhận được tiền thưởng từ tổng giải thưởng trị giá 2.000.000 USD.
| Thứ hạng | Đội                | Tiền thưởng (USD) | Tiền thưởng (%) |
| -------- | ------------------ | ----------------- | --------------- |
| 1        | Gen.G              | $500,000          | 25%             |
| 2        | T1                 | $300,000          | 15%             |
| 3        | Anyone's Legend    | $240,000          | 12%             |
| 4        | Bilibili Gaming    | $200,000          | 10%             |
| 5-6      | FlyQuest           | $160,000          | 8%              |
| 5-6      | CTBC Flying Oyster | $160,000          | 8%              |
| 7-8      | Movistar KOI       | $130,000          | 6,5%            |
| 7-8      | G2 Esports         | $130,000          | 6,5%            |
| 9        | GAM Esports        | $100,000          | 5%              |
| 10       | FURIA              | $80,000           | 4%              |